# Magirus-Deutz

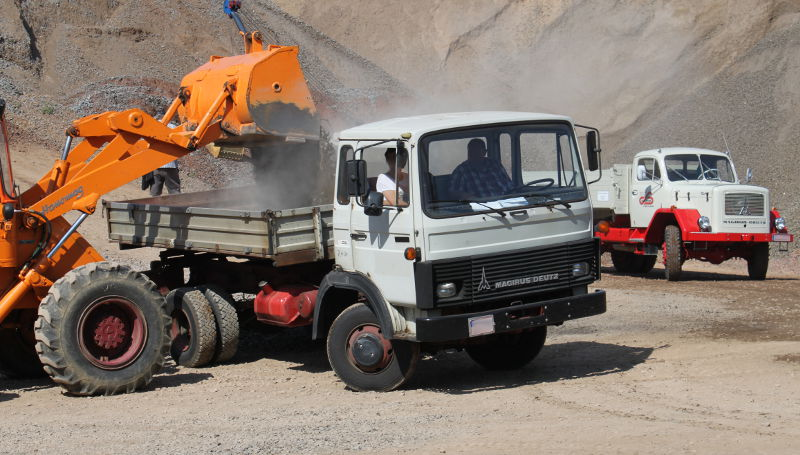
Zwei Lkw von Magirus-Deutz im Einsatz

Magirus-Deutz war ein Hersteller von Lastkraftwagen, Omnibussen, Brandschutztechnik, Feuerwehrfahrzeugen, Militärfahrzeugen und Hubarbeitsbühnen, der zur Klöckner-Humboldt-Deutz AG (KHD) gehörte und dessen Ursprung in der Ulmer Feuerwehrgerätefabrik Magirus liegt. Das Markenzeichen von Magirus-Deutz zeigt die stilisierte Silhouette des Ulmer Münsters in Kombination mit einem M für Magirus. Markentypisch waren luftgekühlte Dieselmotoren von KHD. Nach großen Markterfolgen in den 1950er und 1960er Jahren geriet Magirus-Deutz in den 1970er Jahren in eine Krise, die zur Eingliederung des Herstellers in den Iveco-Konzern führte. Dieser stellte die Marke Magirus-Deutz in den 1980er Jahren ein. Zeitweise war Magirus-Deutz der zweitgrößte deutsche Nutzfahrzeughersteller, erlangte große Bedeutung im Bereich allradgetriebener Baufahrzeuge und hatte die Marktführerschaft für Feuerwehrfahrzeuge in Deutschland und Europa inne. Heute sind Fahrzeuge von Magirus-Deutz – insbesondere die charakteristischen Rund- und Eckhauber aus den 1950er bis 1960er Jahren – beliebte Sammlerobjekte.

## Chronologie

### Der Zusammenschluss von Magirus und Humboldt-Deutz
Im Jahr 1936 übernahm der Motorenhersteller Humboldt-Deutz aus Köln die Fahrzeug- und Feuerwehrgerätefabrik C. D. Magirus AG in Ulm. Die beiden Unternehmen ergänzten sich gut: Magirus produzierte seit 1864 Feuerlöschgeräte, seit 1916 Lastkraftwagen und seit 1919 Omnibusse, benötigte für seine traditionell mit Ottomotoren ausgestatteten Nutzfahrzeuge jedoch dringend seinerzeit von den Kunden verstärkt verlangte Dieselmotoren. Humboldt-Deutz fertigte solche Motoren, stellte aber selber keine kompletten Nutzfahrzeuge her. Die Fusion ermöglichte so den Bau von vollständigen Lkw, Bussen und Feuerwehrfahrzeugen. Die beiden Magirus-Werke am Hauptsitz in Ulm sowie das 1913 gegründete Magirus-Zweigwerk in Berlin wurden Teil des Humboldt-Deutz-Konzerns.

### Die Zeit des Zweiten Weltkriegs und die Entstehung der Marke Magirus-Deutz

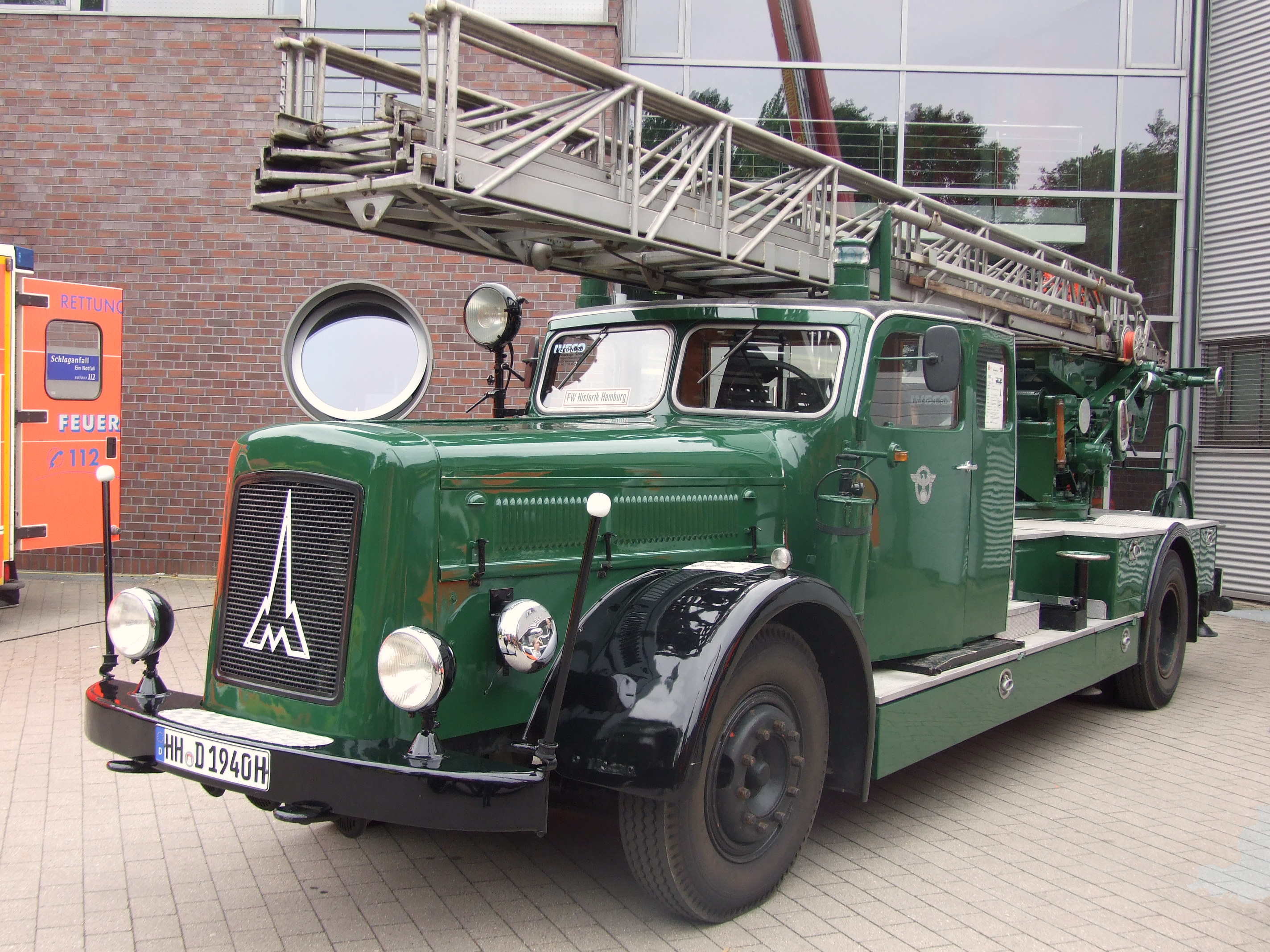
Drehleiter der Feuerschutzpolizei (lackiert in Tannengrün) aus dem Baujahr 1941

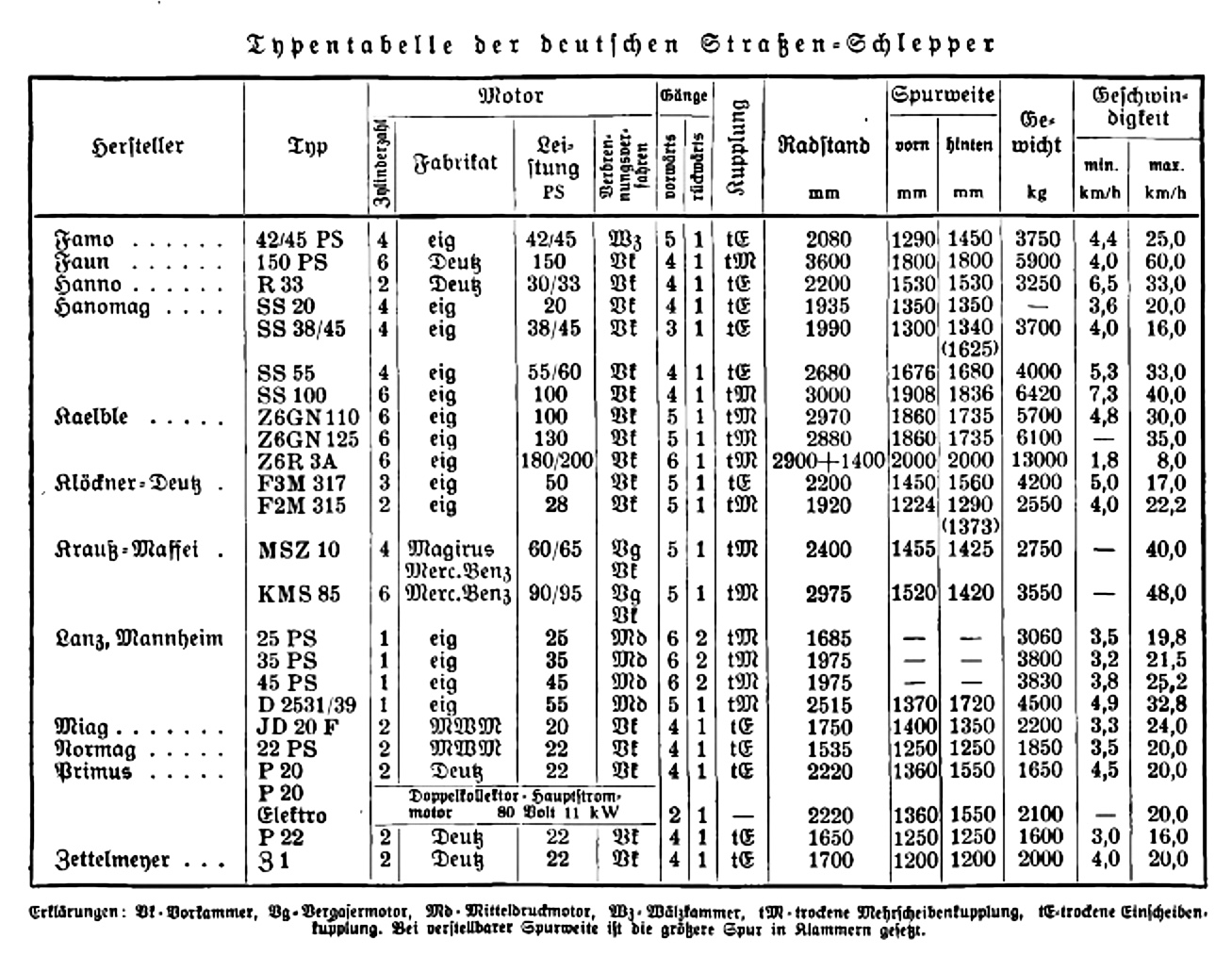
Technische Daten der Strassenschlepper F2M und F3M

In der Folge der Fusion wurde die bis dahin eigenständige Motorenentwicklung von Magirus in Ulm eingestellt. Schon von 1934 (kurz nach der Machtergreifung von Adolf Hitler) bis 1937 bauten die Ulmer Magirus-Werke einen leichten Dreiachs-Lkw für militärische Zwecke, den sog. M 206. 1938 schloss Humboldt-Deutz einen Organvertrag mit den Klöckner-Werken ab, wodurch die Klöckner-Humboldt-Deutz AG (KHD) entstand. Bis zum Ausbruch des Zweiten Weltkriegs 1939 und zum Teil noch in den ersten Kriegsjahren bis 1942 stellte das Unternehmen die schon auf dem Markt befindlichen Magirus-Typen weiter her, die aber ab 1937 fast ausnahmslos neue Motoren von Deutz erhielten. Darüber hinaus stellten die Ulmer Werke von 1937 bis 1940 gemeinsam mit MAN, Büssing-NAG und Henschel den sog. leichten Einheits-Lkw für die Wehrmacht her; dabei handelte es sich um einen firmenübergreifend neu entwickelten und geländegängigen Dreiachser. In Lizenz von Henschel entstand im selben Zeitraum der ebenfalls geländegängige Typ G 33, der sich nur durch den Deutz-Motor vom Henschel-Original unterschied. Aufgrund des Schell-Plans wurden 1939 für die Wehrmacht vereinheitlichte Lastwagen-Typen mit 3 Tonnen Nutzlast in das Produktionsprogramm aufgenommen, die zunächst die Modellbezeichnungen S 330 (mit Hinterradantrieb) sowie A 330 (mit Allradantrieb) trugen. 1940 verschwand der bis dahin noch als Markenbezeichnung an den Fahrzeugen weitergeführte Name Magirus vorläufig; die Fahrzeuge aus Ulm wurden stattdessen unter dem Namen Klöckner-Deutz verkauft. Bis zu diesem Zeitpunkt wurde an der Fahrzeugfront noch das 1925 eingeführte Magirus-Logo – die stilisierte Silhouette des Ulmer Münsters in Kombination mit einem M für Magirus – angebracht, ab 1940 ein kreisförmiges Logo mit dem Schriftzug Klöckner-Deutz. Ebenfalls ab 1940 wurden die in Ulm produzierten Fahrzeuge wahlweise mit Holzgasgeneratoren von Deutz ausgeliefert, um während des Krieges dem Mangel an Motorenbenzin zu begegnen. Die Schell-3-Tonner bekamen 1941 die neuen Bezeichnungen S 3000 und A 3000; als Omnibus gab es auf der gleichen technischen Basis den O 3000. Ebenfalls 1941 kamen die schwereren Typen GS 145 (mit Hinterachsantrieb, im selben Jahr umbenannt in S 4500) sowie GA 145 (mit Allradantrieb, im selben Jahr umbenannt in A 4500) mit jeweils 4,5 Tonnen Nutzlast hinzu.

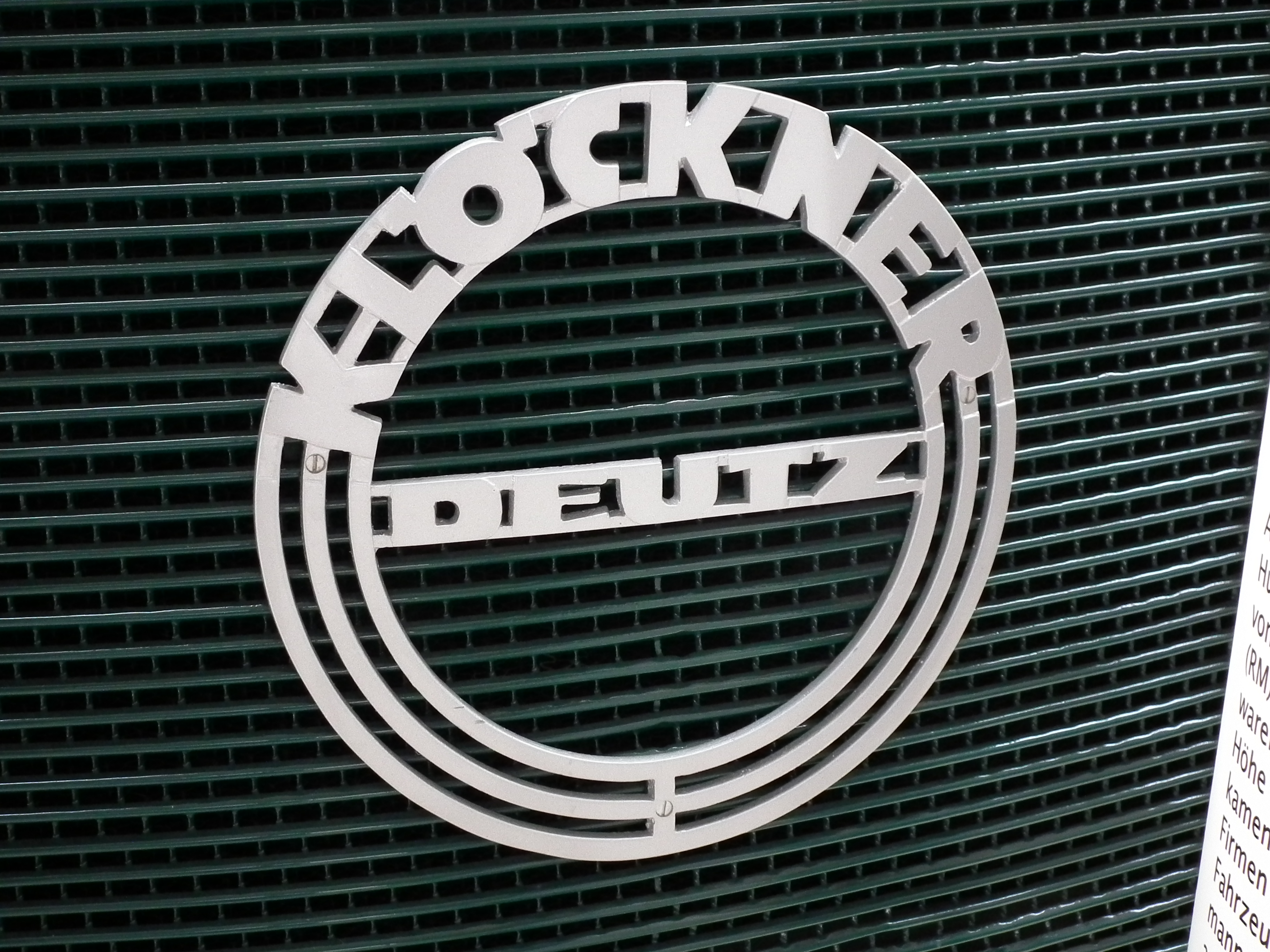
Rundes Klöckner-Deutz-Logo am Kühlergrill eines Feuerwehrfahrzeugs

Ab 1941 wurde die Produktion auf viele verschiedene Standorte rund um Ulm (z. B. in leerstehende Spinnereien) verteilt, um sie weniger anfällig für die zunehmenden alliierten Luftangriffe zu machen. Ähnliche Maßnahmen wurden damals in allen kriegswichtigen Branchen ergriffen. 1942 entwickelten die Techniker auf technischer Basis des S 3000 ein Halbkettenfahrzeug für die Wehrmacht, bei denen statt der Hinterachse ein Kettenlaufwerk zum Einsatz kam. Das „Maultier“ wurde außerdem von den Kölner Ford-Werken und im Opelwerk Brandenburg auf jeweils eigenen Lkw-Chassis hergestellt. Umgekehrt nahmen 1943 die Magirus-Werke in Lizenz von Steyr-Daimler-Puch den Raupenschlepper Ost in Produktion. Der Raupenschlepper Ost war das erste Fahrzeug, das ab 1944 mit dem damals neu entwickelten luftgekühlten Deutz-Dieselmotor ausgestattet wurde. Noch im Jahr 1943 kam die reguläre Lastwagen- und Omnibusproduktion kriegsbedingt zum Erliegen, es wurden bis Kriegsende stattdessen nur noch Halb- und Vollkettenfahrzeuge gebaut. Während des Zweiten Weltkriegs wurden in Ulm auf entsprechende Weisung der Rüstungsministeriums außerdem Kartuschen, Waffenbehälter sowie Komponenten für Flugzeuge und U-Boote hergestellt. Fremd- und Zwangsarbeiter („Ostarbeiter“) kamen in den Ulmer Nutzfahrzeugwerken jedoch nur in sehr geringem Umfang zum Einsatz – im Gegensatz zu den Motorenfabriken der Kölner Konzernmutter KHD, bei denen die Belegschaft zeitweise zu rund 25 % aus Fremd- und Zwangsarbeitern bestand.

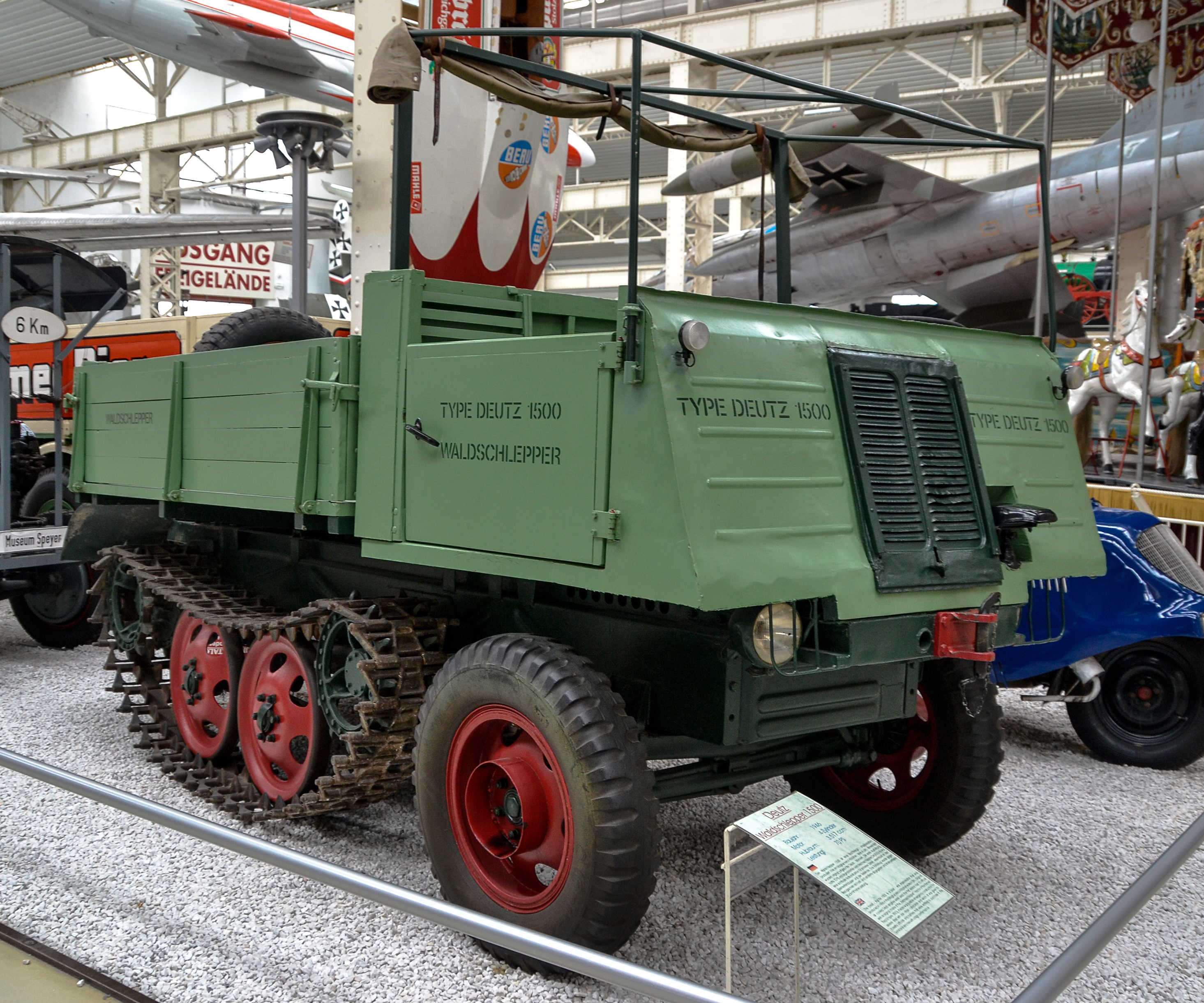
Waldschlepper RS 1500

Am Ende des Krieges Anno 1945 waren die Werksgebäude in Ulm zu 60 % zerstört. Eine drohende Demontage der verbliebenen und aus den Auslagerungsbetrieben zusammengetragenen Anlagen und Maschinen konnte durch geschickte Verhandlungen der Geschäftsführung mit den Alliierten abgewendet werden. Noch im Mai 1945 begann der Wiederaufbau des Werkes und die Wiederaufnahme der Arbeit, die zunächst darin bestand, durch den Krieg beschädigte Nutzfahrzeuge instand zu setzen und Fahrzeuge der alliierten Besatzungskräfte mit neuen Aufbauten zu versehen. Mit noch vorhandenen Teilen der Modelle aus der Kriegszeit und Restbeständen wurde nach einer entsprechenden Genehmigung durch die Alliierten zum Jahreswechsel 1945/46 eine erste Nachkriegsproduktion neuer Fahrzeuge aufgenommen. Insbesondere wurde der Raupenschlepper Ost leicht modifiziert und als Waldschlepper RS 1500 angeboten, so lange die Lastwagen-, Omnibus- und Feuerwehrfahrzeug-Fertigung infolge der Kriegszerstörungen und wegen der zunächst noch schleppenden Versorgung der Produktion mit Material und Teilen noch nicht wieder voll angelaufen war. Zunächst wurden für die alliierten Besatzungskräfte auch einfache Lkw- und Omnibus-Aufbauten auf Fahrgestellen von amerikanischen Herstellern wie GMC, Dodge und Chevrolet gefertigt, die nach dem Ende des Krieges von den Besatzungskräften nicht mehr gebraucht wurden. Des Weiteren wurde der aus der Kriegszeit stammende Typ O 3000 mit 70-PS-Dieselmotor, der technisch auf dem Lastwagentyp S 3000 basierte, ab 1946 wieder hergestellt. Von 1947 bis 1954 kamen Deutz-Traktoren für die Konzernmutter KHD aus den Ulmer Werken, quasi als Ersatz für die noch nicht ausreichende Lkw- und Omnibus-Fertigung. Die Nutzfahrzeuge der Nachkriegsproduktion erhielten schon recht frühzeitig das alte Magirus-Logo zurück, das 1940 zu Gunsten des kreisförmigen Klöckner-Deutz-Signets abgeschafft worden war. 1949 beschloss die Konzernleitung von KHD, ebenso wieder den 1940 abgeschafften, aber nach wie vor sehr bekannten und bei den Kunden gut eingeführten Namen Magirus zu verwenden, allerdings mit dem Zusatz „Deutz“. So lautete der Markenname der von KHD im Ulmer Magirus-Werk produzierten Fahrzeuge fortan „Magirus-Deutz“.

### Der luftgekühlte Dieselmotor

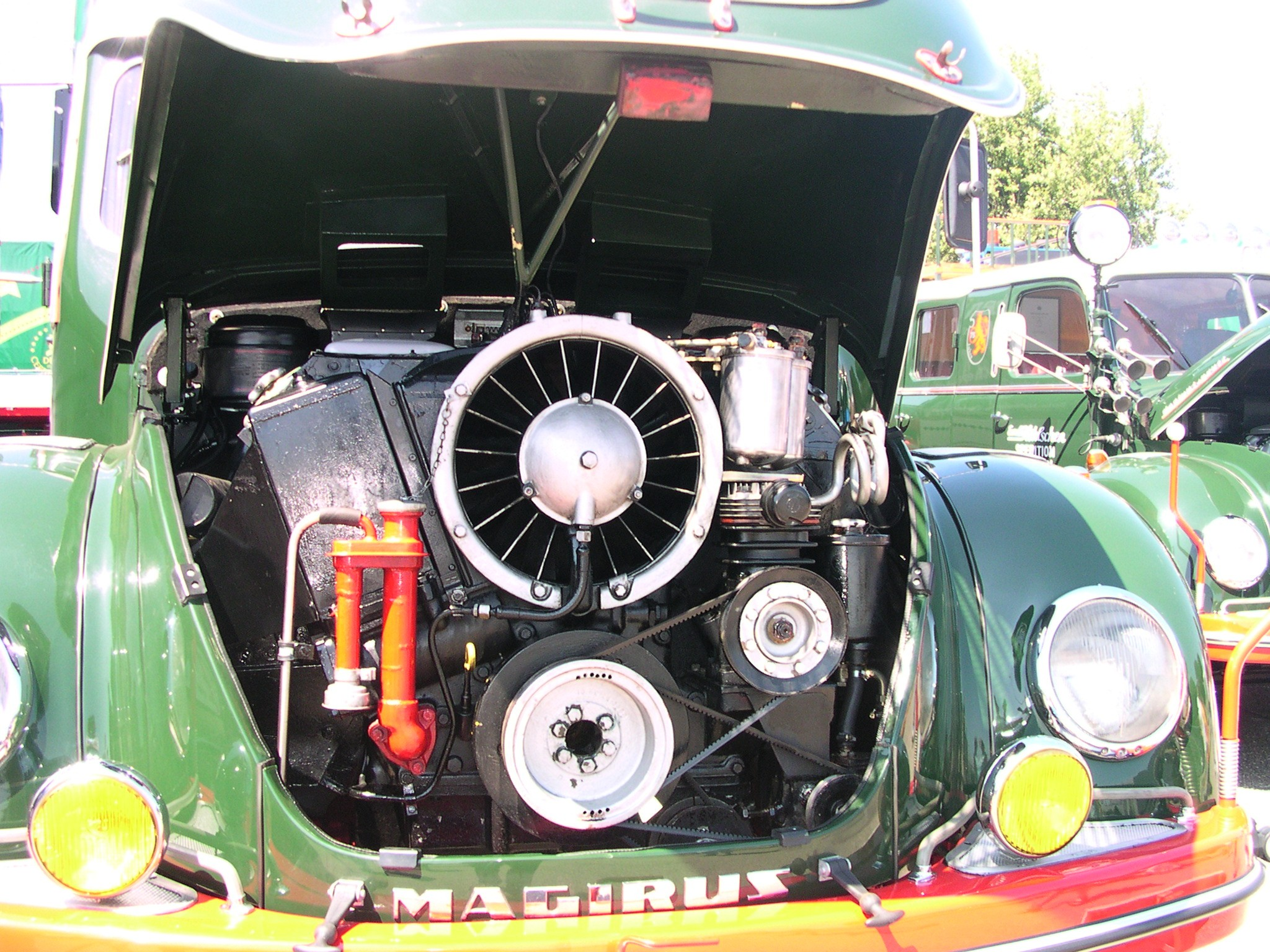
Luftgekühlter Motor eines Rundhaubers vom Typ S 6500

1944 konstruierten die Ingenieure bei KHD serienreife Dieselmotoren mit Luftkühlung, die während des Krieges aber nur noch im Raupenschlepper Ost zum Einsatz kamen. Die ersten Nutzfahrzeuge nach dem Zweiten Weltkrieg wurden noch mit herkömmlichen wassergekühlten Dieselmotoren ausgerüstet, diese wurden aber ab 1948 zunehmend von den neuen luftgekühlten Maschinen abgelöst. Die neuen luftgekühlten Dieselmotoren wurden in der Nachkriegszeit zu einer Art Markenzeichen von KHD und in der Folge von Magirus-Deutz, denn kein anderer westdeutscher Hersteller produzierte solche Motoren (zu den Daten der luftgekühlten KHD-Motoren siehe Liste der Deutz-Motoren). Statt eines Wasserkühlers befand sich vor dem Motor ein großes Lüfterrad, das einerseits für die Kühlung des Motors sorgte und andererseits für ein charakteristisches Geräuschbild. Damals hatte die Luftkühlung gegenüber der Wasserkühlung klare Vorteile: Damit das Kühlwasser in kalten Winternächten nicht einfror, musste es aus wassergekühlten Motoren bei Frostgefahr häufig abgelassen und vor Inbetriebnahme der Fahrzeuge wieder eingefüllt werden. Die ersten Frostschutzmittel waren außerdem relativ aggressiv, was der Haltbarkeit der wassergekühlten Motoren abträglich war. Luftgekühlte Motoren waren außerdem langlebiger als wassergekühlte, weil sie weniger ausfallgefährdete Bauteile aufwiesen (einer der häufigsten Gründe für Motorschäden von wassergekühlten Motoren war beispielsweise eine defekte Zylinderkopfdichtung zwischen Kühlmittelkreislauf und Verbrennungsraum). Bei Kälte erreichten luftgekühlte Motoren ihre optimale Betriebstemperatur schneller als wassergekühlte, und luftgekühlte Motoren waren um einige Kilogramm leichter als wassergekühlte, weil auf den Wasserkreislauf verzichtet werden konnte. Sogar bei langsamer Fahrt, z. B. bei der Müllabfuhr, oder auf unwegsamem Gelände wie auf Baustellen sowie im Stand – also in Situationen ohne Fahrtwind – war die ausreichende Kühlung des Motors durch das Lüftergebläse sichergestellt. Somit hatte Magirus-Deutz mit seinen luftgekühlten Motoren einen klaren Wettbewerbsvorteil gegenüber den wassergekühlten Konkurrenzprodukten, insbesondere beim Export in heiße Länder, denn wo kein Kühlwasser ist, kann keines kochen. Allerdings waren die mit luftgekühlten Motoren ausgestatteten Magirus-Deutz-Fahrzeuge lauter als vergleichbare Fahrzeuge mit Wasserkühlung. Lastwagen mit luftgekühlten Motoren wurden später außerdem von den Robur-Werken in der DDR hergestellt. Tatra produziert bis heute Lastwagen mit luftgekühlten Motoren.

### Start in Wiederaufbau und Wirtschaftswunder

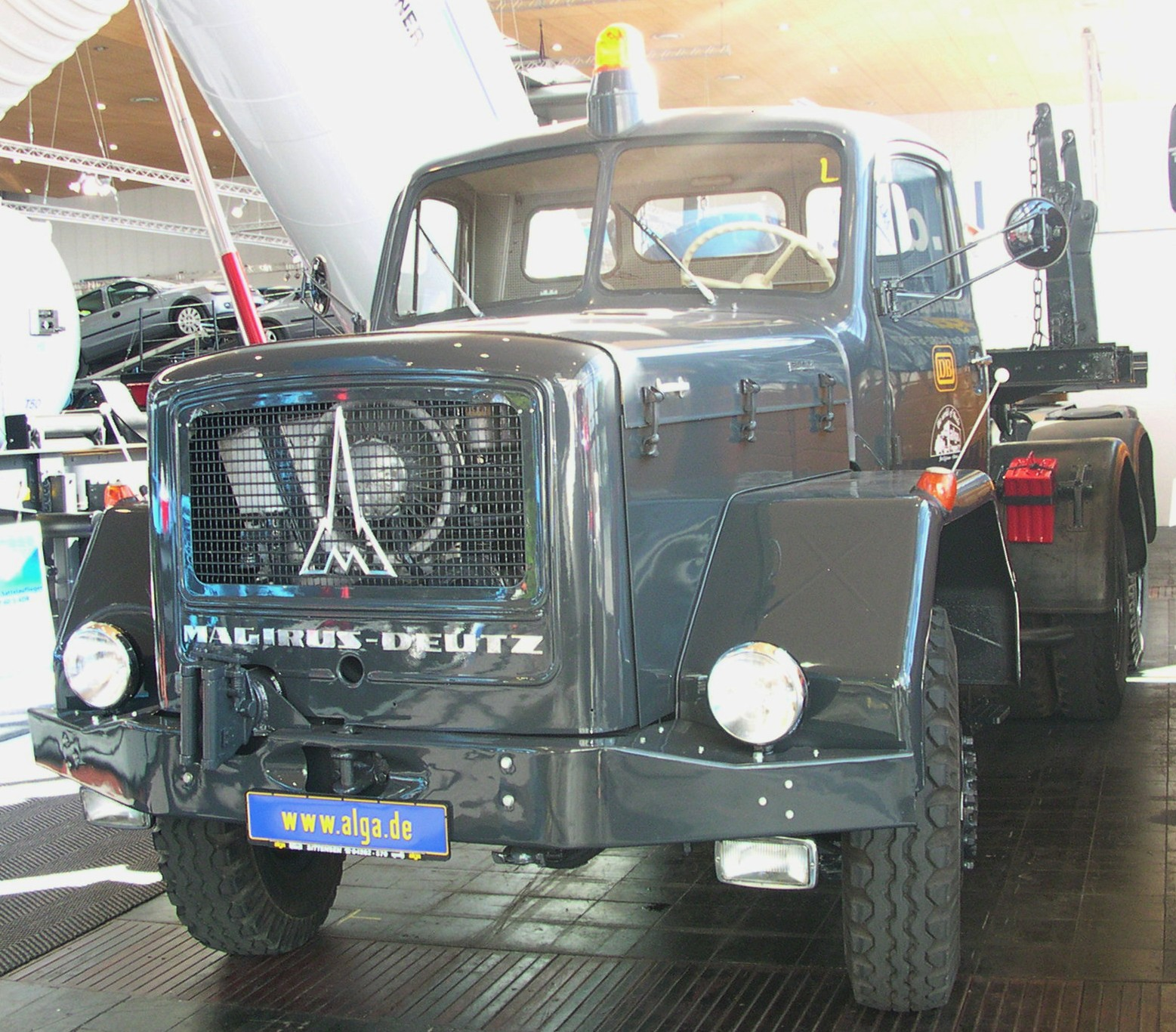
Eckhauber der 2. Generation

1948 stellte man in Ulm das erste wirklich neue Fahrzeug nach dem Krieg vor: Unter Modifizierung der Kriegskonstruktionen und unter Verwendung des neuen luftgekühlten Dieselmotors erschien der neue Typ S 3000 auf dem Markt, der 1949 auf 3,5 Tonnen Nutzlast verbessert und infolgedessen als S 3500 bezeichnet wurde. Aus diesem Modell entwickelte sich die erste Nachkriegsserie von Lastwagen, die heute als Eckhauber der 1. Generation bekannt ist. 1950 wurde der Omnibus O 3000 grundlegend überarbeitet und zum O 3500 weiterentwickelt. Mit dem O 3500 deckte Magirus-Deutz die mittlere Größenklasse von Bussen ab. 1951 wurde das Programm nach oben erweitert: Es erschien der Typ O 6500 auf dem Markt. Es handelte sich im Gegensatz zu allen bisherigen Magirus-Deutz-Bussen erstmals um einen Frontlenker mit Heckmotor und (ebenfalls neu) um eine halb-selbsttragende Konstruktion von Fahrgestell und Aufbau. 1951 stellte Magirus-Deutz vollkommen neu gestaltete Lkw vor, für die sich der Name Rundhauber eingebürgert hat. Die Konstruktion der kugeligen „Schnauze“ hob sich deutlich von den Lkw-Modellen der Konkurrenz ab und war nur möglich, weil sich kein großer kastenförmiger Wasserkühler vor dem Motorblock befand. Im Geländeeinsatz kam es bei den runden Hauben zu nicht tolerierbaren Verwindungen. Daher erhielten die Fahrzeuge mit Allradantrieb ein anderes Design mit eckiger Motorhaube, das vom eleganten Erscheinungsbild der Rundhauber deutlich abwich. Bei diesen Eckhaubern der 2. Generation handelte es sich um eine kantige, wuchtige Konstruktion mit freistehenden, eckigen Kotflügeln. 1953 übertrug Magirus-Deutz das Bauprinzip des O 6500 (halb-selbsttragende Konstruktion, Frontlenker, Heckmotor) auch auf die Mittelklasse und stellte als Nachfolgemodell des Rundhauber-Busses O 3500 den O 3500 H vor.
Da sich in den Hinterachsen der meisten Magirus-Deutz-Fahrzeuge Planetengetriebe befanden, kam man bis 1955 auf den Gedanken, die Fahrzeuge nach Planeten zu benennen. Infolgedessen hießen die Lkw und Omnibusse aus Ulm zum Beispiel Saturn, Pluto und Mercur. 1955 und damit lange vor der deutschen Konkurrenz stellte Magirus-Deutz auf der Frankfurter IAA einen Frontlenker-Prototyp mit kippbarer Fahrerkabine vor. Dieser stieß trotz besserer Erreichbarkeit des Motors für Wartungs- und Reparaturarbeiten im Vergleich zur bis dahin üblichen fest installierten Kabine beim Publikum auf große Skepsis und ging nicht in Serie. Man entschied, stattdessen Frontlenker mit rundlich gestalteter, aber fest installierter Kabine auf den Markt zu bringen. Diese Modelle waren ab 1957 erhältlich.

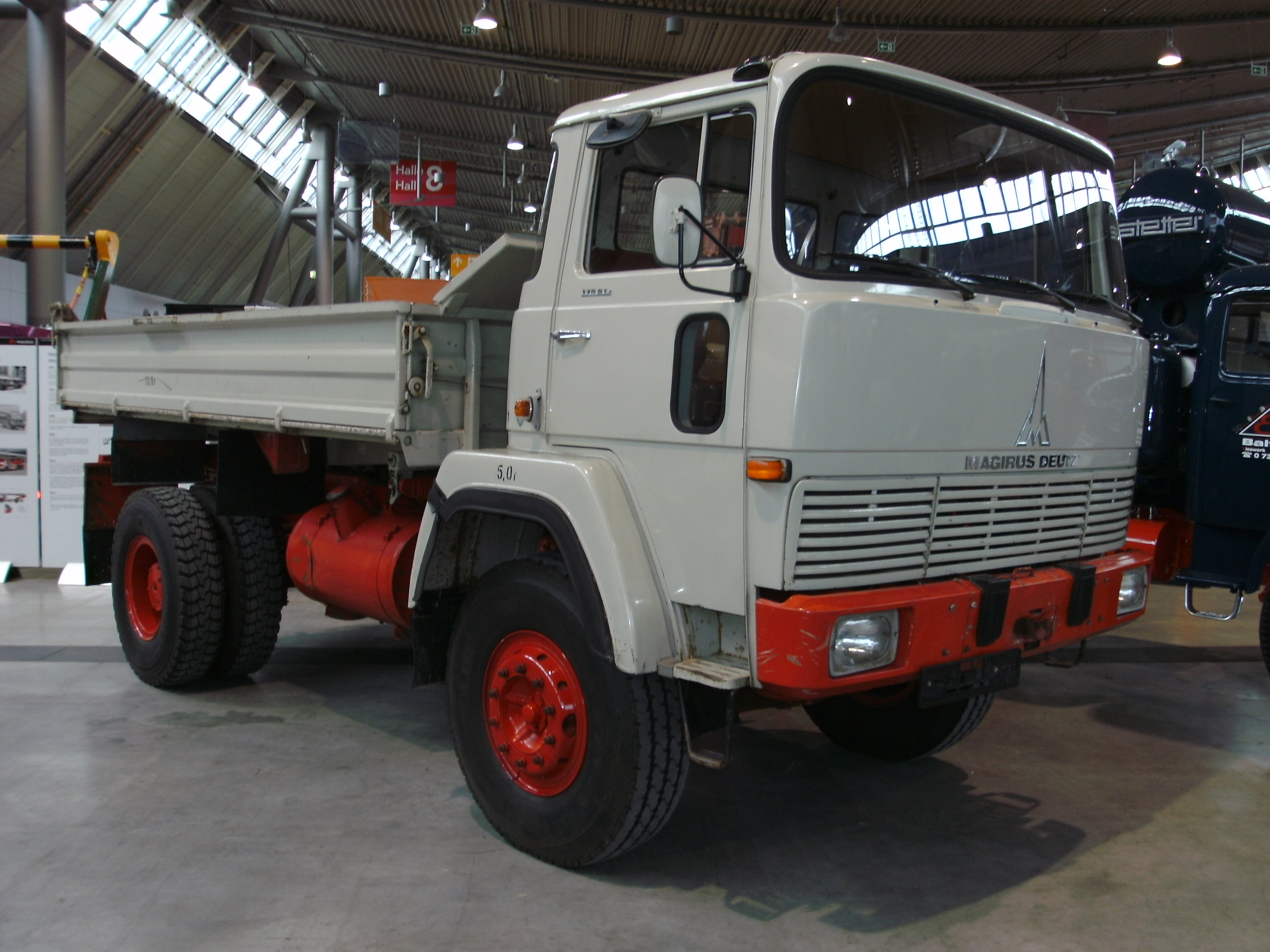
D-Frontlenker

Mit der Übernahme der Vereinigten Westdeutschen Waggonfabriken (Westwaggon) in Köln und Mainz zwischen 1953 und 1959 versuchte KHD, in den Markt für Straßenbahnwagen einzusteigen. Die Busfertigung von Magirus-Deutz wurde im Rahmen dessen zwischen 1955 und 1960 schrittweise von Ulm ins Westwaggon-Werk nach Mainz-Mombach verlegt, das zuvor schon zahlreiche Aufbauten auf Bus-Fahrgestellen von Magirus-Deutz angefertigt hatte. Der erste in Mainz gebaute Komplettbus war ein O 3500 H. 1957 wurde der O 6500 auf dem Inlandsmarkt abgelöst: Der neu konstruierte Frontlenker vom Typ Saturn II kam auf den Markt.
Ab 1962 wurden die runden Hauben der nicht-allradgetriebenen Hauben-Lkw schrittweise durch die „Eckhaube“ ersetzt, was (abgesehen von einer bis 1971 weitergebauten Sonderserie für die Deutsche Bundespost) zur Einstellung der Rundhauberfertigung bis 1967 führte. Die Führerhäuser der Rundhauber und der Eckhauber waren von jeher identisch gewesen. 1963 wurde das Angebot an Frontlenkern weiter ausgebaut, indem neu gestaltete und dem Stil der Zeit entsprechend kubische Frontlenker-Fahrerhäuser aus Pressstahl angeboten wurden, die von dem bekannten Industriedesigner Louis Lucien Lepoix gestaltet wurden. Ab 1964 wurde zur Bezeichnung der Modelle eine neue Bezeichnungsweise eingeführt, die durch eine Zahlen-Buchstabenkombination Motorleistung in PS, zulässiges Gesamtgewicht in Tonnen, Fahrerhausbauform, Antriebsart und Aufbauart wiedergab (z. B.: 232 D 15 FAK = 232 PS, 15 Tonnen, Frontlenker, Allradantrieb, Kipper). Die neue Bezeichnungsweise wurde für alle Modelle der Magirus-Deutz-Produktpalette eingeführt. Das D stand für die eingebauten Deutz-Motoren. Da die neue Bezeichnungsweise fast zeitgleich mit der neuen kubischen Frontlenker-Generation eingeführt wurde, hat sich für diese der Name D-Frontlenker eingebürgert.

### Konsolidierung und weitere Entwicklung

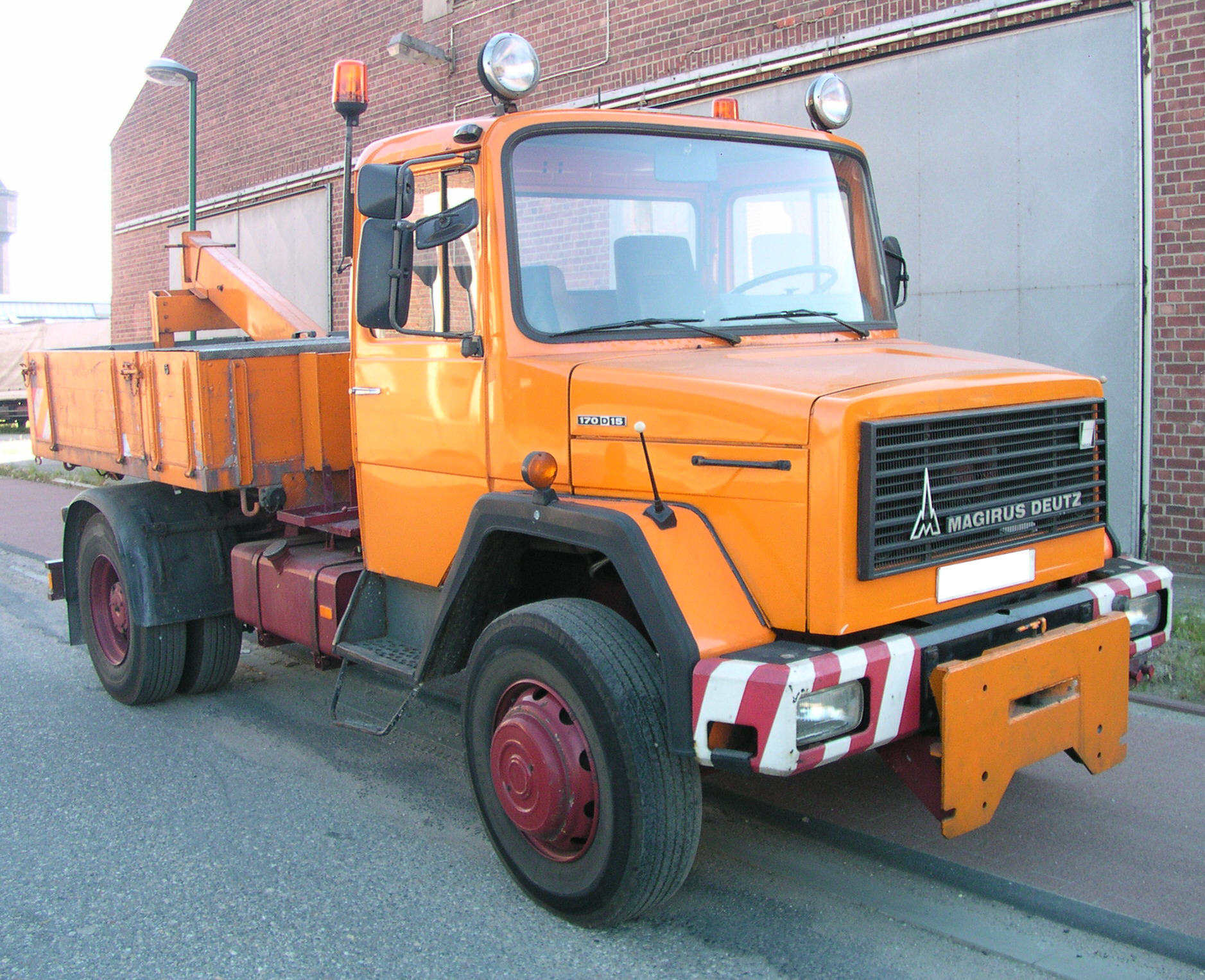
Eckhauber der 3. Generation

Die schwierigste Zeit für die deutsche Nutzfahrzeugindustrie nach dem Zweiten Weltkrieg kam Mitte der 1960er bis Anfang der 1970er Jahre: Der Wiederaufbau des durch den Zweiten Weltkrieg zerstörten Deutschland und das Wirtschaftswunder waren zu Ende, und erste Konjunkturdellen senkten die Nachfrage nach Nutzfahrzeugen, was zu Überkapazitäten auf dem Markt führte. Gleichzeitig bot der Daimler-Benz-Konzern seine Mercedes-Benz-Lkw zu Niedrigpreisen an, um seine Konkurrenten auf dem deutschen Nutzfahrzeugmarkt zu unterbieten und letztlich zu verdrängen. Das war möglich, weil Daimler-Benz mit seiner Pkw-Sparte gut Geld verdiente und so die Lkw-Sparte quersubventionieren konnte. In dieser Situation mussten zahlreiche Mitbewerber von Magirus-Deutz wie z. B. Krupp, Faun, Hanomag-Henschel und Büssing ihre Nutzfahrzeugproduktion aufgeben oder verloren ihre wirtschaftliche Selbstständigkeit (siehe hierzu auch Geschichte der westdeutschen Nutzfahrzeugindustrie von 1945 bis 1990). Die Marke Magirus-Deutz war jedoch zunächst noch stark genug, um diese Krise zu überstehen, und profitierte dabei in erster Linie von ihrer guten Marktposition bei Allradfahrzeugen für die Bauwirtschaft, aber ebenso vom Verschwinden von inländischen Konkurrenten. Mitte der 1960er Jahre kam in Form der Umstellung vom bis dahin üblichen Wirbelkammerverfahren auf Direkteinspritzung eine bedeutende Innovation auf der Motorenseite, die zu höheren Leistungen und einem besseren Beschleunigungsverhalten führte.

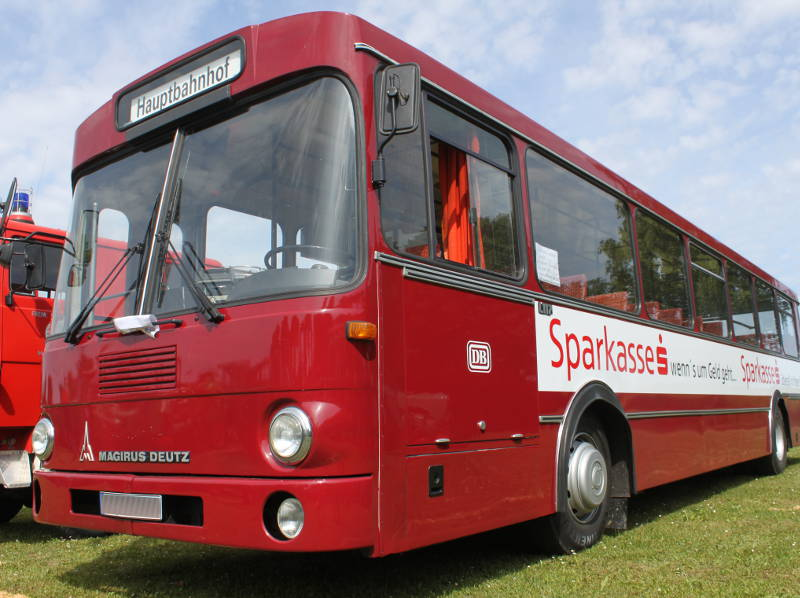
Standard-Überlandbus L 117 als Bahnbus

1967 ergänzte Magirus-Deutz sein Nutzfahrzeugprogramm nach unten, indem die Konstruktion eines leichten Frontlenker-Lkw von der Firma Eicher, die eigentlich Landmaschinen produzierte, über- und ins eigene Lieferprogramm aufgenommen wurde. Eicher wollte sich im Bau von Lkw versuchen und stellte daher ab 1962 das Lkw-Modell TransExpress her. Allerdings konnte Eicher das Fahrzeug über das eigene Landmaschinenvertriebsnetz nur schlecht absetzen. Daher gab man die Konstruktion 1967 (nach einigen optischen und technischen Änderungen insbesondere im Bereich der Fahrerhaus-Front und im Bereich des Fahrwerks) an Magirus-Deutz ab, wo die Eicher-Typen über das vorhandene Lkw-Vertriebsnetz unter dem Namen Magirus-Deutz verkauft wurden. Die Motoren kamen von KHD.
Ab 1968 stellte Magirus-Deutz Standard-Linienbusse gemäß den Vorgaben des Verbands öffentlicher Verkehrsbetriebe (VÖV) her, wie sie in ähnlicher Konstruktion von anderen Busherstellern angeboten wurden. 1971 wurde die betagte Konstruktion der mittelschweren bis schweren Haubenfahrzeuge erneuert. Und obwohl die meisten anderen Lkw-Hersteller in Europa seinerzeit längst zu Kurzhaubern und Frontlenkern übergegangen waren, hielt man bei Magirus-Deutz in Form des Eckhaubers der 3. Generation am Konzept des Langhaubers fest. Speziell für kleine Reisegruppen hatte Magirus-Deutz ab 1972 das Busmodell R 80 im Angebot, aus dem später der R 81 entwickelt wurde. Anfang der 1970er Jahre brachten die ersten Turbo-Motoren in Magirus-Deutz-Fahrzeugen mehr Leistung und spontanere Kraftentfaltung. Weil die Eicher-Typen schon vor dem Ende ihrer Produktion anno 1976 im Verkauf schwächelten, fehlten Magirus-Deutz konkurrenzfähige leichte bis mittelschwere Lkw im Angebot. Daher arbeitete Magirus-Deutz ab 1971 mit DAF, Saviem und Volvo im Vierer-Club zusammen, um gemeinsam eine Neukonstruktion mit Frontlenker-Fahrerhaus zu entwickeln. 1975 kamen die Vierer-Club-Fahrzeuge von Magirus-Deutz auf den Markt, nachdem die von den vier Partnern gemeinsam entwickelten Lkw auf dem Brüsseler Autosalon der Öffentlichkeit vorgestellt worden waren.

### Krise und Eingliederung in Iveco

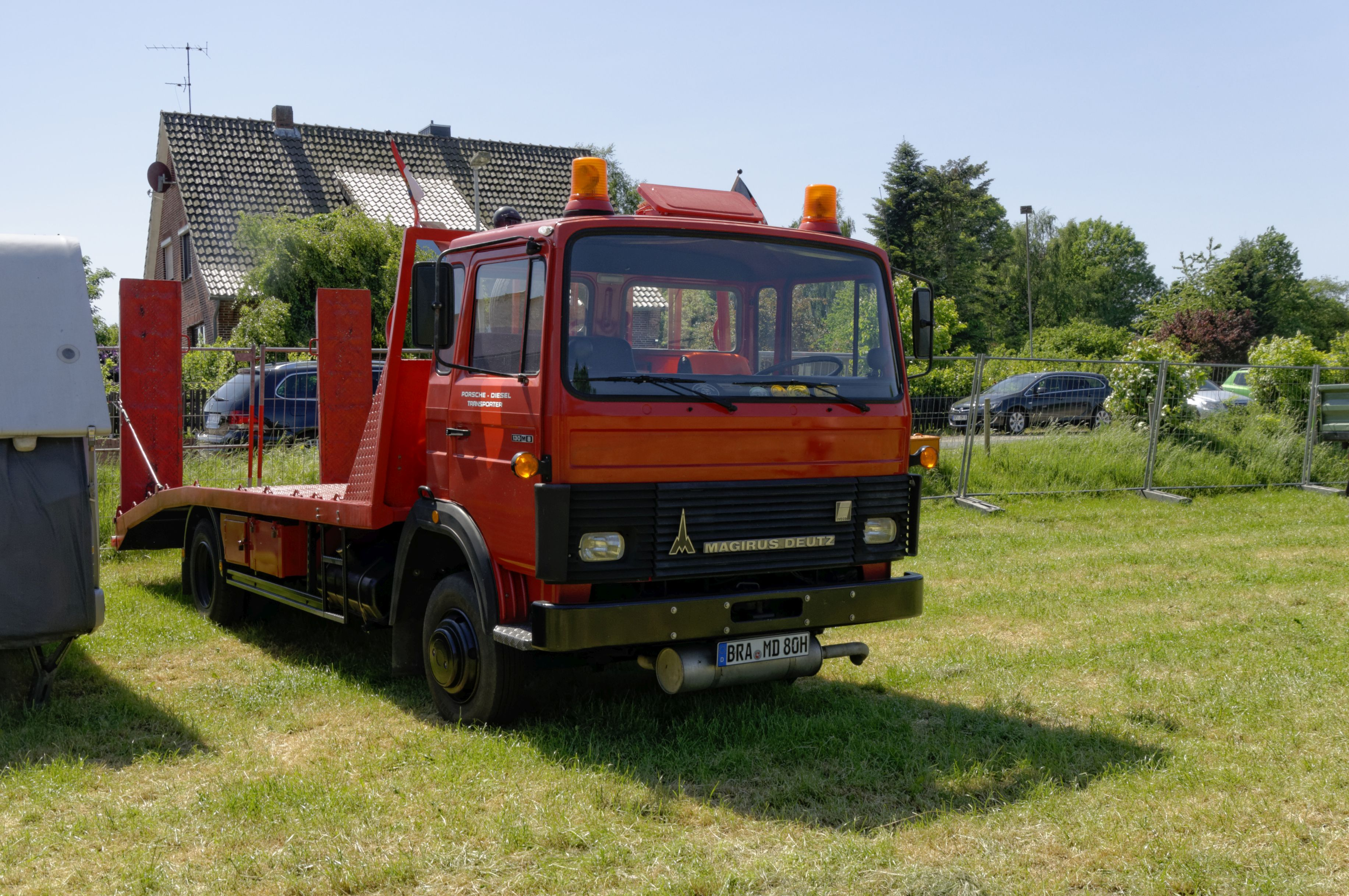
Vierer-Club Fahrzeug

Bis Mitte der 1970er Jahre hatte sich die Lage aus Sicht von Magirus-Deutz verschlechtert: Hohe Investitionen in die Entwicklung der Vierer-Club-Fahrzeuge und der Eckhauber der 3. Generation sowie in den Bau eines neuen Werkes in Ulm zwischen 1971 und 1973 (Werk Donautal, damals die modernste Lkw-Fabrik Europas) hatten den Mutterkonzern KHD finanziell geschwächt. Weitere Investitionen in Forschung und Entwicklung wären notwendig gewesen, da die Konstruktion der D-Frontlenker mittlerweile in die Jahre gekommen und insbesondere für den Fernverkehr immer weniger konkurrenzfähig war – der Marktanteil von Magirus-Deutz bei schweren Straßenfahrzeugen war Anfang der 1970er Jahre auf unter 10 % gesunken. Die Eckhauber der 3. Generation dagegen waren zwar eine relativ neue, aber dennoch keine moderne Konstruktion, denn der Trend im Nutzfahrzeugbereich ging klar zum Frontlenker. Weiterhin zeichnete sich ab, dass der luftgekühlte Dieselmotor nicht mehr zeitgemäß war, da die Konkurrenz die Nachteile der Wasserkühlung durch technische Verbesserungen im Laufe der Zeit weitgehend beseitigt hatte, sodass die Vorteile des wassergekühlten Motors für die Kunden inzwischen in der Regel diejenigen des luftgekühlten Motors überwogen. Hauptmanko der luftgekühlten Motoren war ihr Geräuschpegel, der zwar durch entsprechende Weiterentwicklungen geringer geworden war als noch in den 1950er Jahren, aber immer noch über dem eines wassergekühlten Motors lag. Darüber hinaus waren die Abgaswerte von luftgekühlten Motoren schlechter als die von wassergekühlten Konstruktionen, was in Anbetracht der in den 1970er Jahren an Bedeutung gewinnenden Umweltbewegung von Nachteil war. Im Zuge der beginnenden europäischen Integration nahm außerdem der internationale Konkurrenzdruck auf Magirus-Deutz spürbar zu; vorher kaum auf dem deutschen Markt vertretene Hersteller wie DAF, FIAT, Scania und Volvo drängten zunehmend in die durch das Verschwinden deutscher Hersteller entstandenen Lücken. In seinem Hauptgeschäftsfeld der allradgetriebenen Baufahrzeuge wurde Magirus-Deutz ab 1973 zunehmend vom neuen Mercedes-Benz NG bedrängt. Daimler-Benz hatte sich durch die 1971 erfolgte Übernahme des von den Stückzahlen her im Bereich schwerer Lkw eher kleinen, aber in der Allradtechnik starken Herstellers Hanomag-Henschel in die Lage versetzt, konkurrenzfähige Allrad-Baufahrzeuge in großer Menge auf den Markt zu werfen, indem modifizierte Henschel-Technik in die eigene Großserienfertigung übernommen wurde. Schließlich brachte die erste Ölkrise ab 1973 einen deutlichen und dauerhaften konjunkturellen Rückgang in Deutschland und eine dementsprechend sinkende Nachfrage nach Nutzfahrzeugen mit sich, die auch Magirus-Deutz traf. Hinzu kam, dass die Omnibus-Sparte von Magirus-Deutz seit Ende der 1960er Jahre verlustreich war. Bis 1973 brachen die Omnibus-Verkaufszahlen trotz zahlreicher Gegenmaßnahmen immer weiter ein. Bei den Reisebussen lag dies nicht zuletzt daran, dass die große Zeit der Busreisen sich in Deutschland dem Ende zu neigte: Die Leute fuhren durch den inzwischen erreichten Massenwohlstand und die damit zusammenhängende Massenmotorisierung zunehmend mit dem eigenen Pkw in den Urlaub oder benutzten das Flugzeug. Bei den Stadt- und Linienbussen – einer traditionellen Domäne der luftgekühlten Marke – setzte der seit 1967 gebaute deutsche Standard-Linienbus einen für Magirus-Deutz nachteiligen Preiskampf in Gang: Da Büssing, Magirus-Deutz, MAN und Daimler-Benz durch die Produktion standardisierter Typen weitgehend identische Fahrzeuge anboten, fand der Wettbewerb zunehmend über den Preis statt. Davon wiederum profitierten in erster Linie Daimler-Benz und MAN, während die Verkaufszahlen von Magirus-Deutz und Büssing schwanden.
Eine „Atempause“ konnte sich die Konzernmutter KHD 1974 durch einen Auftrag zur Lieferung von rund 9500 Magirus-Deutz-Hauben-Lkw in die Sowjetunion verschaffen, die in Sibirien zur Erschließung von Ölfeldern und beim Bau der Baikal-Amur-Magistrale eingesetzt wurden (das Delta-Projekt). Die luftgekühlten Dieselmotoren von KHD hatten hier immer noch einen entscheidenden Wettbewerbsvorteil: Wo kein Kühlwasser ist, kann keines einfrieren. Aufgrund der beschriebenen Probleme suchte KHD aber dennoch einen Partner für das Nutzfahrzeuggeschäft. Nach gescheiterten Verhandlungen mit Daimler-Benz gründete KHD seine Nutzfahrzeugsparte zum 1. Januar des Jahres 1975 in eine neue Gesellschaft mit dem Namen Magirus-Deutz AG (Vorstandsvorsitzender von 1975 bis 1981: Heinz W. Hahn, zuvor Vorstandsmitglied der Klöckner-Humboldt-Deutz AG) aus und brachte diese im November desselben Jahres in die von FIAT Mitte 1974 neu gegründete Firma Iveco (Industrial Vehicles Corporation) ein. Iveco war ein Zusammenschluss mehrerer europäischer Nutzfahrzeughersteller, an dem KHD ab 1975 zu 20 % beteiligt war. Die restlichen Anteile besaß FIAT.

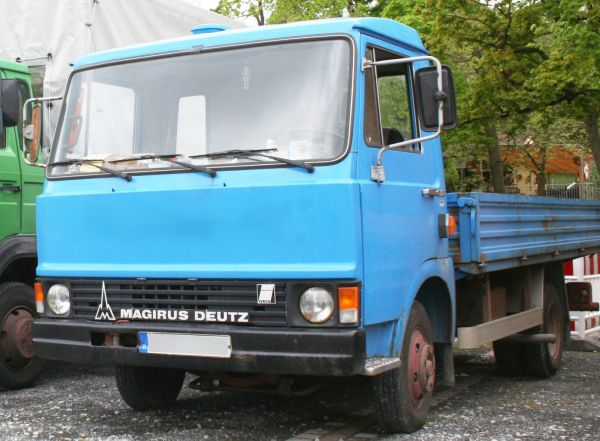
Leichter Lkw der X-Reihe aus dem Iveco-Konzern als Magirus-Deutz; Pritschenwagen

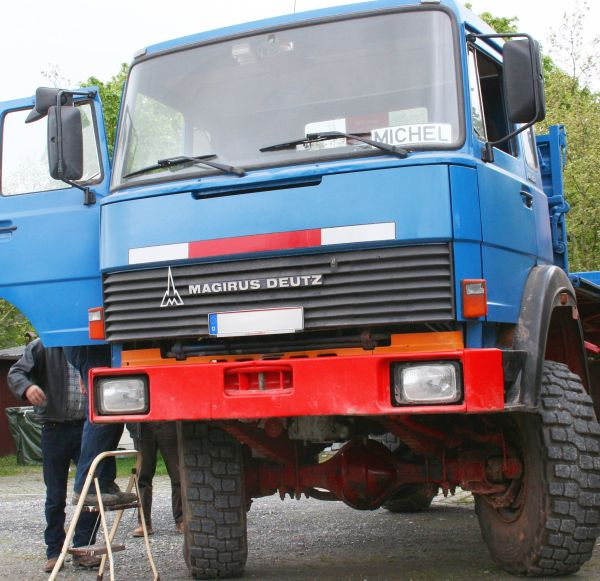
Schwerer Lkw der T-Reihe aus dem Iveco-Konzern als Magirus-Deutz; Baustellen-Kipper

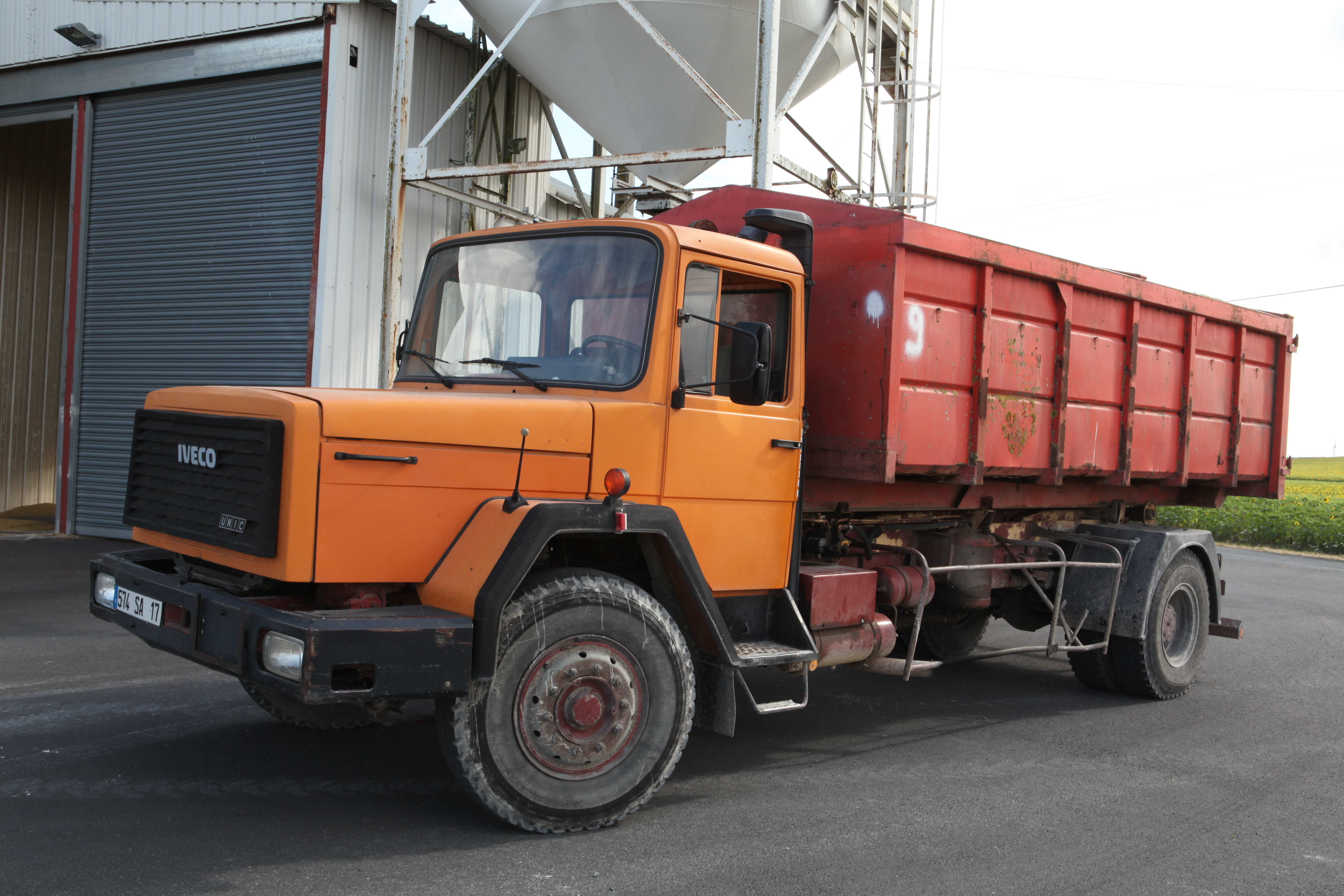
Eckhauber der 3. Generation als französischer Iveco UNIC

Auch Fahrzeuge aus anderen Werken des Iveco-Konzerns wurden nun unter dem Namen Magirus-Deutz verkauft. Dies betraf zum Beispiel einen 1976 eingeführten, unterhalb der Vierer-Club-Fahrzeuge angesiedelten, leichten Lkw der X-Reihe, wobei es sich um eine Entwicklung des ebenfalls in Iveco aufgegangen italienischen Herstellers OM handelte. Diese Fahrzeuge ersetzten die leichten Eicher-Typen, besaßen als Magirus-Deutz einen luftgekühlten Vierzylinder-Motor und unterschieden sich ansonsten nicht von ihren mit wassergekühlten Motoren als FIAT, OM oder UNIC verkauften „Konzernkollegen“.
1977 folgten als Nachfolger der D-Frontlenker schwere Lkw der T- und der P-Reihe, die eine Weiterentwicklung von FIAT-Modellen waren. Andersherum wurden die Fahrzeuge aus Ulm im Ausland teilweise unter anderen Markennamen als Magirus-Deutz angeboten, beispielsweise die Eckhauber der 3. Generation in Italien unter dem Namen FIAT und in Frankreich unter dem Namen UNIC. Nachdem Iveco in den Jahren 1985 und 1986 auch die Lkw-Produktion der britischen Ford-Werke übernommen hatte, gab es die Ulmer Eckhauber in Großbritannien sogar mit Ford-Pflaume als Iveco-Ford. Durch die Einbindung in den Iveco-Verbund änderte sich bei einzelnen Baureihen von Magirus-Deutz die Modell-Nomenklatur: Das D in der Mitte wich bei bestimmten Modellen einem M für Magirus, z. B. bei den Modellen 90 M 7 FL und 256 M 26 AK.
KHD konzentrierte sich indessen wieder auf den Bau von Motoren. So witterte man ein großes Geschäft in den USA und versuchte, luftgekühlte Dieselmotoren an das amerikanische Militär zu verkaufen. Um finanzielle Mittel für diesen Kraftakt zu erhalten, veräußerte KHD die restlichen Iveco-Anteile 1980 an FIAT. Iveco und damit die unter das Iveco-Dach geschlüpfte Magirus-Deutz AG befanden sich ab diesem Zeitpunkt zu 100 % in der Hand des FIAT-Konzerns. Bei den Fahrzeugen, die bis dahin noch mit dem gewohnten Schriftzug Magirus-Deutz und dem Magirus-Logo versehen wurden, neben denen ein bescheidenes Iveco-Zeichen angebracht war, entfielen nun zunächst der Name „Deutz“ sowie das Magirus-Logo und der Iveco-Schriftzug wurde größer. 1982 wurde die Busproduktion ersatzlos eingestellt und das Werk in Mainz, wo die Busse von Magirus-Deutz produziert wurden, wegen chronischer Unrentabilität aufgegeben. Ab 1983, nachdem die in Iveco eingegliederte Magirus-Deutz AG in „Iveco Magirus AG“ umbenannt worden war, rückte der Name Iveco in die Mitte der Fahrzeugfront und nur ein kleines Magirus-Schildchen daneben erinnerte noch eine Weile an den Ulmer Hersteller. Schließlich verschwand auch dieses. Der ehemals so klangvolle Name Magirus-Deutz war damit vom Markt für Neufahrzeuge ein für alle Mal verschwunden. Im Ulmer Werk werden heute noch Lkw und Feuerwehrfahrzeuge entwickelt und produziert; es ist jedoch nur noch eines von vielen Werken des Iveco-Konzerns.
Bei den letzten Lkw, die zunächst noch unter dem Namen Magirus-Deutz auf den Markt gekommen waren, hatte es sich um mittelschwere bis schwere Fahrzeuge der M-, der P- und der T-Reihe gehandelt, die aber jeweils schon ein auf eine FIAT-Entwicklung zurückgehendes Iveco-Einheitsfahrerhaus hatten. Die für Magirus-Deutz typischen luftgekühlten Motoren wurden im Rahmen des Transformationsprozesses von Magirus-Deutz zu Iveco in den 1970er und 1980er Jahren schrittweise durch wassergekühlte Motortypen ergänzt und später in den 1990er Jahren ganz ersetzt. Auch die für Magirus-Deutz-typische Konstruktion der Planetengetriebe an den Hinterachsen wich bei den normalen Straßen- und Fernverkehrsfahrzeugen Anfang der 1980er Jahre einfach-untersetzten Hinterachsen, die Iveco zusammen mit Rockwell entwickelt hatte. Dies hing mit dem Bestreben nach der zweiten Ölkrise von 1979 zusammen, Treibstoff zu sparen: Waren Lkw bis dahin so konstruiert, dass ihre technisch mögliche Höchstgeschwindigkeit nahe der gesetzlich zulässigen Höchstgeschwindigkeit von 80 km/h lag, so wurde nun versucht, bei der zulässigen Höchstgeschwindigkeit mit der wirtschaftlichsten Motordrehzahl zu fahren, die in der Regel im mittleren Drehzahlbereich des Motors liegt. Die technisch mögliche Höchstgeschwindigkeit wurde dementsprechend auf rund 130 km/h erhöht, um bei den maximal zulässigen 80 km/h im sparsamsten Drehzahlbereich unterwegs sein zu können. Positiver Nebeneffekt dieser Entwicklung war, dass die so gebauten Lkw ihre Höchstgeschwindigkeit auch schneller erreichten als vorher, was den allgemeinen Verkehrsfluss beschleunigte. Dies erforderte jedoch auch die Neukonstruktion der Hinterachsen (und damit auch des Antriebsstrangs), weil die bis dahin von Magirus-Deutz nahezu ausschließlich verwendeten Außenplanetenachsen dafür nicht mehr geeignet waren. Bei schweren Bau- und Allradfahrzeugen sind diese jedoch noch heute Stand der Technik.
| Der Übergang von Magirus-Deutz zu Iveco in Bildern | |                                                                                     |                                                                            |
| | |                                                                                     |                                                                            |
| Rechts des gewohnten Magirus-Logos und des gewohnten Schriftzugs „MAGIRUS DEUTZ“ an der Fahrzeugfront kam das Iveco-Zeichen (großes i, darin eingebettet IVECO) dazu. | Großer Schriftzug MAGIRUS an der Fahrzeugfront, darunter kleinerer Schriftzug IVECO; Entfall des Magirus-Logos und des Namens DEUTZ | Großer Schriftzug IVECO an der Fahrzeugfront, darunter kleinerer Schriftzug MAGIRUS | Nur noch Schriftzug IVECO an der Fahrzeugfront; Entfall des Namens MAGIRUS |

## Lastwagen

### Eckhauber der 1. Generation

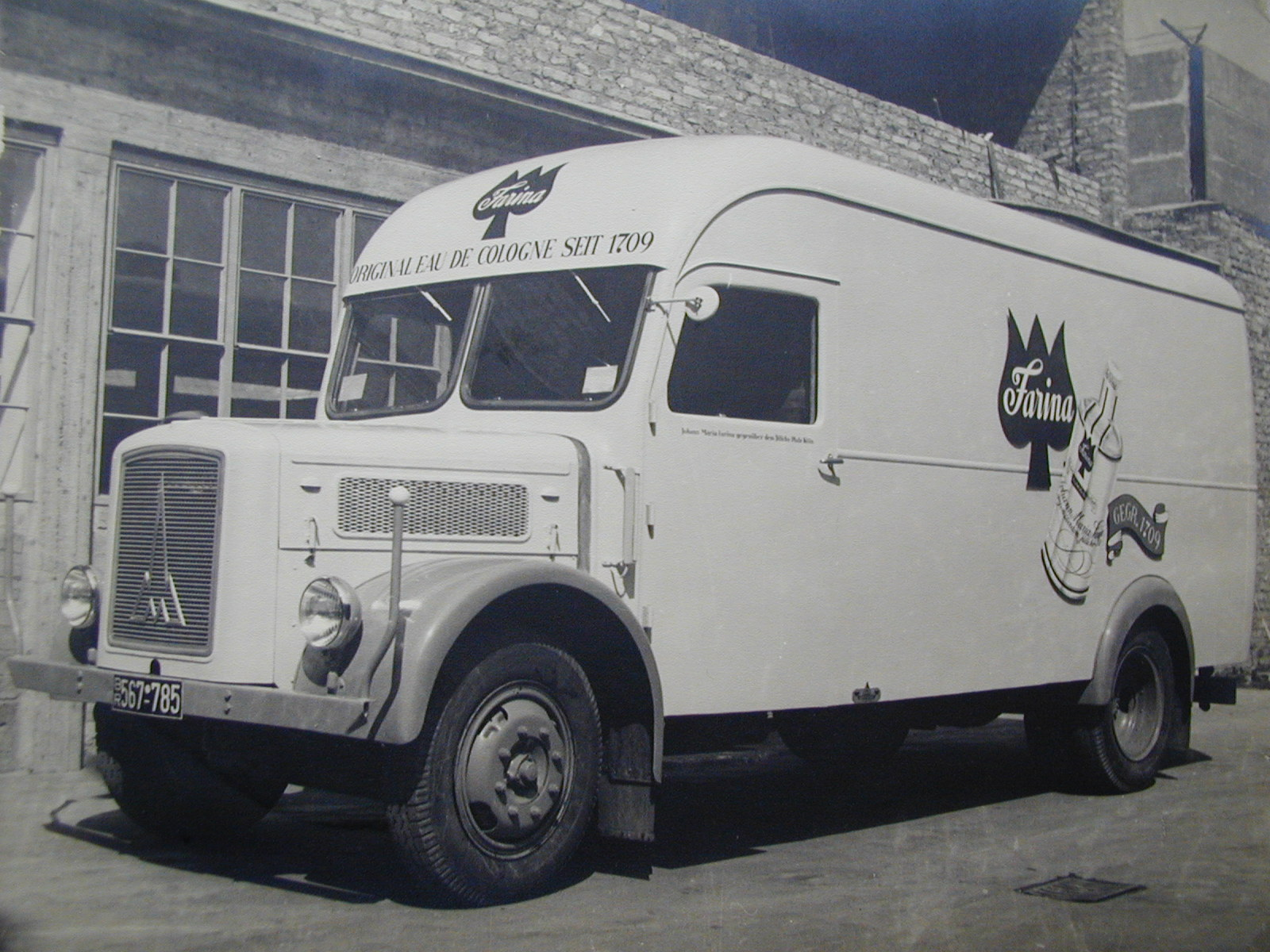
Kastenwagen vom Typ S 3500 auf einer Aufnahme von 1952
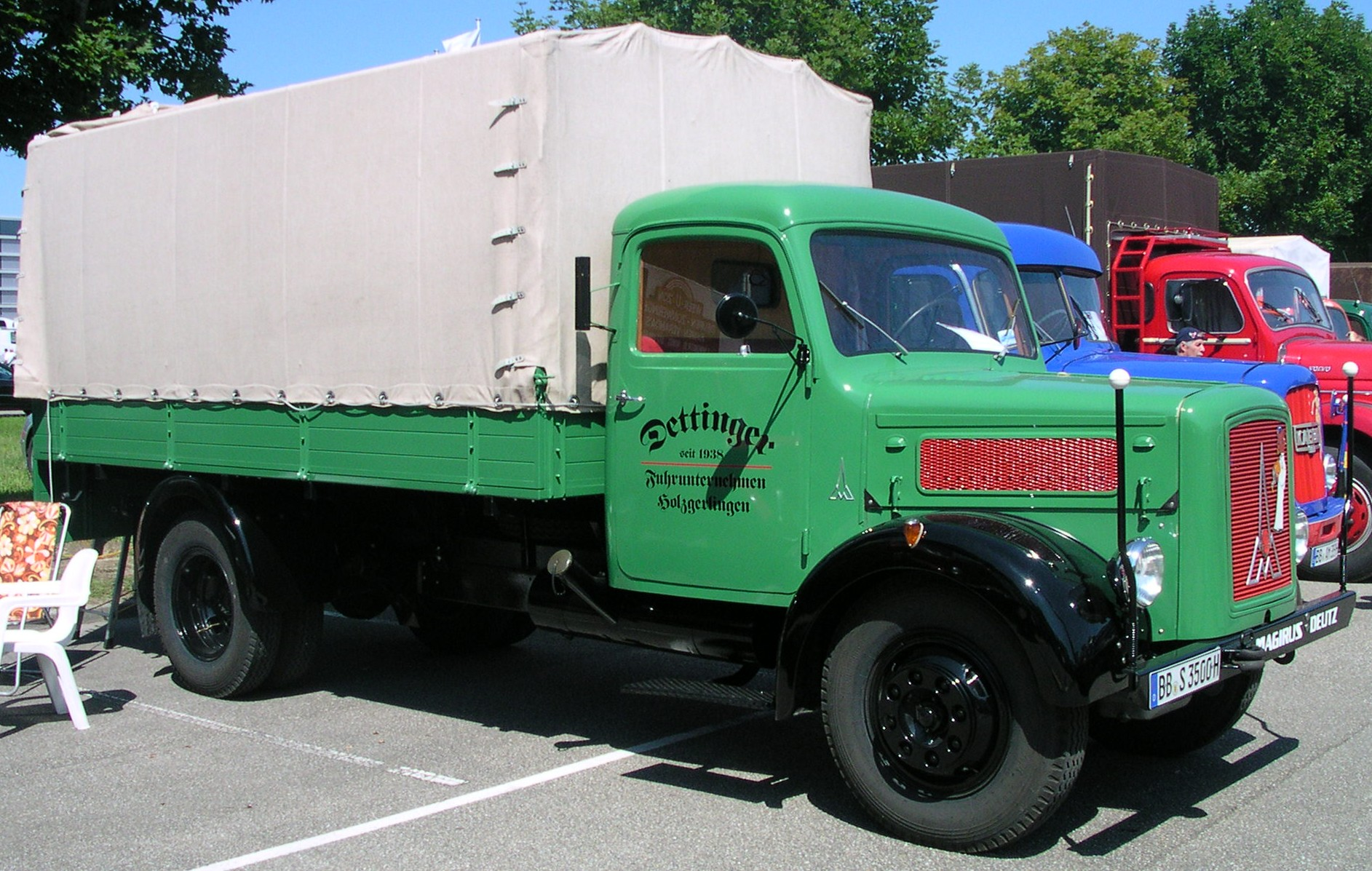
Pritschenwagen vom Typ A 3500
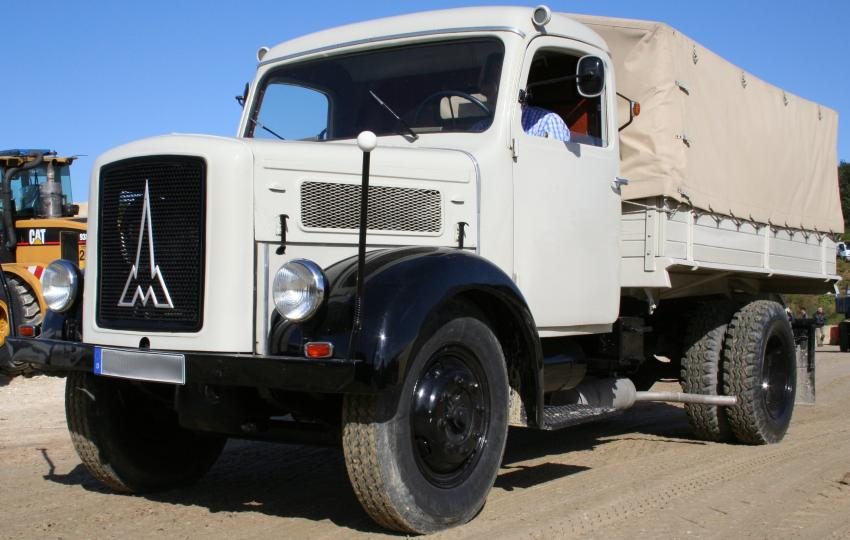
Kipper mit Plane vom Typ S 3500
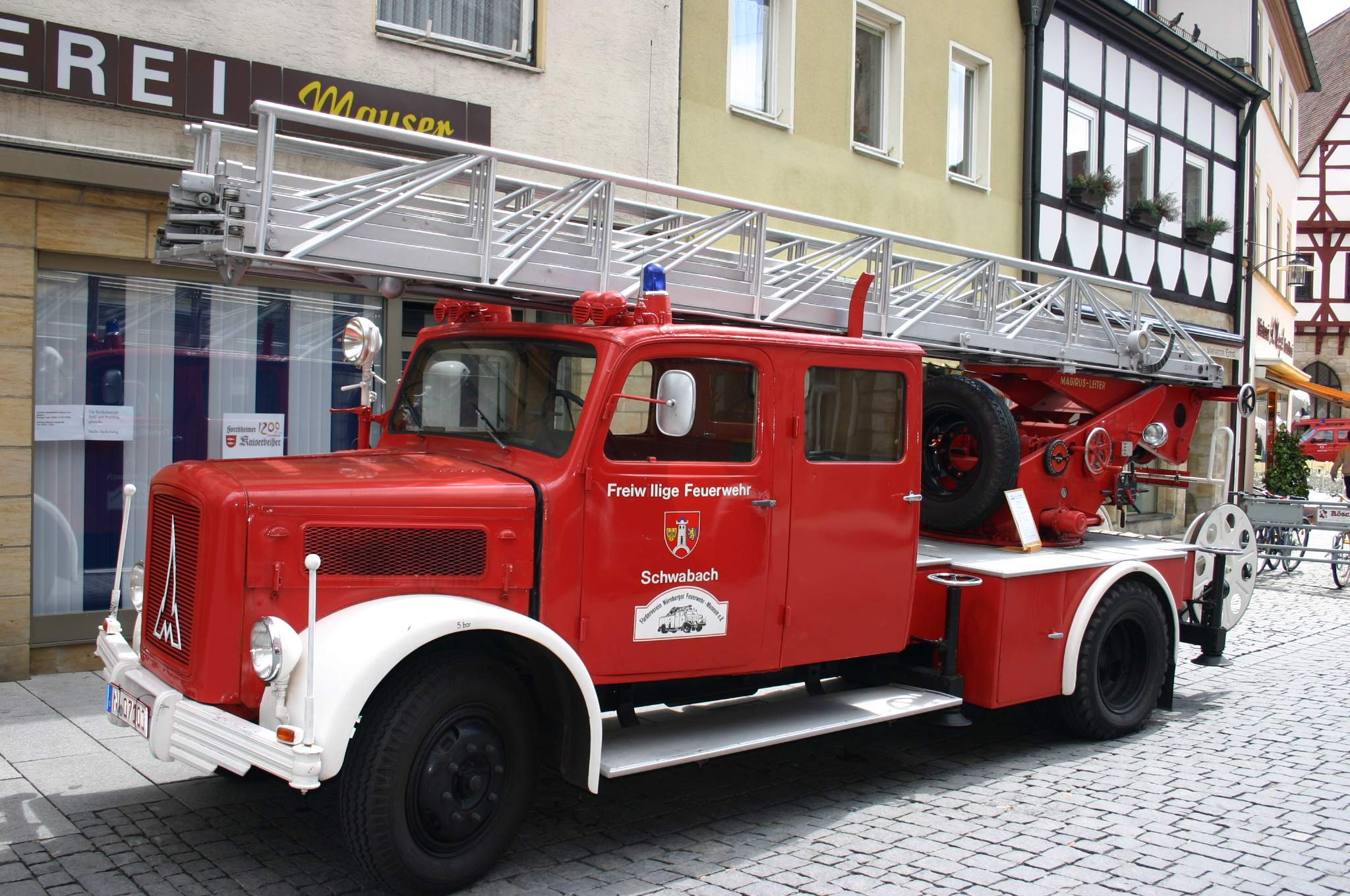
Drehleiter vom Typ S 3500

Zu den verbreitetsten Modellen aus Ulm gehörten nach dem Krieg die Eckhauber der 1. Generation. Es handelte sich um die Typen S 3000, A 3000, S 3500 und A 3500, bei denen es sich um Modifikationen der Typen S 3000 und A 3000 aus der Zeit des Zweiten Weltkriegs handelte. A stand für die Allradversion, S für die Straßenversion. Die Fahrzeuge hatten zwischen 70 und 80 PS und Nutzlasten von 3,15 bis 3,5 Tonnen. Das Fahrerhaus wies noch (wie damals üblich) einen Holzrahmen auf, der mit Blech beplankt wurde, die Scheinwerfer standen frei. Als damals moderne Innovation hatten die Fahrzeuge (und übrigens auch im Unterschied zu ihren Nachfolgemodellen) bereits eine durchgehende, nicht durch einen Mittelsteg geteilte Frontscheibe. Alle Typen waren Zweiachser; erhältlich waren Versionen als Fahrgestell für vielfältige Aufbauten, Kipper, Sattelzugmaschine und Feuerwehrfahrzeug. Die Eckhauber der 1. Generation wurden zwischen 1946 und 1954 hergestellt und ab 1948 mit den neuen luftgekühlten Motoren versehen. Bei den luftgekühlten Varianten entfiel demnach der ursprünglich noch verbaute Einfüllstutzen für das Kühlwasser oben am Kühlergrill. Große Kontingente gingen in die Niederlande zu den dortigen Zivilschutzkräften sowie als Reparationsleistung an die britische Royal Air Force.

### Die „Planeten“

#### Rundhauber

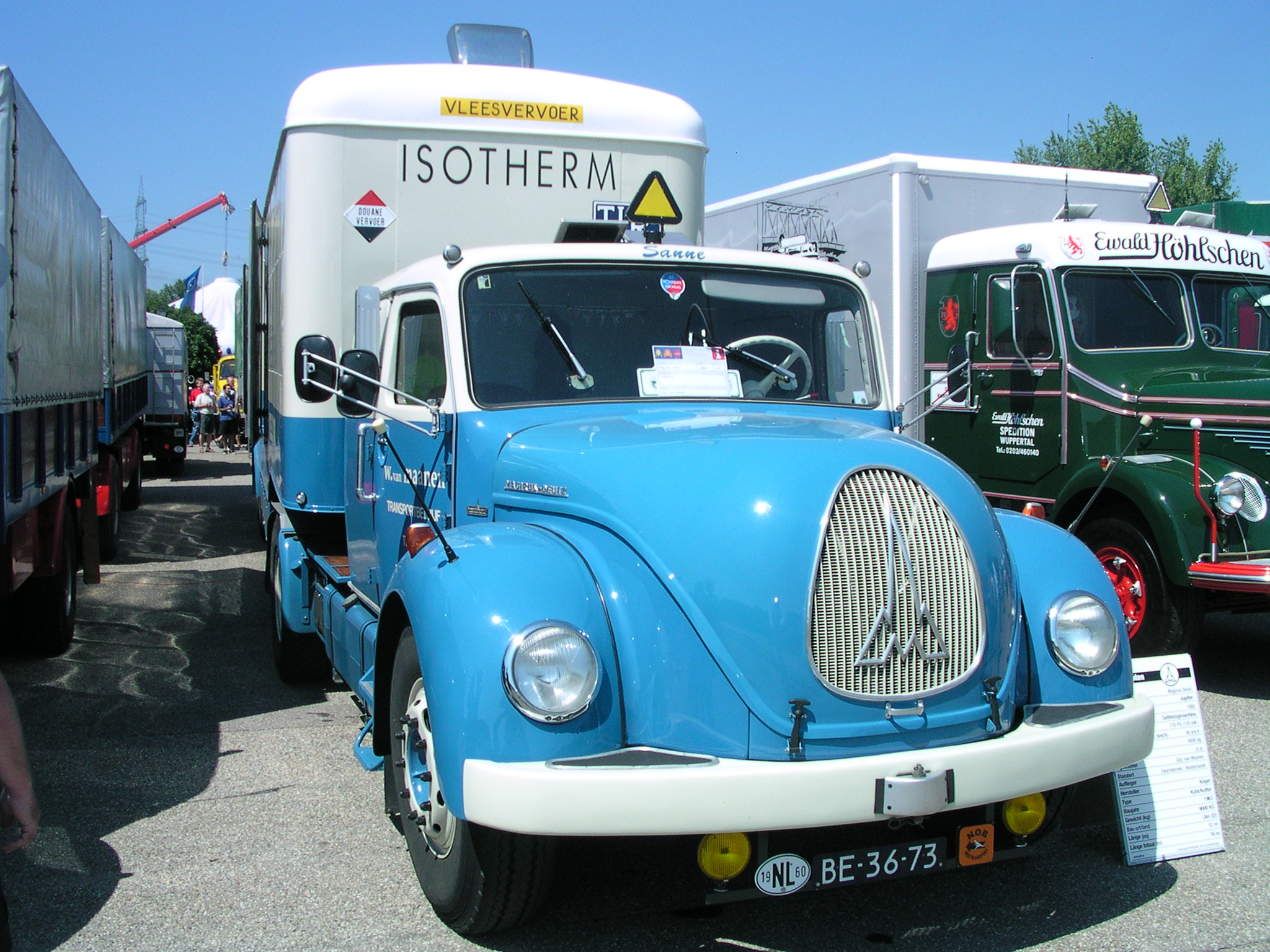
Fernverkehrs-Lkw vom Typ S 7500 mit Sonderfahrerhaus
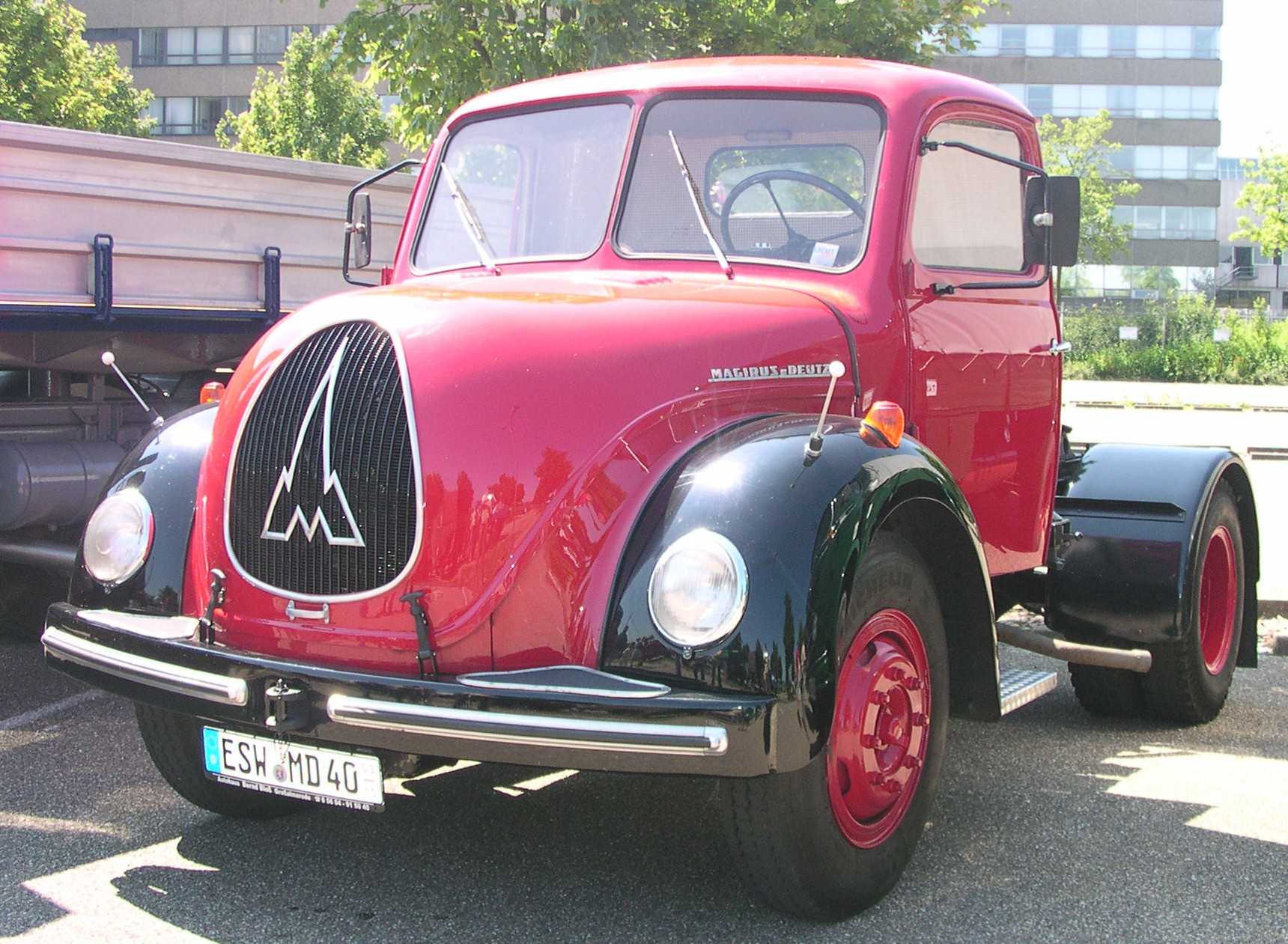
Sattelzugmaschine
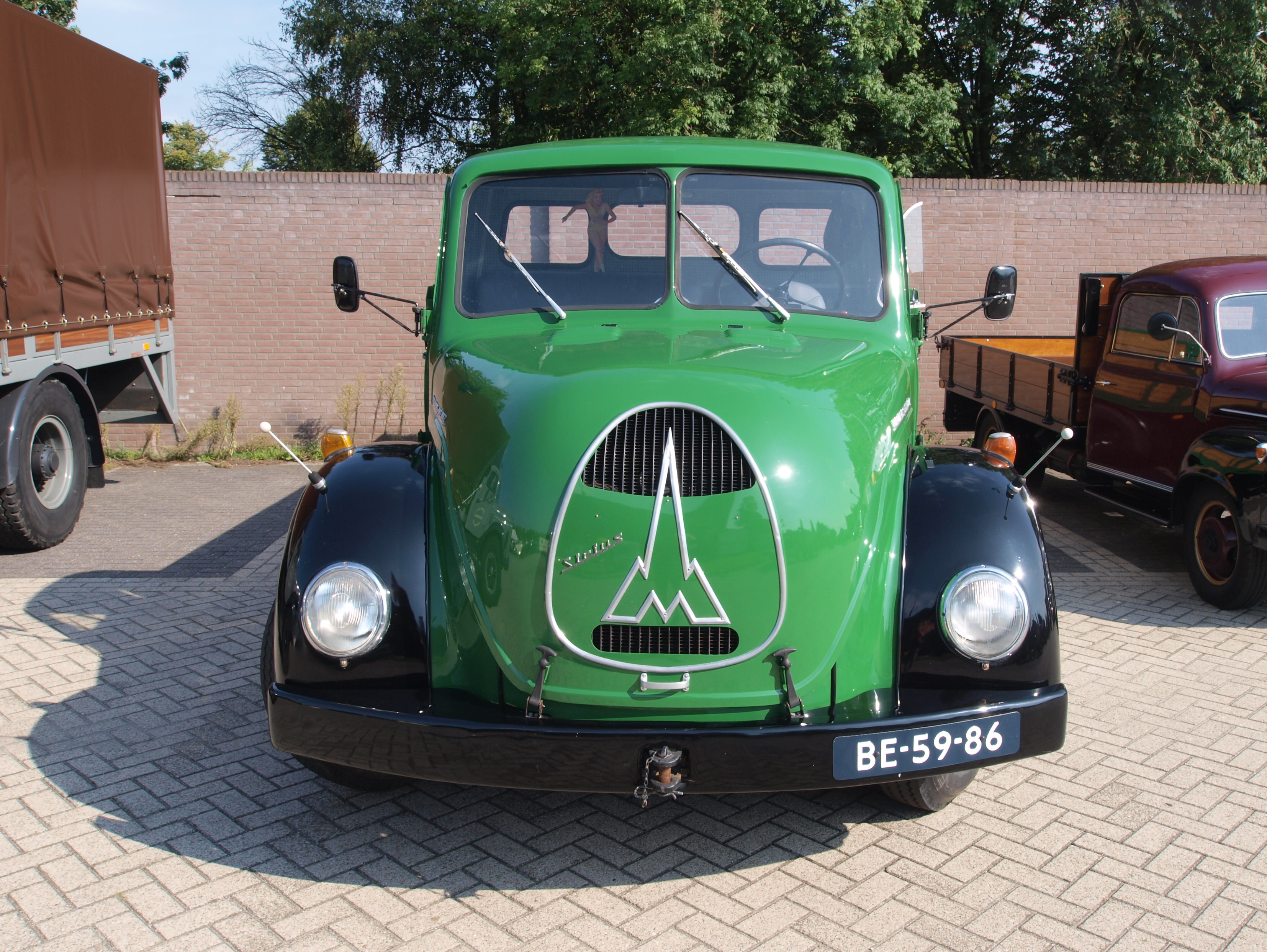
Pritschenwagen vom Typ Sirius
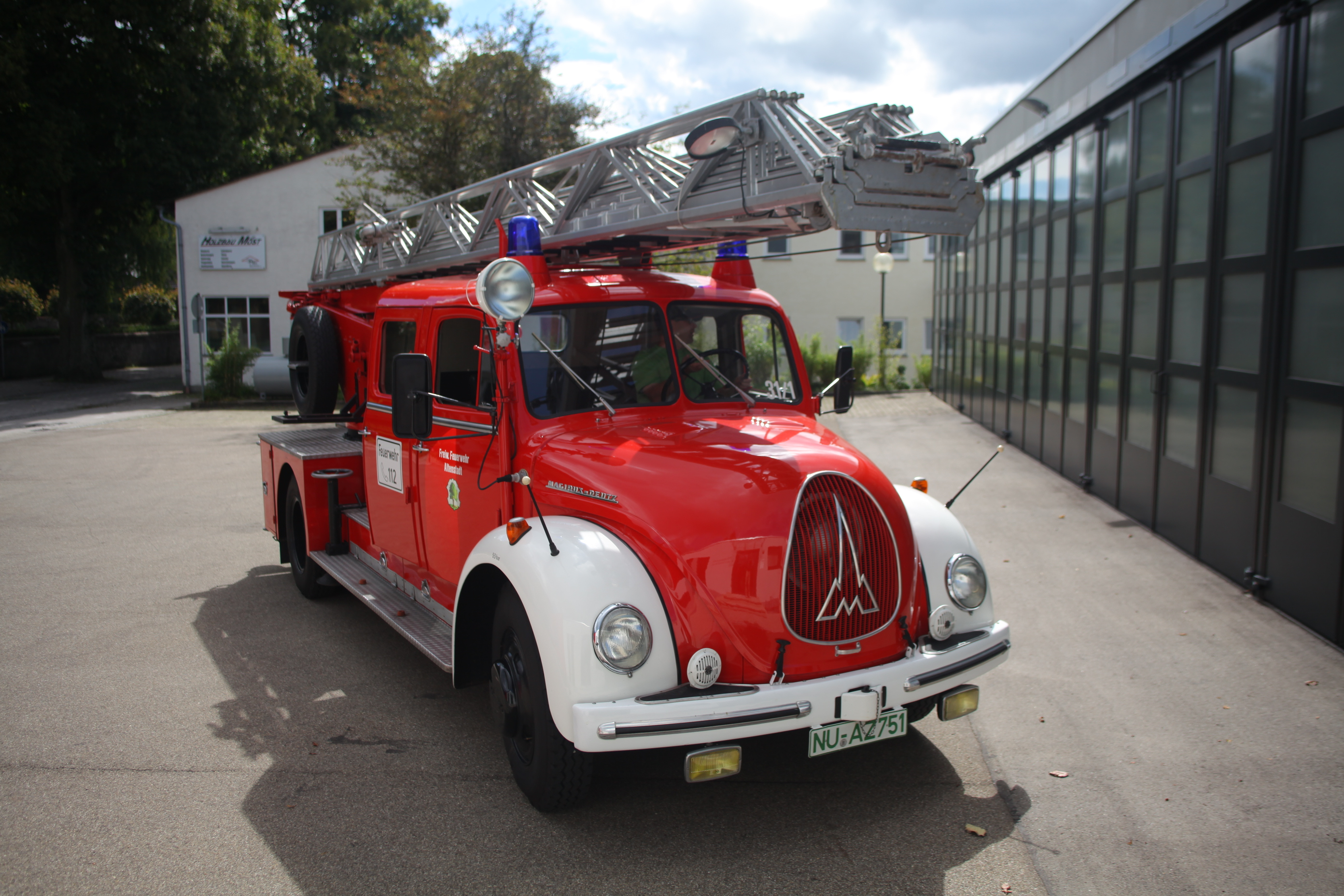
Drehleiter

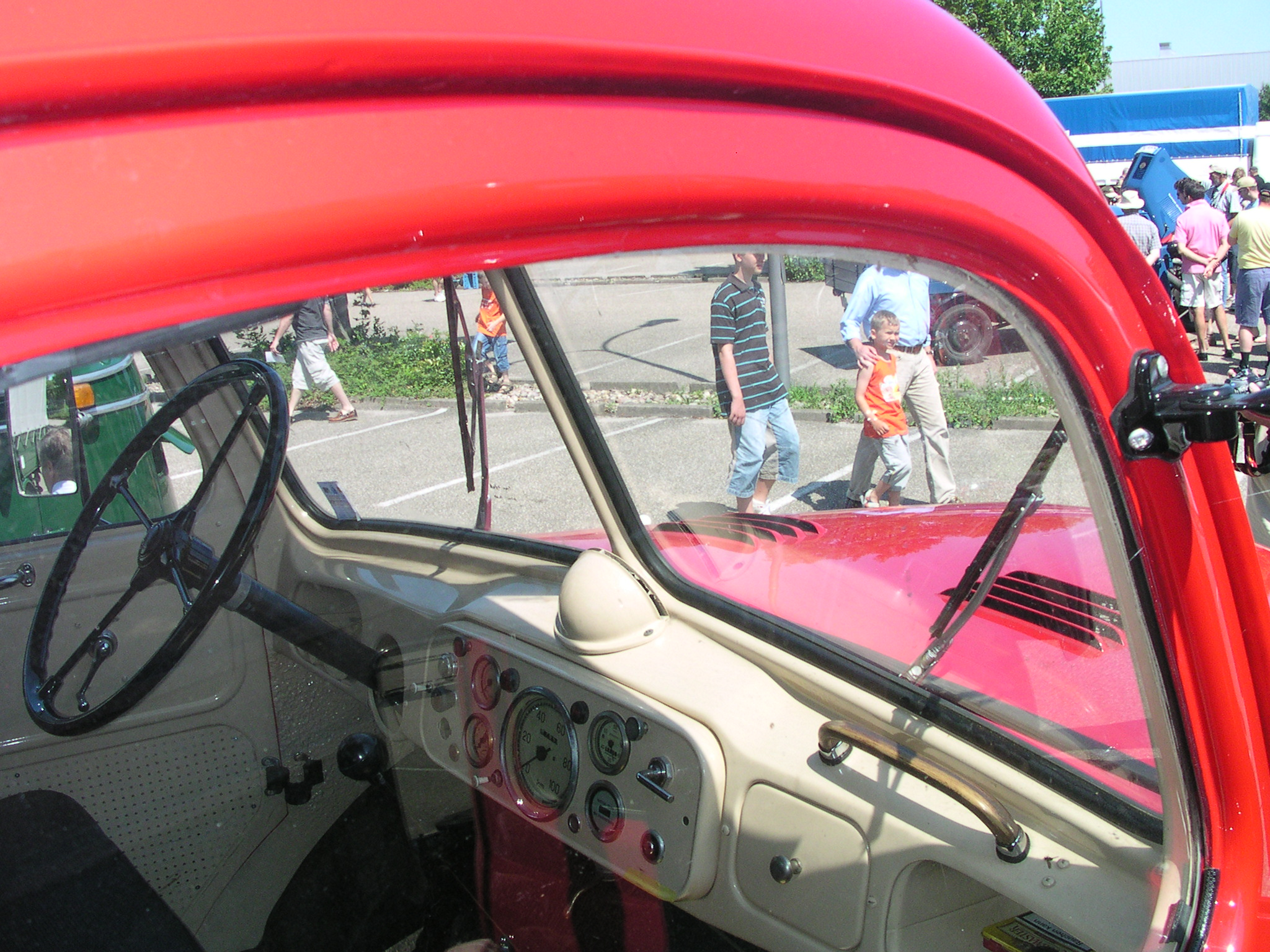
Innenraumansicht eines Rundhaubers

Im Jahr 1951 stellte Magirus-Deutz vollkommen neu gestaltete Lkw vor, für die sich der Name Rundhauber eingebürgert hat. Die Konstruktion der kugeligen „Schnauze“ hob sich deutlich von den Lkw-Modellen der Konkurrenz ab und war nur möglich, weil sich kein großer kastenförmiger Wasserkühler vor dem Motorblock befand. Die Modellbezeichnungen lauteten zunächst S 3500, S 3500/56, S 4500, S 4500/6, S 4500/112, S 5500, S 6500 und S 7500. Unter diesen Bezeichnungen wurden die Rundhauber ab 1952 verkauft. Da sich in den Hinterachsen der meisten Magirus-Deutz-Lastwagen Planetengetriebe befanden, kam man bis 1955 auf den Gedanken, die Fahrzeuge nach Planeten zu benennen. Die Rundhauber behielten daraufhin zwar zunächst ihre Typbezeichnung, sie wurde aber um Planetennamen ergänzt: S 4500 Mercur, S 4500/6 Mercur, S 4500/112 Mercur, S 5500 Saturn und S 7500 Jupiter. Ab 1958 wurden die Namen abermals geändert auf Sirius (Sirius, Sirius K, Sirius 90 L), Mercur (Mercur L, Mercur K, Mercur 112 L, Mercur 112 K, Mercur 120 L, Mercur 120 S, Mercur 120 K, Mercur 126 L, Mercur 126 K) und Saturn (Saturn L, Saturn S, Saturn K, Saturn 145 L, Saturn 145 S, Saturn 145 K, Saturn 150 K), allerdings ist Sirius kein Planet, sondern der hellste Stern des Himmels. Die Ziffernkombination gab jeweils die Leistung eines Lastwagens in PS an; Modelle ohne Ziffernkombination in der Typbezeichnung waren die jeweilige Basisversion mit dem kleinsten Motor. Ein L stand für ein normales Lkw-Fahrgestell, das für vielfältige Aufbauten geeignet war. Ein K bezeichnete Kipper und ein S Sattelzugmaschinen. Das Rundhauber-Fahrerhaus von Magirus-Deutz war das erste eines deutschen Herstellers mit nennenswerten Schallschutzmaßnahmen im Innenraum. Dazu kamen unter anderem Loch- und Schaumplatten am Dachhimmel, an der Spritzwand zwischen Motorraum und Fahrerhaus sowie in den Türen zum Einsatz.
Ab 1964 wurde zur Bezeichnung der Modelle ein neues Schema eingeführt, das durch eine Zahlen-Buchstaben-Kombination Motorleistung, Motorbauart, zulässiges Gesamtgewicht in Tonnen, Antriebsart und Aufbauart wiedergab. Die neue Bezeichnungsweise wurde für alle Modelle der Magirus-Deutz-Produktpalette eingeführt, so auch für die Rundhauber. So war z. B. das Modell 90 D 7 L ein Magirus-Deutz mit 90 PS und 7 Tonnen zulässigem Gesamtgewicht. Das D stand für die eingebauten Deutz-Motoren. Das L bezeichnete wie bisher normale (Hauben-)Lastwagen ohne Allradantrieb. Die Produktion der Rundhauber endete 1967. Auf speziellen Wunsch der Deutschen Bundespost wurden vom Modell 110 D 7 L (ein Paketpostwagen) jedoch noch insgesamt etwa 1000 Stück bis 1971 weitergebaut. Die Rundhauber waren im Deutschland der Nachkriegszeit weit verbreitet, besonders bei Feuerwehrfahrzeugen, im mittelschweren Verteilerverkehr, auf Baustellen und, bevor 1957 die rundlichen Frontlenker auf den Markt kamen, auch im schweren Fernverkehr. Ihre Nutzlasten lagen zwischen 3,5 und 9 Tonnen und für den Antrieb wurden luftgekühlte Dieselmotoren mit vier, sechs und acht Zylindern zwischen 85 PS und 170 PS (im S 7500) verwendet.

#### Eckhauber der 2. Generation

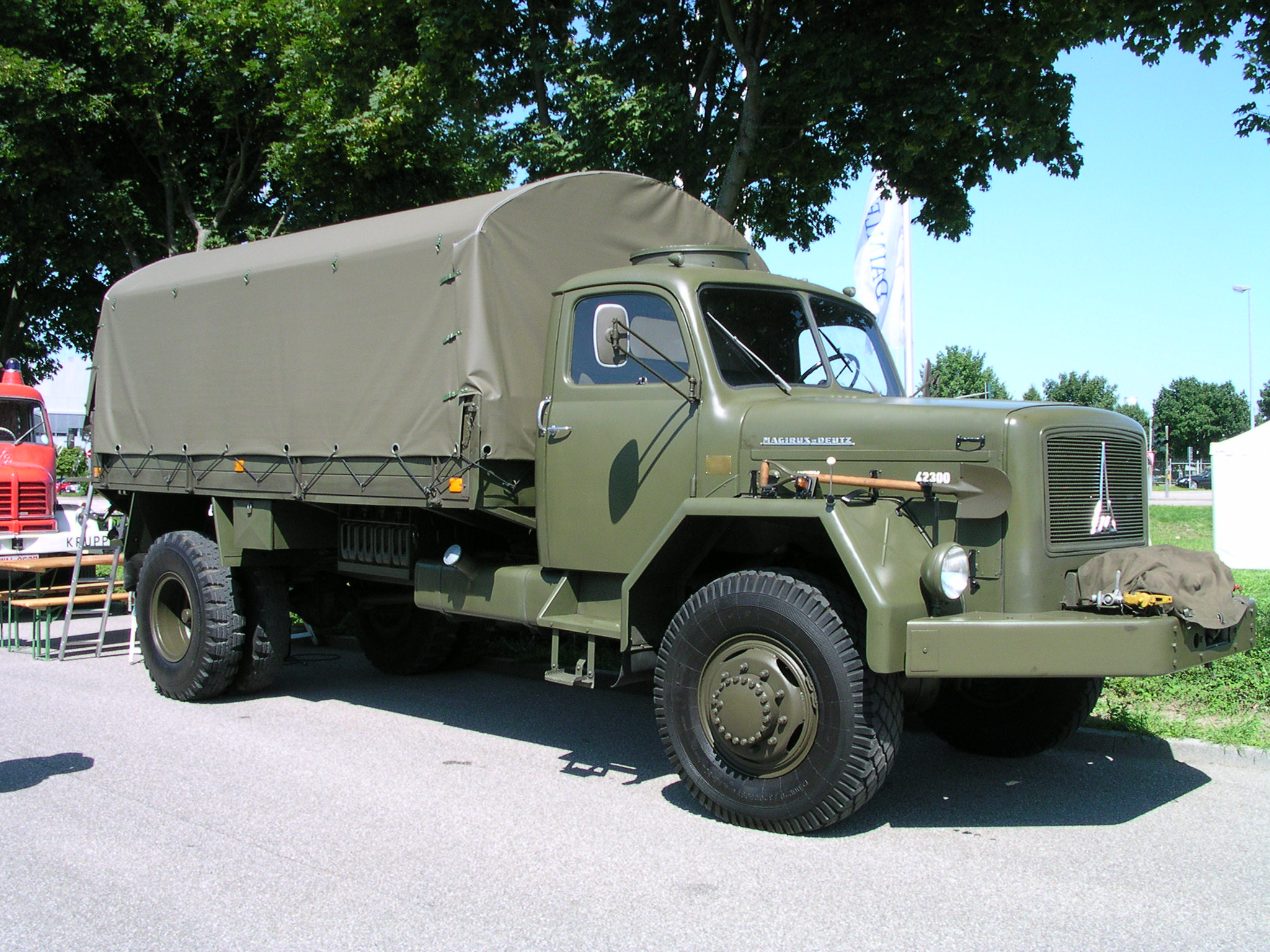
Militärfahrzeug vom Typ A 6500
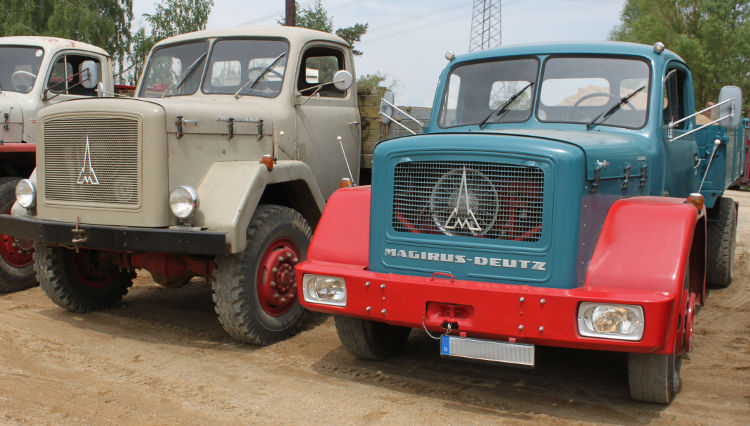
Ein früher Eckhauber mit Rundscheinwerfern (links) und ein später Eckhauber mit eckigen Scheinwerfern in der Stoßstange (rechts)
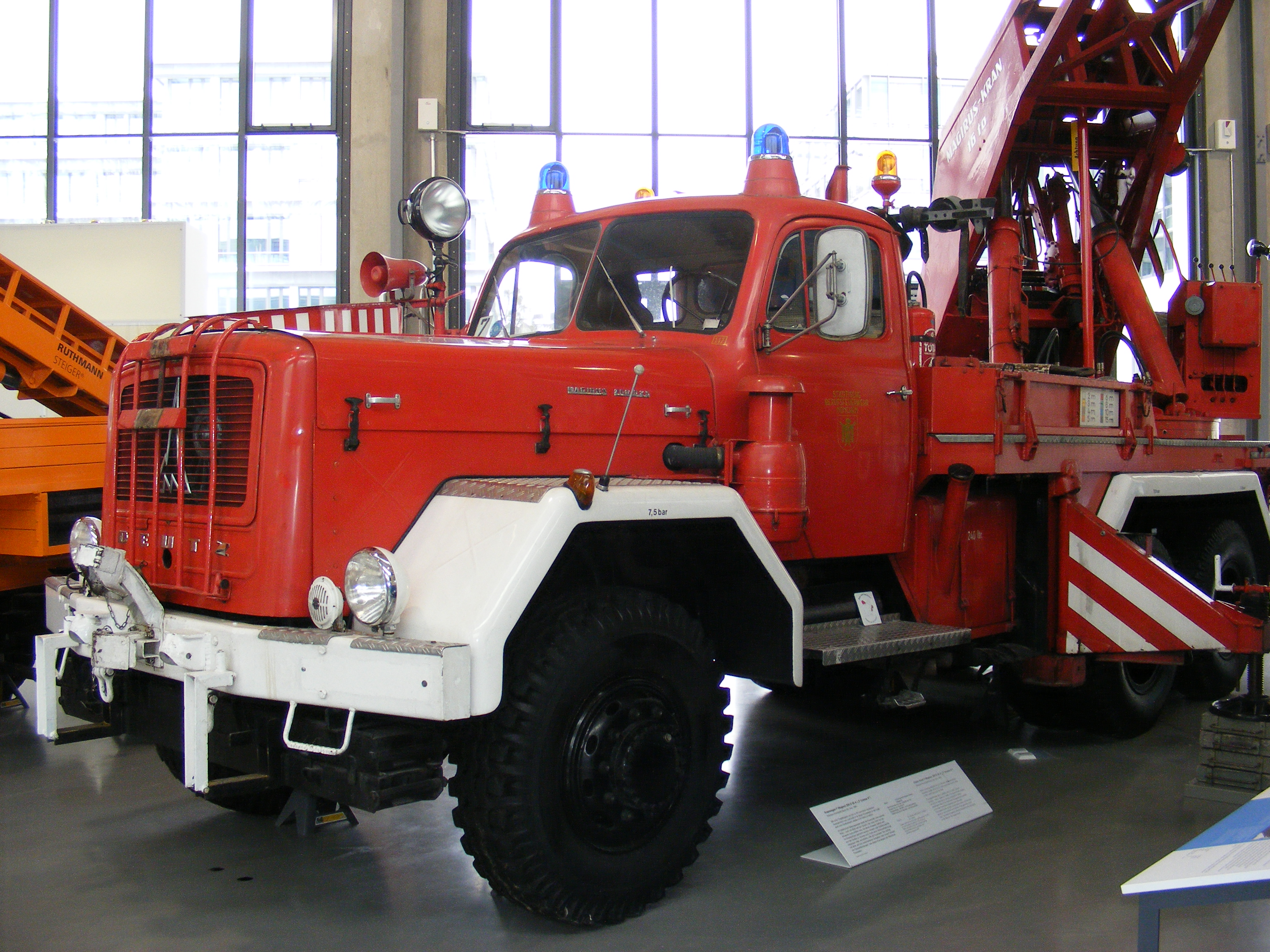
Feuerwehrkran vom Typ 250 Uranus D 25
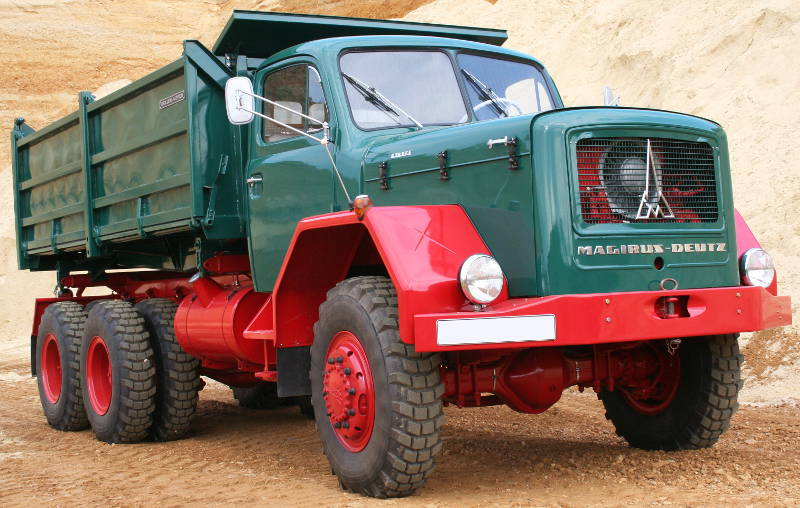
Baustellenkipper vom Typ 230 D 22 AK

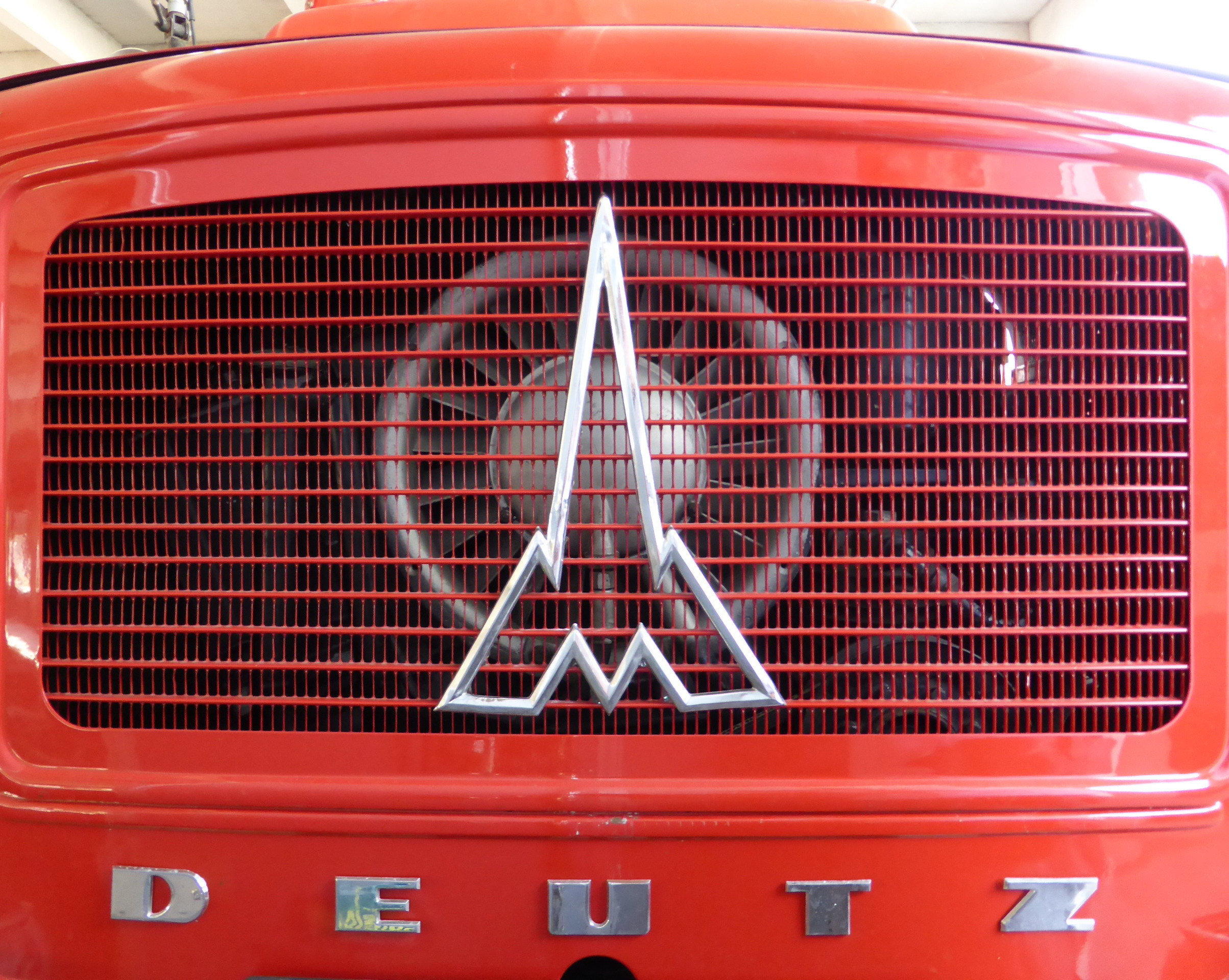
Kühlergrill eines Eckhaubers der 2. Generation

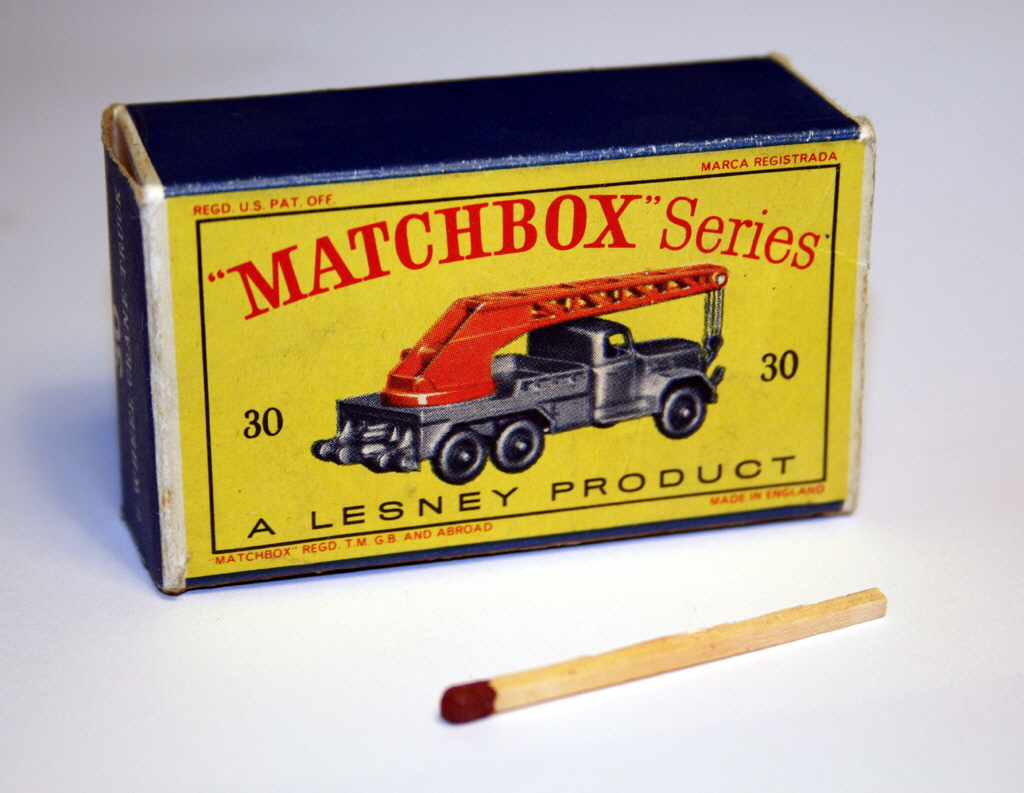
Kranwagen als Matchbox-Modell

Im Geländeeinsatz waren die Verwindungen bei den runden Hauben zu stark. Daher erhielten die Fahrzeuge mit Allradantrieb ein anderes Design mit eckiger Motorhaube, das vom eleganten Erscheinungsbild der Rundhauber deutlich abwich. Es handelte sich um eine kantige, wuchtige Konstruktion mit freistehenden, eckigen Kotflügeln. Das Design wirkte mit seinen freistehenden Scheinwerfern und der geteilten Frontscheibe schon damals etwas überholt, dennoch strahlte es Bulligkeit, Kraft und Stabilität aus. Die Produktion der Eckhauber wurde 1953 aufgenommen. Die Fahrzeuge erhielten zunächst die Modellbezeichnungen A 4500, A 4500/112, A 6500 und A 7500. Ab 1955 kamen wie bei den Rundhaubern die Planetenzusätze hinzu: A 4500 Mercur, A 4500/6 Mercur, A 7500 Jupiter und A 12000 Uranus. Ab 1958 wechselte man dann ebenfalls analog zu den Rundhaubern auf die Namen Mercur (Mercur AK, Mercur 112 AK, Mercur 120 AK, Mercur 126 AK), Saturn (Saturn AK, Saturn 120 HDL, Saturn 145 HDK, Saturn 145 HDAK, Saturn 145 AK, Saturn 145 AK 6x6, Saturn 150 AK, Saturn 150 L 6x4, Saturn 150 AK 6x6), Jupiter (Jupiter 150 K, Jupiter 170 HDK, Jupiter 170 HDAK, Jupiter 170 6x6, Jupiter 195 K, Jupiter 195 AK, Jupiter 200 K, Jupiter 6x6 Z), Uranus (Uranus 170 A) und Pluto (Pluto 200 S, Pluto 200 K, Pluto 200 AK); Pluto zählte damals noch zu den Planeten. Auch hier stand die Ziffernkombination für die Motorleistung in PS, A stand für Allrad, AK demnach für Allrad-Kipper. Zum Ende der Produktionszeit setzte sich ab 1964 auch bei den Eckhaubern der neue Zahlen- und Buchstabencode zur Modellbezeichnung durch. Beim Modell 230 D 26 AK handelte es sich z. B. um einen Allrad-Kipper mit 26 Tonnen zulässigem Gesamtgewicht, Deutz-Motor und 230 PS. Die reguläre Produktion der Eckhauber der 2. Generation endete 1971. Einige „auf Halde“ stehende Fahrzeuge wurden aber noch bis Mitte der 1970er Jahre ausgeliefert, z. B. als Fahrgestelle für Feuerwehrdrehleitern; das Basisfahrgestell für den Bergungskranwagen KW 20 blieb bis 1975 in Kleinserie im Produktionsprogramm. Die kleinsten Motoren hatten 85 PS. Die größte erhältliche Maschine war ein luftgekühlter V12 mit einer Leistung von 184 kW (250 PS) und einem Hubraum von knapp 16 Litern im Modell A 12000 Uranus – damals der stärkste in Deutschland produzierte Lkw. Der A 12000 Uranus bzw. sein Nachfolger 250 D 25 wurden allerdings nur für Sonderkunden wie Militär und Feuerwehr sowie zum Export gebaut. In Deutschland war ihr Gesamtgewicht von bis zu 25 Tonnen im zivilen Straßenverkehr nicht zugelassen. Für Export-Militärfahrzeuge gab es Anfang der 1970er Jahre auch ein Modell mit 270 PS aus einem luftgekühlten V10-Motor. Die kleinsten Eckhauber hatten eine Nutzlast von nur 4,1 Tonnen.
Bis 1958 gab es die Eckhauber mit Vierzylindermotoren auch mit einer schmaleren Version der Motorhaube. Dies war möglich, weil die kleinen Vierzylindermotoren nicht so viel Platz brauchten wie die größeren Sechs- bis Zwölfzylinder. Es gab Zwei- und Dreiachser. Ab 1962 hatte man auch die runden Hauben der nicht-allradgetriebenen Haubenmodelle schrittweise durch die Eckhaube ersetzt, was (abgesehen von den bis 1971 gebauten Fahrzeugen für die Post) zur Einstellung der Rundhauberfertigung bis 1967 führte. Die Fahrerhäuser der Rundhauber und der Eckhauber waren von jeher identisch gewesen. Besonders weit verbreitet waren die Eckhauber bei Feuerwehren und im Bereich der Baubranche, wo sie sich durch ihre Robustheit auszeichneten. Viele der Eckhauber werden heute von Privatleuten und Vereinen als Wohn- oder Expeditionsmobile benutzt (vgl. Bild). Zum Teil Jahrzehnte überdauert haben sie bei Feuerwehren (meist von den Typen Mercur, Saturn, 125 D 10 und 150 D 10), THW (meist vom Typ Mercur bzw. 120 D 9) und Bundeswehr (meist vom Typ Jupiter bzw. 178 D 15, siehe dazu Magirus-Deutz Jupiter 6x6), sind aber auch dort inzwischen selten.
In Jugoslawien wurden die Eckhauber, etwa der Typ A 4500, von der Firma TAM in Lizenz produziert, die daraus ab 1962 eigene Typen ableitete.

#### Rundliche Frontlenker

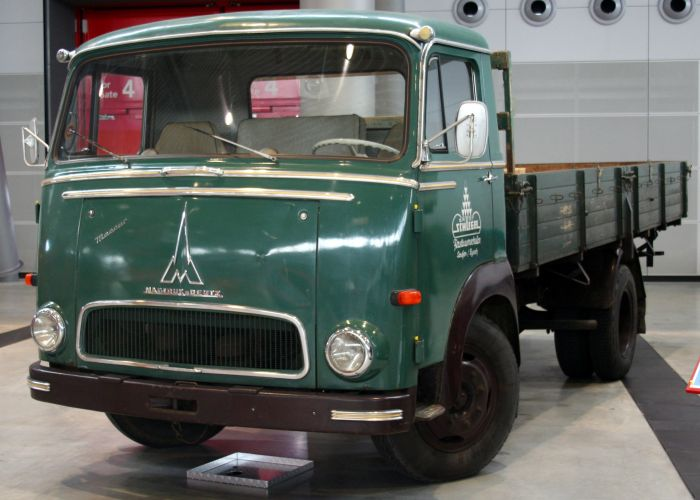
Pritschenwagen vom Typ Mercur 120
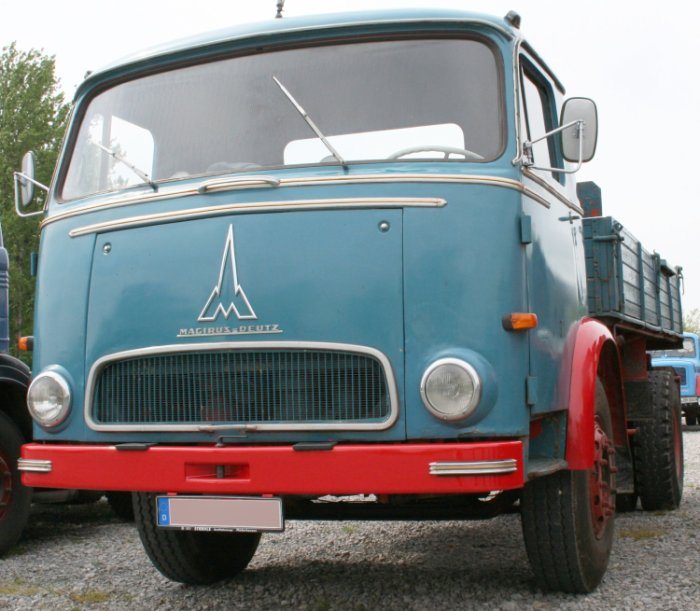
Baustellenkipper vom Typ Pluto 200
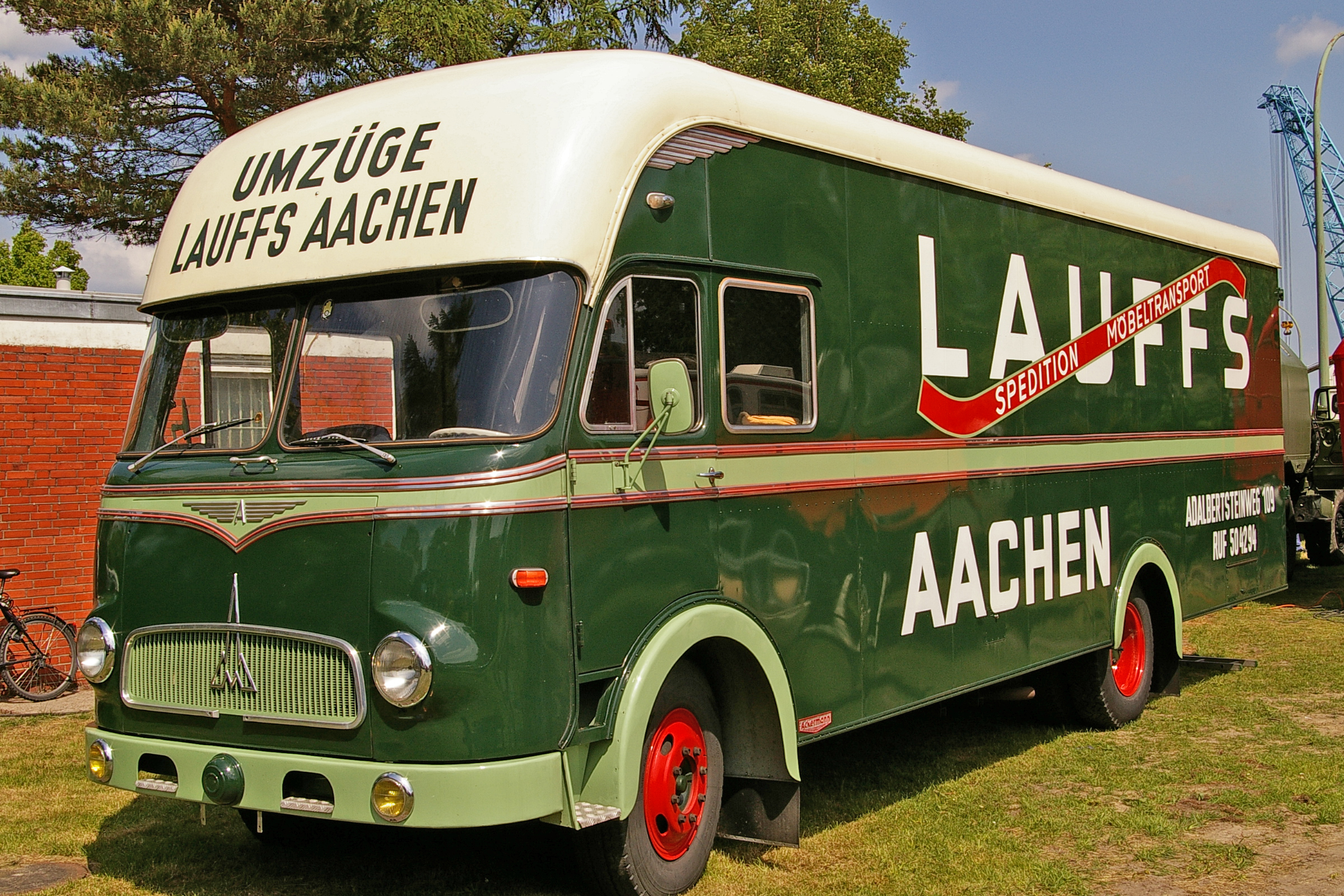
Ackermann-Möbelwagen vom Typ 126 D 11
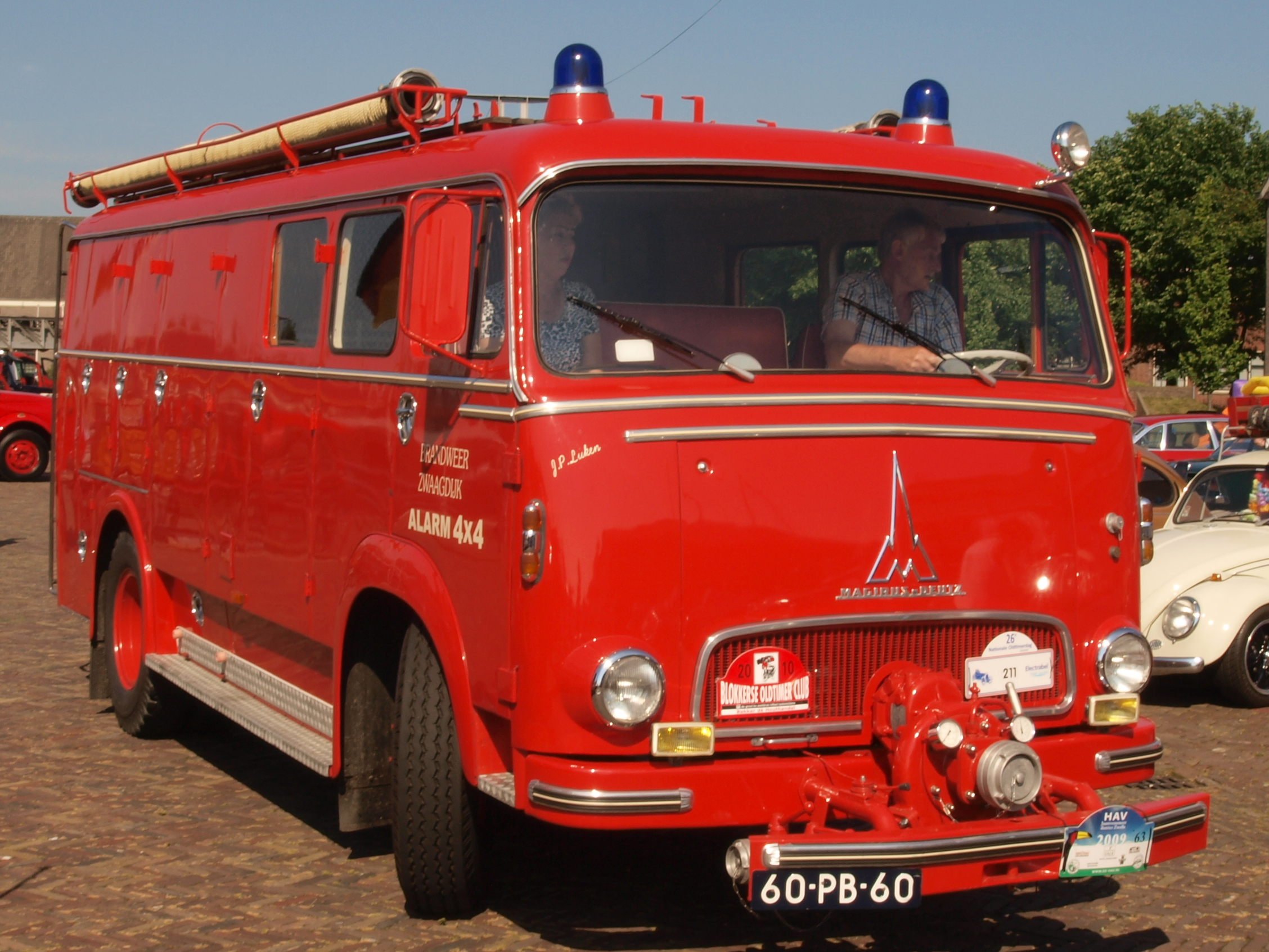
Niederländisches Feuerwehrfahrzeug vom Typ Mercur 126

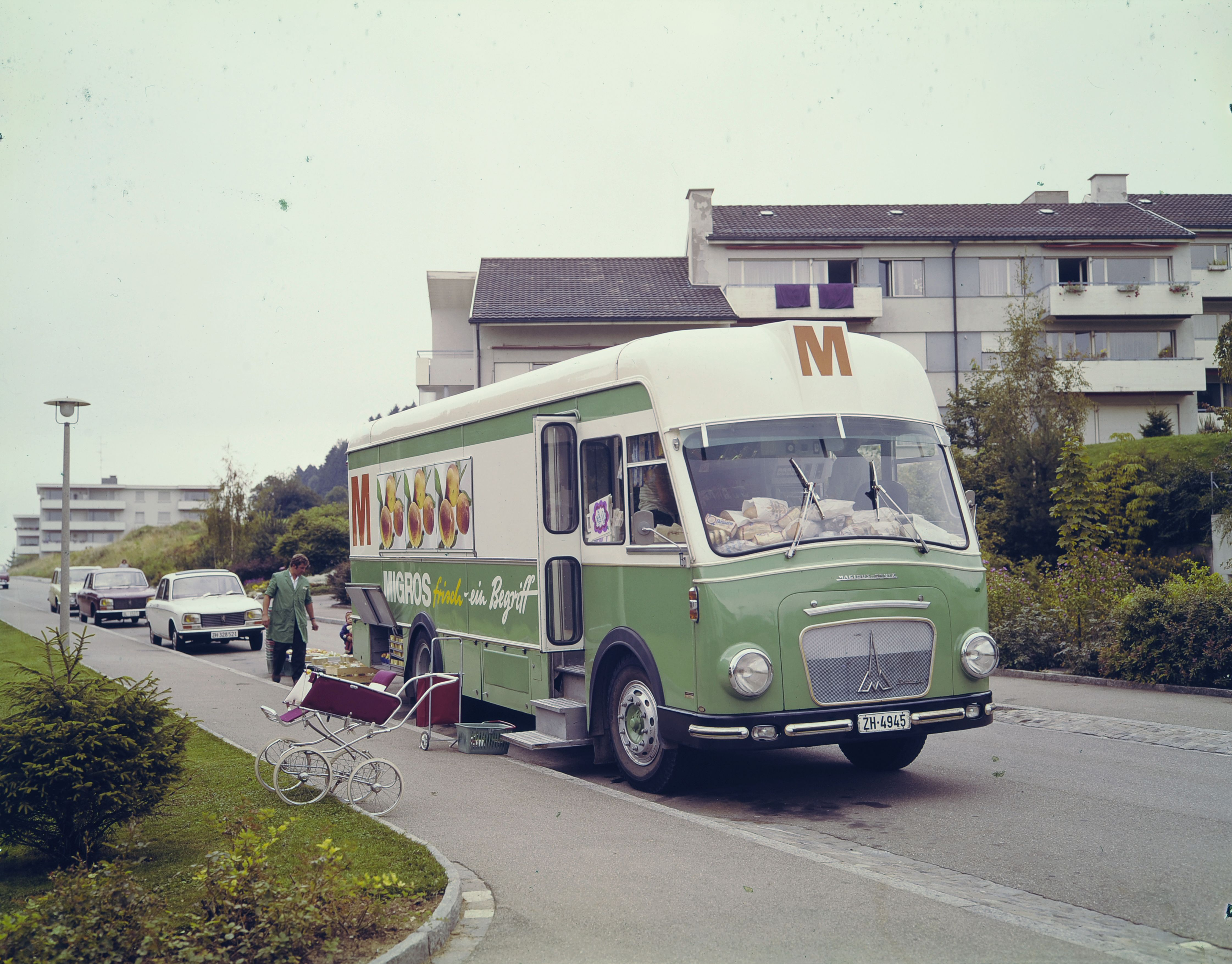
Magirus-Deutz-Frontlenker mit Sonderkarosserie als Verkaufswagen aus der Schweiz

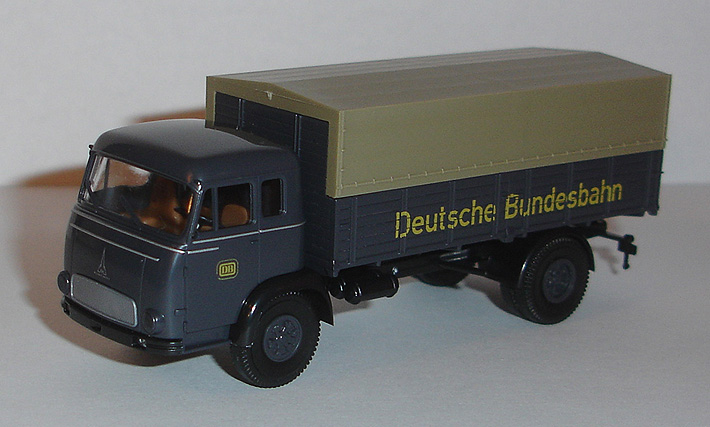
Magirus-Deutz-Frontlenker vom Typ Pluto als Brekina-Modell

1955 und damit lange vor der deutschen Konkurrenz stellte Magirus-Deutz auf der Frankfurter IAA einen Frontlenker-Prototyp mit kippbarer Fahrerkabine vor. Dieser stieß beim Publikum jedoch auf große Skepsis und ging nicht in Serie. Die Hauptsorge war, das Fahrerhaus könnte sich bei Unfällen aus seiner Verankerung lösen und nach vorne schlagen. Man entschied also, stattdessen Frontlenker mit feststehender Kabine auf den Markt zu bringen. Diese Modelle waren ab 1957 erhältlich und wurden mit den üblichen Planetennamen bezeichnet. Die Frontlenker wurden schon 1959 einer Überarbeitung unterzogen und bekamen u. a. einen kleineren Kühlergrill. Bis ab 1964 die neue Bezeichnungsweise aus Zahlen und Buchstaben verwendet wurde, hießen die Modelle Mercur (Mercur FL, Mercur 112 FL, Mercur 112 FS, Mercur 120 FL, Mercur 120 FS, Mercur 126 FL, Mercur 126 FS), Saturn (Saturn 145 FL, Saturn 145 FS, Saturn 150 FL, Saturn 150 FS, Saturn 195 FS 6x4, Saturn 200 FL 6x4, Saturn 200 FS 6x4), Jupiter (Jupiter 195 FL, Jupiter 200 FL, Jupiter 200 FS) und Pluto (Pluto 200 FL, Pluto 200 FS, Pluto 200 FK, Pluto TE). Das F in der Typbezeichnung stand für Frontlenker – der Saturn 150 FS war demnach z. B. eine Frontlenker-Sattelzugmaschine mit 150 PS. Auch nach Einführung des neuen Zahlen-Buchstabencodes wurden die Frontlenker durch ein F in der Typenbezeichnung gekennzeichnet (z. B.: 200 D 19 FL). Erhältlich waren Varianten mit kurzem und langem Überhang vor der Vorderachse sowie mit Nah- und mit Fernverkehrskabine (letztere mit Schlafplätzen hinter den Sitzen). 1963 wurde das rundliche Fahrerhaus bei einzelnen Typen für den Fernverkehr durch ein neu entwickeltes, kubisches Frontlenker-Fahrerhaus aus Pressstahl ersetzt; die meisten Frontlenker-Modelle liefen aber noch bis 1965 mit dem alten Fahrerhaus vom Band und wurden erst dann auf die neue „Hütte“ umgestellt. Die verschiedenen Modelle gab es mit Motorleistungen zwischen 85 und 200 PS sowie mit Nutzlasten zwischen 4,85 und 11,45 Tonnen. Es gab Zwei- und Dreiachser. Die Frontlenker wurden hauptsächlich für den mittelschweren bis schweren Verteilerverkehr verwendet (weil sie z. B. in engen Innenstädten wendiger waren als die vergleichbaren Haubenmodelle) und für den mittelschweren bis schweren Fernverkehr (wo sie bei einer per Gesetz nach oben begrenzten Lkw-Gesamtlänge mehr für die Beladung nutzbare Länge boten als die vergleichbaren Haubenmodelle).

### Neue Frontlenker

#### D-Frontlenker

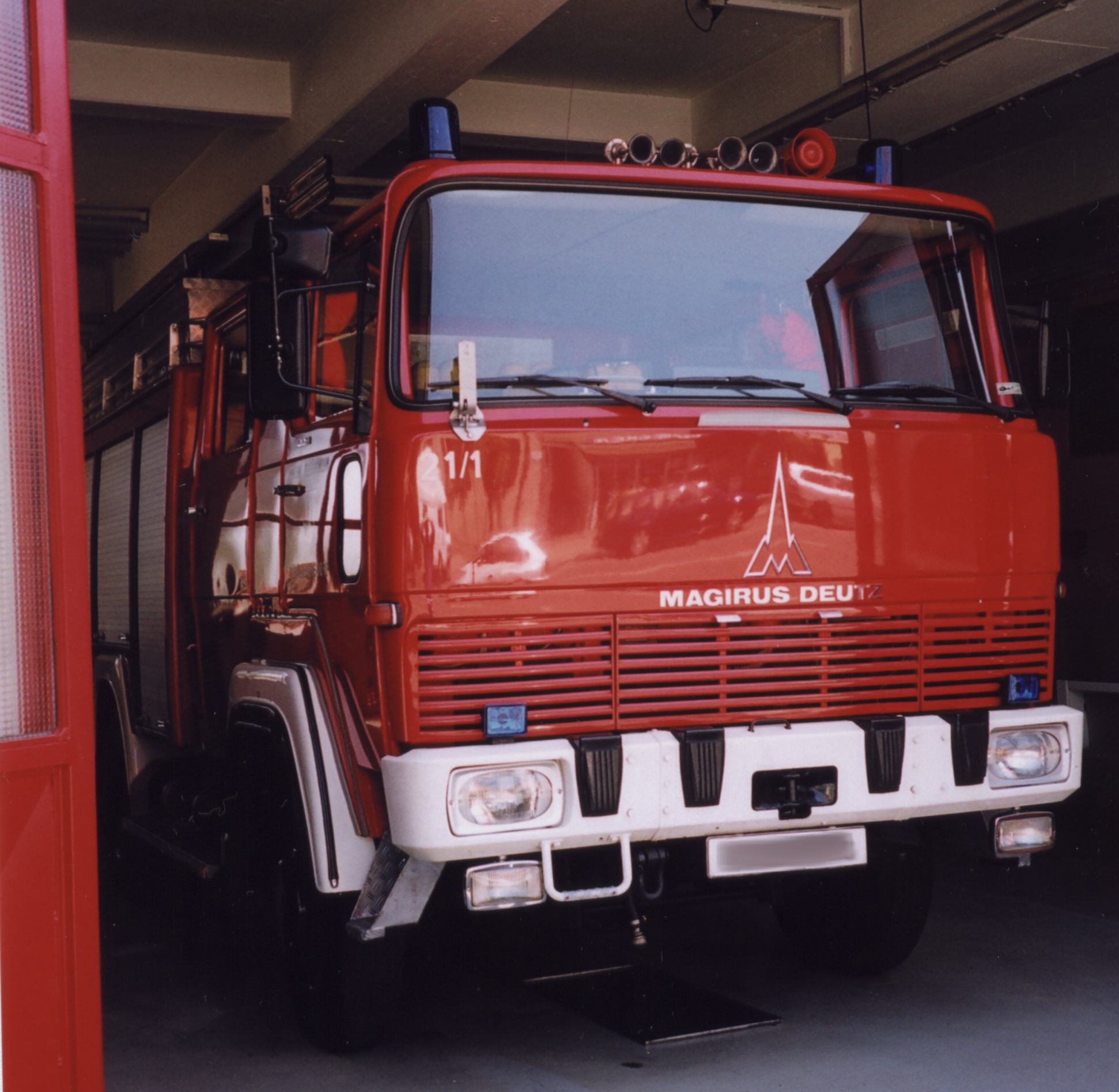
Feuerwehrfahrzeug mit Staffelkabine vom Typ 170 D 11 FA, ursprüngliche Fassung
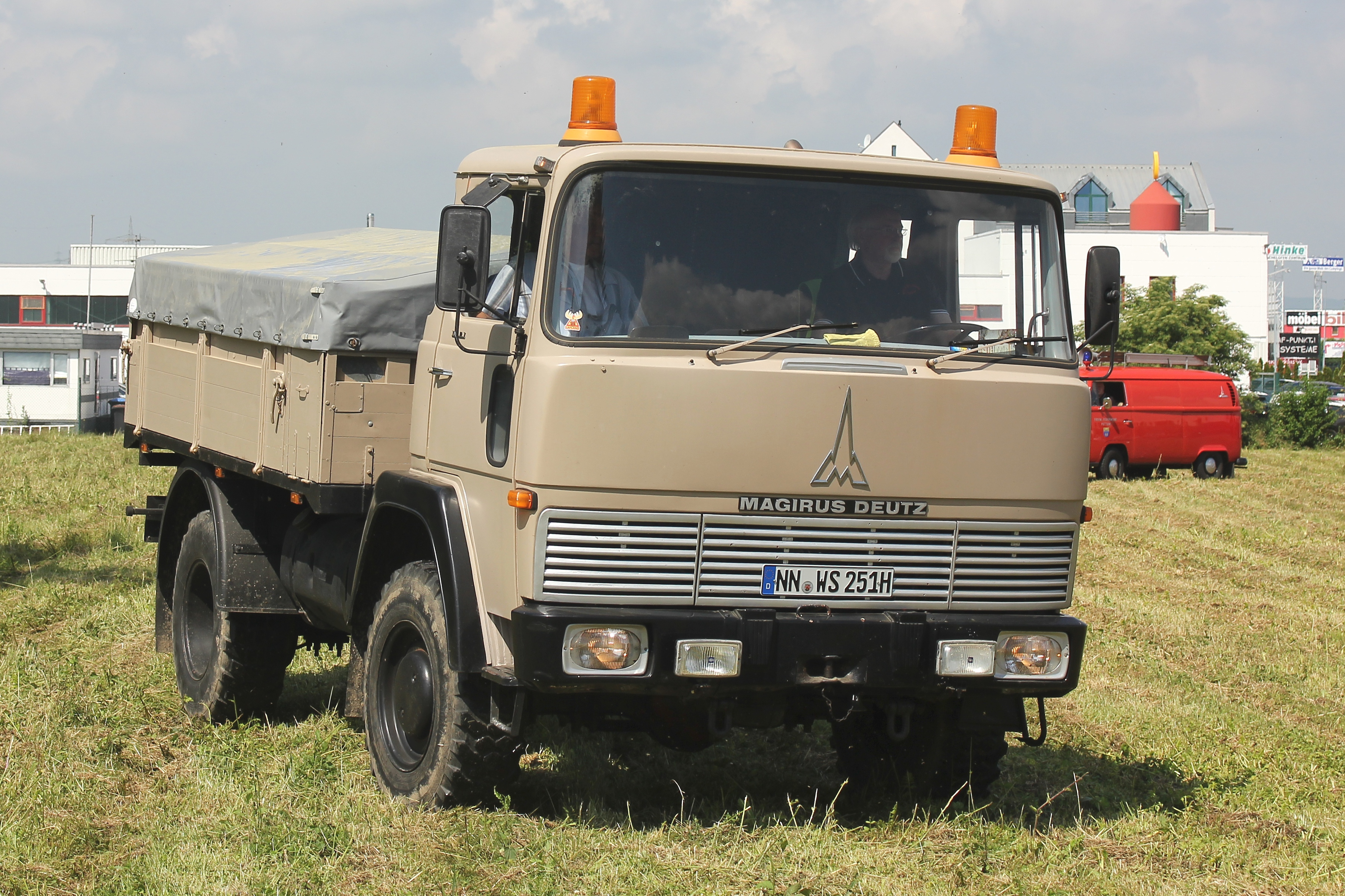
Zugmaschine vom Typ 110 D 7 FK, ursprüngliche Fassung
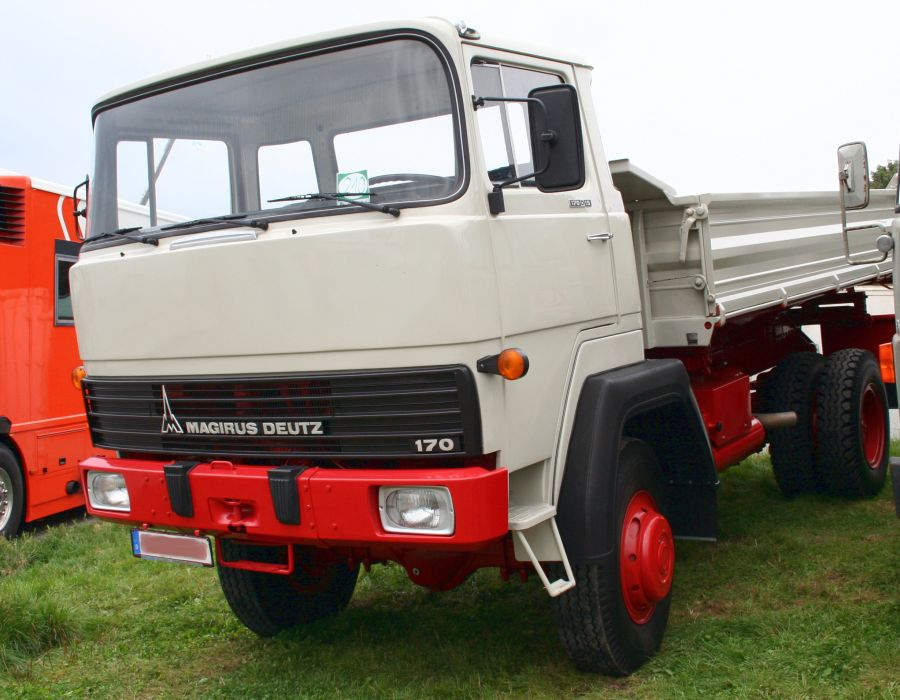
Baustellenkipper vom Typ 170 D 15 FAK; nach Facelift
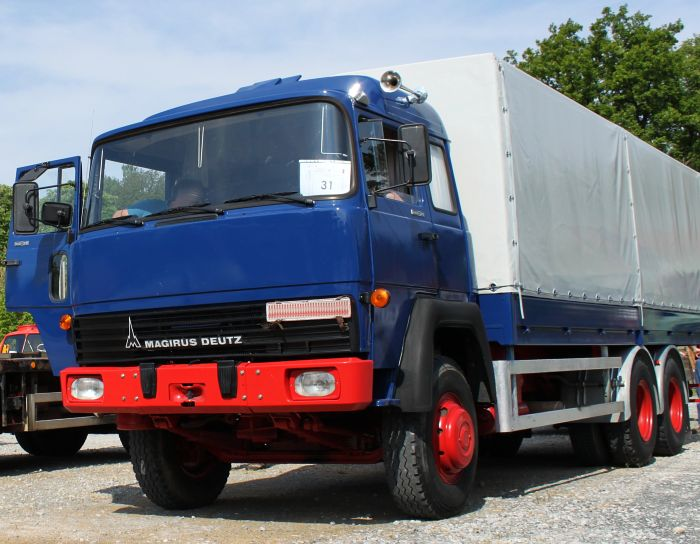
Fernverkehrs-Lkw mit TE-Kabine vom Typ 340 D 22 FL; nach Facelift

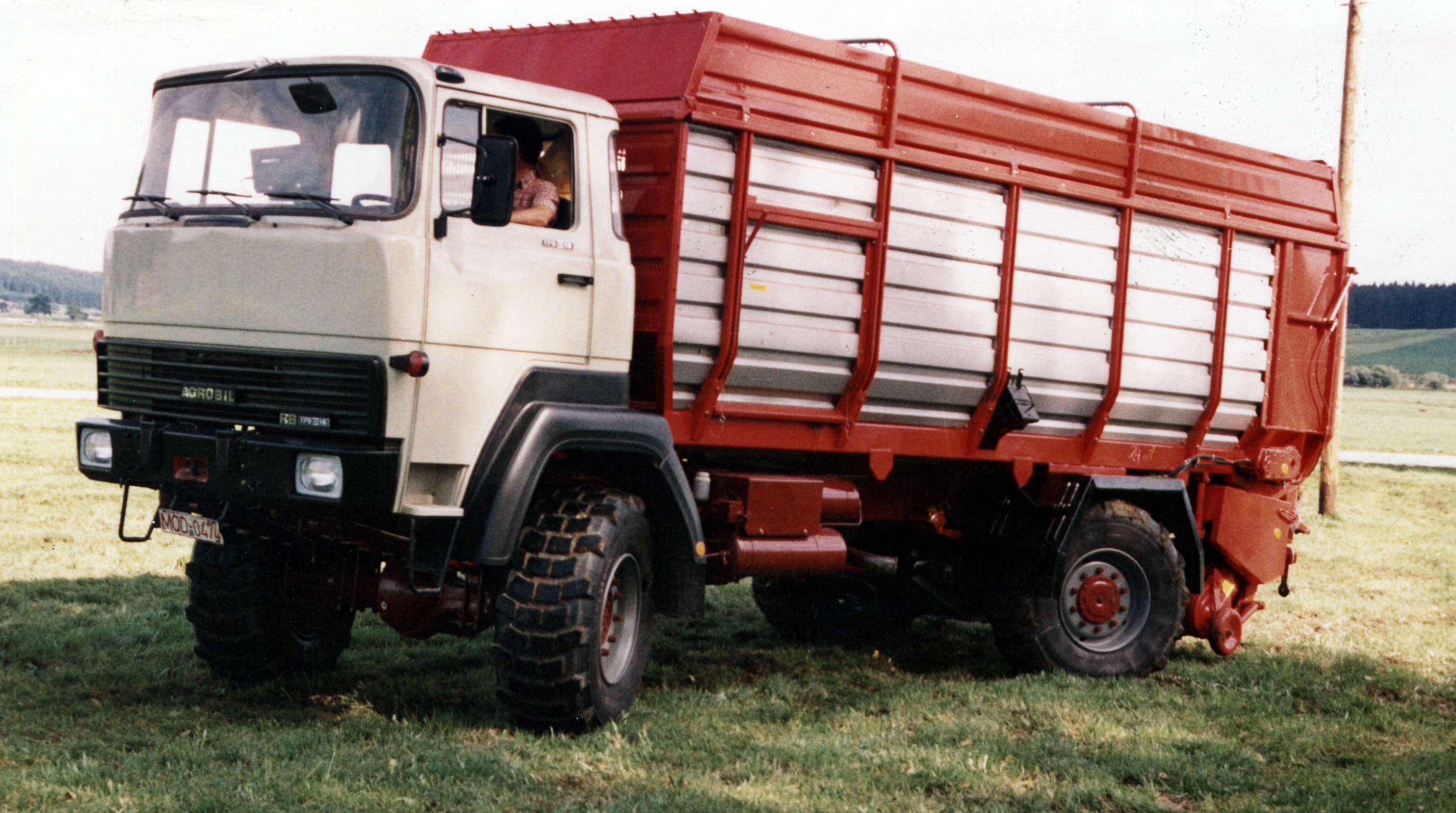
Prototyp eines Agrobils von Rhein-Bayern mit Magirus-Deutz D-Kabine

1963 wurde das Angebot an Frontlenkern weiter ausgebaut, indem neu gestaltete, dem Stil der Zeit entsprechend kubische Frontlenker-Fahrerhäuser aus Pressstahl angeboten wurden. Für das Design zeichnete Louis Lucien Lepoix aus Frankreich verantwortlich – derselbe Designer, der 1961 schon für Henschel kubische Frontlenkerfahrerhäuser entworfen hatte und der später auch bei Büssing für einen ähnlichen Stil sorgte. Zu Beginn der Produktionszeit handelte es sich noch um feststehende Kabinen, die Kippbarkeit wurde erst 1967 „nachgereicht“. Die Fahrzeuge hatten bis 1964 die bekannten Planetennamen (Saturn TE 6x4 FL, Saturn TE 6x4 FS), man ging aber recht schnell auf die neue Bezeichnungsweise mit Zahlen und Buchstaben über (z. B.: 180 D 13 FS = Frontlenker-Sattelzugmaschine mit 13 Tonnen zulässigem Gesamtgewicht, Deutz-Motor und 180 PS). Da die neue Nomenklatur mit D in der Mitte der Modellbezeichnung nahezu zeitgleich mit den neuen Frontlenkern eingeführt wurde, bürgerte sich die Bezeichnung D-Frontlenker für diese Baureihe ein. Neben Sattelzugmaschinen gab es auch normale Lkw-Fahrgestelle für vielerlei Aufbauten, Kipper, Allradfahrgestelle für Kipper und andere Aufbauten sowie Fahrgestelle für Sonder- und Kommunalaufbauten (wie z. B. Betonmischer, Kehrmaschinen und Müllwagen). Für den Fernverkehr wurde ein Großraumfahrerhaus mit verlängerter Kabine und erhöhtem Dach angeboten (das sogenannte TE-Fahrerhaus, TE für TransEuropa), für Feuerwehren Staffel- und Gruppenkabinen mit bis zu 10 Sitzplätzen. Die Produktion dieser Lkw lief ohne nennenswerte Designänderungen bis 1970, dann folgte eine kleine Modellpflege: Innenraum und Armaturentafel wurden neu gestaltet und ein dritter Scheibenwischer installiert. Eine größere Überarbeitung kam 1973, erkennbar am neuen, grober gerippten und nur noch einteiligen Kühlergitter, dem von der Stirnwand unter der Windschutzscheibe auf den Kühlergrill verschobenen Markennamen (ebenso beim Markenzeichen), abstehenden runden Blinkern und einer geringfügig anderen Instrumententafel. Vor der Überarbeitung war der Kühlergrill in der Regel altweiß oder in Wagenfarbe, danach in der Regel schwarz oder in Wagenfarbe.
Ab 1977 wurden die Pressstahl-Frontlenker schrittweise durch mittelschwere und schwere Fahrzeuge der M-, der P- und der T-Reihe abgelöst, die – da Magirus-Deutz mittlerweile zum Iveco-Konzern gehörte – zwar zunächst unter dem Markennamen Magirus-Deutz auf den Markt kamen, aber schon ein Iveco-Einheitsfahrerhaus besaßen. Als erstes wurden die Fahrzeuge mit der kurzen Nahverkehrskabine auf die neuen Modelle umgestellt, das TE-Fahrerhaus für den Fernverkehr wurde bis 1983 gebaut. Für Sonderkunden wie Feuerwehren, andere Hilfsdienste und Kommunen blieb die alte Kabine noch bis 1987 im Angebot. Der kleinste Motor der Pressstahl-Frontlenker hatte 90 PS; der Spitzenmotor mit 340 PS war wieder ein V12-Saugmotor Typ F12L413 und wieder der damals stärkste Lkw aus deutscher Produktion. Für den Export gab es den V10-Motor BF10L413F mit Turbo-Lader und 360 PS. Es wurden Nutzlasten von 3,55 bis 26 Tonnen angeboten; nach Einführung der leichten Eicher-Typen gab es aber nur noch mittelschwere bis schwere Modelle mit dem kubischen D-Fahrerhaus. Die Modelle bis 19 Tonnen zulässiges Gesamtgewicht waren 2-Achser, die darüber 3-Achser. Für Auslandsmärkte (insbesondere Großbritannien und die Schweiz) gab es auch (in Deutschland damals noch nicht erlaubte) Vierachser mit bis zu 30 Tonnen Gesamtgewicht. Dabei handelte es sich um eine Entwicklung der 1967 eröffneten Magirus-Deutz-Niederlassung im britischen Winsford, wo der erste Vierachser vom Typ 232 D 30 gebaut wurde. Später übernahm das Ulmer Werk die Konstruktion in die eigene Produktion.

#### Eicher-Typen

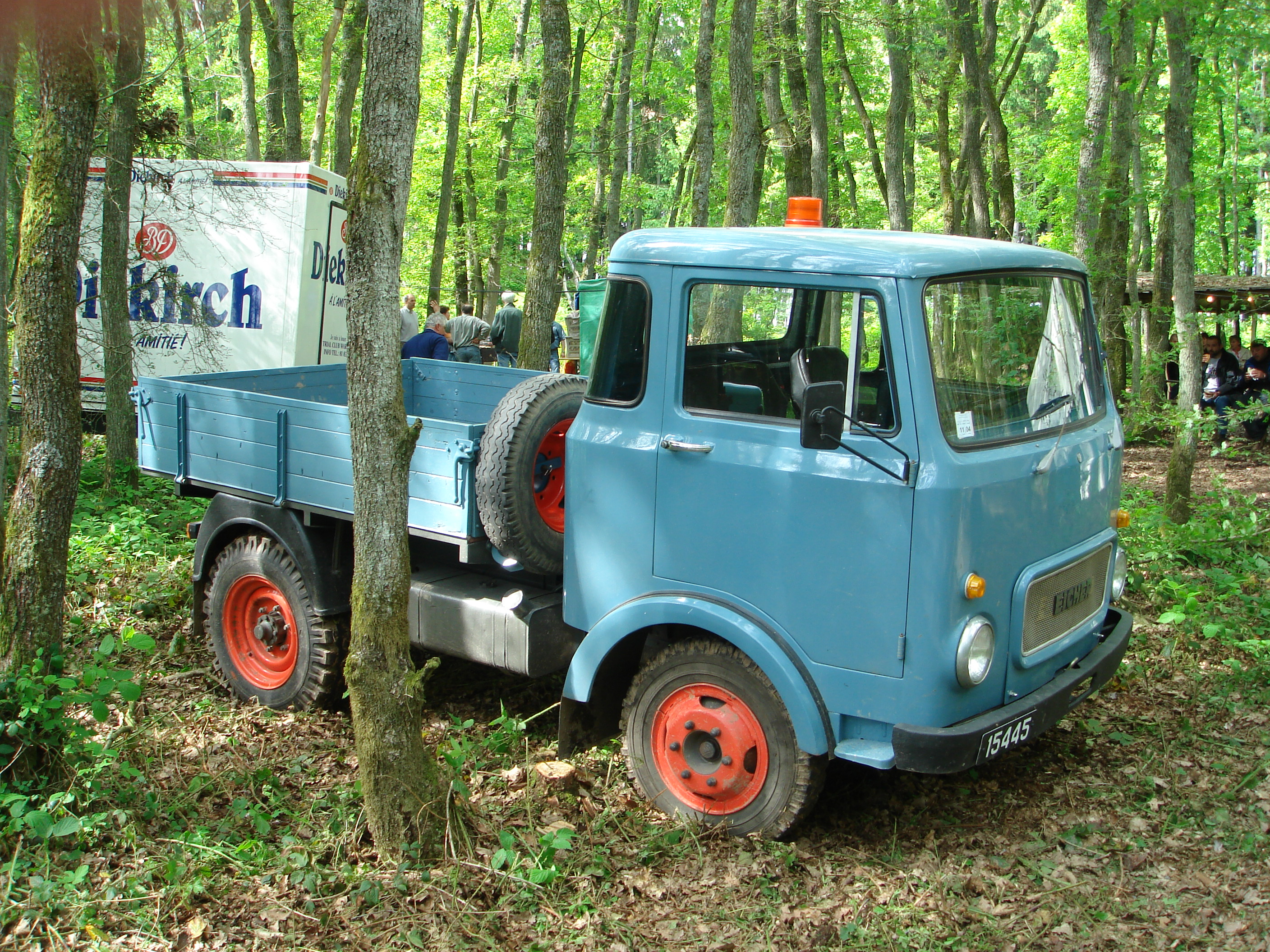
Das Ursprungsmodell von Eicher: Eicher TransExpress als Zugmaschine
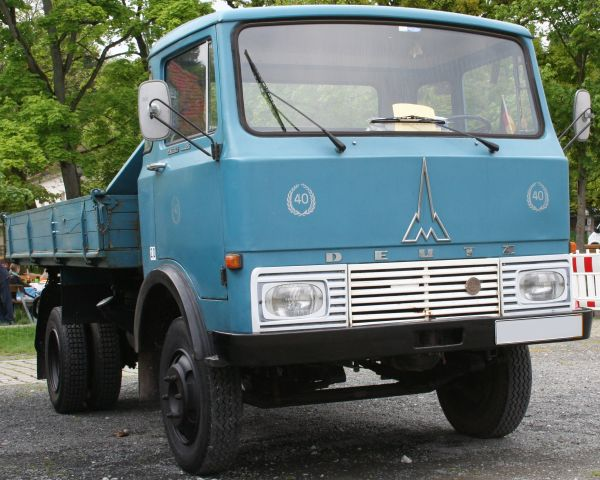
Baustellenkipper vom Typ 75 D 6 FK; erste Fassung als Magirus-Deutz
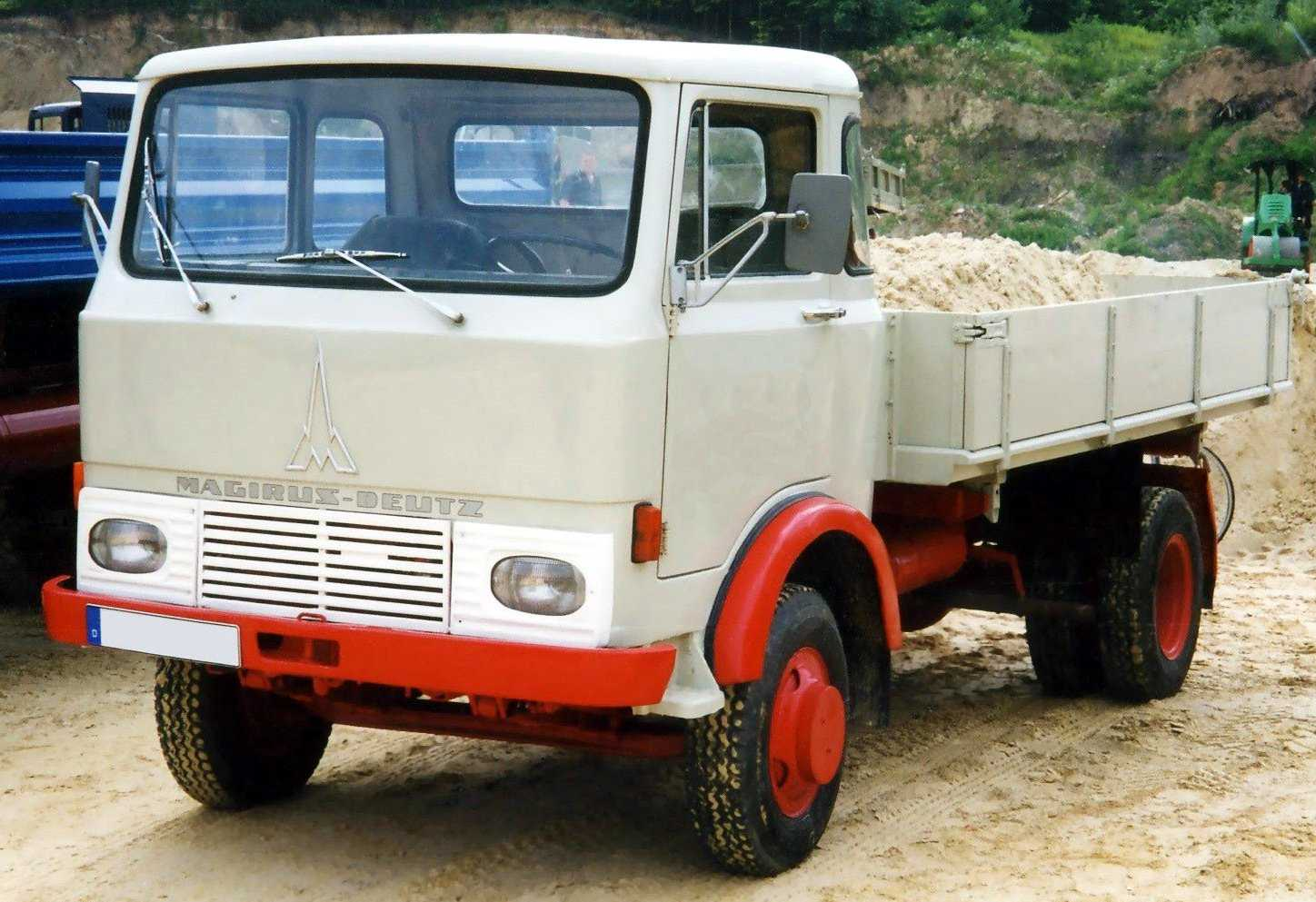
Baustellenkipper vom Typ 80 D 7 FK
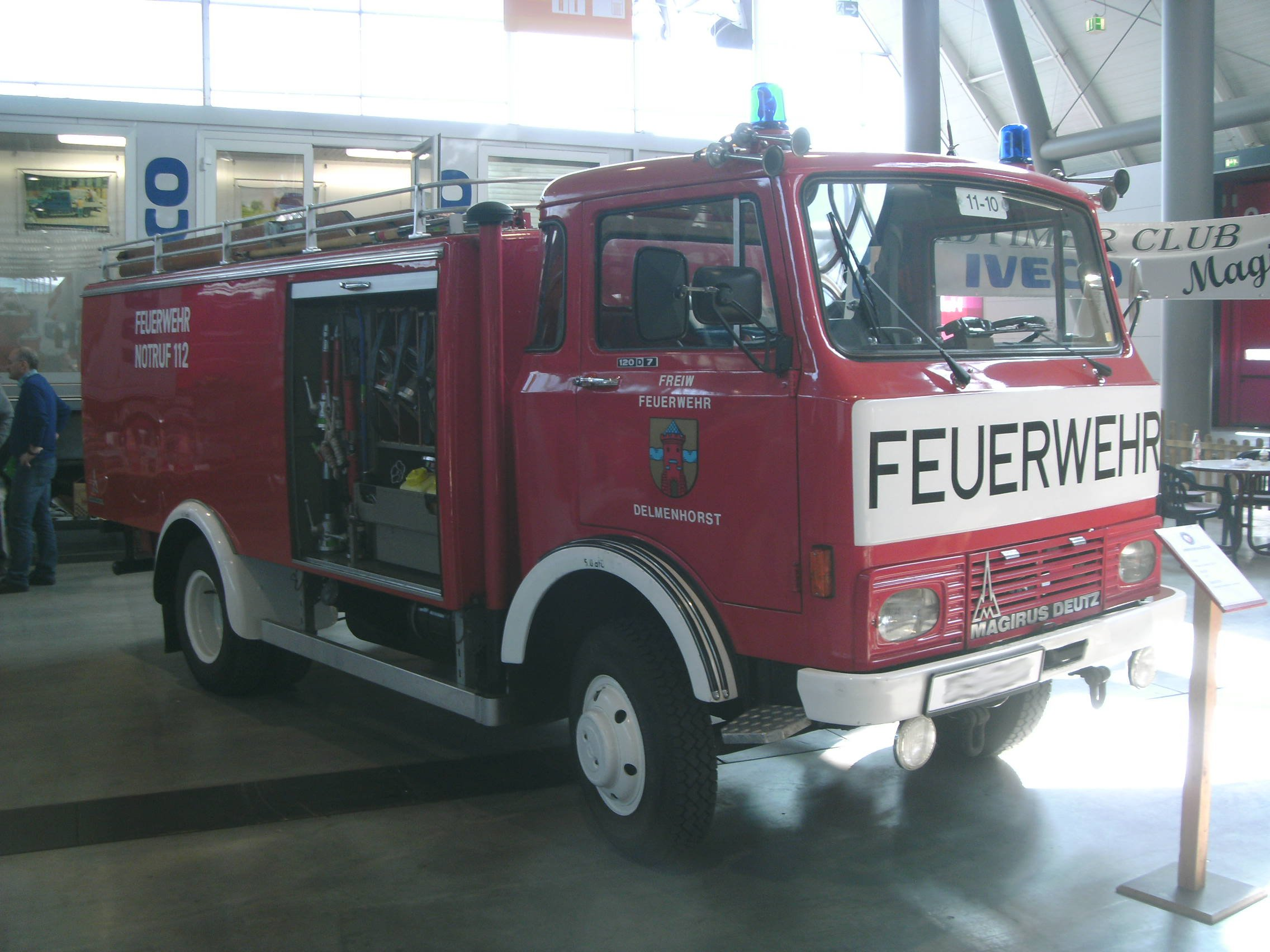
Tanklöschfahrzeug vom Typ 120 D 7 F; nach Facelift

1967 ergänzte Magirus-Deutz sein Nutzfahrzeugprogramm nach unten, indem die Konstruktion eines leichten Frontlenker-Lkw von Eicher, die eigentlich Landmaschinen produzierte, über- und ins eigene Lieferprogramm aufgenommen wurde. Eicher wollte sich im Bau von Lkw versuchen und stellte daher ab 1962 das Lkw-Modell TransExpress her. Allerdings konnte Eicher das Fahrzeug über das eigene Landmaschinenvertriebsnetz nur schlecht absetzen. Daher gab man die Konstruktion 1967 (nach einigen optischen und technischen Änderungen insbesondere im Bereich der Fahrerhaus-Front und im Bereich des Fahrwerks) an Magirus-Deutz ab, wo die Lkw über das vorhandene Lkw-Vertriebsnetz unter dem Namen Magirus-Deutz verkauft wurden. Bis 1972 wurden die sogenannten Eicher-Typen bei Eicher für Magirus-Deutz gefertigt, die Motoren kamen von KHD. Ab 1972 stellte Magirus-Deutz die Eicher-Typen selbst in Ulm her. 1973 erfolgte ein leichtes Facelift, bei dem Markenname und Markenzeichen auf den Grill wanderten. 1976 lief das für die leichte bis mittlere Gewichtsklasse gebaute Modell aus. Zum Schluss wurden nur noch kleine Stückzahlen von den Kunden nachgefragt, da das Modell mittlerweile technisch und optisch veraltet war. Die Eicher-Typen waren als normales Lkw-Fahrgestell, Kipper, Sattelzugmaschine und Spezialfahrzeug mit Niedrigrahmen für Getränketransporte lieferbar. Letzteres wurde in großen Stückzahlen von der deutschen Coca-Cola-Niederlassung geordert und war dementsprechend weit verbreitet im Straßenverkehr. Während die meisten Motoren nur 4 Zylinder hatten, gab es die stärkeren Modelle auch mit 6-Zylinder-Motoren. Die Leistungen bewegten sich zwischen 70 und 120 PS, die Nutzlasten gingen von 3,05 bis 5,87 Tonnen. Alle Modelle waren Zweiachser mit Straßenantrieb. Die mittelschweren Modelle der Eicher-Typen wurden 1975 durch die Vierer-Club-Fahrzeuge abgelöst, die leichten 1976 durch die im Rahmen des Anschlusses an Iveco für Magirus-Deutz zur Verfügung stehenden Modelle der X-Reihe von OM.

### Die letzten Eigenentwicklungen

#### Eckhauber der 3. Generation

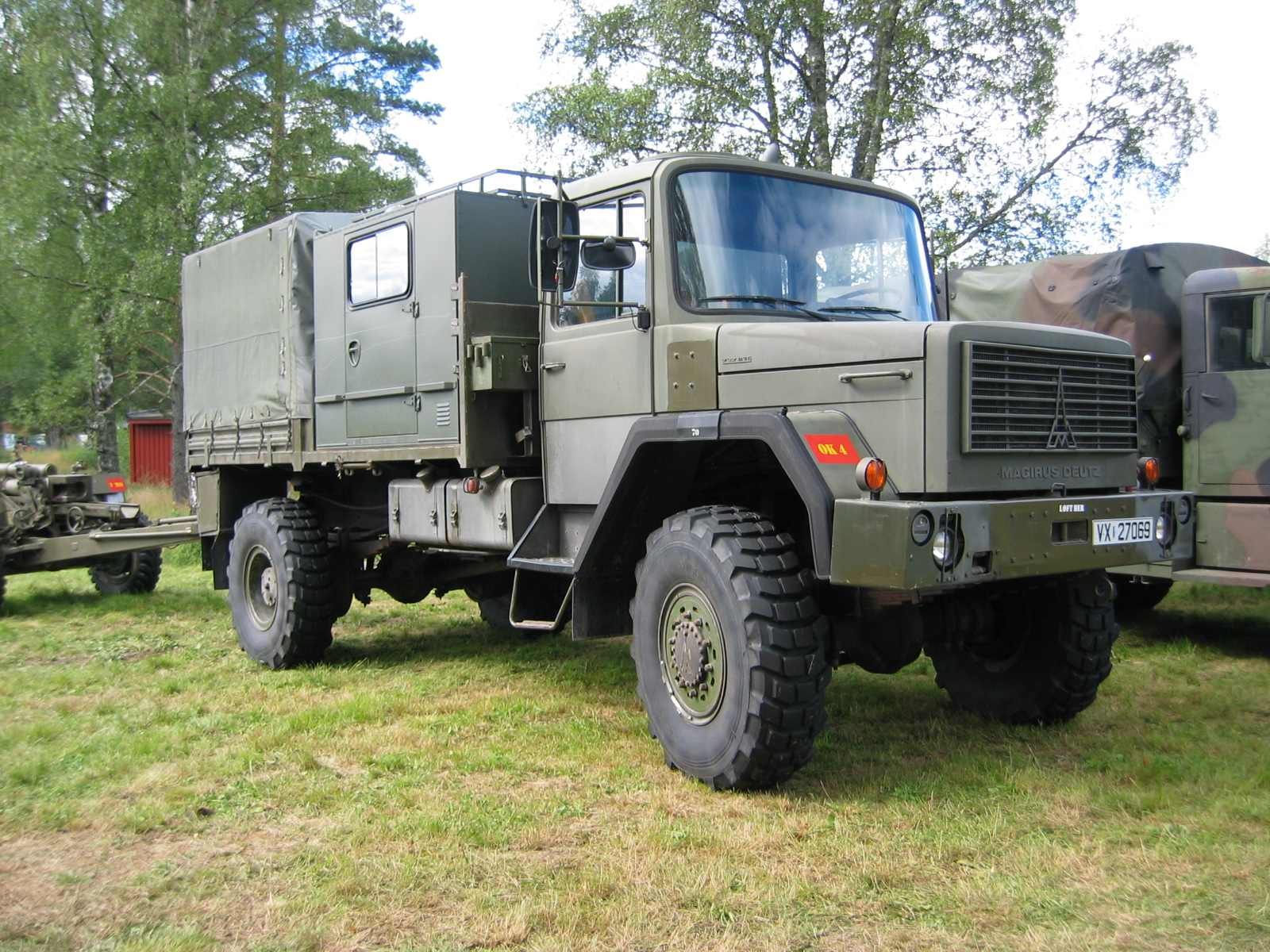
Militärfahrzeug vom Typ 232 D 16 AL; ursprüngliche Fassung
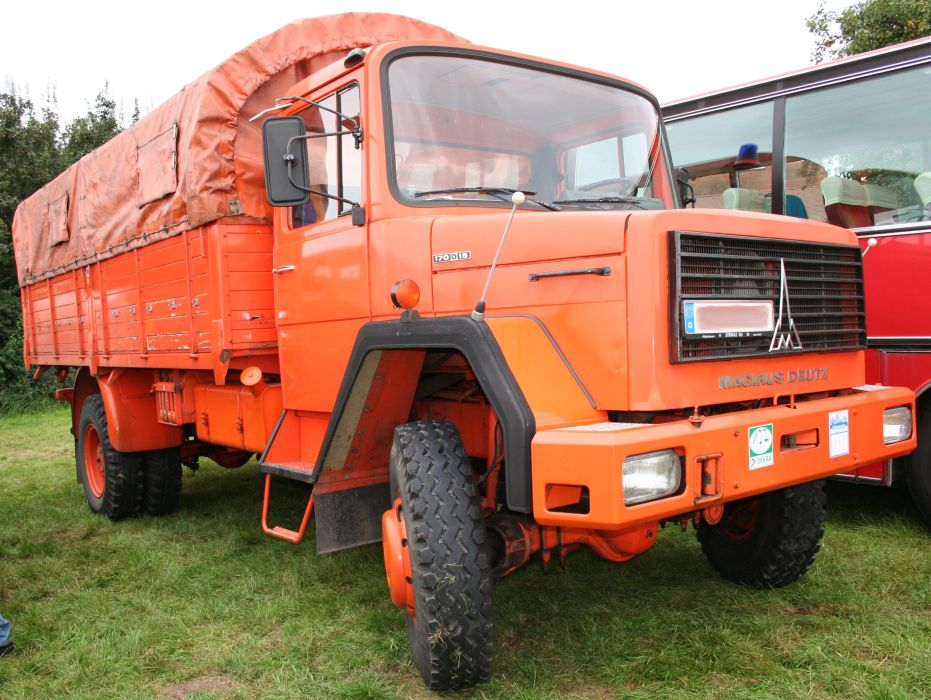
Dekon-Fahrzeug vom Typ 170 D 15 AL; ursprüngliche Fassung
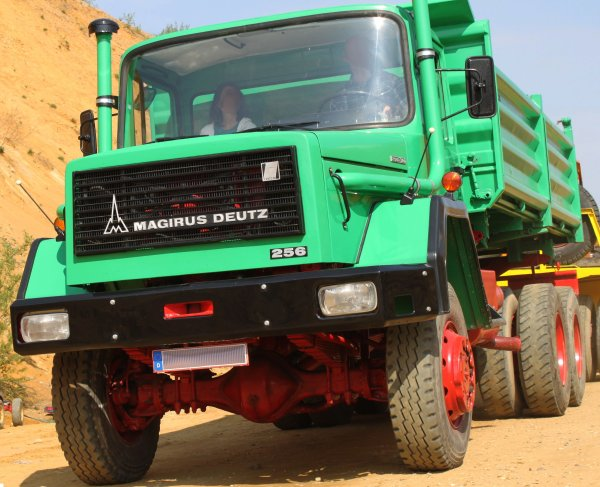
Baustellenkipper vom Typ 256 D 26 nach Facelift
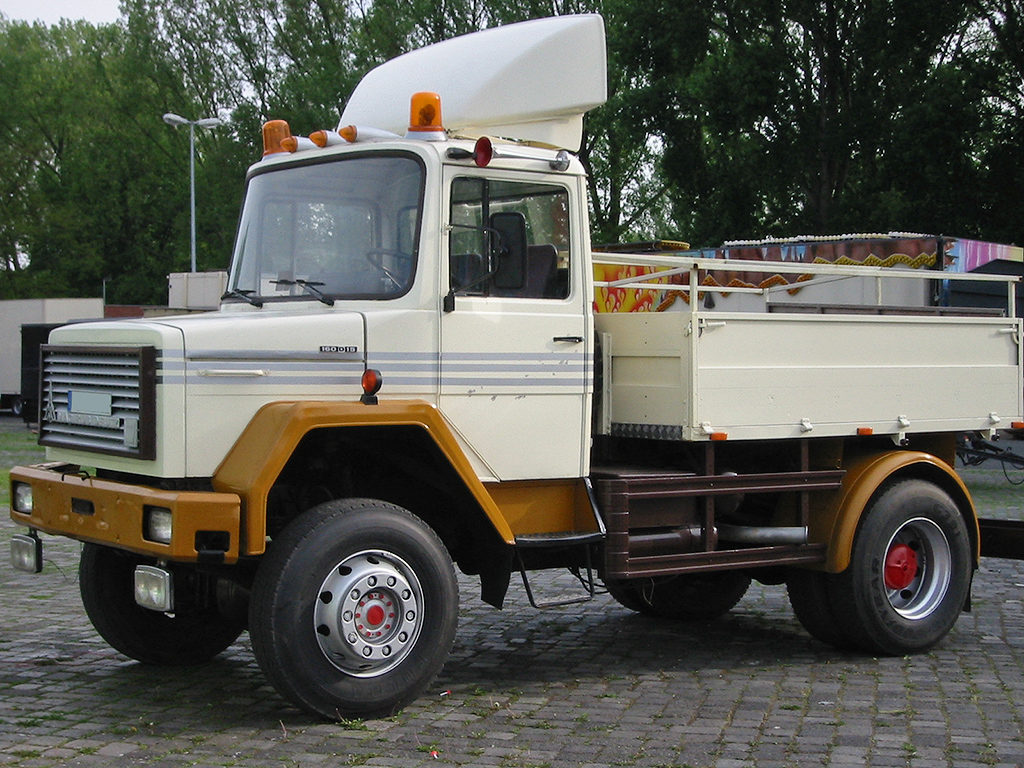
Schausteller-Zugmaschine vom Typ 160 D 15; nach Facelift

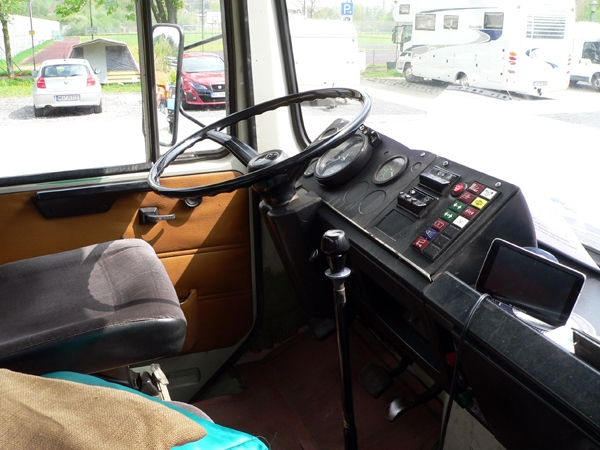
Fahrerplatz eines Eckhaubers der 3. Generation

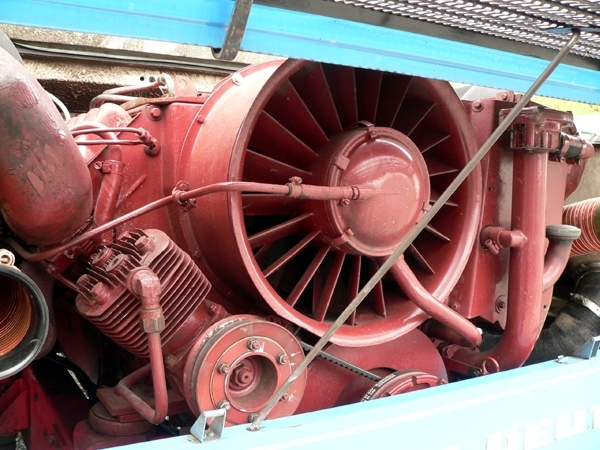
Blick in den Motorraum eines Eckhaubers der 3. Generation

Ab 1970 wurde die betagte Konstruktion der mittelschweren bis schweren Haubenfahrzeuge erneuert, obwohl die meisten anderen Lkw-Hersteller in Europa seinerzeit längst zu Kurzhaubern und Frontlenkern übergegangen waren, hielt man bei Magirus-Deutz am Konzept des Langhaubers fest. Die neuen Eckhauber der 3. Generation, die wie ihre Vorgänger vor allem als Bau- und Militärfahrzeuge sowie als Basisfahrgestell für selbstfahrende Arbeitsmaschinen, aber im Gegensatz zu diesen kaum für Feuerwehrzwecke eingesetzt wurden (weil Langhauber in den DIN-Normen für Feuerwehrfahrzeuge in Deutschland nicht mehr vorkamen), behielten das kantige Design von „Schnauze“ und Kotflügeln, wirkten nun aber wesentlich moderner. Die Scheinwerfer befanden sich nun in der Stoßstange. Die Eckhauber der 3. Generation kamen 1971 mit den Modellen 120 D 12 K/2 und 120 D 12 AK/2 auf den Markt. Letzteres verfügte über Allradantrieb; /2 stand für die neue Ausführung. Neben Fahrgestellen für Kipper und Allradkipper gab es auch Sattelzugmaschinen. 1973 wurde die Gestaltung von Markenzeichen und -schriftzug in einem Facelift leicht geändert. Ab 1978 waren nur noch Allradfahrzeuge mit dem kantigen Haubenfahrerhaus erhältlich, da die Fertigung normaler Straßenwagen mit diesem Fahrerhaus in diesem Jahr endete. Die Allrad-Lkw wurden dagegen auch nach dem Ende von Magirus-Deutz noch jahrelang unter der Regie von Iveco weitergebaut und zwar bis 1993 für den deutschen Markt. Für ausländische Märkte blieben die Haubenmodelle bis 2003 im Programm, wurden zuletzt aber nur noch im Iveco-Werk im italienischen Brescia montiert. Das Leistungsspektrum reichte von 120 bis 400 PS und es waren Nutzlasten von 6,38 bis 23,62 Tonnen erhältlich. Die Modelle bis 19 Tonnen zulässiges Gesamtgewicht waren 2-Achser, die darüber 3-Achser. Die Sowjetunion bestellte für ein Großbauprojekt rund 9500 Stück (siehe dazu Delta-Projekt). Große Stückzahlen gingen auch an kommunale Straßenbauämter und Autobahnmeistereien in ganz Deutschland, wo die Fahrzeuge (in der Regel mit Frontanbauplatte für einen Schneepflug ausgestattet) vor allem für den Winterdienst eingesetzt wurden (und vereinzelt auch heute noch werden).

#### Vierer-Club-Fahrzeuge

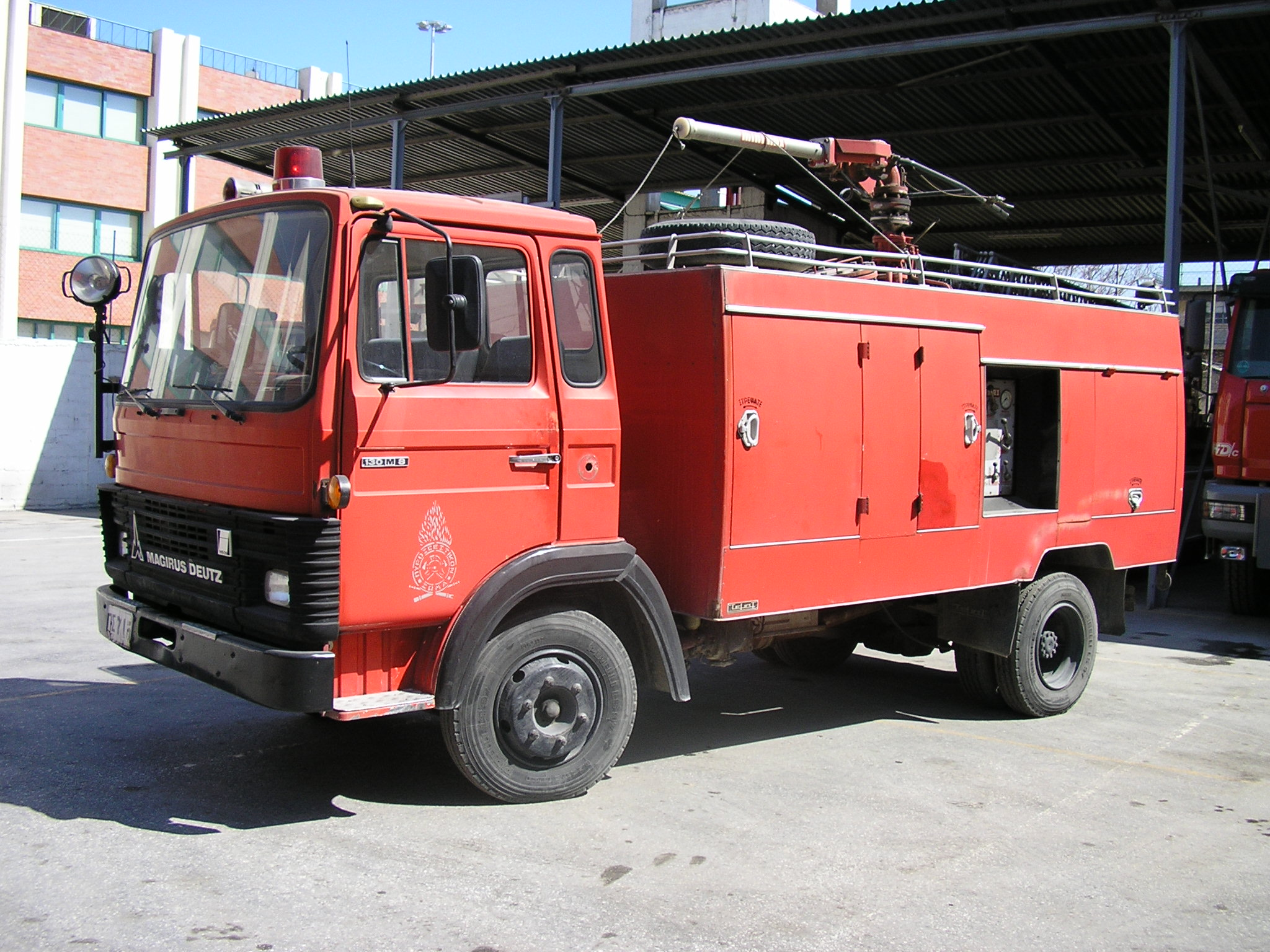
Pulverlöschfahrzeug vom Typ 130 M 8 FL; ursprüngliche Fassung
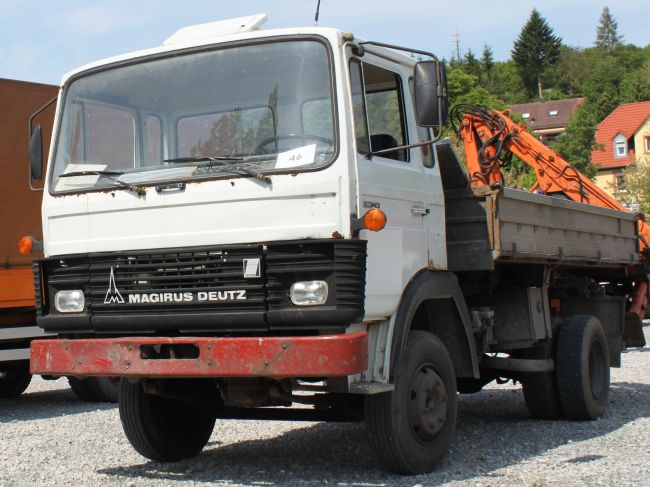
Baustellenkipper vom Typ 130 M 8 FK; ursprüngliche Fassung
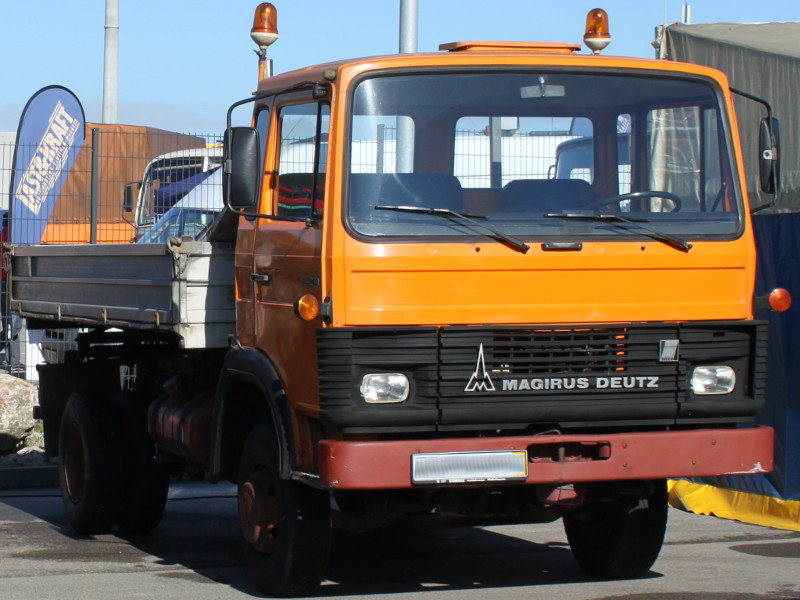
Kommunalkipper; ursprüngliche Fassung
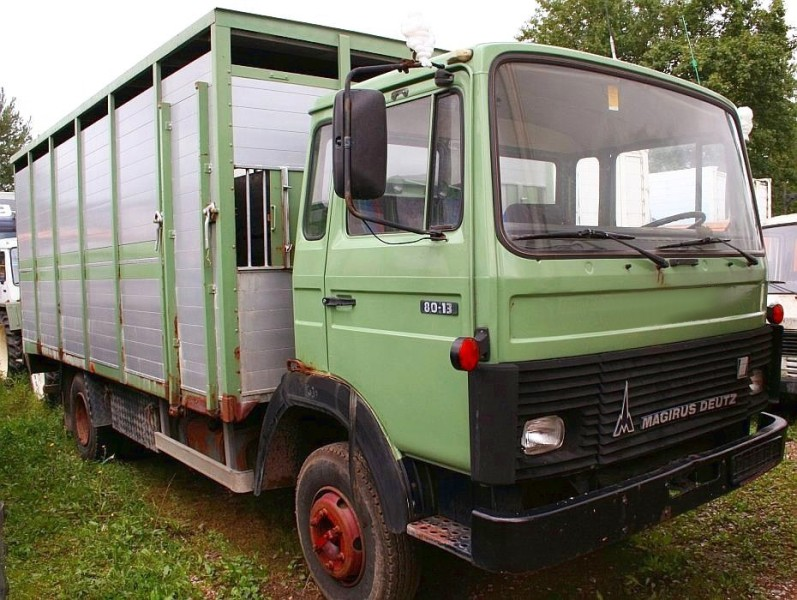
Viehtransporter vom Typ 130 M 8 FL; nach Facelift

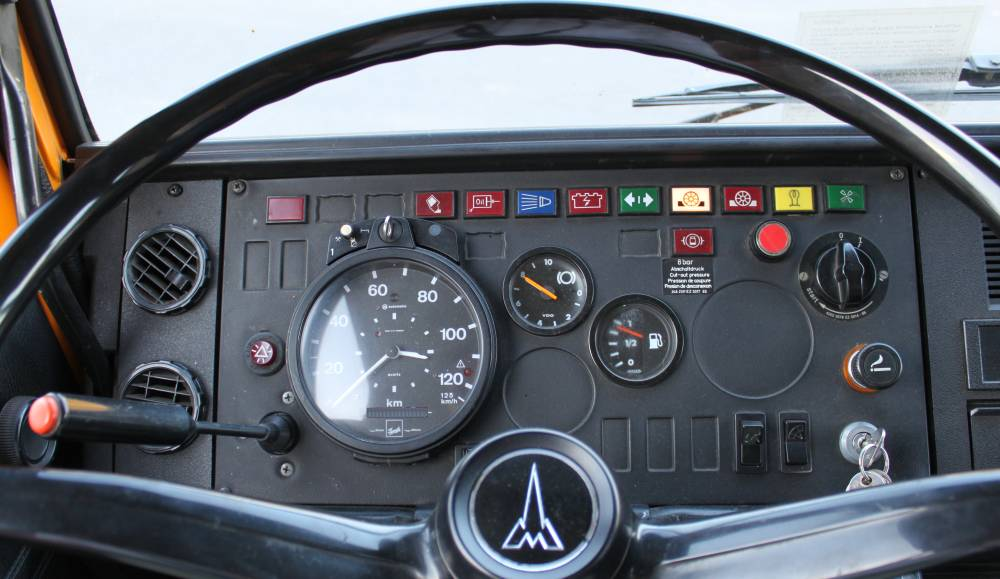
Armaturentafel eines Vierer-Club-Fahrzeugs

Weil die Eicher-Typen schon vor dem Ende ihrer Produktion anno 1976 im Verkauf schwächelten, fehlten Magirus-Deutz konkurrenzfähige leichte bis mittelschwere Lkw im Angebot. Daher arbeitete Magirus-Deutz ab 1971 mit DAF, Saviem und Volvo im sogenannten Vierer-Club zusammen, um gemeinsam eine Neukonstruktion mit Frontlenker-Fahrerhaus zu entwickeln. Anfang 1975 kamen die Fahrzeuge von Magirus-Deutz auf den Markt, nachdem die von den vier Partnern gemeinsam entwickelten Lkw auf dem Brüsseler Autosalon der Öffentlichkeit vorgestellt worden waren (siehe auch Hauptartikel: Magirus-Deutz MK-Reihe). Neben denjenigen für den eigenen Gebrauch wurden auch die Fahrerkabinen für Volvo und DAF bei Magirus-Deutz hergestellt. Als einziger der beteiligten Hersteller baute Magirus-Deutz in seine Fahrzeuge luftgekühlte Motoren ein. Erhältlich waren Fahrgestelle für verschiedene Aufbauten, Kipper, Sattelzugmaschinen und – wie auch schon bei den Eicher-Typen – Getränketransporter mit Zentralrohrrahmen. Die Vierer-Club-Fahrzeuge waren die ersten Lkw der leichten Gewichtsklasse in Deutschland mit Kippkabine. MAN brachte ein kippbares Fahrerhaus in dieser Gewichtsklasse in Kooperation mit VW 1979 heraus, Daimler-Benz erst 1983. 1980 wurden die Vierer-Club-Fahrzeuge von Magirus-Deutz einem Facelift unterzogen, bei dem der Kühlergrill eine feinere Rippung erhielt. Die Lkw mit Vierer-Club-Kabine waren am Markt sehr beliebt und zogen auch Stammkunden anderer Hersteller zu Magirus-Deutz ab (insbesondere von Daimler-Benz, wo es bis 1983 keine Kippkabine in der leichten Gewichtsklasse gab).
Eine Allrad-Variante der Vierer-Club-Fahrzeuge sollte auch in den Markt des Daimler-Benz Unimog eindringen, was aber nur mit mäßigem Erfolg gelang. Ein großes Kontingent von rund 6800 Stück ging jedoch als „Lkw 5 t mil“ ab 1980 an die Bundeswehr. Zusammen mit dem Umweltbundesamt entwickelte Magirus-Deutz ebenfalls bis 1980 auf Basis des Vierer-Club-Lastwagens 130 M 8 FL als erster deutscher Hersteller einen „lärmarmen Lkw“. Das Fahrzeug verfügte über eine Vollkapselung des Motors, die den Geräuschpegel gegenüber den damals üblichen Serienfahrzeugen um rund 90 % auf nur noch 77 dB(A) reduzierte. Eine größere Anzahl dieses „Flüsterdiesels“, der an einem leicht nach vorne versetzten Mittelteil im Kühlergrill erkennbar war, ging als Paketpostwagen an die Deutsche Bundespost.
Allerdings ließen die Vierer-Club-Fahrzeuge von Magirus-Deutz erstmals die sonst von diesem Hersteller gewohnte Robustheit und Stabilität vermissen: Viele Bauteile, die beim Vorgängermodell (den Eicher-Typen) noch aus Metall waren, bestanden nun aus Kunststoff und das Blech war insbesondere im Bereich der Kotflügel und des Türeinstiegs sehr rostanfällig. Auch die Vierer-Club-Reihe wurde nach dem Ende von Magirus-Deutz noch lange Zeit von Iveco weiter gebaut und optisch weiterentwickelt. Beispielsweise wanderten die Blinker im Laufe der 1980er Jahre in die Stoßstange, die dann aus Kunststoff bestand; gleichzeitig wurde auf eine neue Innenraumgestaltung umgestellt. Produktionsende bei Iveco war 1992. Die Vierer-Club-Fahrzeuge wurden mit Motorleistungen zwischen 87 und 169 PS verkauft und die Nutzlasten lagen zwischen 3,21 und 9,07 Tonnen. Alle Typen hatten zwei Achsen.

## Omnibusse

### Die Zeit des Zweiten Weltkriegs
Nach dem Zusammenschluss von Magirus und Humboldt-Deutz in den Jahren 1935/36 wurde auch die von Magirus anno 1919 begonnene Busfertigung fortgesetzt. In der Zeit des Zweiten Weltkriegs wurden auf den Lkw-Fahrgestellen S 330 und S 3000 basierende Omnibusse gebaut, die die Bezeichnungen O 330, OL 330 und O 3000 erhielten. Diese Omnibustypen hatten einen Motor mit 70 PS. Ab 1943 wurde ein (aufgrund der allgemeinen Rohstoffmangelsituation während des Krieges sehr spartanischer) Sparaufbau auf die Fahrgestelle gesetzt. Noch im selben Jahr wurde die Omnibusproduktion kriegsbedingt eingestellt.

### Nachkriegsomnibusse aus Ulm
Nach dem Zweiten Weltkrieg lief die Lkw-Produktion in Ulm 1946 wieder an, die Omnibus-Produktion folgte noch am Ende desselben Jahres. Zunächst wurden für die alliierten Besatzungskräfte einfache Omnibusaufbauten auf Fahrgestellen des amerikanischen Herstellers GMC gefertigt, die nach dem Ende des Krieges von den Besatzungskräften nicht mehr gebraucht wurden.

#### O 3000, O 3500

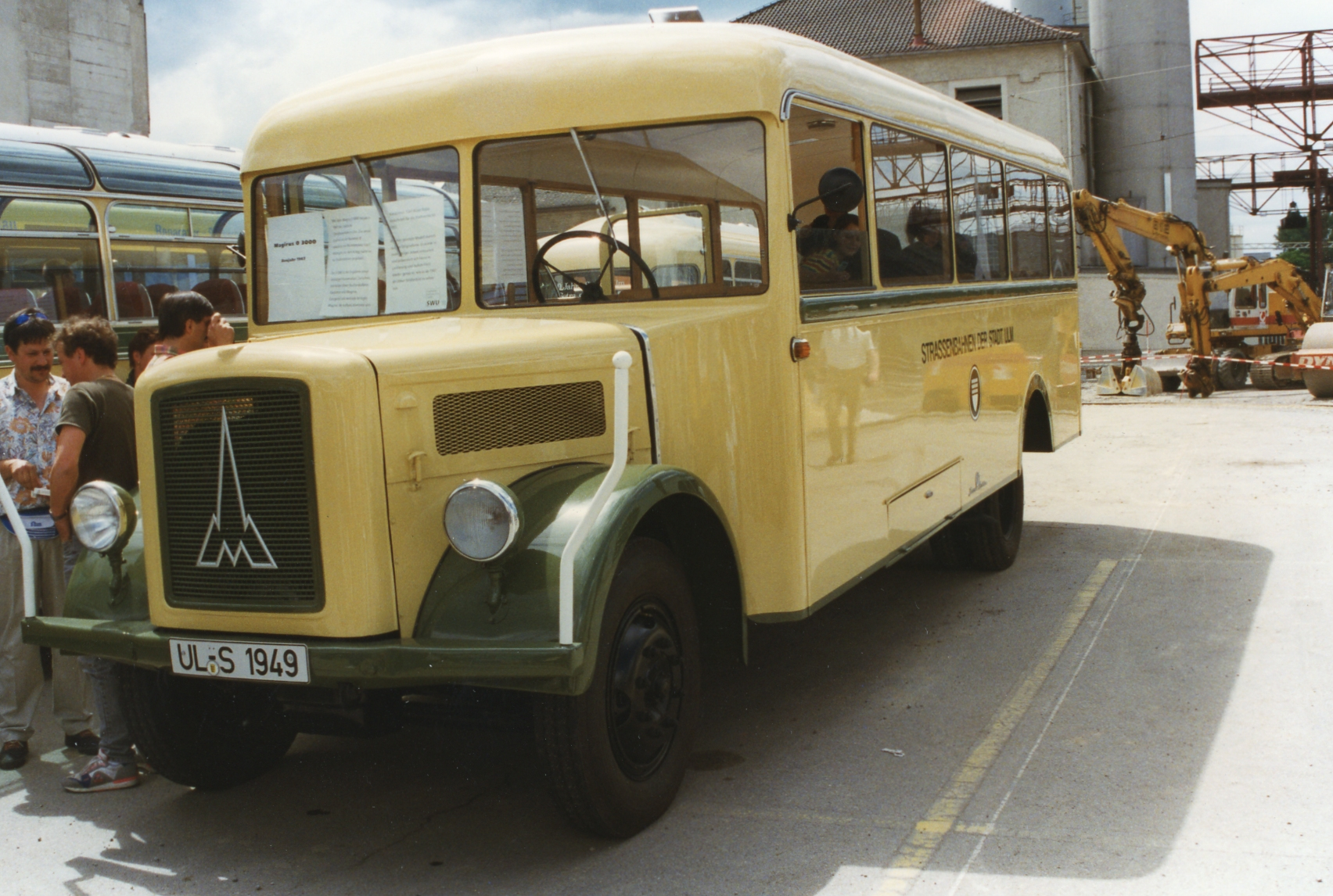
O 3000 Eckhauber Linienbus
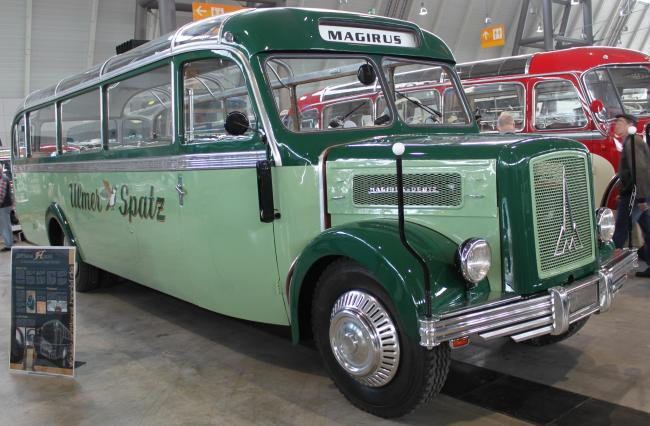
O 3500 Eckhauber Reisebus
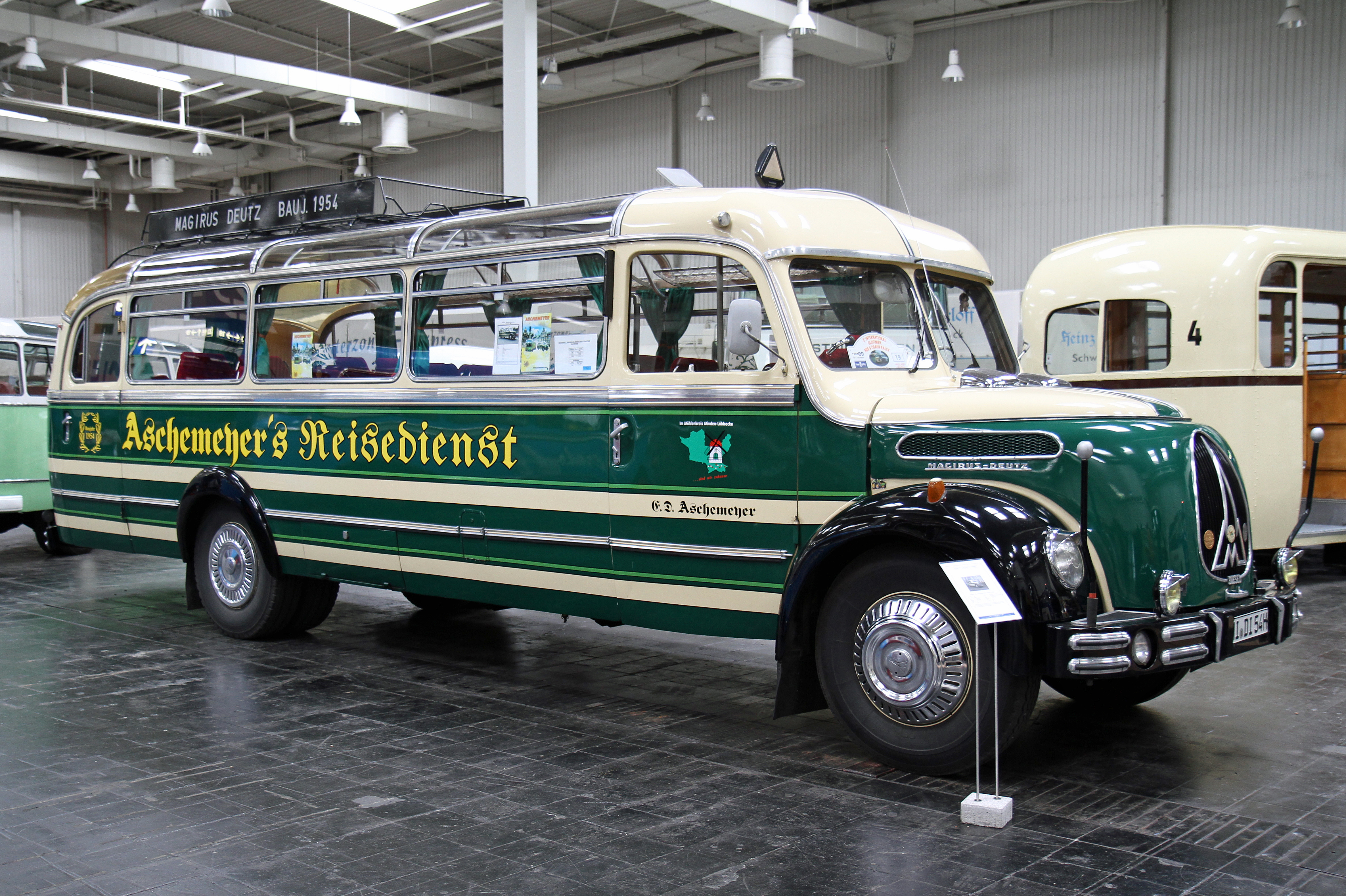
O 3500 Rundhauber Reisebus
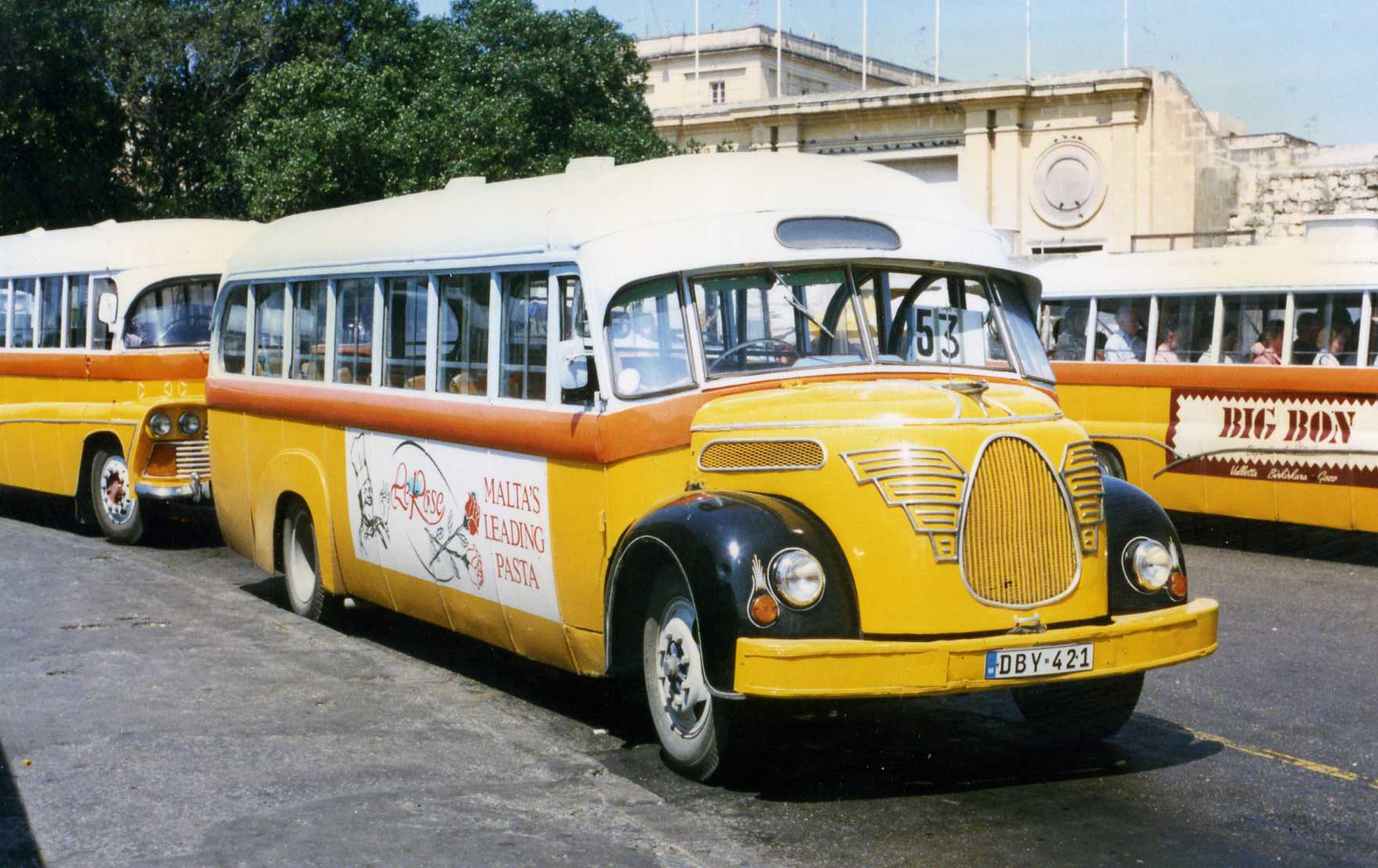
O 3500 Rundhauber Linienbus mit Sonderkarosserie eines ausländischen Aufbauherstellers

Der aus der Kriegszeit stammende Typ O 3000 mit dem wassergekühlten Deutz-Dieselmotor F4M513 mit vier Zylindern und einem Hubraum von 4942 cm³ für eine Leistung bis 70 PS, der technisch auf dem Lastwagentyp S 3000 basierte, wurde ab 1946 wieder hergestellt, die ersten Wagen aus noch im Werk vorgefundenen Teilen. Bis 1948 wurden sie allerdings nur als Fahrgestelle mit Motor gefertigt, die Karosserie kam von den ebenfalls in Ulm ansässigen Kässbohrer Fahrzeugwerken oder anderen Aufbauherstellern. Vom O 3000 entstanden so sowohl Linien- als auch Reisebusse. Erst ab 1948 war das Werk in der Lage, auch die Karosserien wieder in größerer Zahl selbst herzustellen. Im selben Jahr wurde auch der O 3000 analog zu den Lkw mit dem luftgekühlten Deutz-Dieselmotortyp F4L514 mit vier Zylindern und einem Hubraum von 5322 cm³ für zunächst 85, ab 1949 90 PS, ausgerüstet. Die Abmessungen des Wagens betrugen 7,98 m bei einem Radstand von 4,9 m. Der O 3000 wurde so bis 1950 gebaut, ab 1949 vom O 3500 ergänzt.
1949 wurde der O 3000 grundlegend überarbeitet und zum O 3500 weiterentwickelt, der nun auch einen Radstand von 5,2 m hatte. Die Leistung des luftgekühlten Deutz-Motors F5L514 war auf 90 PS gesteigert. Die Motorhaube wurde leicht umgestaltet und verlief nun mehr konisch. Die Fahrzeuglänge wuchs auf 9,12 Meter, was in erster Linie einem größeren Sitzplatzangebot im Innenraum zugutekam. Gleichzeitig verbesserte sich durch ein überarbeitetes Fahrgestell der Fahrkomfort. Die restliche Technik basierte auf dem Lkw-Modell S 3500. Die Traglast des Fahrgestells betrug 3,5 Tonnen, dementsprechend lautete die neue Modellbezeichnung O 3500. 1951 erhielt der O 3500 eine neue elegante runde Haube, die der „Alligatorhaube“ der Lastwagen angepasst war. Die Motorleistung stieg parallel auf 90 PS. Ab 1952 war zusätzlich der luftgekühlte V6-Motor Deutz F6L614 mit 7983 cm³ Hubraum für 125 PS im Angebot. Der O 3500 wurde als Fahrgestell ausgeliefert, um von Aufbauherstellern mit einer Karosserie komplettiert zu werden (wie damals im Omnibusbau noch allgemein üblich), es gab aber auch viele Varianten ab Werk, z. B. eine Linienversion, einen Reisebus und eine Luxusvariante mit Panorama-Dachrandverglasung und Faltdach. Auch Kombibusse für Linien- und Reiseverkehr wurden gebaut.
Wegen ihres niedrigeren Rahmens wurden die Omnibus-Fahrgestelle des O 3500 auch für Lkw-Aufbauten gern genutzt, z. B. für Möbelwagen. Die Produktion lief für den deutschen Markt bis 1954, für Exportmärkte war das Fahrgestell des O 3500 auch darüber hinaus noch einige Zeit erhältlich. Insbesondere in heißen Ländern war der O 3500 beliebt aufgrund der Robustheit seines Fahrgestells und der Hitzeunempfindlichkeit des luftgekühlten Motors.

#### O 6500
Mit dem O 3500 deckte Magirus-Deutz die mittlere Größenklasse von Bussen ab. 1951 wurde das Programm nach oben erweitert: Es erschien der Typ O 6500 auf dem Markt. Es handelte sich im Gegensatz zu allen bisherigen Magirus-Deutz-Bussen erstmals um einen Frontlenker mit Heckmotor und (ebenfalls neu) um eine halb-selbsttragende Konstruktion von Fahrgestell und Aufbau. Der eingebaute luftgekühlte Deutz-Dieselmotor F8L614 hatte acht Zylinder in V-Form mit einem Hubraum von 10,644 l und leistete 170 PS. Das Fahrgestell hatte eine Traglast von 6,5 Tonnen, der Radstand betrug 5,7 m und die Wagenlänge 11,23 m. Zur Beheizung des Fahrgastraums bei Kälte war eine Zusatzheizung eingebaut. Durch die Installation des Motors im Heck entfiel gegenüber dem Haubenwagen der Kardantunnel. Das erlaubte es erstmals, Tank und Luftbehälter in der Mitte des Fahrgestells unterzubringen und große seitlich zugängliche Staufächer für Gepäck unter dem Wagenboden vorzusehen und auf einen Gepäckträger auf dem Dach zu verzichten, der bis dahin üblich war. Die Kühlluft für den Motor wurde zunächst über eine Lufthutze auf dem hinteren Teil des Fahrzeugdachs angesaugt und über einen Kanal im Heck zum Motor geführt. Ab 1957 entfielen Hutze und Kanal, sodass auch das Heck wie bei anderen Bussen verglast werden konnte. Die Kühlluft kam seitdem von Öffnungen an der Seite und hinten. Der O 6500 war als Linienbus, Reisebus und Luxusausführung mit kompletter Dachverglasung erhältlich. Die meisten Busse wurden komplett mit Karosserie ab Werk ausgeliefert, Aufbauten durch Dritte waren die Ausnahme. 1957 kam das Nachfolgemodell auf den Markt, der Saturn II. Der O 6500 lief jedoch noch bis 1959 von den Bändern, hauptsächlich für den Export. Ab 1958 wurde er im Rahmen der Planeten-Bezeichnungen unter dem Namen „Jupiter“ ausgeliefert.

#### O 3500 H, Saturn I

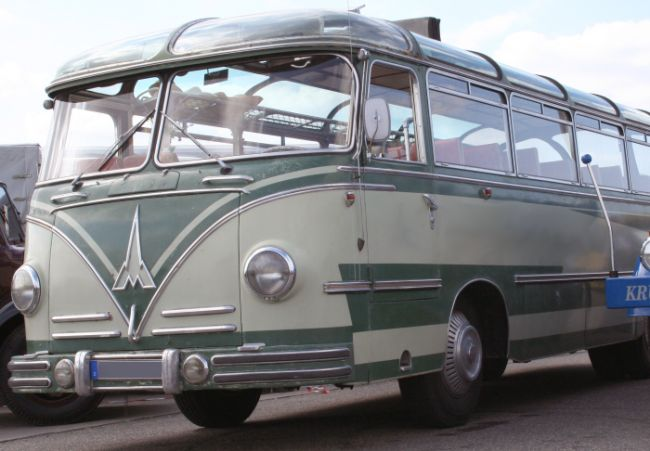
O 3500 H Reisebus

1953 übertrug Magirus-Deutz das Bauprinzip des O 6500 (halb-selbsttragende Konstruktion, Frontlenker, Heckmotor) auch auf die Mittelklasse und stellte als Nachfolgemodell des Rundhauber-Busses O 3500 den O 3500 H vor. Das H in der Typbezeichnung stand für Heckmotor und diente zur Unterscheidung zum zunächst weiterhin gebauten Haubenmodell. Der O 3500 H hatte den luftgekühlten V6-Deutz-Dieselmotor F6L614 mit einem Hubraum von 7.983 cm³ für 125 PS. Die Traglast des Fahrgestells betrug 3,5 Tonnen, der Radstand 4,5 m und die Wagenlänge 9,5 m. Wie der größere O 6500 war auch der O 3500 H als Reise-, Linien-, Luxus- und Kombibus erhältlich sowie als Fahrgestell für Fremdaufbauten. 1957 entfiel – ebenfalls wie beim großen Vorbild – die Lufthutze auf dem Dach. 1958 erhielt der O 3500 H im Rahmen der allgemeinen Umstellung der Modellnomenklatur auf Planetennamen die Bezeichnung Saturn. Diese Ausführung wurde zur Unterscheidung vom schon 1957 erschienenen Nachfolgemodell Saturn II dann als Saturn I bezeichnet. Produktionsende beim Saturn I war erst 1962, zuletzt war das Modell nur noch im Export gefragt, u. a. nach Ägypten und Mexiko.

### Omnibusse aus Mainz

#### Saturn II

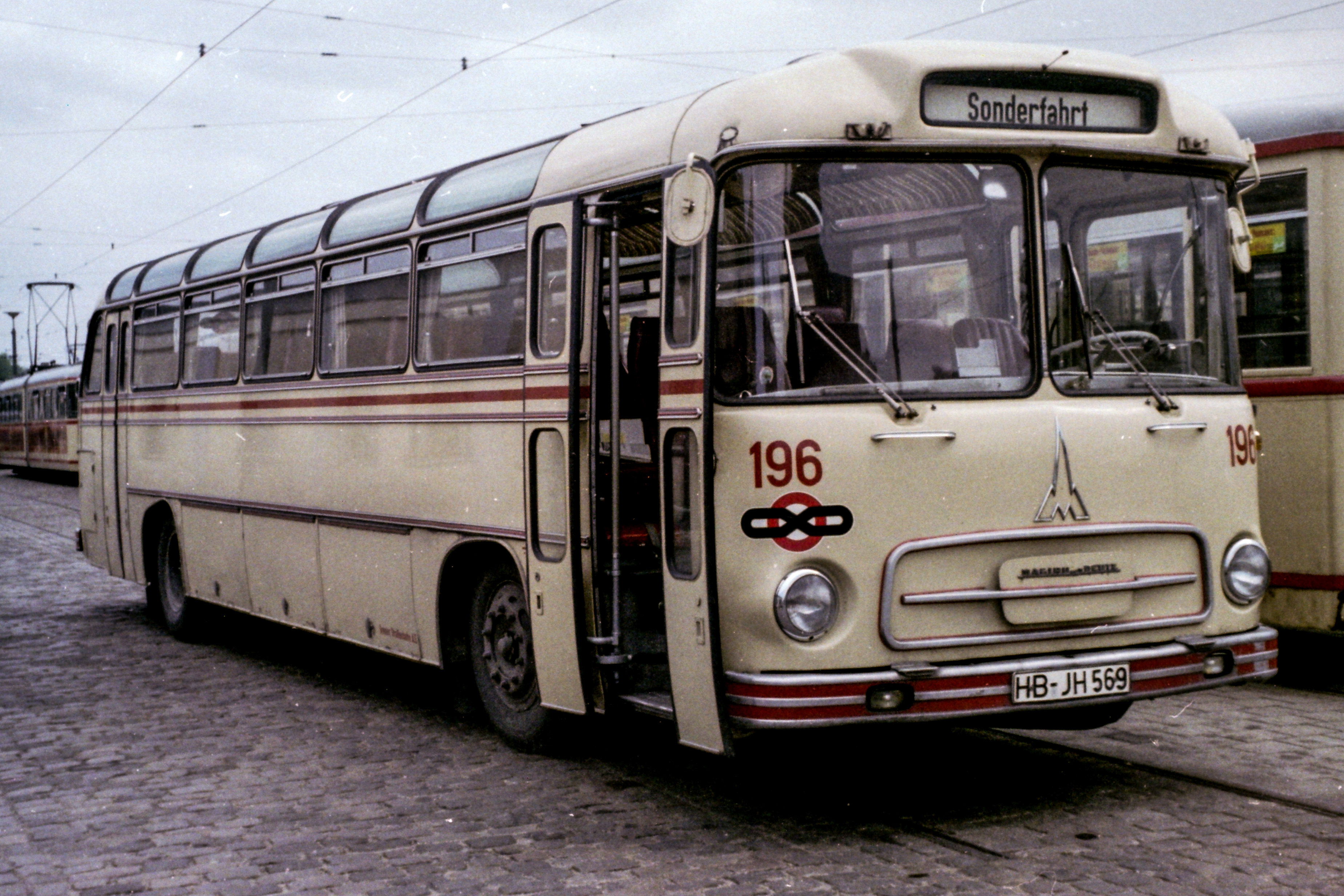
Saturn II L Linienbus mit 11,5 m Länge, Außenschwingtüren, Dachrandverglasung und kleinem Schilderkasten
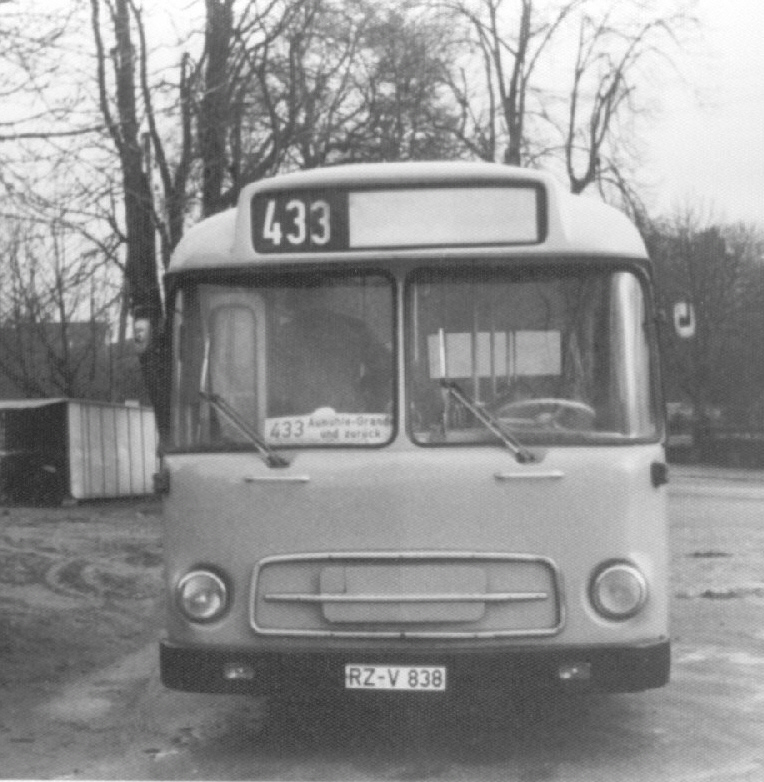
Saturn II Linienbus; ehemaliger Stadtbus der HHA mit großem Linien- und Fahrtzielkasten
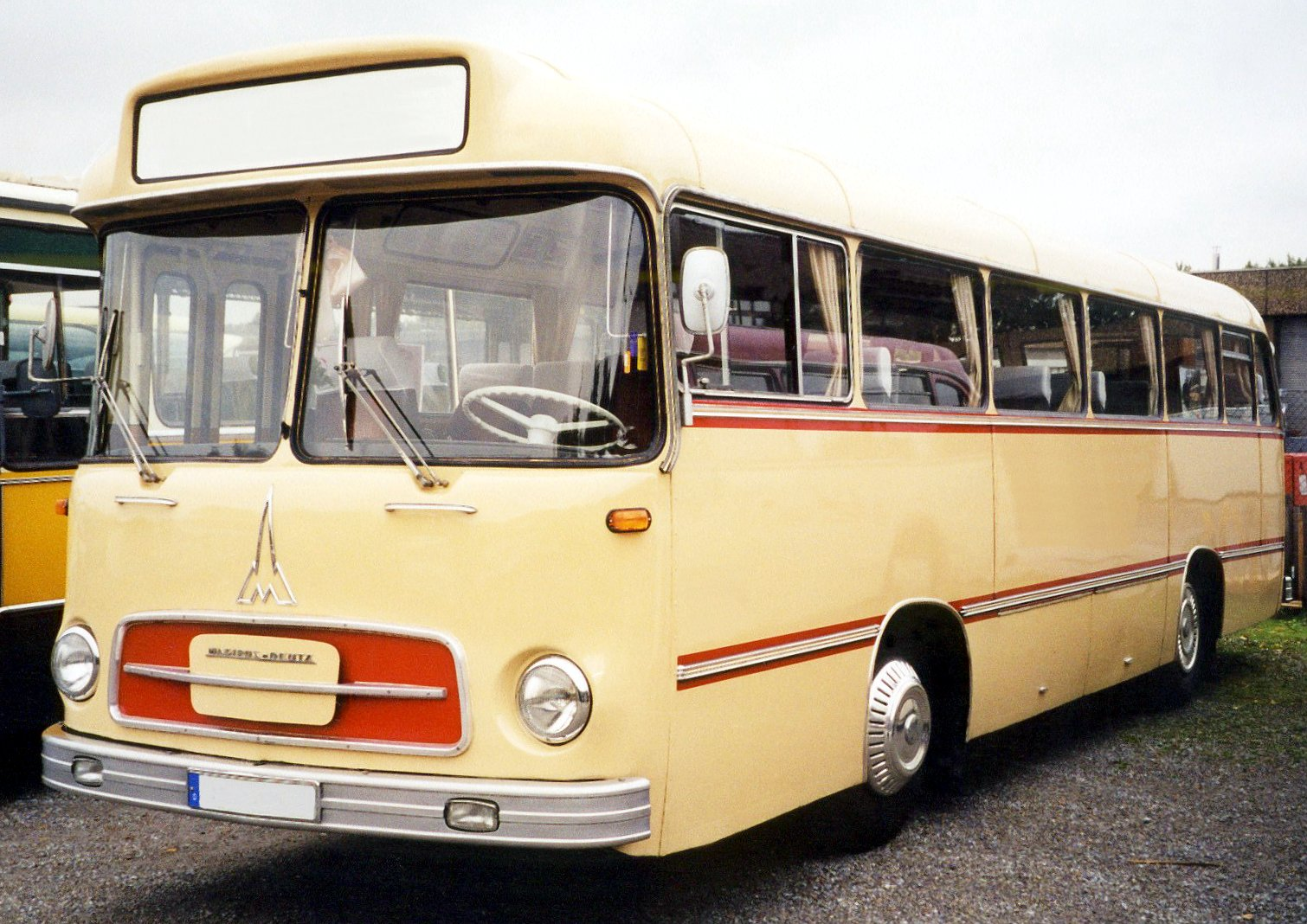
Saturn II Linienbus; ehemaliger HHA-Stadtbus von 1963
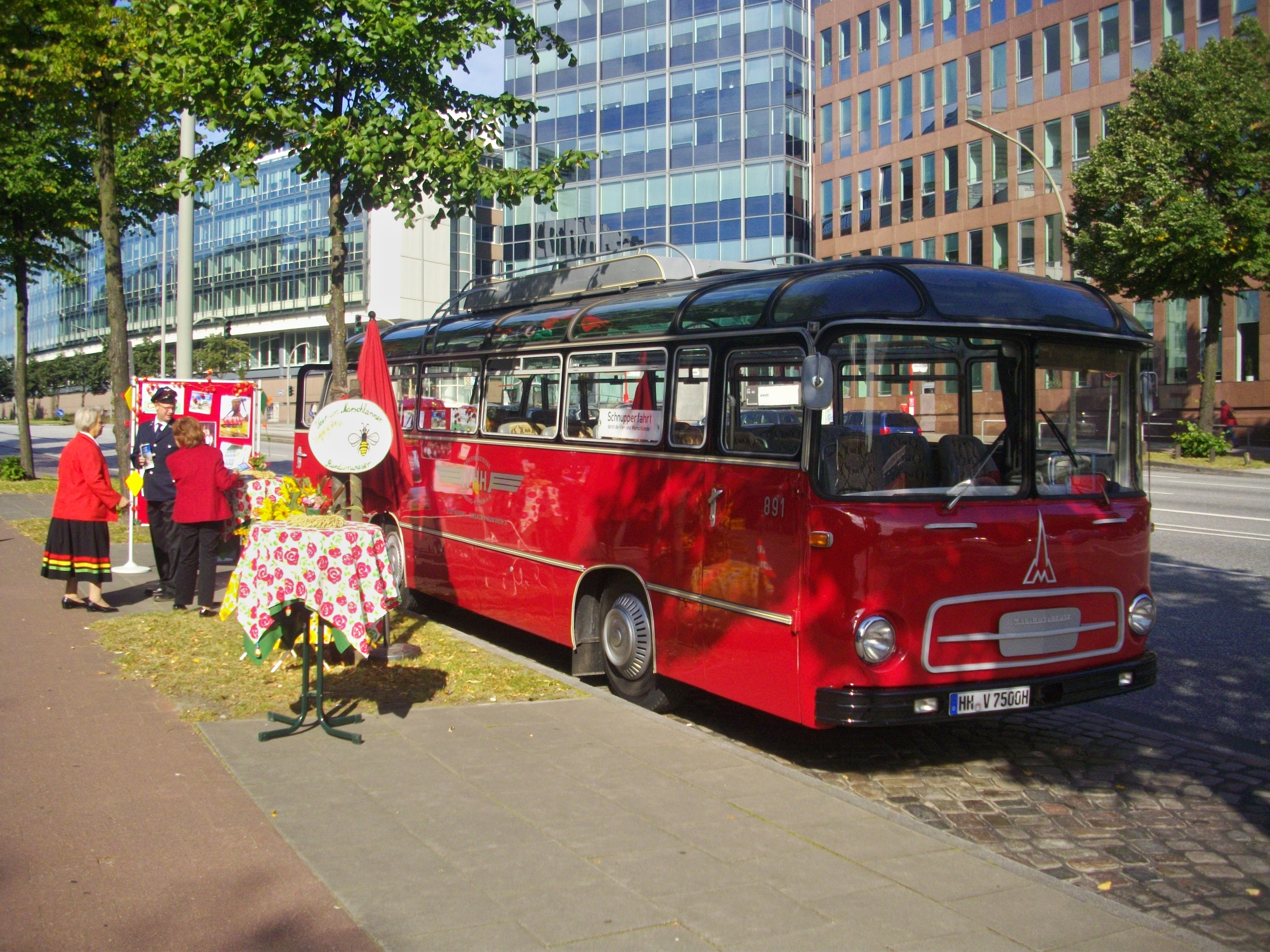
Saturn II Reisebus; Oldtimer der Verkehrsbetriebe Hamburg-Holstein (VHH)

1957 wurde der O 6500 auf dem Inlandsmarkt abgelöst: Der neu konstruierte Frontlenker vom Typ Saturn II kam auf den Markt. Der Saturn II hatte erstmals bei Magirus-Deutz einen völlig selbsttragenden Aufbau und entsprach damit dem damals aktuellen Stand der Technik. Auf das Gerippe aus Vierkant-Stahlprofilen waren Leichtmetallbleche befestigt. Die Frontgestaltung war den damals aktuellen rundlichen Frontlenker-Lkw angepasst, insbesondere hatte der Saturn II eine an das Design dieser Magirus-Deutz-Lkw erinnernde ovale Kühlergrill-Attrappe. Der Federungs- und Fahrkomfort des Saturn II setzte durch Luftfederung und einzeln aufgehängte Vorderräder im Konkurrenzvergleich neue Maßstäbe und begründete den Ruf der Magirus-Deutz-Busse als besonders weich und komfortabel. Es wurde auch ein elektro-pneumatisch bediente Vorwählschaltung für das Getriebe angeboten. Angetrieben wurde der Saturn II zunächst vom luftgekühlten Deutz-V6-Motor F 6 L 614 mit einem Hubraum von 7983 cm³ für 125 PS. Als erstes kam ein 10,0 Meter langer Stadt-Linienbus mit einem Radstand von 4,5 m auf den Markt; 1958 folgte die Reisevariante mit einer Länge von nur 9,77 m und einer geringfügig anders gestalteten, schräg stehenden Frontpartie. Erst 1961 bekamen diese Reisebusse die senkrechte Frontgestaltung der anderen Versionen und die Länge von 10,0 Metern.
Auf Betreiben der Hamburger Hochbahn (HHA), die im Begriff war, Großkunde bei KHD zu werden, wurde ab 1959 aus dem anfänglichen Saturn II der „Typ Hamburg“ weiter entwickelt; er hatte außenbündige Türen, ab 1960 ein höheres Dach mit zwei Dachluken, größere Liniennummer- und  Fahrtzielanzeigen (auch hinten) und Auspuffrohre, die an den zwei Stegen des Heckfensters nach oben geführt wurden. Die beiden ersten Änderungen wurden für alle Fahrzeuge des Typs Saturn II übernommen. 1959 ergänzte Magirus-Deutz das Angebot um zwei verlängerte und leistungsgesteigerte Varianten: Der Saturn II L hatte einen Radstand von 5,73 m und war 11,5 m lang, L stand für die Langversion. Der Saturn II L war als Überland-Linienbus und Reisebus erhältlich. Die gleiche Länge hatte der Saturn II LS, S stand für die schwere Ausführung mit erhöhter Nutzlast und verstärkter Vorderachse. Beide Langbusse hatten den luftgekühlten Deutz-Dieselmotor F 6 L 714 mit 9,5 l Hubraum für zunächst 145 PS, ab 1962 150 PS. Topmodell der kurzen Varianten war der ebenfalls 1959 vorgestellte Saturn II Luxus. 1961 folgte auch ein Saturn II L Luxus. 1963 kam zur Abrundung des Programms der Saturn II MS mit 11,0 m (M für Mittellänge) für den Stadt-Linienverkehr. Neben den geschilderten Varianten waren auch Bodengruppen für Karosseriebauunternehmen im Angebot. Die Hamburger Hochbahn erhielt neben mehreren Serien normaler Stadtbusse auch besonders ausgestattete Schnellbusse mit Dachrandverglasung, besonders bequemer Bestuhlung mit Plüschbezügen, darunter drei Busse des Typs 150 R/L 12 von 1967 auch mit Gepäckablagen und Vorhängen für den Ausflugsverkehr. Einer davon wird beim „Hamburger Omnibus Verein“ (HOV) museal erhalten. Daneben erhält der HOV auch ein Exemplar von 1959 aus der ersten Serie des „Typ Hamburg“ mit elektropneumatischer Vorwählschaltung und einen aus der fünften Serie von 1964 mit Schaltgetriebe.

#### Schrittweise Evolution bis zum Transit-Reisebus TR

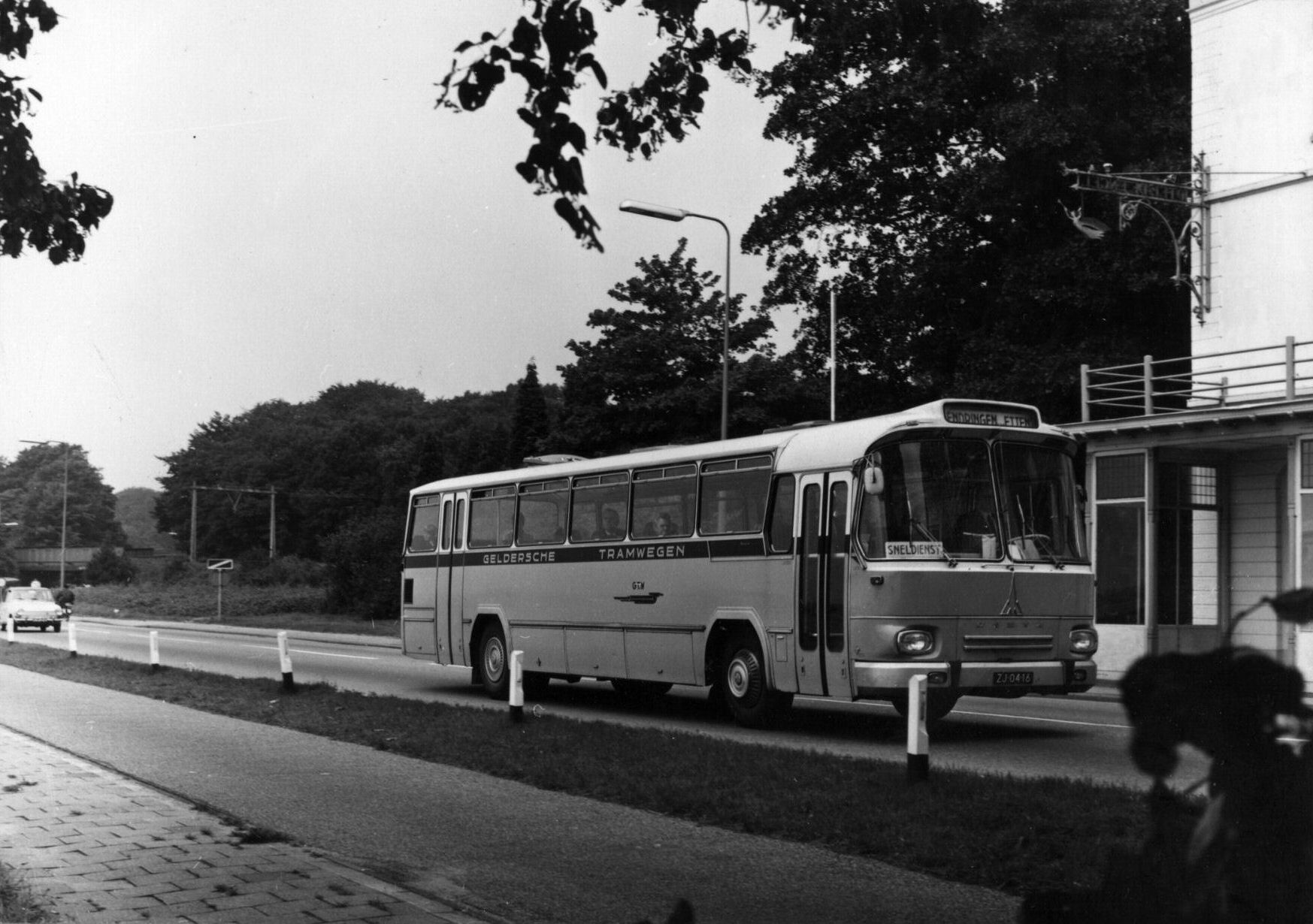
Bus mit der neuen Frontgestaltung und mit Dachstufe
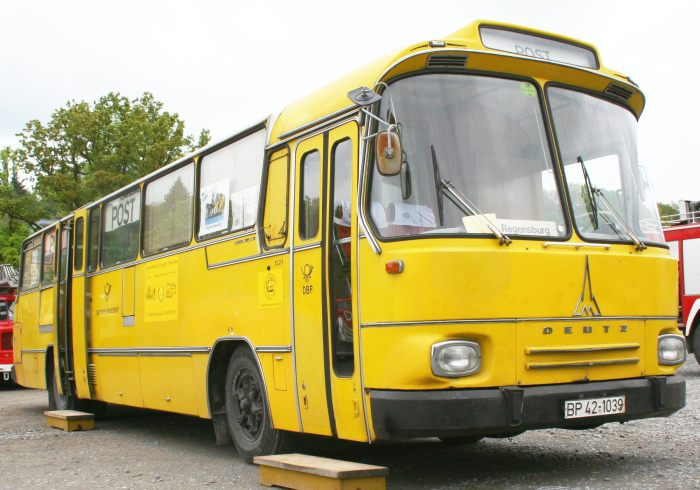
150 LS 12 mit Dachstufe als mobiles Postamt
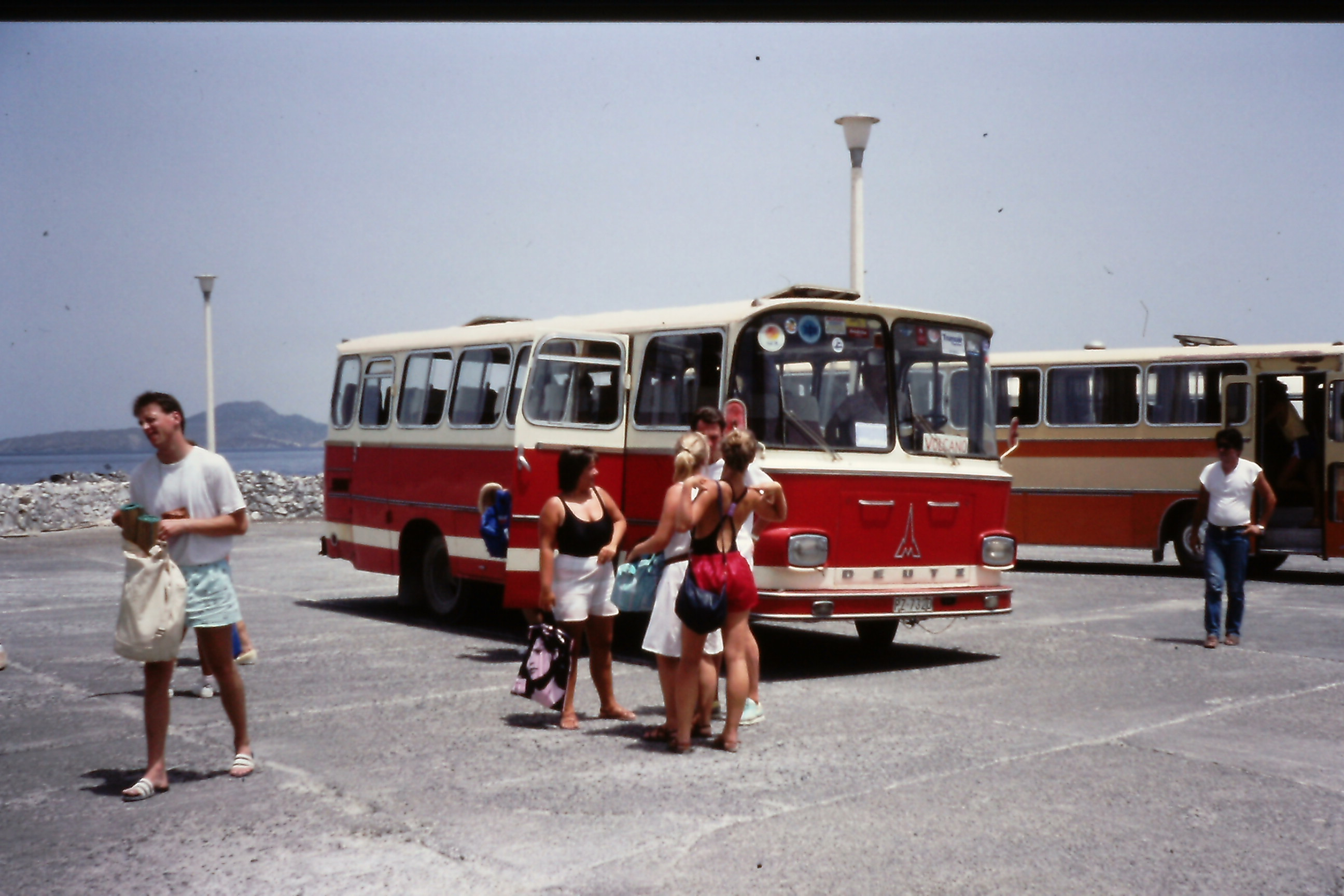
Reisebus mit Sonderaufbau eines griechischen Karosseriebauers
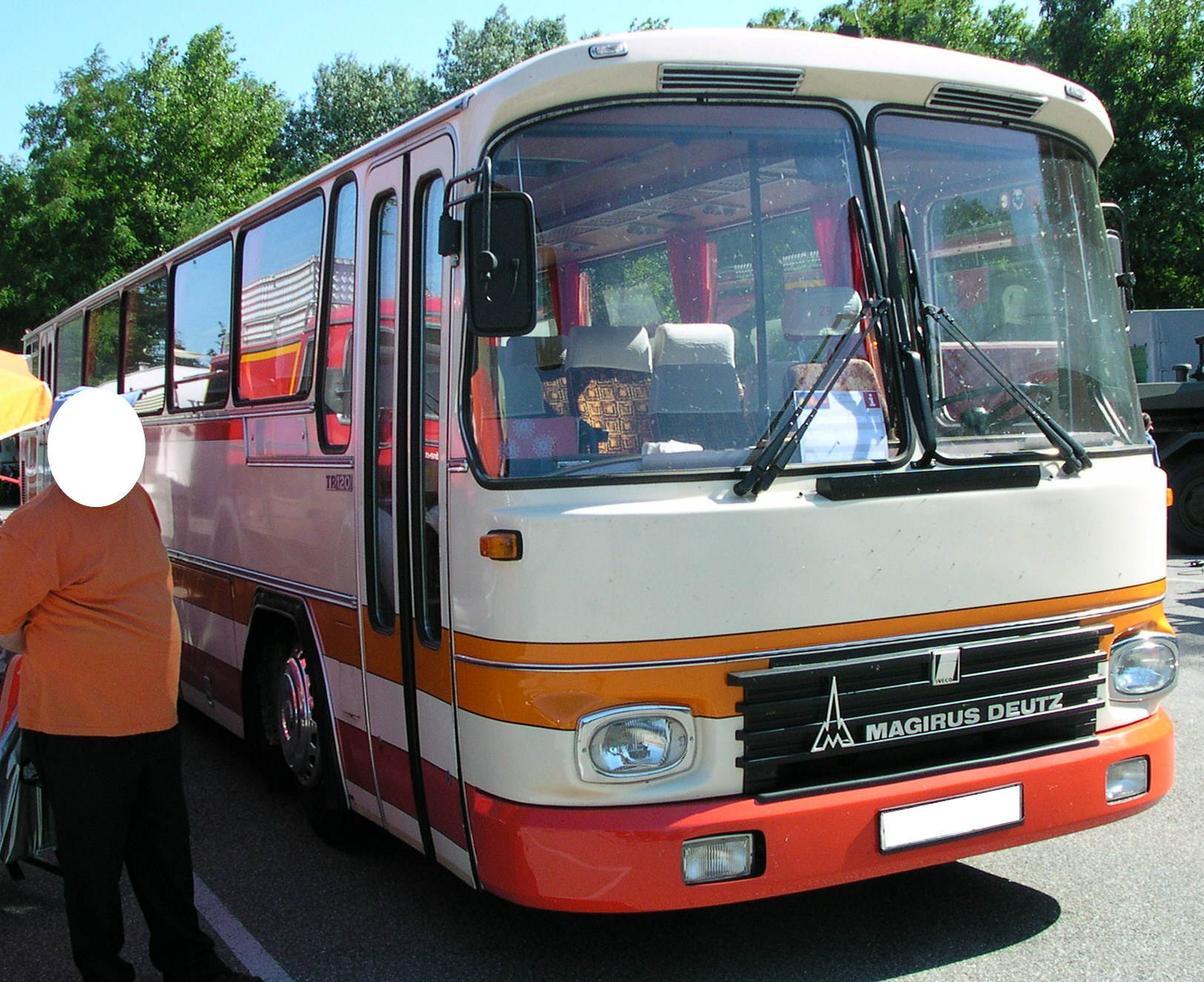
230 TR 120 Reisebus

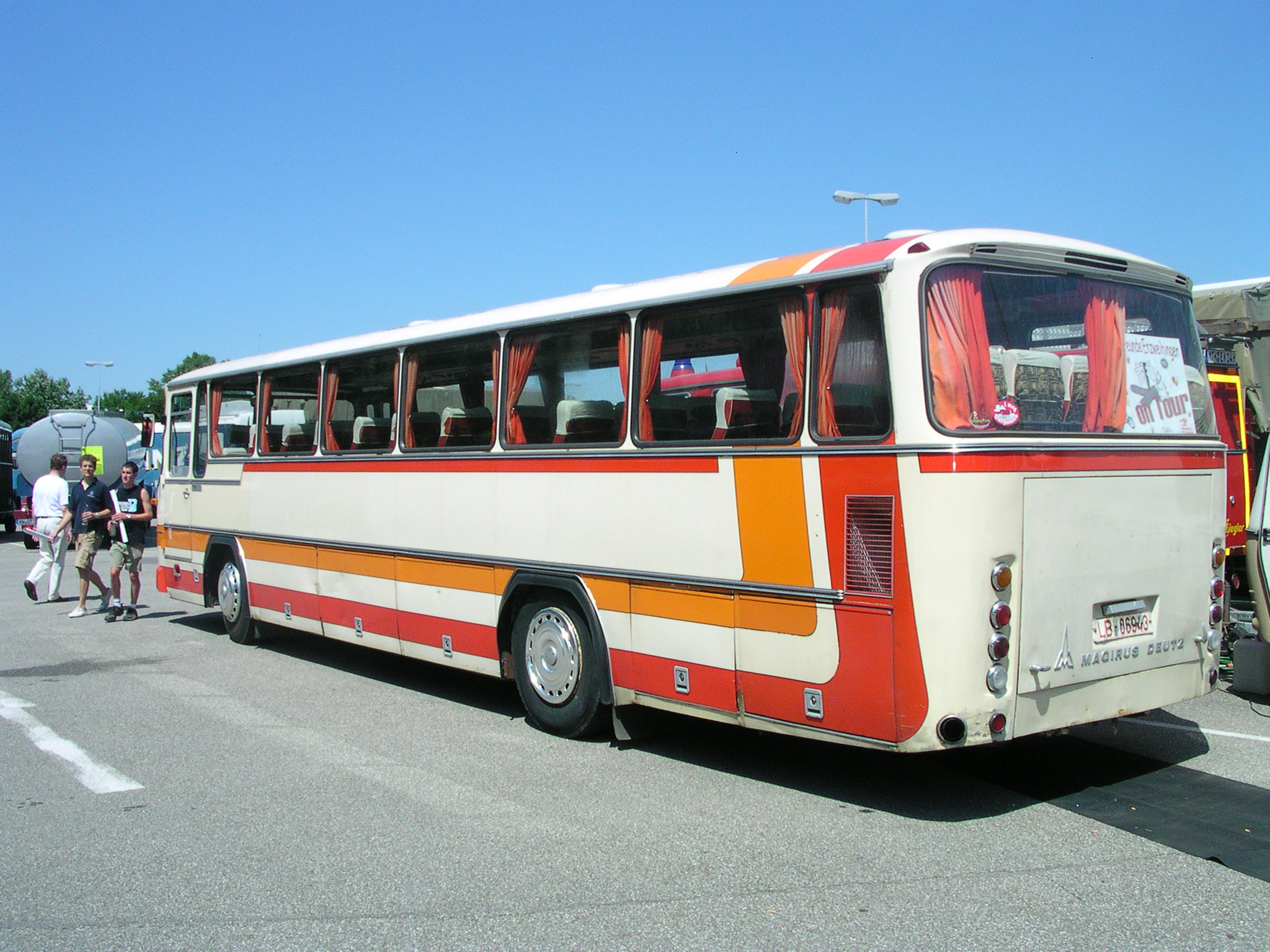
230 TR 120 Reisebus; Heckansicht

1963 wurde die Front der Luxus- und Reisebusse umgestaltet und erinnerte nun mit einer charakteristischen Kante unterhalb der Frontscheibe an das Design der D-Frontlenker. Statt der Grill-Attrappe zierten zwei Chromleisten den Platz zwischen den Scheinwerfern. Gleichzeitig wurde auch die Heckpartie leicht abgeändert, u. a. wurde die Heckscheibe größer. Ansonsten blieb alles beim Alten: Es gab zwei Längen (10 m und 11,5 m) und einen 150-PS-Motor. 1964 erhielten auch die Linien- und Kombibusse die neue Front, die Stadtbusse konnten mit dem alten Saturn-II-Design geliefert werden. Ebenfalls ab 1964 wurde das von den Lkw bekannte Zahlen- und Buchstaben-Schema auch auf die Modellbezeichnung der Busse angewendet. Im Unterschied zu den Lkw gab der Buchstabe in der Mitte die Bauart des Busses an (R für Reisebus, L für Linienbus, S für Stadtbus), die Ziffernfolge danach die Wagenlänge gerundet in Metern. Der kurze Saturn II hieß nun 150 L 10, 150 S 10 und 150 R 10; der Saturn II L wurde zu 150 L 12, 150 S 12, 150 LS 12 und 150 R 12. Die 150 S 10 und 150 S 12 behielten die alte Frontpartie des Saturn-II-Linienbusses. Der mittellange Saturn II MS wurde auch technisch modifiziert: Er bekam mit der neuen Bezeichnung 150 S 11 einen abgesenkten Wagenboden, die neue Frontgestaltung und vorn doppeltbreite Türen für den „Zweispureinstieg“. Der Großkunde Hamburger Hochbahn erhielt von 1958 bis 1967 allein 725 Busse vom Typ Saturn II und 150 S 10. Auch in den „KHD-Städten“ Köln und Mainz fuhren mehrere Serien. Auch als Postbus (mit eingebautem Briefkasten) erlangten diese Busse eine Bedeutung in Deutschland.
Ab 1966 überarbeitete Magirus-Deutz seine Reise- und Überlandbusse erneut in mehreren Schritten. Zunächst wurden 1966 die Fensterlinie und das Dach hinter der Vordertür erhöht, sodass diese Busse eine charakteristische Dachstufe bekamen. Die technischen Daten (insbesondere Länge und Motorisierung) und die Typbezeichnungen blieben zunächst gleich. 1967 wurde das Programm erweitert um 11,6 Meter lange Busse mit einem V8-Motor mit 200 PS. Deren Typbezeichnungen lauteten 200 L 12, 200 LS 12, 200 R 12 und 200 RS 12. Hierbei kamen die Varianten für den schweren Reiseverkehr neu hinzu, die das Kürzel RS in der Mitte der Typbezeichnung führten. An die Deutsche Bundesbahn ging eine Sonderserie vom Typ 180 LS 12 mit einem auf 180 PS gedrosselten Triebwerk. 1969 verschwand die Dachstufe wieder, weil auch das Dach des Vorderwagens auf das höhere Niveau gehoben wurde, und es kamen erneut neue Dieselmotoren und zwar mit 170 PS als Sechszylinder und mit 230 PS als Achtzylinder. Die Typ-Bezeichnungen wechselten dementsprechend, die Länge wurde jedoch neu mit Hunderter-Zahlen angegeben: Beim 11,6 Meter langen Wagen endete die Typbezeichnung nun auf 120, beim nun 10,14 Meter langen Wagen auf 100. So wurden etwa u. a. die Typen 170 L 100 und 230 L 120 als Linienbus sowie die Typen 200 TR 100 und 230 R 120 als Reisebus angeboten. Neu waren dabei die so genannten Transit-Varianten, die ein T in der Typbezeichnung führten, z. B. der 230 TR 120. Die Stadtbusse behielten bis 1969 noch das alte Design und wurden dann durch die neu entwickelten Standard-Linienbusse abgelöst. 1974 kamen neue V8-Dieselmotoren mit 232 PS und ab der IAA 1975 zierte die Fronten der nicht standardisierten Modelle (insbesondere der Reisebusse) eine schwarze Kühlergrill-Attrappe, die an das Design der Magirus-Deutz-Lkw jener Jahre angelehnt war. Bis 1976 wurde die Modellpalette um die mit verschiedenen Motorleistungen erhältlichen Typen T 100 und T 120 ergänzt. Es handelte sich bei den Transit-Varianten um Reisebusse, die auf Wunsch mit Bordküche, Bordtoilette und Klimaanlage geliefert wurden. Zu den Hauptkunden von Magirus-Deutz-Bus-Fahrgestellen gehörte in den 1970er Jahren der französische Karosseriebetrieb Heuliez, der von den französischen Busherstellern boykottiert wurde und deswegen für seine Produkte auf ausländische Fahrgestelle zurückgriff.

#### Standard-Linienbusse

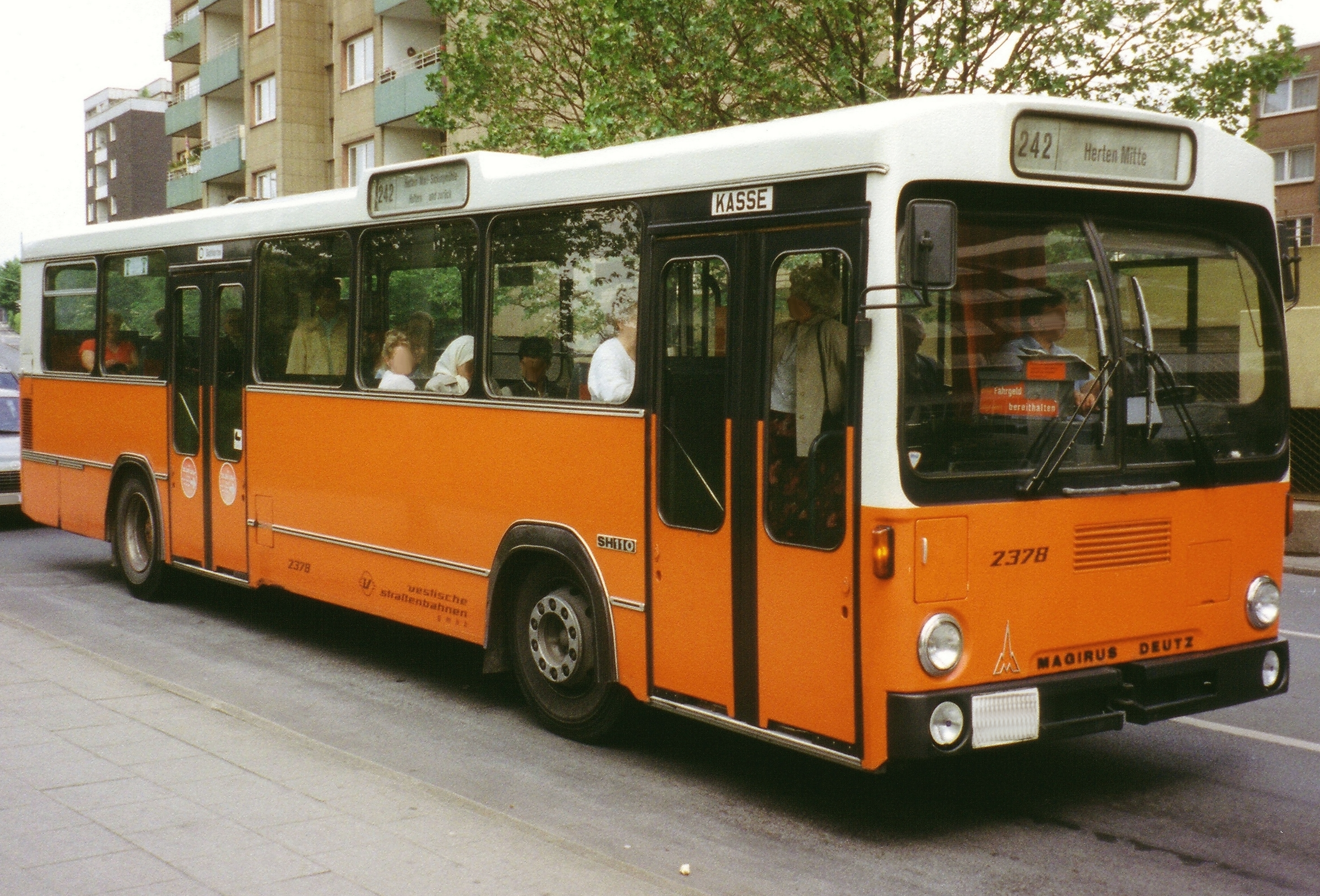
SH 110 Standard-Linienbus mit VÖV-Front der Vestischen Straßenbahnen
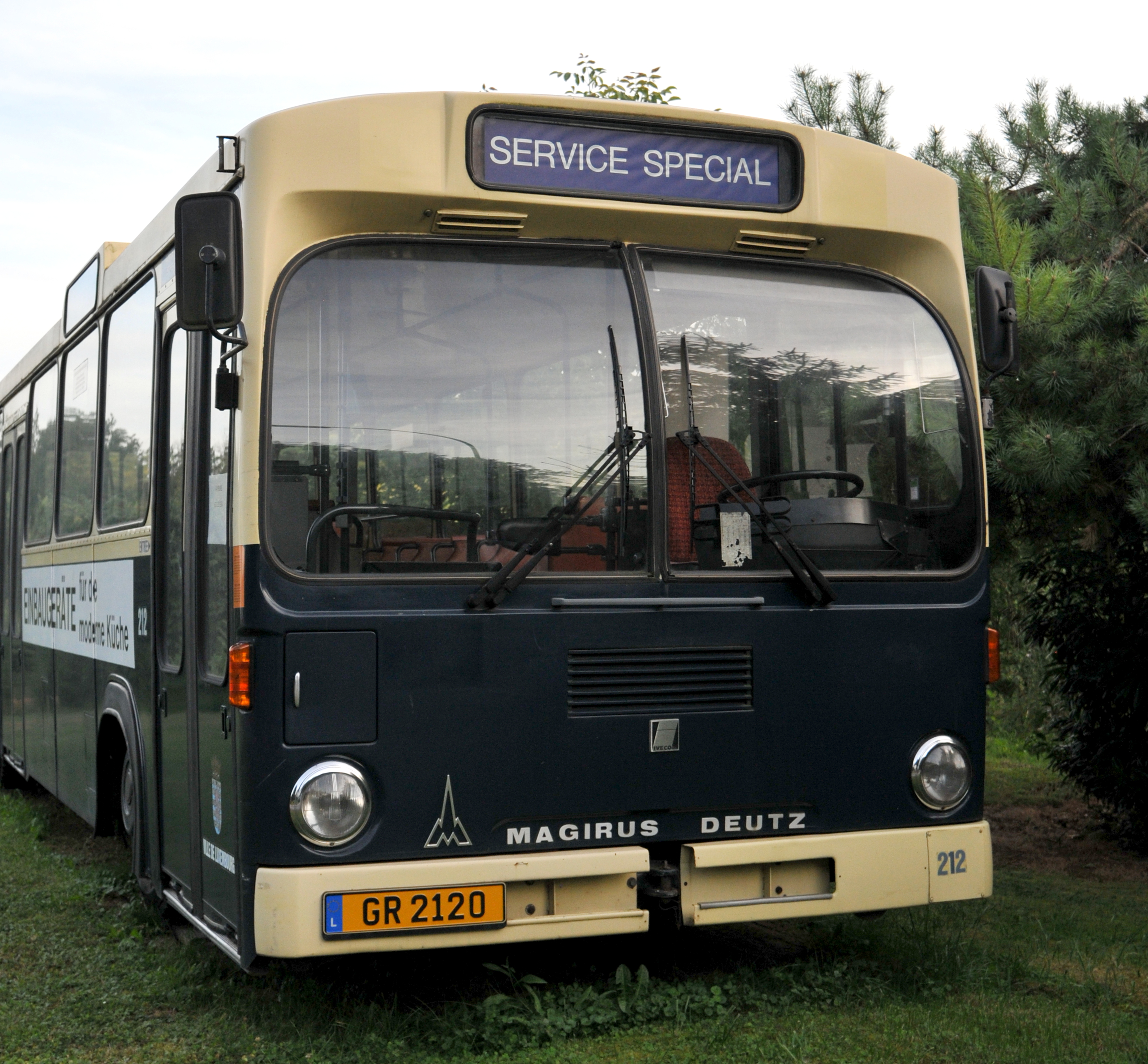
SH 110 Standard-Linienbus mit VÖV-Front aus Luxemburg
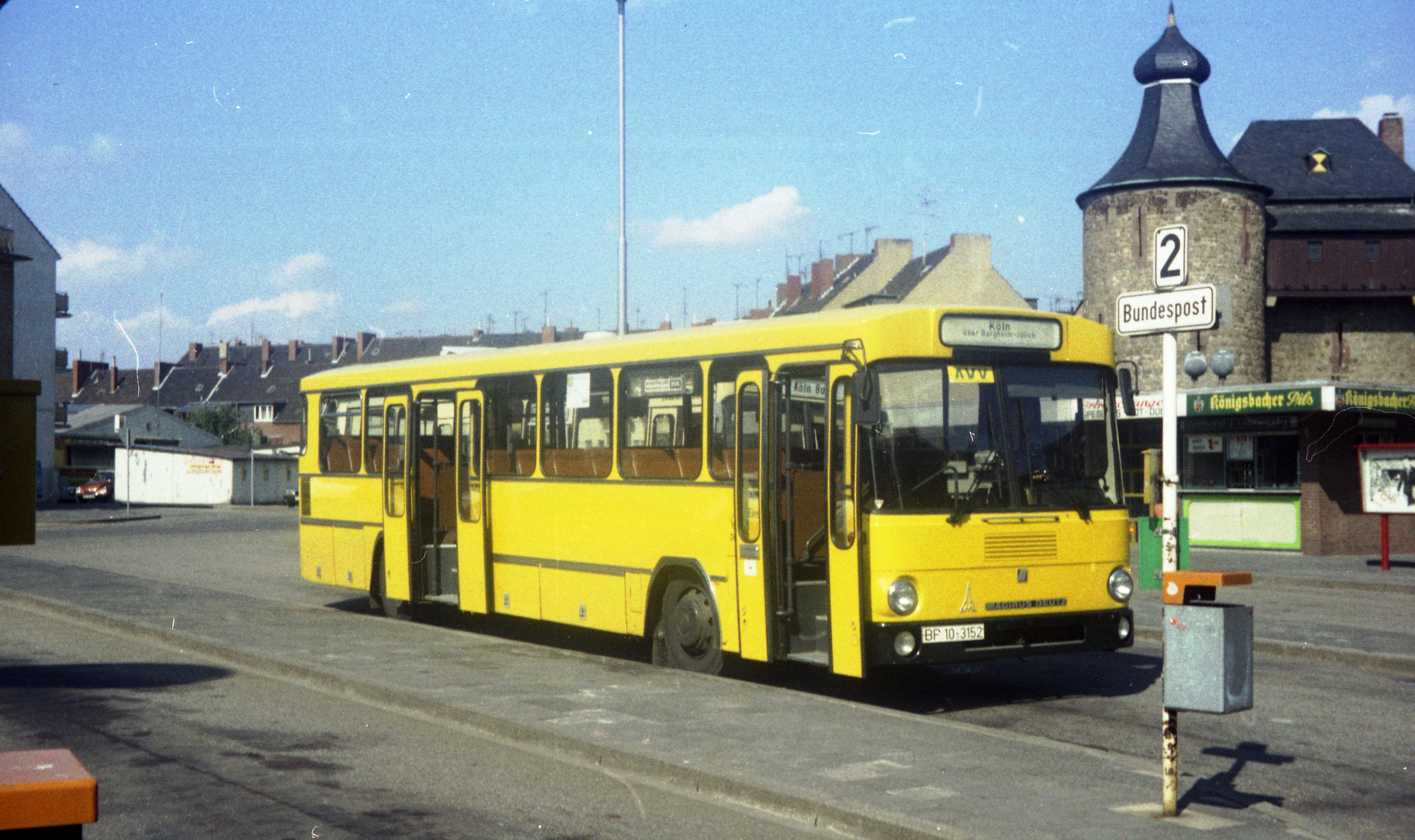
Standard-Überlandbus L 117 als Postbus mit Briefkasten in der Vordertür
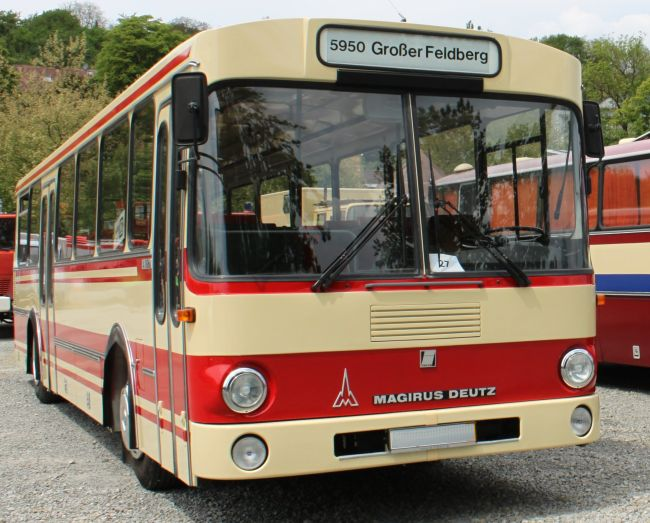
L 117

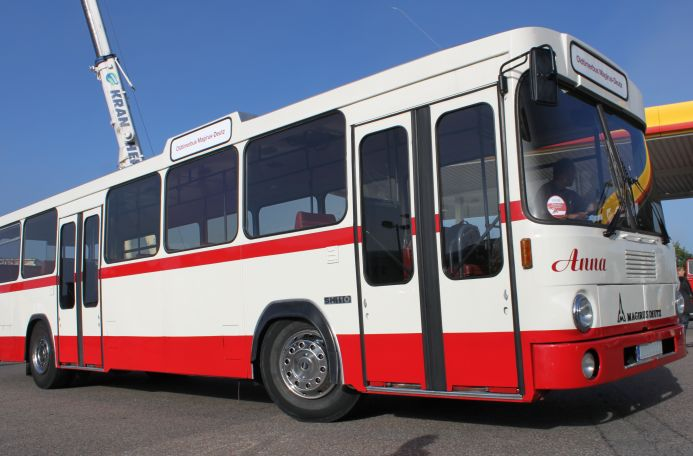
SH 110 Standard-Linienbus mit StÜLB-Front

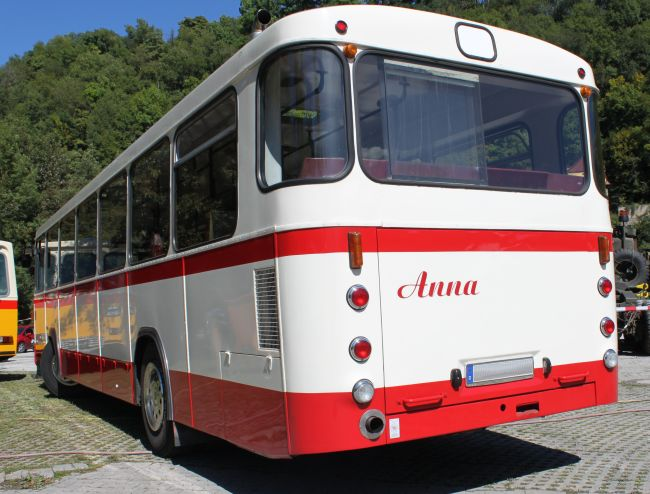
SH 110 Standard-Linienbus; Heckansicht

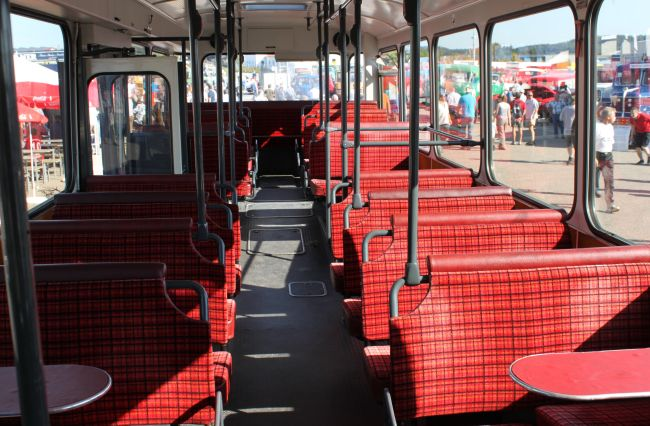
SH 110 Standard-Linienbus; Innenraum

Auch am Projekt der Standard-Busse war Magirus-Deutz beteiligt. Der allererste VÖV-Standardlinienbus wurde in den Hamburger Fahrzeugwerkstätten Falkenried (FFG) zusammen mit Magirus-Deutz entwickelt und 1967 als HHA-Wagen 7750 der Öffentlichkeit vorgestellt. Aufgrund der Ergebnisse des Erprobungsbetriebs im Hamburger Fahrgastverkehr wurden die VÖV-Vorgaben modifiziert und alle am VÖV-Projekt beteiligten Hersteller (darunter Büssing, Daimler-Benz, Magirus-Deutz und MAN) gebeten, einen Prototyp zu bauen. Ab 1968 stellte Magirus-Deutz seine Standard-Linienbusse gemäß den Vorgaben des Verbands öffentlicher Verkehrsbetriebe (VÖV) her und rüstete sie als einziger der beteiligten Bushersteller mit luftgekühlten Motoren aus (siehe dazu Magirus-Deutz Standardbus). Der Stadtbus mit einer Länge von 11,0 Metern hieß zunächst S 11 H und wurde 1972 umbenannt in SH 110. Die Dieselmotoren leisteten, im Laufe der Zeit, 150, 170, 200, 232 und 256 PS. Die Hamburger Hochbahn AG (HHA) erhielt eine 100 Fahrzeuge umfassende Sonderserie eines auf 9,6 Meter verkürzten Standard-Schnellbusses mit der Typbezeichnung 170 S 10 H, der allerdings ein Untergestell mit 4,5 m Achsstand (wie das des Vorgängers 150 S 10 / Saturn II) erhielt. Sie wurde 1969 (76 Stück) und 1971 (24 Stück) ausgeliefert. Der letzte dieser Busse kam direkt zu den Hamburger Fahrzeugwerkstätten Falkenried (FFG) und wurde dort zum ersten „niederflurigen“ Stadtbus-Prototyp („urbanbus“) umgebaut und 1972 der Öffentlichkeit präsentiert. Er hatte einen kleineren Raddurchmesser und war damit der Vorläufer der FFG-Entwicklung des VÖV-Busses der zweiten Generation (HHA-Wagen 1980 von 1976). Bis 1975 war dieser Bus bei den FFG dann zum Vorderteil des „Niederflur“-Schubgelenkbus-Prototyps („Tatzelwurm“) verarbeitet worden (HHA-Wagen 1981). Dieser Prototyp musste 1983, nach Beendigung des Versuchsprogramms im Fahrgastverkehr, auf Veranlassung des Bundesministeriums für Forschung und Technologie in Hamburg verschrottet werden.
1972 ergänzte ein Standard-Überlandlinienbus (StÜLB) vom Typ L 117 mit einer Länge von 11,7 Metern und den beiden größeren Motoren das Programm. Später wurde der Überlandbus auch als L 117 P mit Podesten geliefert, die Kofferräume im Unterwagen unter den Podesten mit den Sitzen und damit einen besseren Einsatz als Kombibus ermöglichten. Magirus-Deutz war der einzige Hersteller von Standard-Überlandbussen, der eine solche als Kombibus taugliche Konstruktion anbot. Der Aufbauhersteller Voll aus Würzburg baute eine verlängerte Variante des Überlandbusses, die die Typbezeichnung 260 L 118 trug. Parallel zu den in Mainz gebauten Magirus-Deutz-Reisebussen wurden auf der IAA 1975 erstmals auch die mit einem Fremdaufbau von Gangloff in Colmar versehenen Hochdecker-Busse vom Typ 230 T 117 vorgestellt. Es handelte sich um Luxus-Reisebusse, die auf dem Fahrwerk des L 117 basierten. Später kam auch ein 260 T 117 hinzu. Von den Herstellern Tüscher und Padane gab es ebenfalls eigene Aufbauvarianten des L 117. Der Stadtbus SH 110 wurde nach Erscheinen des L 117 optional auch mit der gefälligeren Frontgestaltung des Überlandmodells angeboten, der sogenannten StÜLB-Front, die insbesondere eine weniger stark gewölbte Frontscheibe hatte. Ein 17 m langer Gelenkbus vom Typ 260 SH 170 wurde von Magirus-Deutz 1980 „nachgereicht“.
Die Standard-Linienbusse von Magirus-Deutz wurden bis 1982 gebaut. Von den Stadtbussen der Typen SH 110 und ihren Vorläufern wurden zwischen 1968 und 1982 mehrere hundert Exemplare verkauft, der Überlandbus L 117 kam auf rund 1400 Stück. Großkunden waren – wie schon bei den nicht-standardisierten Vorgängermodellen – Bundesbahn und Bundespost sowie öffentliche Verkehrsbetriebe im In- und Ausland, aber auch Privatunternehmen. Der Gelenkbus SH 170 kam im Vergleich zur Konkurrenz von MAN und Daimler-Benz zu spät auf den Markt und war deswegen mit nur 39 gebauten Exemplaren nicht sehr erfolgreich. An der zweiten Generation von Standardbussen beteiligte sich das Unternehmen nur noch mit Prototypen des Typs 240 L 118, die bei den Fahrzeugwerkstätten Falkenried (FFG) in Hamburg gebaut wurden; eine Serienfertigung fand nicht mehr statt.

#### Kurzbus L 80 und Clubbusse R 80 und R 81

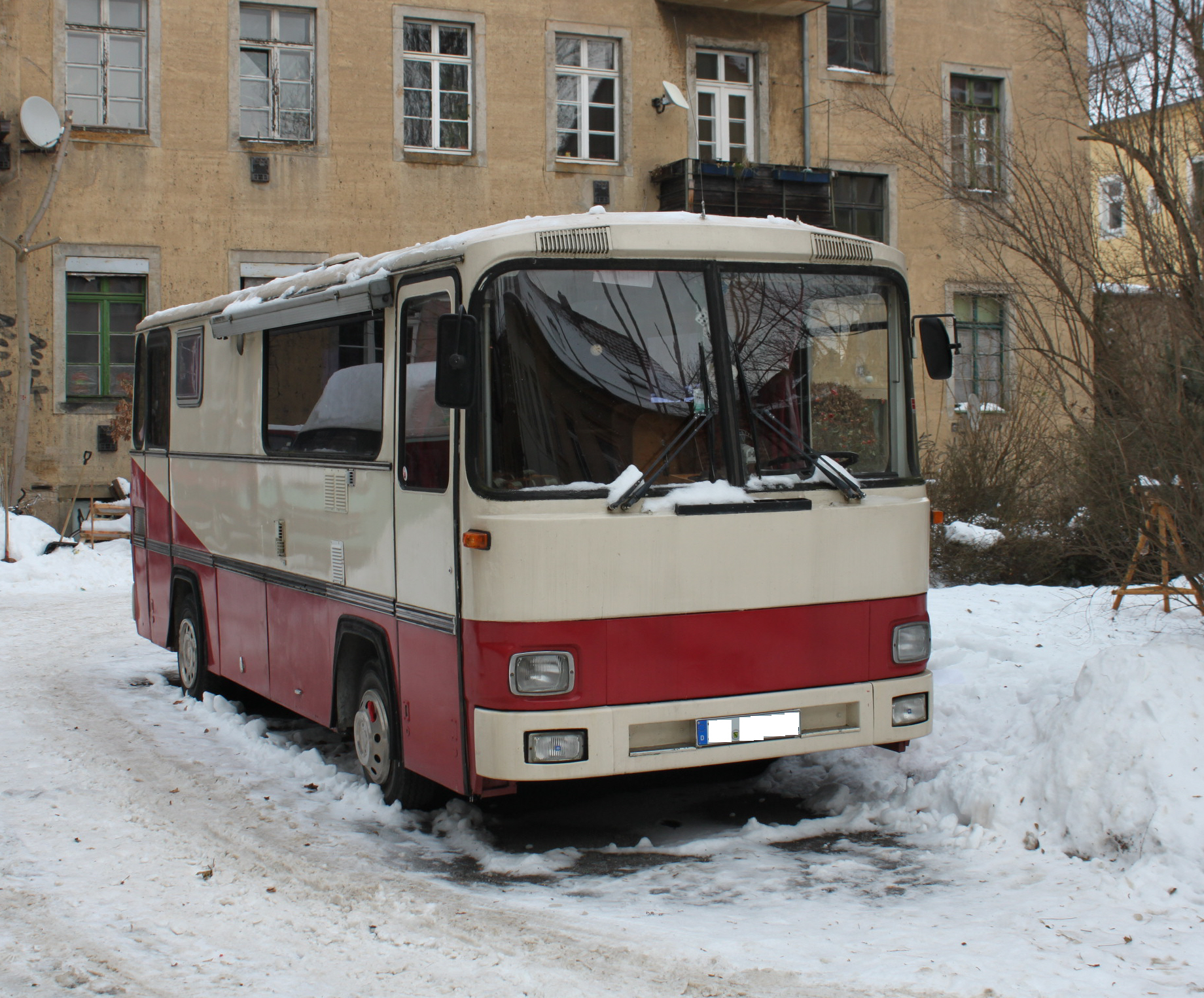
Clubbus R 80; umgebaut zum Wohnmobil; Markenlogo und -schriftzug fehlen
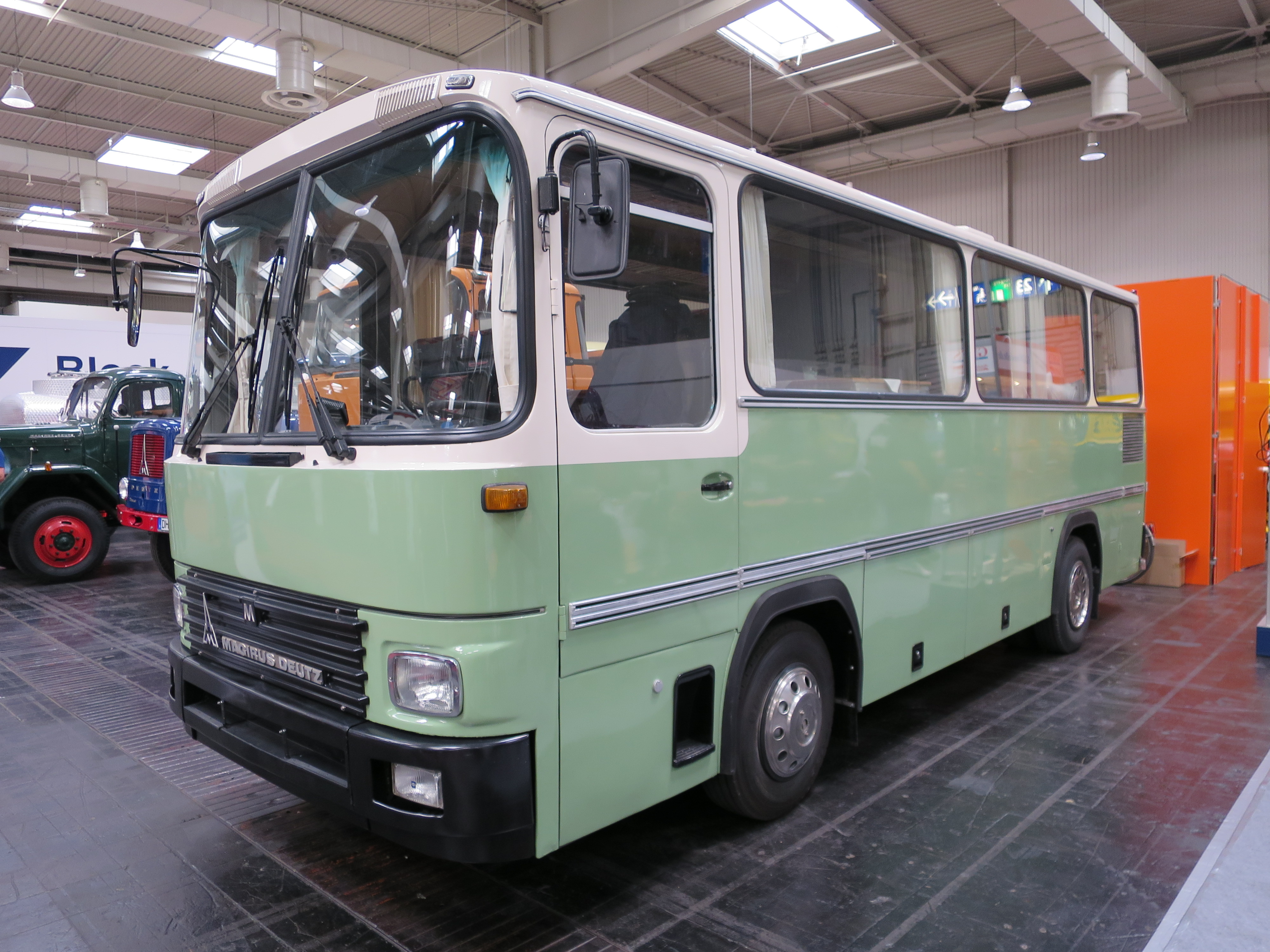
Clubbus R 81
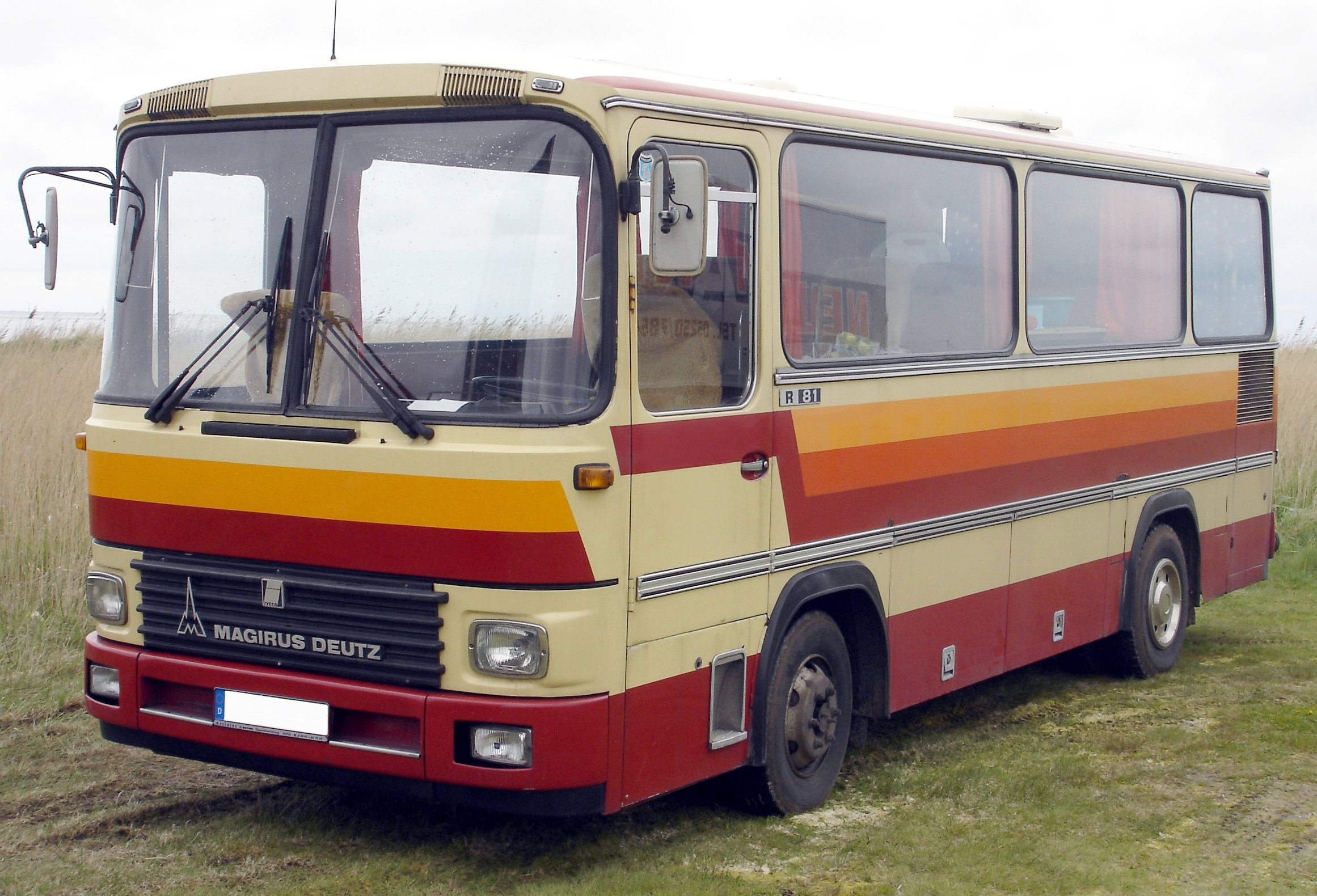
Clubbus R 81; umgebaut zum Wohnmobil
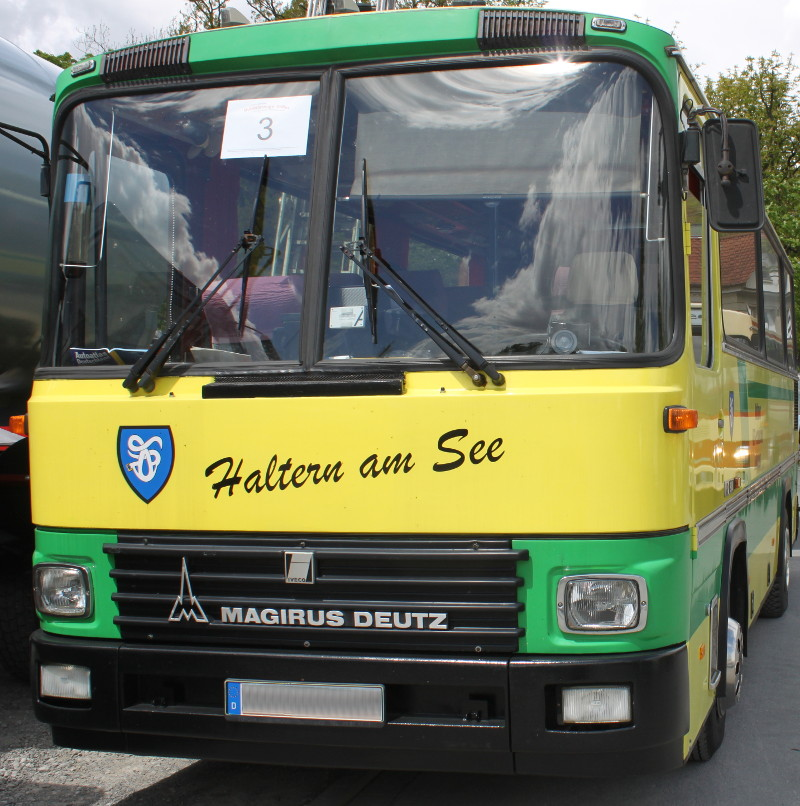
Clubbus R 81

Speziell für kleine Reisegruppen hatte Magirus-Deutz ab 1969 das Modell 120 R 80 mit einem hinten quer eingebauten Reihensechszylinder mit 120 PS im Angebot. Der Clubbus mit sieben bis acht Sitzreihen und dementsprechend 28 bis 33 Sitzplätzen sollte das Busprogramm von Magirus-Deutz nach unten erweitern und war für Fahrten vorgesehen, bei denen ein großer Reisebus nicht ausgelastet werden kann. Im Gegensatz zu ähnlichen Fahrzeugen anderer Bushersteller handelte es sich dabei nicht nur um einen verkürzten „Großen“, sondern um ein eigenständiges Modell. Der R 80 war einfach konstruiert, um auch Kunden in weniger entwickelten Ländern für das Fahrzeug gewinnen zu können, und tatsächlich gingen insbesondere in Form von Fahrgestellen für Fremdaufbauten zahlreiche Kurzbusse ins Ausland. Als Pendant kam später auch der 120 L 80 für den Linienverkehr auf den Markt; dieses Fahrzeug wurde aber nur mit Fremdaufbauten angeboten. Ab Mitte 1977 hieß das Reisemodell neu R 81, erhielt eine überarbeitete Frontpartie mit schwarzer Kühlergrill-Attrappe, einen kürzeren Radstand und dafür einen längeren hinteren Überhang sowie einen neuen Motor mit 130 PS (wieder Reihensechszylinder). 1979 kam eine turboaufgeladene Version mit 145 PS dazu. Im Jahr 1981 bekam der R 81 ein großes Facelift (Doppelstoßfänger aus Kunststoff, einteilige Windschutzscheibe), bei dem sein Erscheinungsbild dem M 2000 angepasst wurde, dem 1978 erschienenen „Flaggschiff“ des Magirus-Deutz-Omnibusprogramms. Großabnehmer für die R 80- und R 81-Busse war die Schweizerische Post, da sie sich wegen ihrer Kürze ideal für die Fahrt auf den engen und kurvigen Schweizer Alpenpässen eigneten. Heute sind einige R 81 zu Wohnmobilen umgebaut noch unterwegs.

### Übergang zu Iveco, M 2000 und Einstellung der Busfertigung

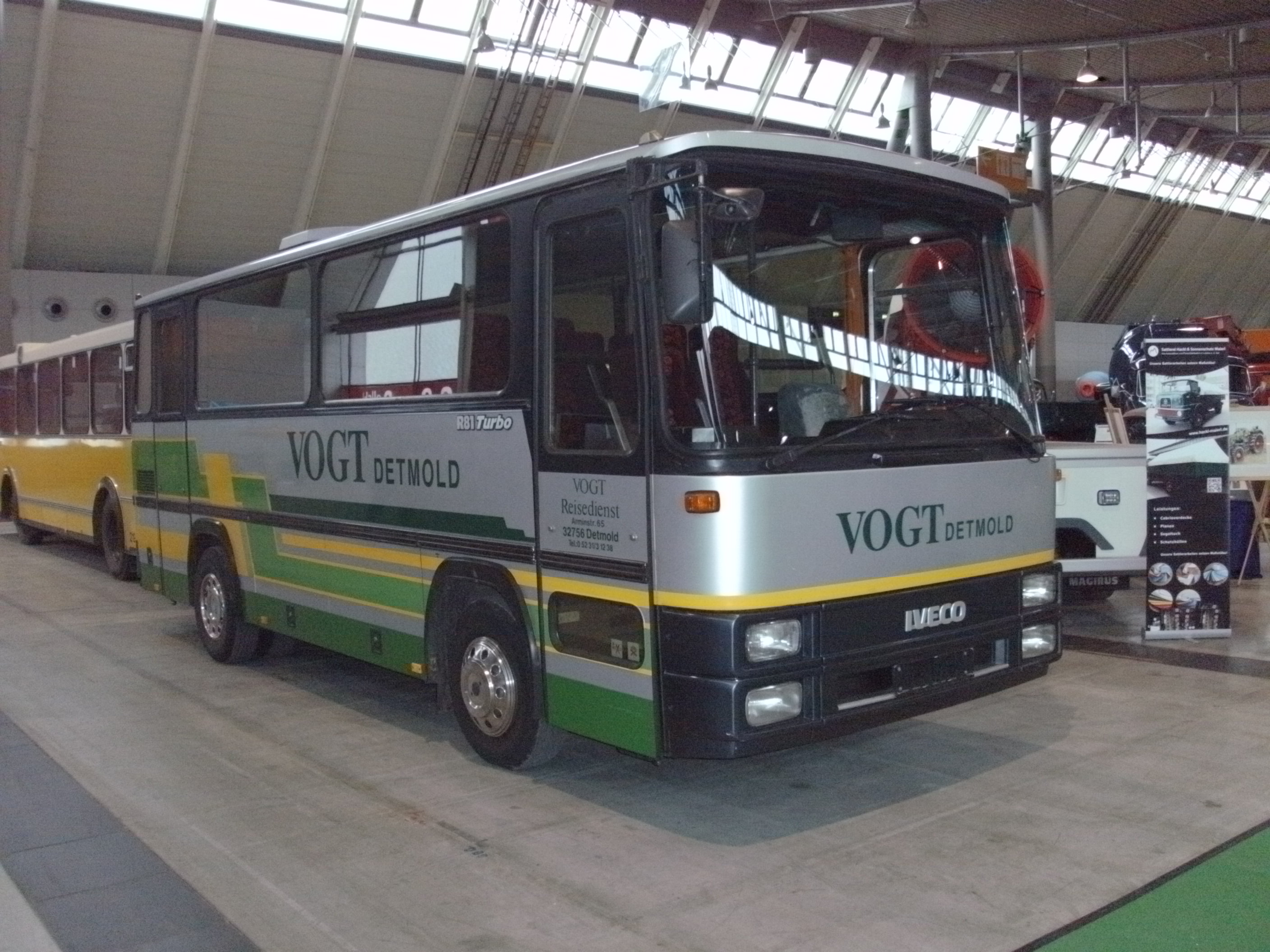
Clubbus R 81 Turbo; optisch angepasst an den M 2000 und schon mit großem Iveco-Schriftzug
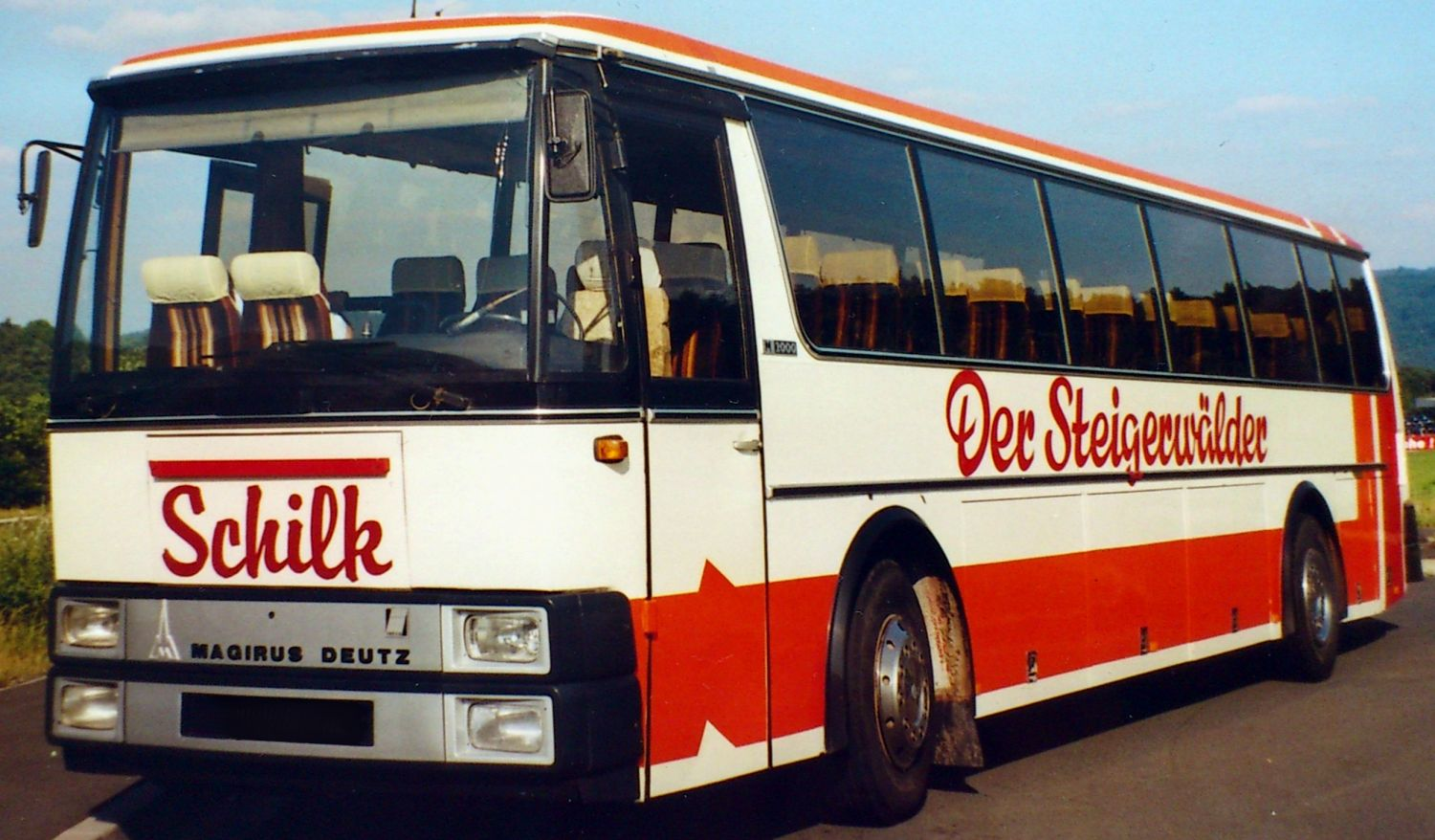
M 2000 Reisebus
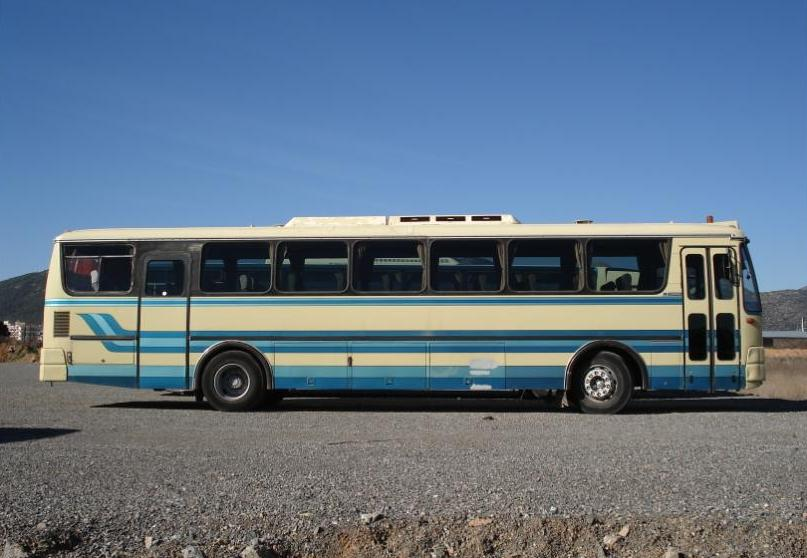
M 2000 Linienbus mit griechischer Sonder- karosserie in den Farben der KTEL
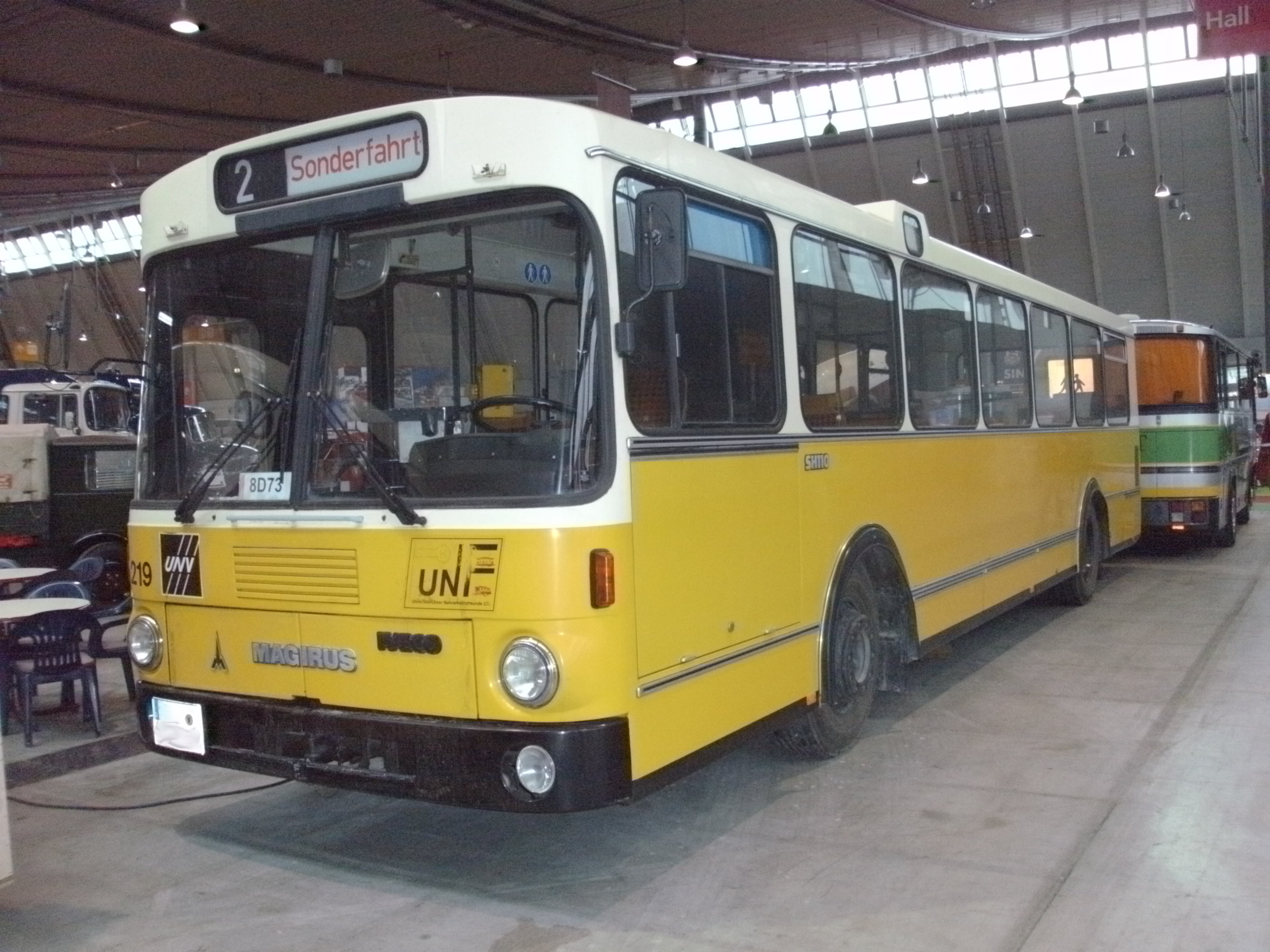
Später Magirus-Deutz SH 110 mit großem Schriftzug „Magirus“ und kleinem Schriftzug „Iveco“

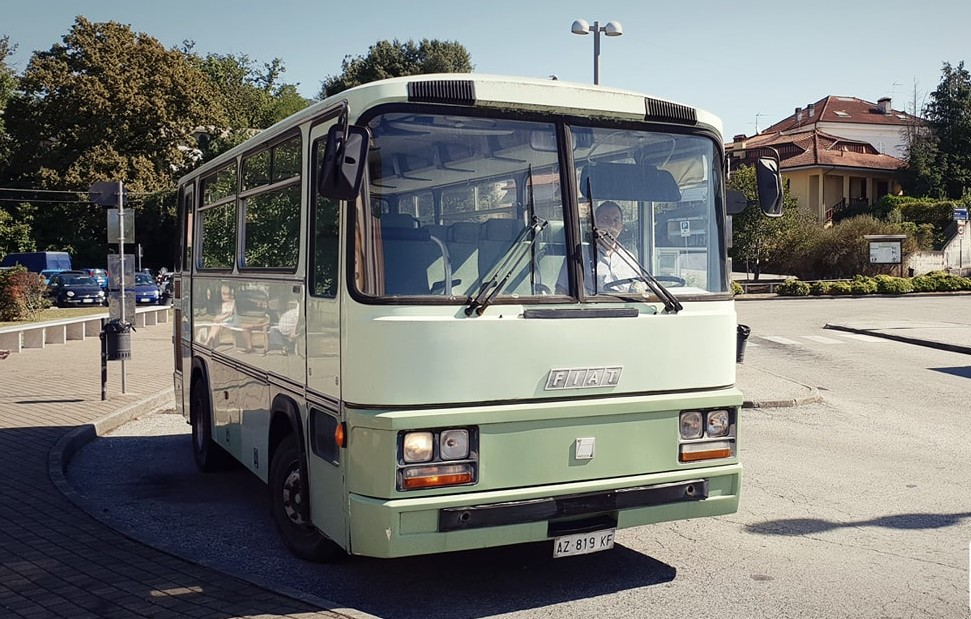
Dieses Foto zeigt einen vom Magirus-Deutz R 81 abgeleiteten FIAT-Bus aus italienischer Produktion.

Analog zu den 1976 als Magirus-Deutz eingeführten leichten X-Lkw aus dem Iveco-Konzern, die auch als geschlossener Kastenwagen erhältlich waren, gab es auch einen Magirus-Deutz-Kleinbus auf dieser Basis, der die Typbezeichnung 90 M 65 trug, einen Reihen-Vierzylinder mit 87 PS hatte und unterhalb des R 81 angesiedelt war. 1978 kam der auf einer gemeinschaftlichen Entwicklung mit Fiat basierende Typ M 2000 auf den Markt und löste die bis dahin produzierten großen Reisebusse R 100, TR 100, R 120 und TR 120 ab, deren Grundkonzeption noch aus den späten 1960er Jahren stammte und die deswegen als technisch und optisch veraltet galten. Technisch ging der neue M 2000 auf den FIAT-Typ 370 zurück, der in Mainz für den deutschen Markt weiter entwickelt wurde. Der M 2000 war in zwei Längen erhältlich (11,9 m und 10,6 m); angetrieben wurde er von einem luftgekühlten Deutz-Motor mit 256 PS. Bei den ersten Fahrzeugen des Typs M 2000 wurde die Rohkarosse auch im italienischen Bus-Werk von FIAT gebaut und der Bus für den deutschen Markt im Werk Mainz komplettiert. Die späteren Fahrzeuge wurden dann vollständig in Mainz gefertigt. 1981 erschien als letzte Ausbaustufe eine Variante mit Hochdach (M 2000 H), die einen Motor mit 280 PS aufwies.
Die Produktion der Standard-Linienbusse lief ohne nennenswerte Änderungen weiter. Analog zu den Lkw wurde der Name Magirus-Deutz ab 1980 auch bei den Bussen schrittweise durch den Iveco-Schriftzug ersetzt. Nach der Werksschließung 1982 wurden bereits fertige und auf Halde stehende Fahrzeuge „verramscht“; so kam es, dass einzelne Magirus-Deutz-Busse auch noch in den Jahren 1983 und 1984 erstzugelassen wurden. Die letztgebauten Magirus-Deutz-Busse waren zwei Gelenkbusse vom Typ 260 SH 170, deren Fahrgestelle 1984 bei dem großen Nutzfahrzeughändler Alga mit einem Aufbau komplettiert und ausgeliefert wurden. Alga hatte der nach der Schließung des Omnibuswerks von Magirus-Deutz noch vorhandene Fahrgestelle und Teile übernommen. Der Typ M 2000 wurde nach dem Ende der Busfertigung von Magirus-Deutz in Italien noch von Iveco weitergebaut. Auch der R 81 war nach dem Ende der Produktion in Deutschland noch eine Weile aus italienischer Fertigung als FIAT- bzw. Iveco-Modell erhältlich. In Deutschland stieg Iveco mit der Einstellung der Busproduktion bei Magirus-Deutz aus dem Omnibusmarkt aus. Die Konstruktions- und die Designabteilung von Magirus-Deutz arbeiten jedoch auch noch weiter für Iveco und hatten maßgeblichen Anteil am Reisebus EuroClass, der von Iveco 1992 auf den Markt gebracht wurde. Erst später kehrte Iveco mit seiner Omnibus-Tochter Irisbus wieder auf den deutschen Markt zurück.

## Brandschutztechnik und Feuerwehrfahrzeuge

### Überblick über die Entwicklung im Bereich Brandschutz

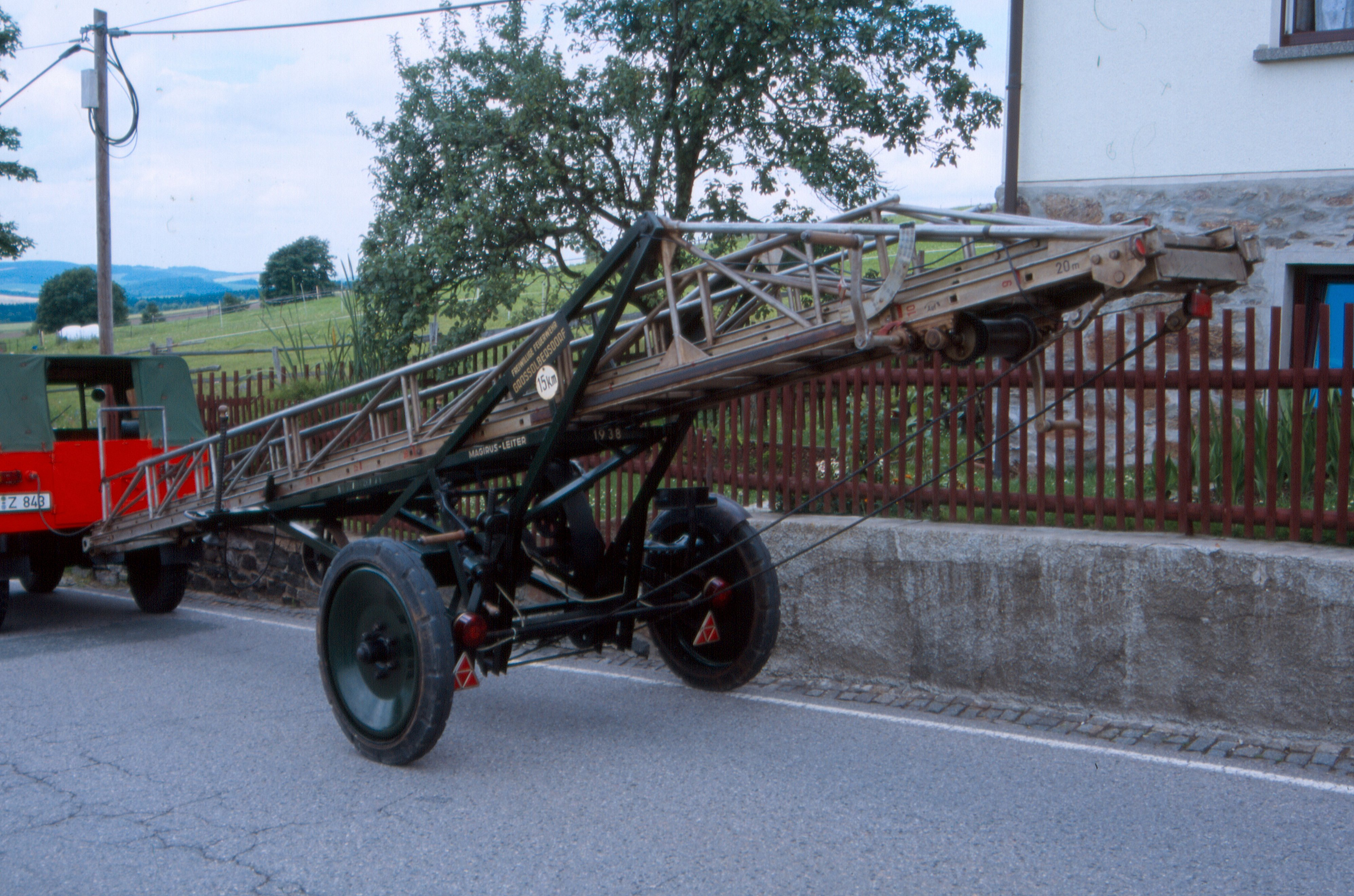
Anhängeleiter
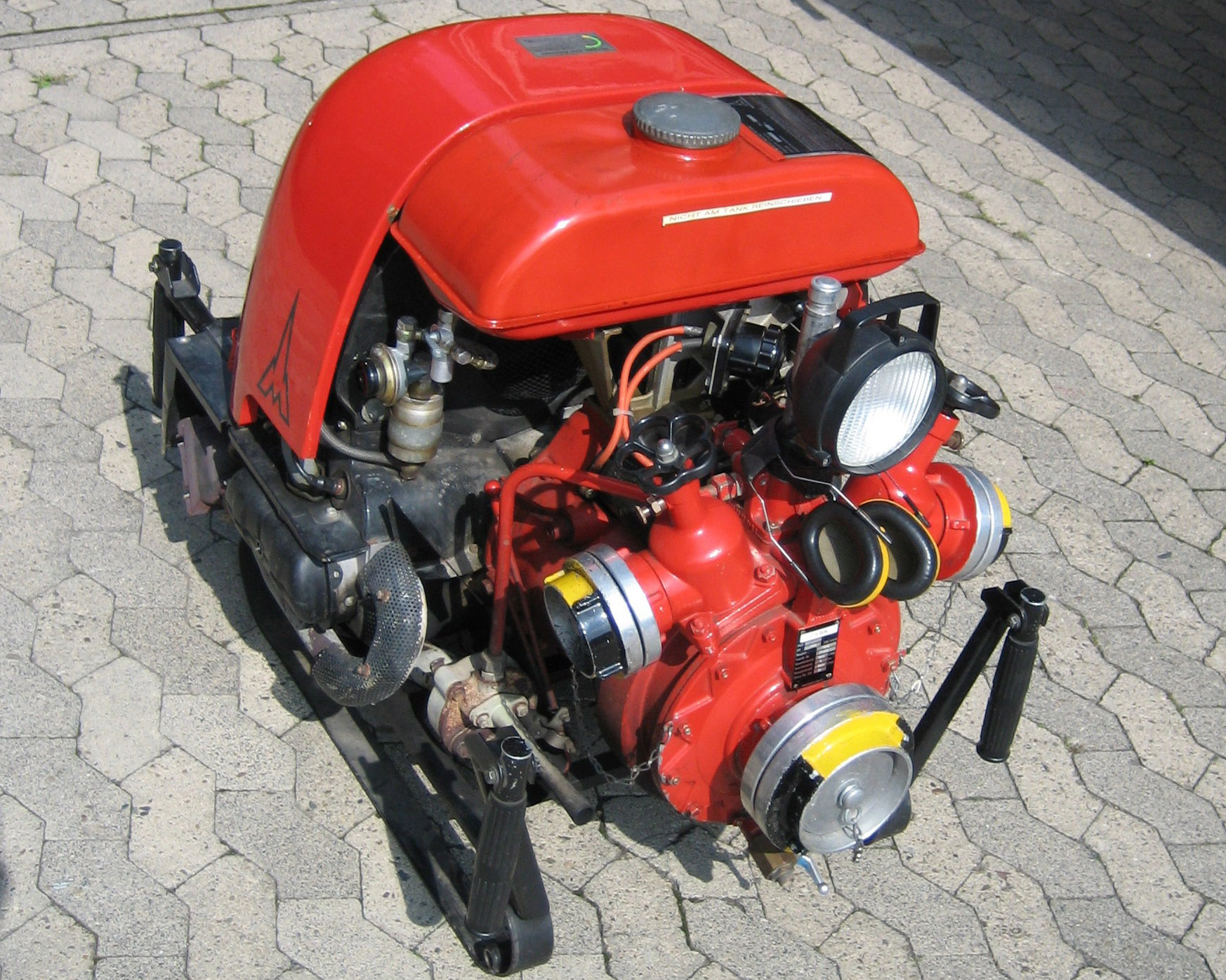
Tragkraftspritze
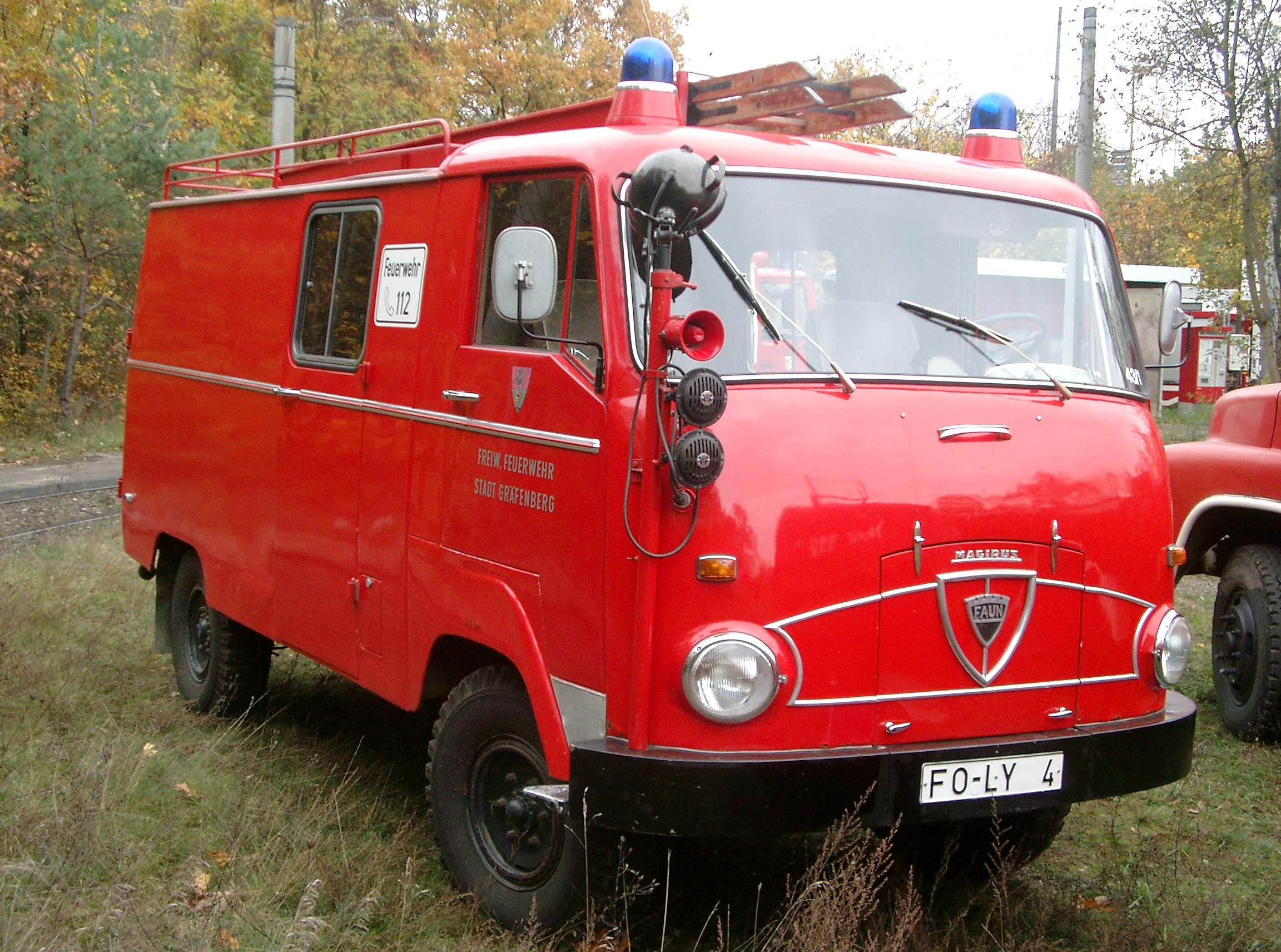
Faun F 24 als von Magirus-Deutz aufgebautes LF 8
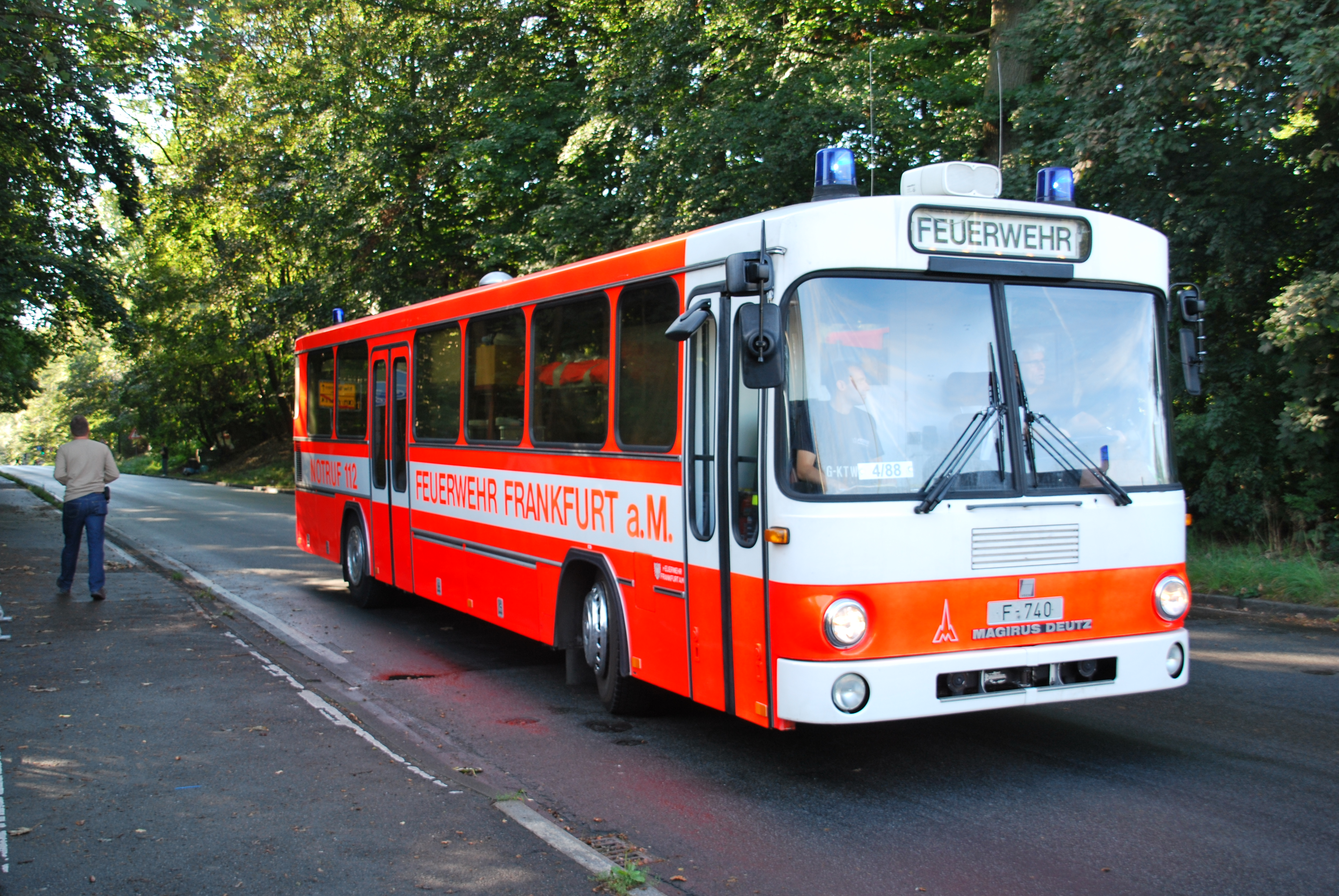
Omnibus als Großkrankenwagen der Feuerwehr Frankfurt am Main

Da das Unternehmen Magirus auf eine Fabrik für Feuerwehrtechnik zurückging, war dieser Geschäftsbereich auch nach der Übernahme von Magirus durch Humboldt-Deutz von großer Bedeutung, insbesondere die Herstellung von Feuerlöschpumpen, Tragkraftspritzen und Leitern (Drehleitern und Anhängeleitern), die Ausstattung von Lkw mit Feuerwehraufbauten und Feuerwehrausrüstung sowie der Bau von Fahrerhäusern in Form von Gruppen- und Staffelkabinen mit bis zu zehn Sitzplätzen. Die Feuerwehraufbauten, die auch weiterhin in Ulm gefertigt wurden, wurden bevorzugt auf Lkw-Fahrgestelle aus dem eigenen Hause montiert. Da jedoch bis zur Einführung der leichten Eicher-Typen leichte Lkw aus eigener Produktion nicht vorhanden waren und da Magirus-Deutz nie Kleintransporter hergestellt hat, musste für kleine Feuerwehrfahrzeuge (z. B. TSF oder LF 8 leicht) auch auf Fahrgestelle von Drittunternehmen zurückgegriffen werden, z. B. auf den Ford Transit, den Opel Blitz und den Faun F 24. Auch Einsatzleitwagen für Feuerwehren und Rettungsdienste wurden gebaut, in der Regel auf Basis von Linienbussen.

### Neubeginn nach dem Krieg

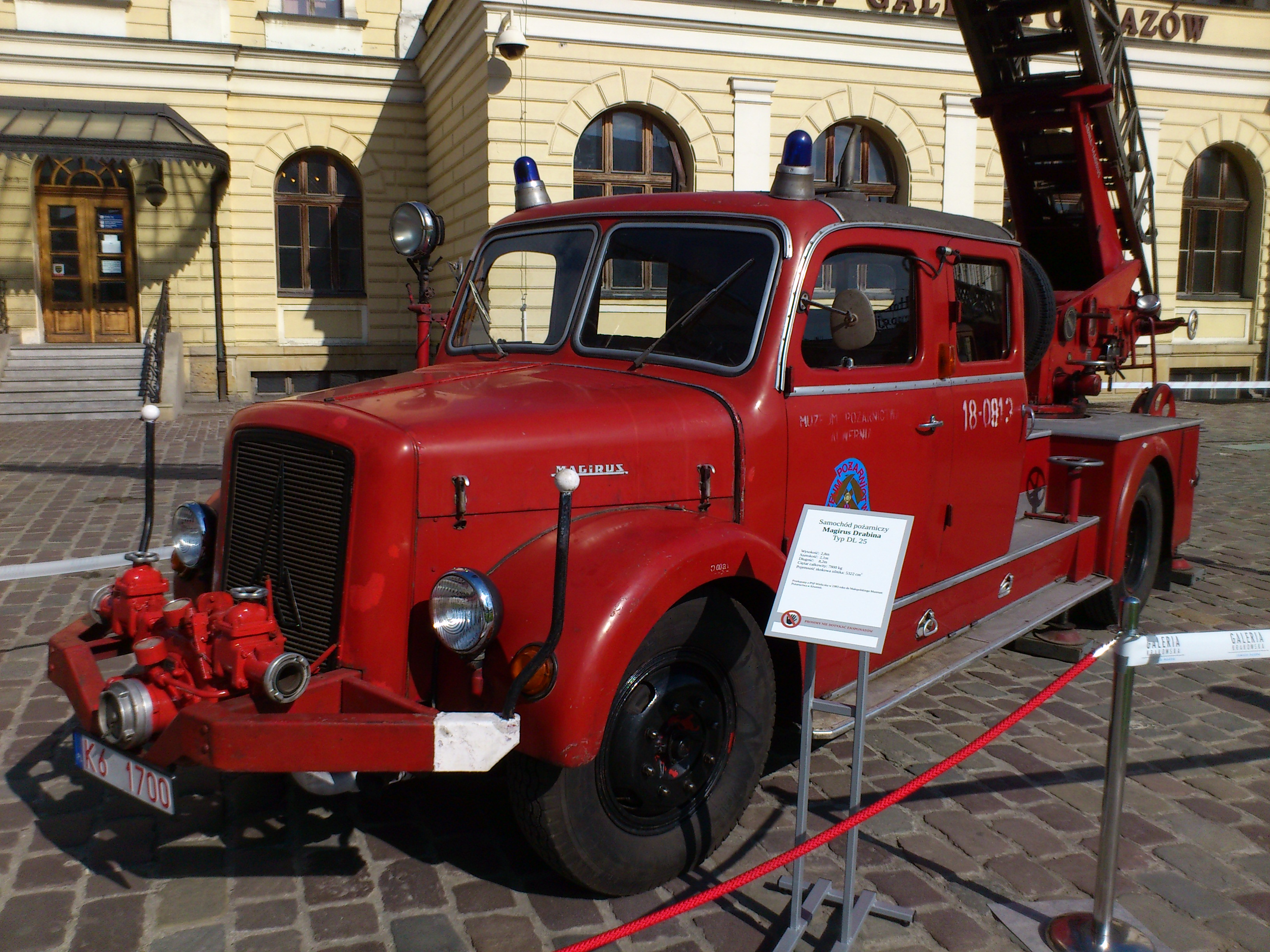
Eckhauber der 1. Generation als Drehleiter mit Vorbaupumpe
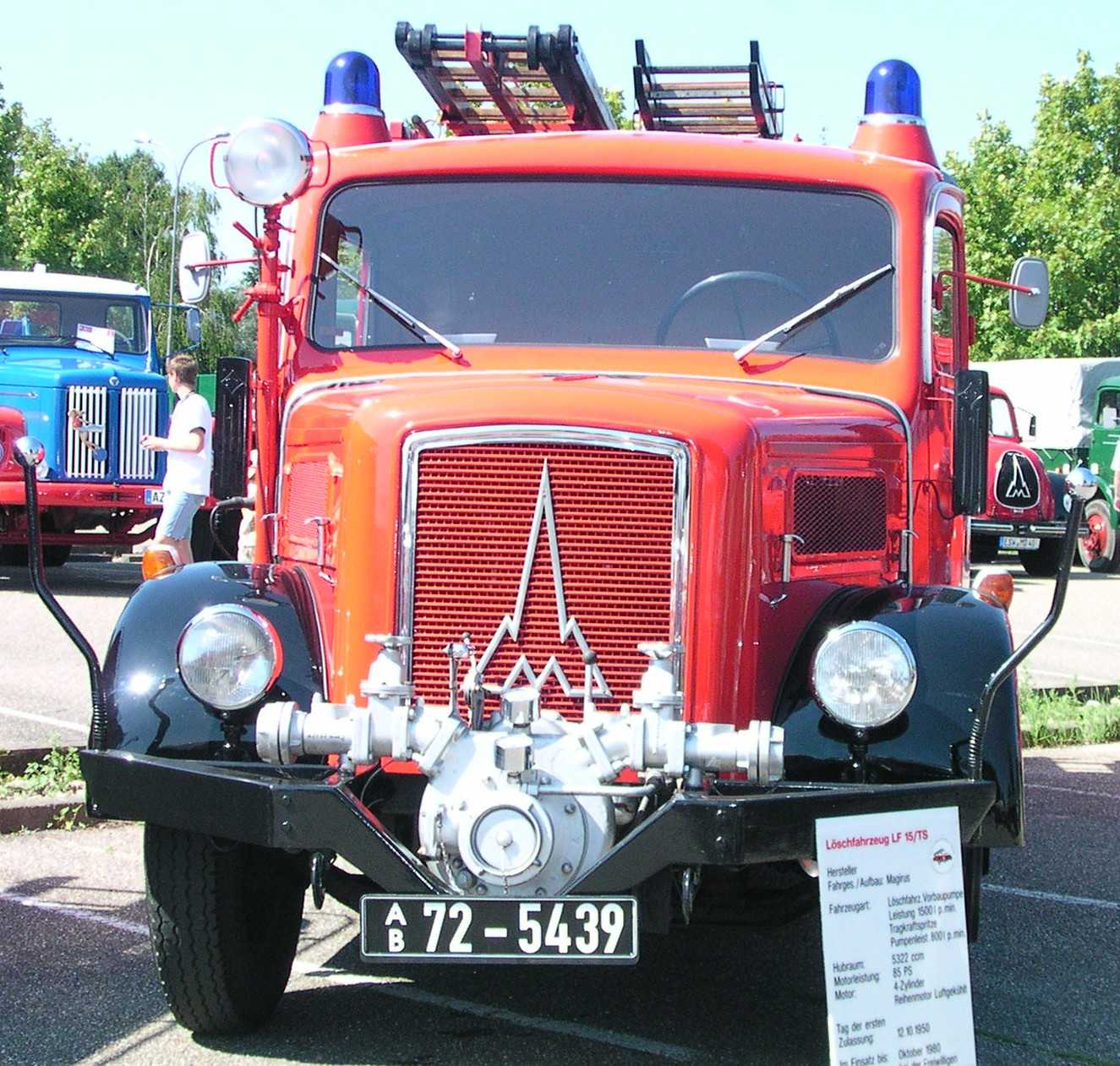
Eckhauber der 1. Generation als Feuerwehrfahrzeug mit Vorbaupumpe
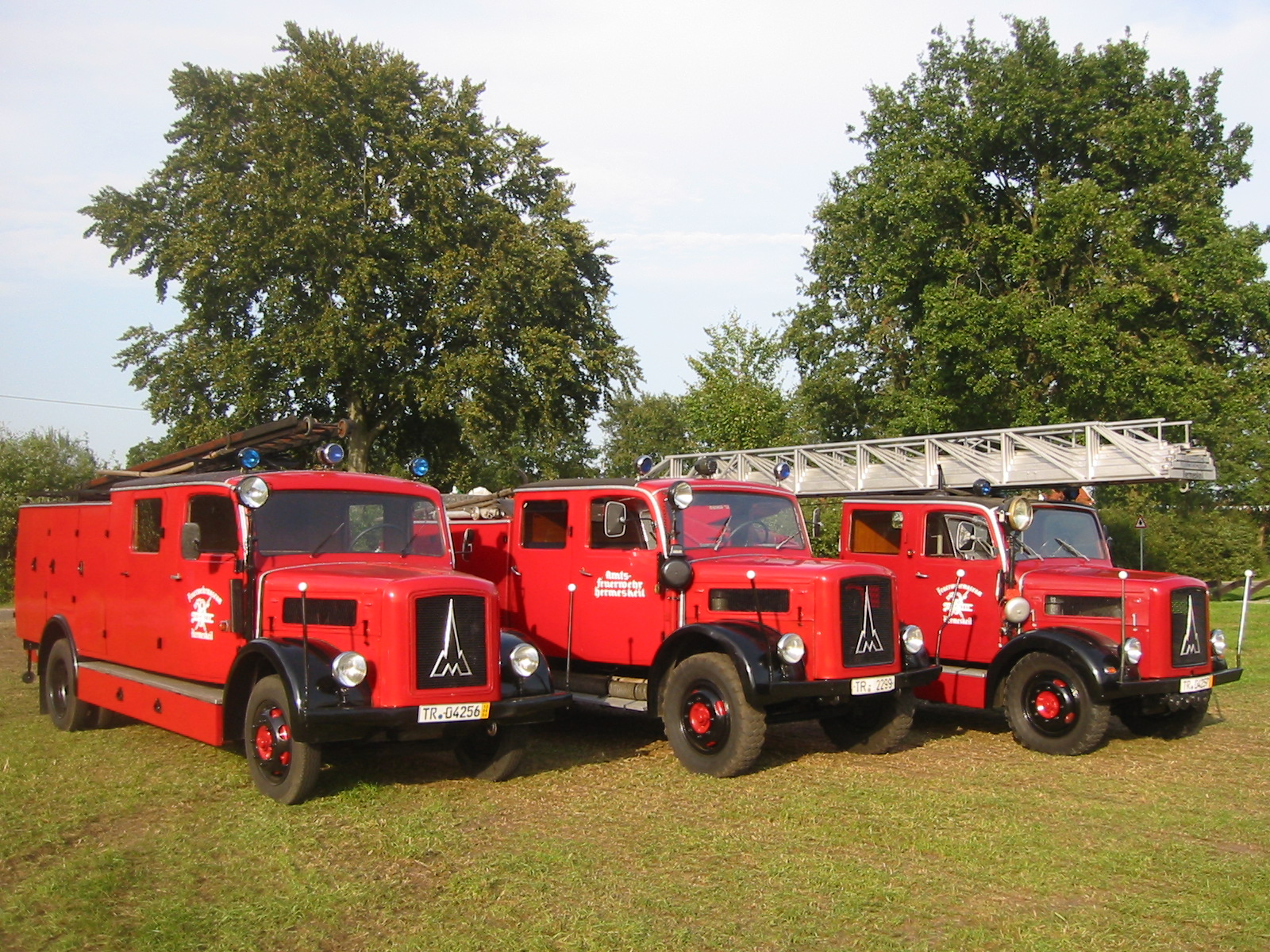
Kompletter Löschzug der 1950er Jahre im Rheinland-Pfälzischen Feuerwehrmuseum Hermeskeil
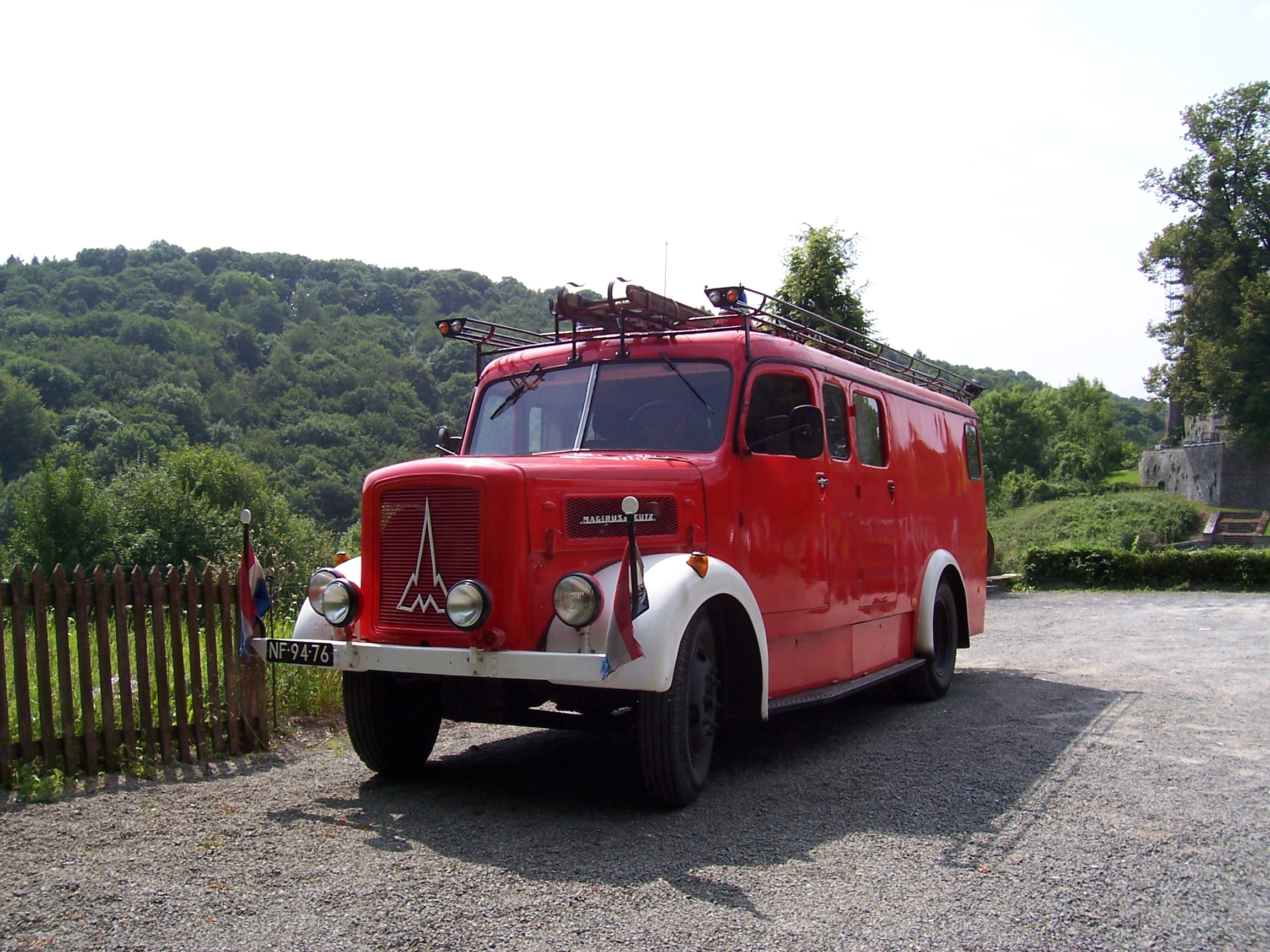
Niederländisches Löschfahrzeug

Die Feuerwehrfahrzeuge der unmittelbaren Nachkriegszeit entstanden auf Basis der Eckhauber der 1. Generation. Ausschließlich für Feuerwehrfahrzeuge legte das Ulmer Unternehmen noch vor dem standardmäßigen Bau von Feuerwehraufbauten auf den Rundhauber-Modellen ab 1951 eine Kleinserie des Fahrgestells S 6000 auf, das wegen seiner charakteristischen Form den Beinamen „Nasenbär“ erhielt. Vom S 6000, der über einen Sechszylindermotor mit 125 PS verfügte, entstanden lediglich 14 Exemplare. 1950 stellte Magirus-Deutz eine völlig neue Bauform von Feuerwehrfahrzeugen vor, die wegen der rundlichen Form der Aufbauten den Namen „Omnibus“ bekam, weil sie an die Form der damaligen Omnibusse erinnerte. Diese Bauform konnte sich jedoch nicht durchsetzen, obwohl sie wenig später auch vom Mitbewerber Metz Aerials auf Fahrgestellen von Daimler-Benz angeboten wurde.

### Die Rundhauber der 1950er und die Eckhauber der 1960er Jahre

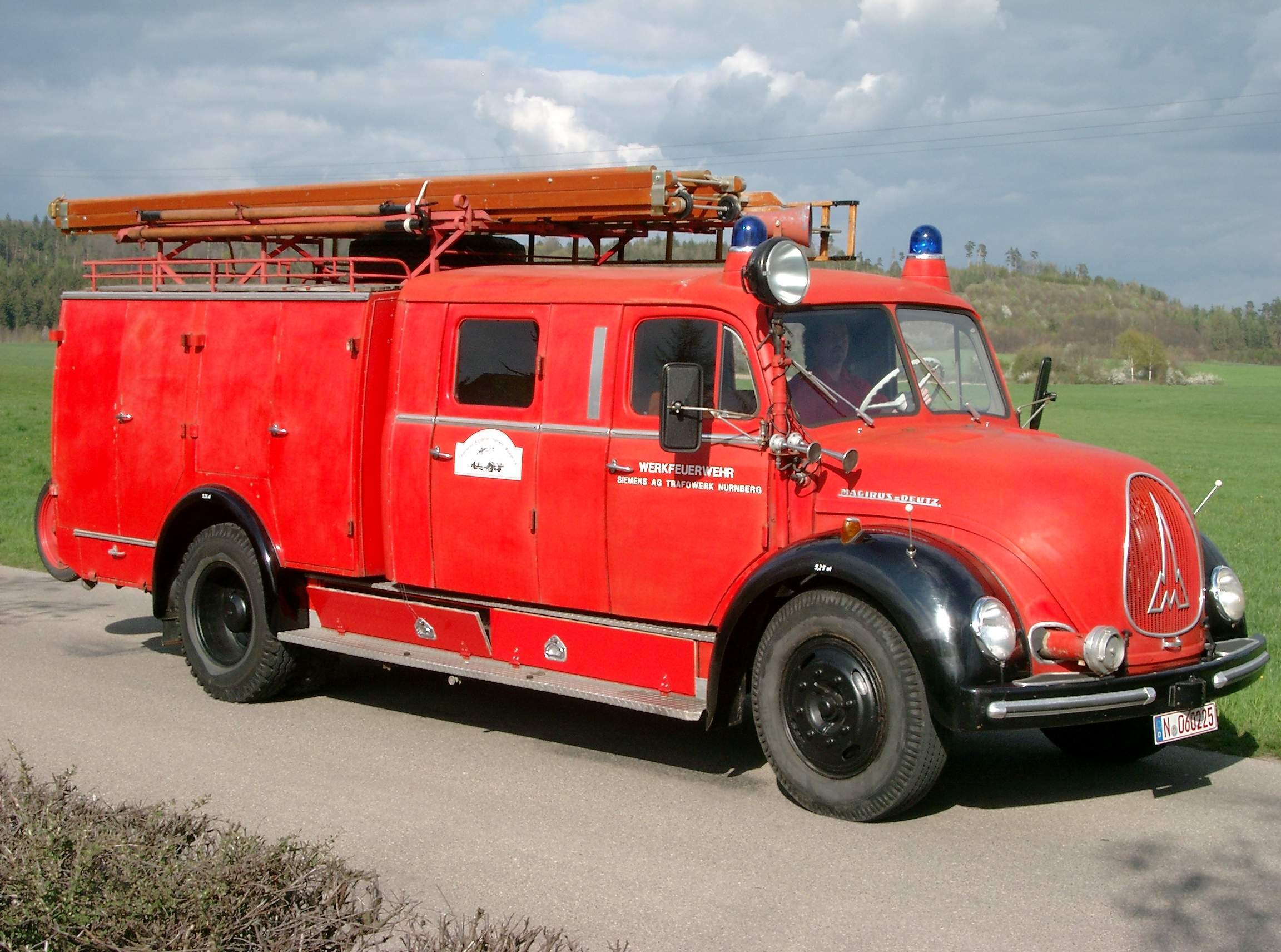
LF auf Rundhauber
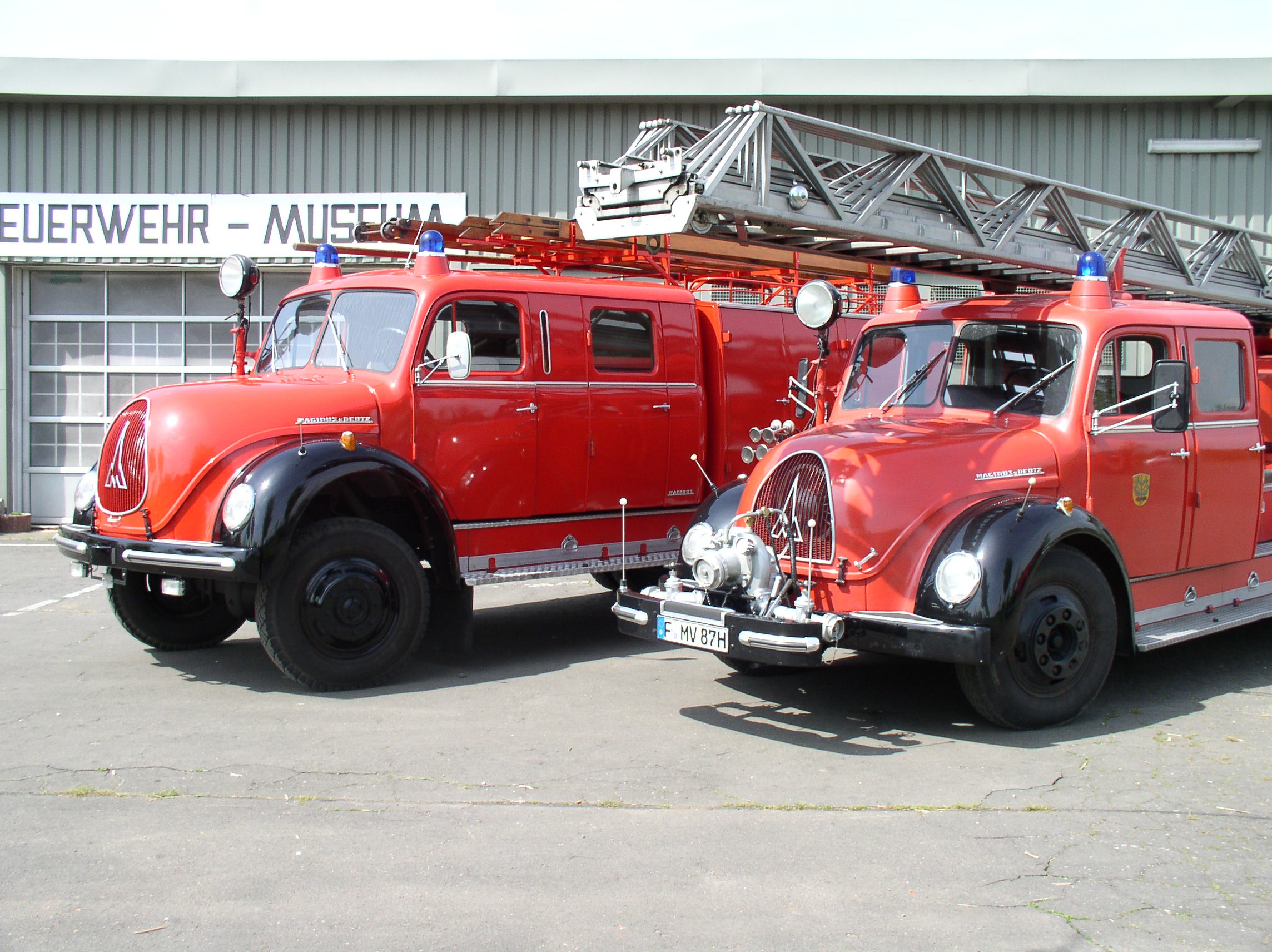
LF und DL auf Rundhauber
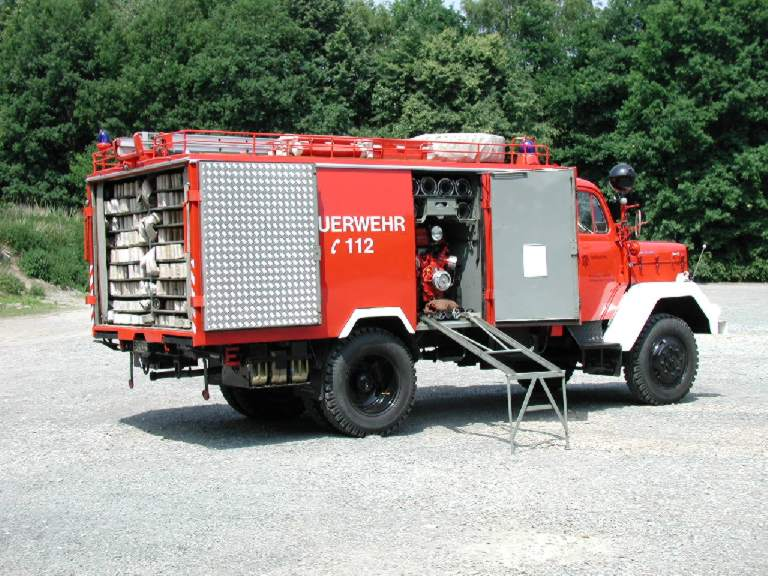
SW 2000 auf Eckhauber
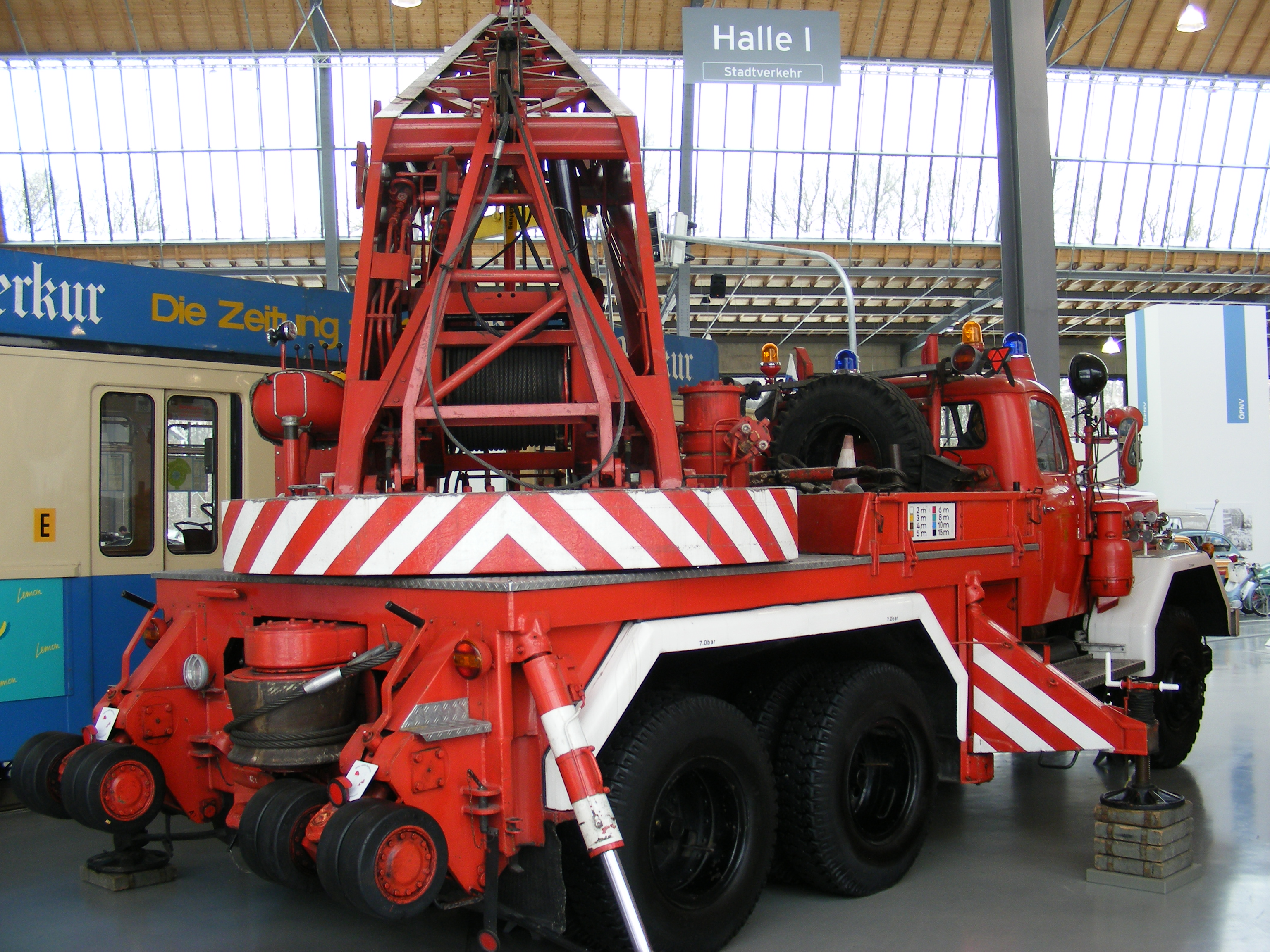
Feuerwehr-Kranwagen auf Eckhauber

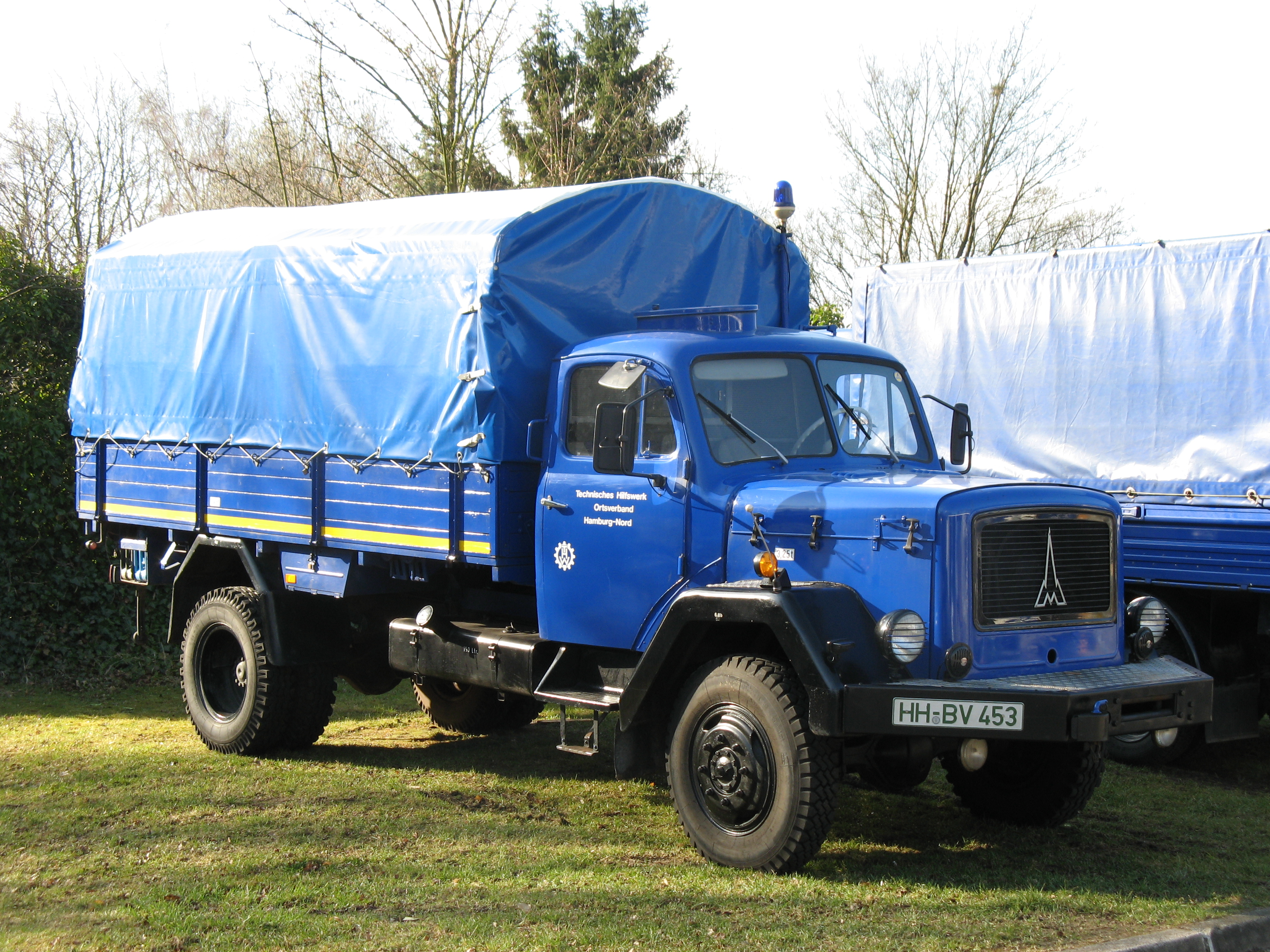
THW-Fahrzeug auf Eckhauber

Die Rundhauber von Magirus-Deutz wurden ab 1951 für Feuerwehraufbauten verwendet, z. B. für Drehleitern mit einer Auszugslänge zwischen 18 und 50 Metern, Rüstkranwagen mit bis zu 10 Tonnen Traglast, Gerätewagen, Löschgruppenfahrzeuge (vom LF 15 bis zum LF 32), Tanklöschfahrzeuge (insbesondere TLF 15 und TLF 16), Trockenlöschfahrzeuge, Flugfeldlöschfahrzeuge, Schlauchwagen und Sonderaufbauten insbesondere für Werkfeuerwehren. Die Rundhauber waren die meistgebauten Feuerwehrfahrzeuge der Nachkriegszeit. Deswegen blieben sie auch noch lange Zeit nach Einstellung ihrer Produktion im Straßenbild präsent und wurden nahezu sinnbildlich für das Feuerwehrfahrzeug schlechthin. 1951 präsentierte Magirus-Deutz auf der IAA die damals höchste Drehleiter der Welt, die eine Steighöhe von 52 + 2 Metern hatte, und den ersten Rüstwagen der Welt mit einem rundum drehbaren Kran. 1953 brachte Magirus-Deutz dann die erste komplett hydraulisch bewegte Drehleiter auf den Markt. Zu den Standard-Fahrzeugen der 1950er Jahre gehörten das TLF 15 und die DL 25 auf Rundhauber-Basis. Die Fahrgestelle waren in der Regel vom Typ A 3500, Sirius und Mercur. Für Feuerwehren gab es (im Gegensatz zu den zivilen Modellen) auch Allradfahrzeuge mit Rundhaube.
Als ab 1962 auch bei den zivilen Fahrzeugen die Rundhaube schrittweise durch die Eckhaube ersetzt wurde, wurden auch die Feuerwehraufbauten fortan bevorzugt auf Eckhaubern der 2. Generation installiert. Ab 1956 kam mit dem KW 15 ein schwerer Dreiachs-Kranwagen mit 15 Tonnen Traglast auf einem Eckhauber-Fahrgestell auf den Markt. Dieses Modell war damals konkurrenzlos stark auf dem Markt und wurde später bis auf 20 Tonnen Traglast aufgewertet (zunächst KW 16, dann KW 20). Nach Uruguay lieferte Magirus-Deutz 1957 das größte Tanklöschfahrzeug der damaligen Zeit: Der Rundhauber-Sattelzug fasste 8000 Liter Löschwasser, 800 Liter Schaummittel und rund 900 Kilogramm Kohlensäure zur Erstickung von Bränden. Vergleichbare Fahrzeuge auf Eckhauber-Basis mit bis zu 12.000 Liter Löschwasservorrat gingen danach auch in zahlreiche andere Länder (u. a. nach Algerien, Rumänien und Tunesien) und ins Inland (z. B. an den Flughafen Münster/Osnabrück und die Werkfeuerwehr von Hoechst). Im Jahr 1965 stattete Magirus-Deutz als erster Feuerwehrtechnik-Hersteller eine Drehleiter mit einem an der Leiterspitze einzuhängenden Rettungskorb aus. Zu den verbreitetsten Typen auf Eckhauber-Fahrgestellen gehörten in den 1960er Jahren das TLF 16, die DL 30 und das Katastrophenschutz-Fahrzeug LF 16-TS, die in der Regel jeweils auch Allradantrieb hatten. Die Fahrgestelle hatten in der Regel die Typbezeichnung Mercur, 125 D 10 und 150 D 10, für Großtanklöschfahrzeuge auch 200 D 16. Die rundlichen Frontlenker wurden kaum für Feuerwehrfahrzeuge verwendet und wenn, dann nur für den Export z. B. in die Niederlande.

### Umstellung auf Frontlenker

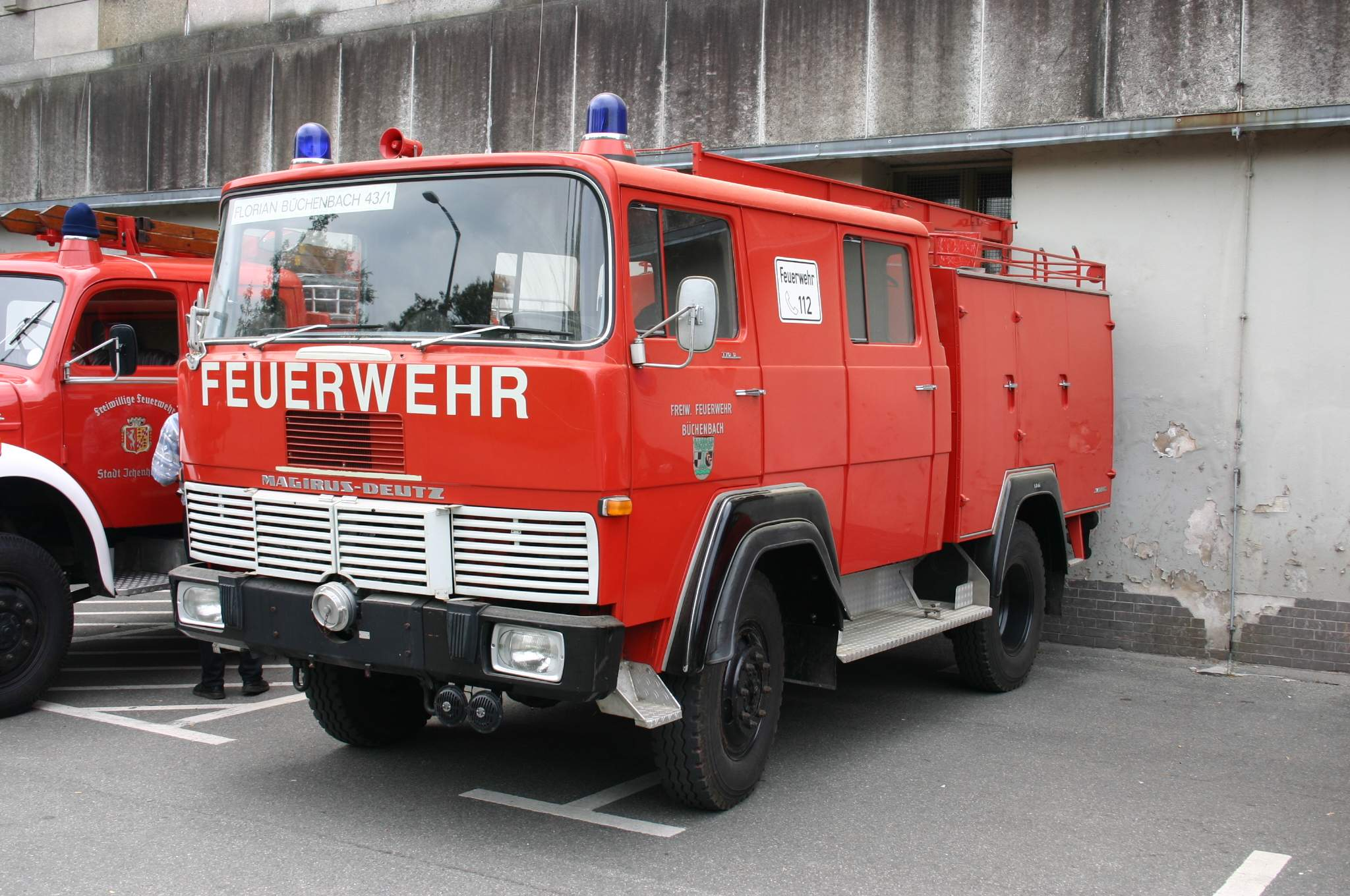
LF 8 schwer auf D-Frontlenker mit Vorbaupumpe
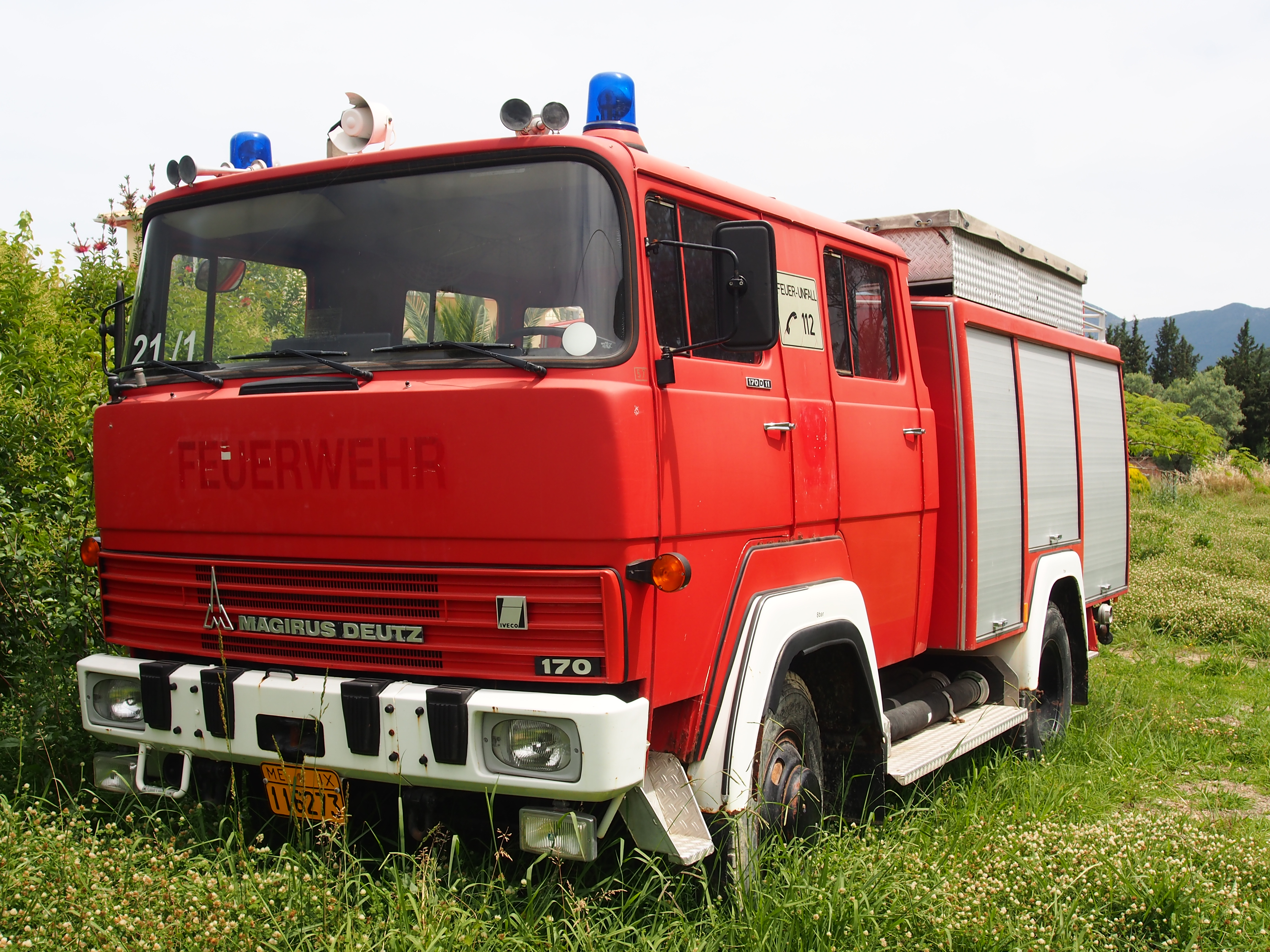
TLF 16 auf D-Frontlenker
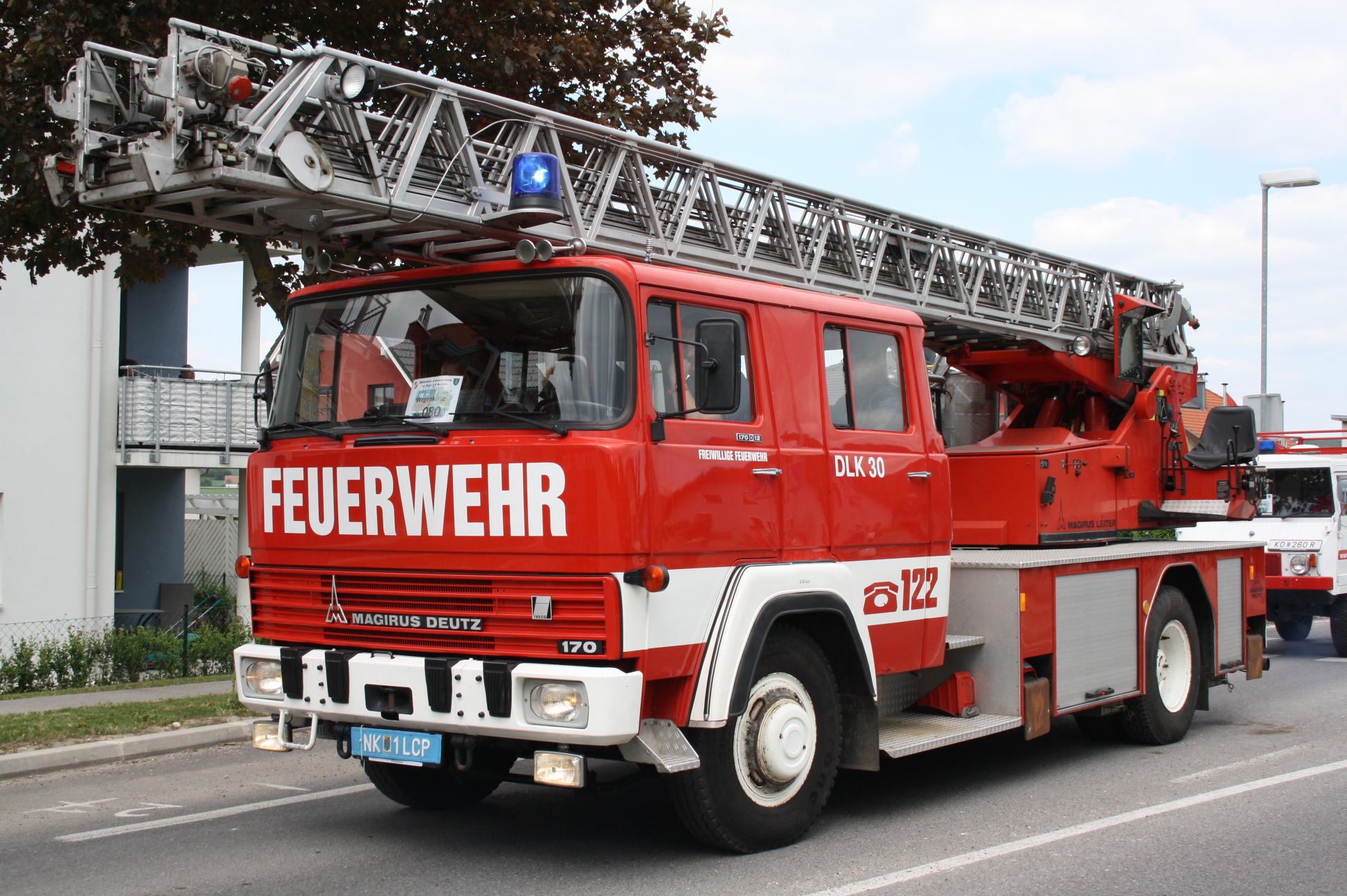
DL auf D-Frontlenker
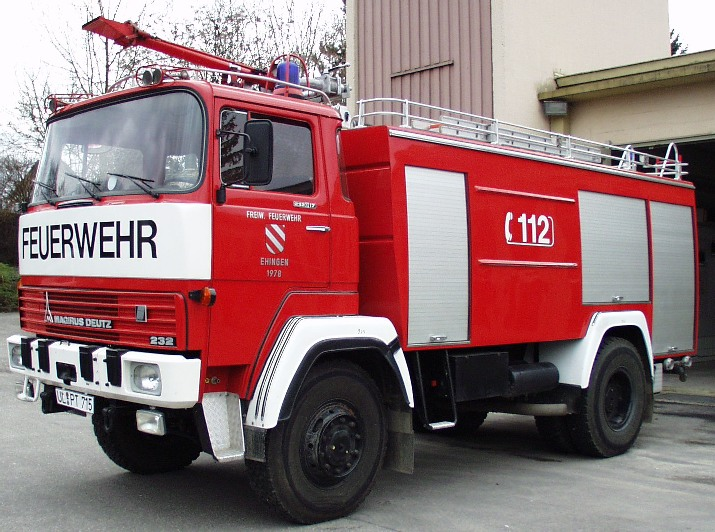
TLF 24/50 auf D-Frontlenker

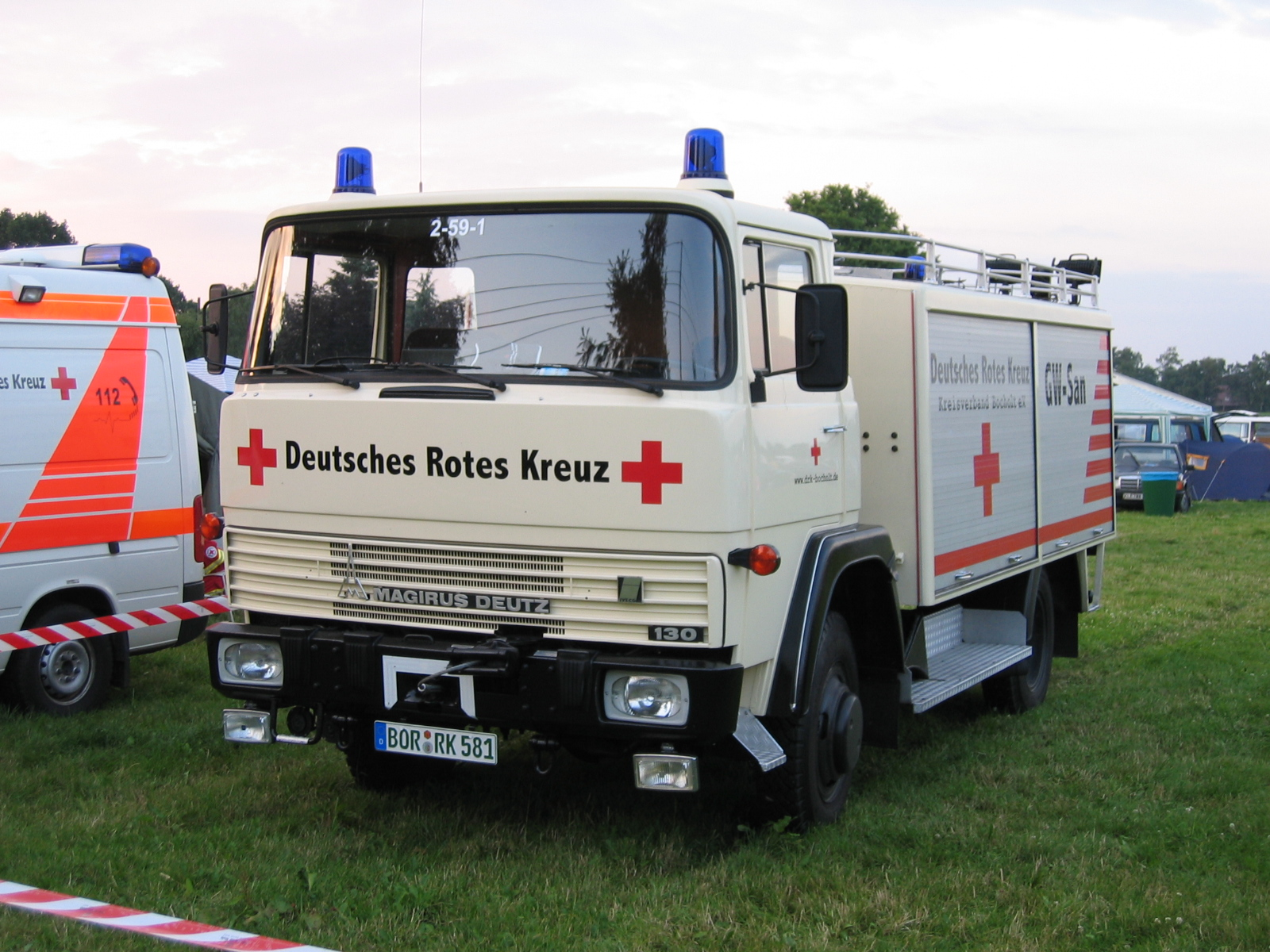
Gerätewagen Sanität auf D-Frontlenker

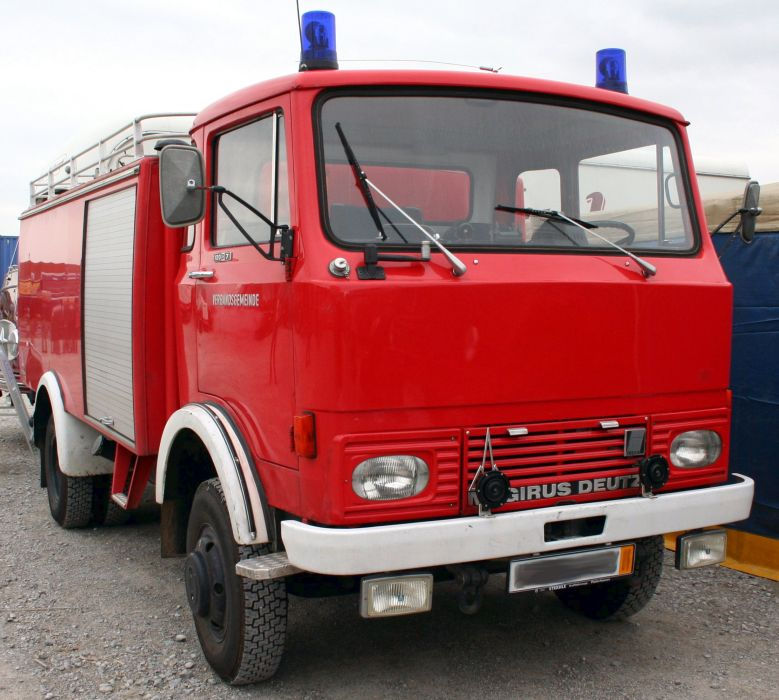
TLF 8/18 auf Eicher-Fahrgestell

Mit der kubischen D-Kabine war Magirus-Deutz Ende der 1960er Jahre Vorreiter bei der Umstellung auf Frontlenker. Der Übergang in diese neue Ära wurde markiert durch das Modell 95D7 als „LF8 schwer“, dessen Auslieferung 1966 begann. Bereits ab 1967 war das gesamte Feuerwehr-Programm des Ulmer Herstellers serienmäßig als Frontlenker erhältlich, während die Konkurrenten – in Deutschland hauptsächlich Daimler-Benz und MAN, die anderen Lkw-Hersteller wie Henschel und Büssing spielten im Feuerwehrbereich so gut wie keine Rolle – bis in die späten 1970er Jahre an Kurzhaubern festhielten. Als D-Frontlenker waren insbesondere erhältlich: Rüstwagen (RW 1 bis RW 3) und Schlauchwagen (SW 2000) mit Truppkabine; die weit verbreiteten LF 8 schwer, LF 16 und LF 16-TS jeweils mit Gruppenkabine sowie TLF 16 mit Staffelkabine. Als Fahrgestelle dienten hauptsächlich die Typen 100 D 7 bis 130 D 7 bis 130 D 9 sowie 170 D 11 bis 192 D 12; die meisten davon wurden mit Allradantrieb ausgeliefert. Das Großtanklöschfahrzeug TLF 24/50 mit Truppkabine, Dachmonitor und 5000 Liter Löschwasser-Vorrat entstand auf Basis des 232 D 17, ferner gab es auch Drehleitern (überwiegend DL 23-12 mit Straßenantrieb aber auch Leiterbühnen LB 30) mit Staffel- bzw. Truppkabine. In den Jahren 1968/69 entwickelte Magirus-Deutz zusammen mit der Feuerwehr Frankfurt am Main als Synthese aus dem Löschgruppenfahrzeug LF 16 und dem Rüstwagen RW 1 das neuartige Hilfeleistungslöschgruppenfahrzeug HLF auf Basis des Frontlenker-Fahrgestells 170 D 11. Die ersten zwei Exemplare wurden 1969 ausgeliefert; heute gehören HLFs zur Standardausrüstung von Feuerwehren in ganz Deutschland.
Für kleinere Fahrzeuge wie DL 18, TLF 8/18 und leichte Sonderfahrzeuge griff man bei Magirus-Deutz auf die auch in Frontlenker-Bauweise gestalteten Eicher-Typen der Typen 80 D 6 und 120 D 7 zurück. Ebenfalls 1967 lösten Rollläden aus Aluminium-Strangprofilen die bis dahin verwendeten Klapptüren für den Verschluss der Geräteräume im Aufbau ab, und auf der Frankfurter IAA stand die erste voll funkferngesteuerte Drehleiter der Welt. Vom LF 16 TS wurden in der ganzen Bundesrepublik Deutschland rund 500 Stück von Magirus-Deutz beschafft, die heute noch häufig im Einsatz sind. Das gilt auch für die zahlreichen auf dem gleichen Fahrgestell mit der kubischen D-Kabine aufgebauten Gerätewagen für das THW mit Gruppenkabine und Vorbauseilwinde. Heute werden ausgemusterte Feuerwehr- und THW-Fahrzeuge mit der D-Kabine (ähnlich wie die Vorgängermodelle mit Eckhaube) häufig zu Wohn-, Expeditions- und Wüstenmobilen umgebaut, wofür sie sich wegen ihres luftgekühlten Motors, ihrer robusten Technik und ihres in der Regel vorhandenen Allradantriebs sehr gut eignen.

### Innovationen der 1970er Jahre und Umwandlung in Iveco Magirus

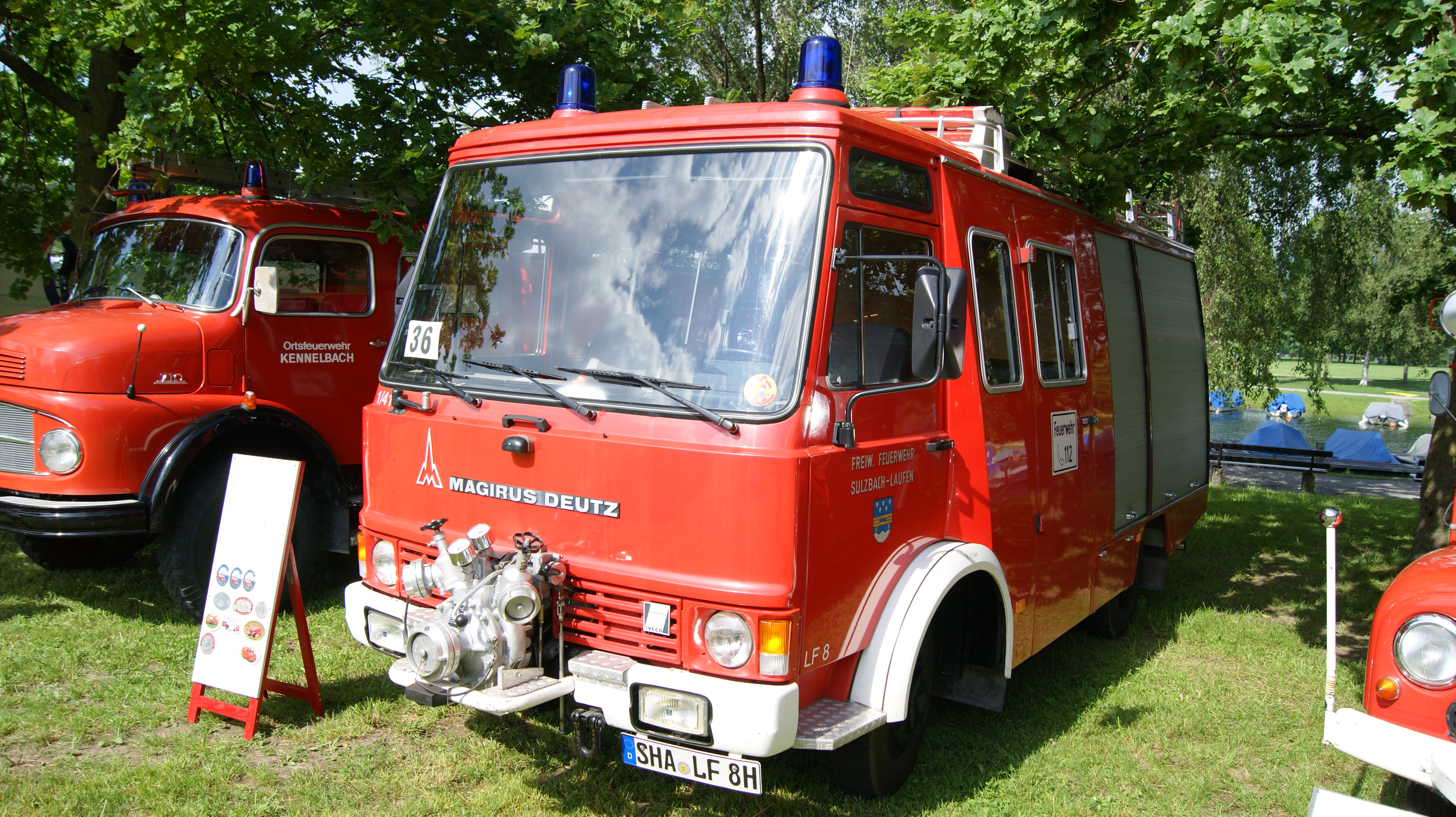
LF 8 leicht auf X-Fahrgestell
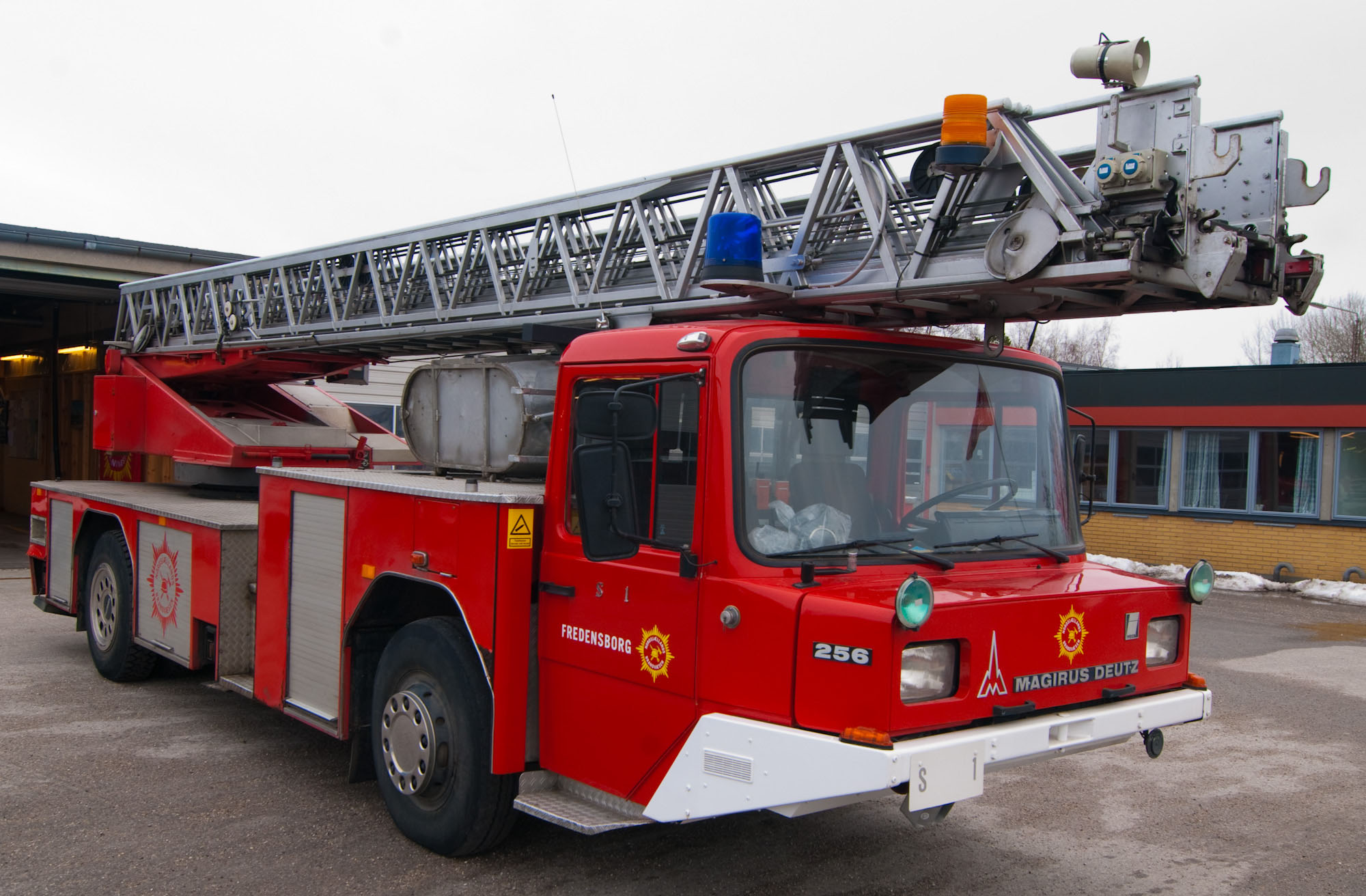
DLK 23-12 niederer Bauart
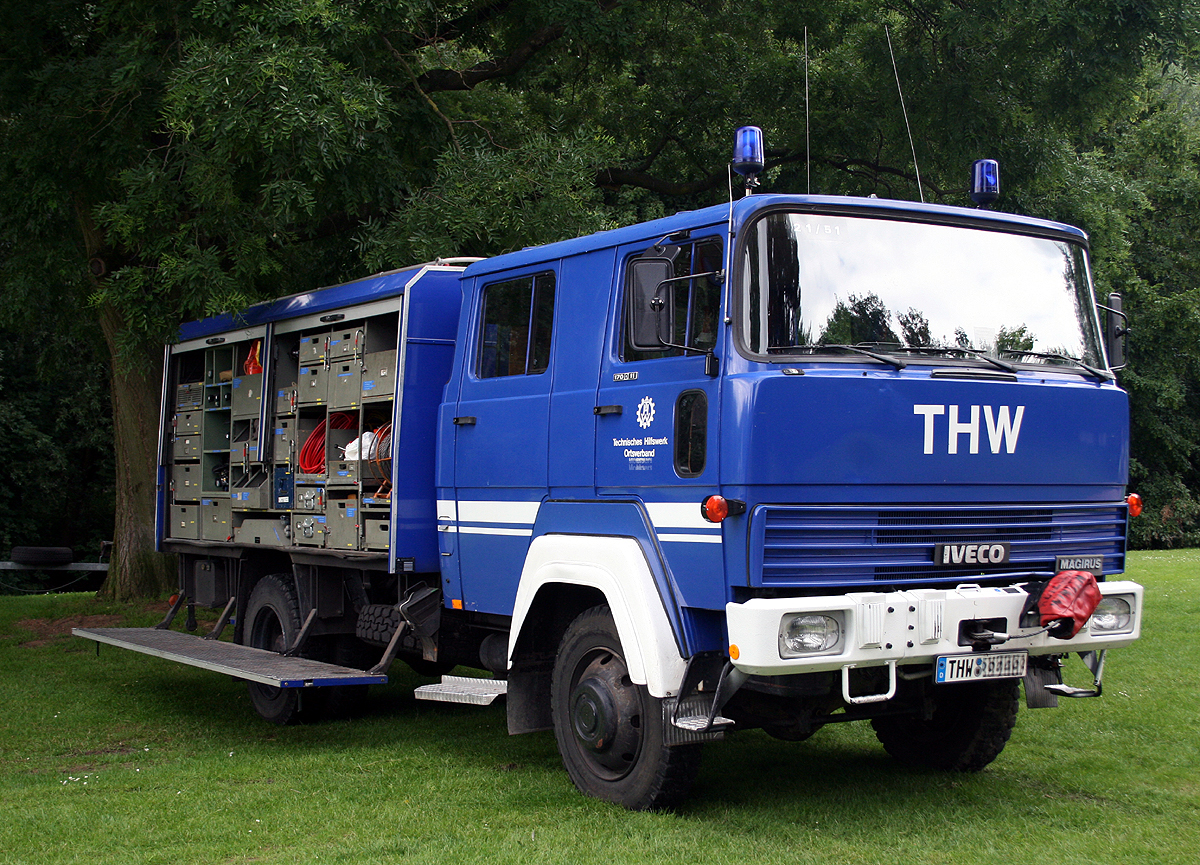
Iveco Magirus THW-Gerätekraftwagen
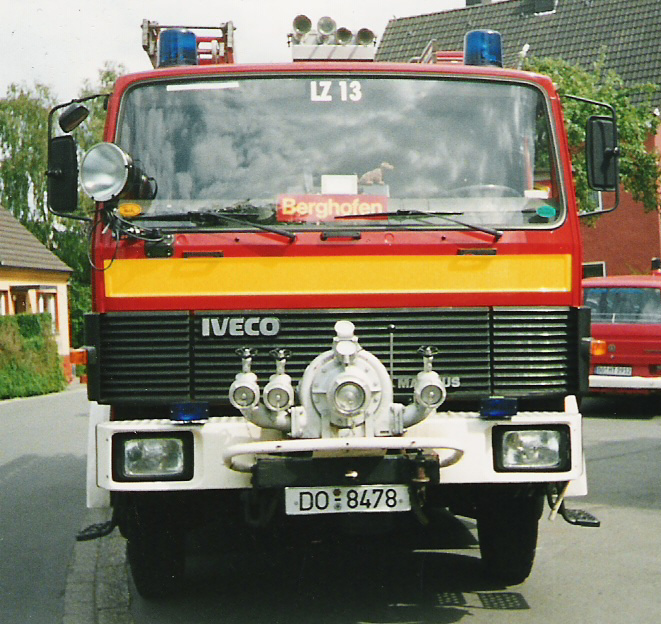
Iveco Magirus Feuerwehrfahrzeug

1972 erschien bei Magirus-Deutz mit dem so genannten Rüstwagen-Schiene das erste Feuerwehrfahrzeug der Welt, das sowohl schienen- als auch straßentauglich war. Es wurde z. B. von der Frankfurter Feuerwehr für Einsätze in U-Bahn-Tunneln beschafft. Ab 1976 war Magirus-Deutz durch Zugriff auf Modelle der X-Reihe aus dem Iveco-Programm in der Lage, auch ein leichtes LF 8 auf einem hauseigenen Fahrgestell zu liefern und das Brandschutz-Programm entsprechend nach unten zu erweitern. 1979 war Magirus-Deutz mit zwei Prototypen der DLK 23–12 n.B. (n.B. = niedere Bauart), die in Kooperation mit der Berufsfeuerwehr München entwickelt worden waren, Vorreiter beim Bau von Drehleitern mit Tief-Fahrerhaus für enge Innenstädte und niedrige Durchfahrten. Verwendet wurde dafür das Fahrerhaus der Eckhauber der 3. Generation ohne die kantige Eckhaube und ein Fahrgestell mit der Bezeichnung 192 M 12. Mit einer Bauhöhe im eingefahrenen Zustand von nur 2,85 Metern war das Fahrzeug, das wegen seines spezifischen Erscheinungsbilds den Beinamen „Entenschnabel“ erhielt, deutlich niedriger als herkömmliche Drehleitern mit Bauhöhen zwischen 3,2 und 3,3 Metern. Durch eine Fahrzeugbreite von nur 2,4 m ergab sich auch eine gute Wendigkeit. Zu den Kunden der ab 1980 in Serie gebauten Neuheit (dann auf dem Fahrgestell 256 M 12) gehörte u. a. die Feuerwehr München, die gleich zwölf Stück orderte. Die niedrige Bauart wurde in der Folge auch von anderen Feuerwehrfahrzeugherstellern kopiert, z. B. von Metz. 1985 entstand auf einem vierachsigen Magirus-Deutz Fahrgestell des Typs 310 D 28 der bis dahin höchste Feuerwehr-Gelenkmast Europas (GM 50), der an eine Werkfeuerwehr in Köln ausgeliefert wurde.
Auch die Abteilung von Magirus-Deutz, die für Feuerwehrfahrzeuge und Brandschutztechnik zuständig war, wurde zwischen 1975 und 1983 in den neuen Iveco-Konzern eingegliedert. Sie lebt bis heute in der Firma Magirus GmbH fort. Dort wird unter dem Markennamen Magirus weiterhin Feuerlösch- und Rettungstechnik produziert. Außerdem werden auch heute noch in der Magirus-Deutz-Zeit gebaute Feuerwehrfahrzeuge generalüberholt und instand gesetzt.

## Weitere Produkte von Magirus-Deutz

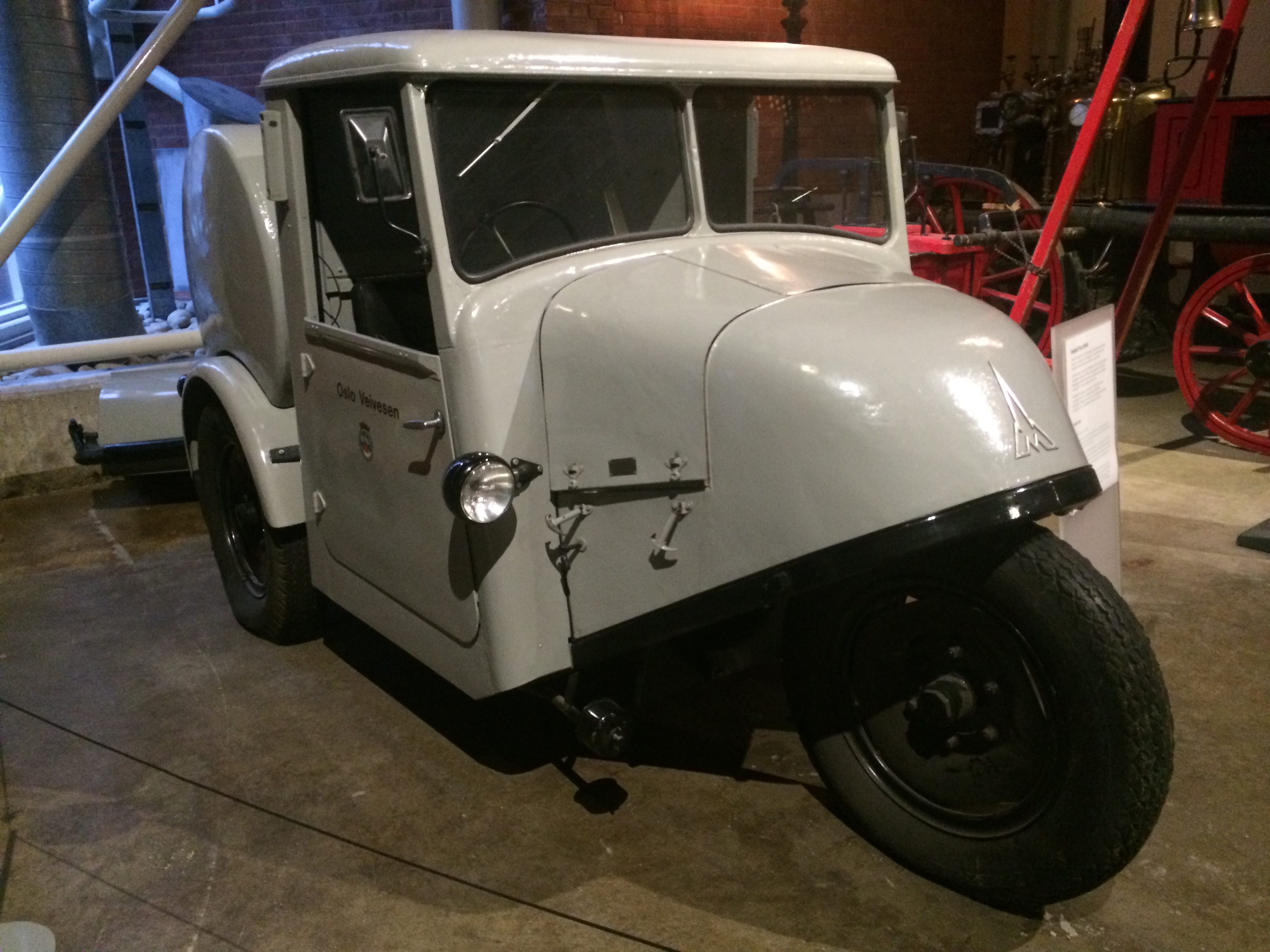
Kehrmaschine Mokema
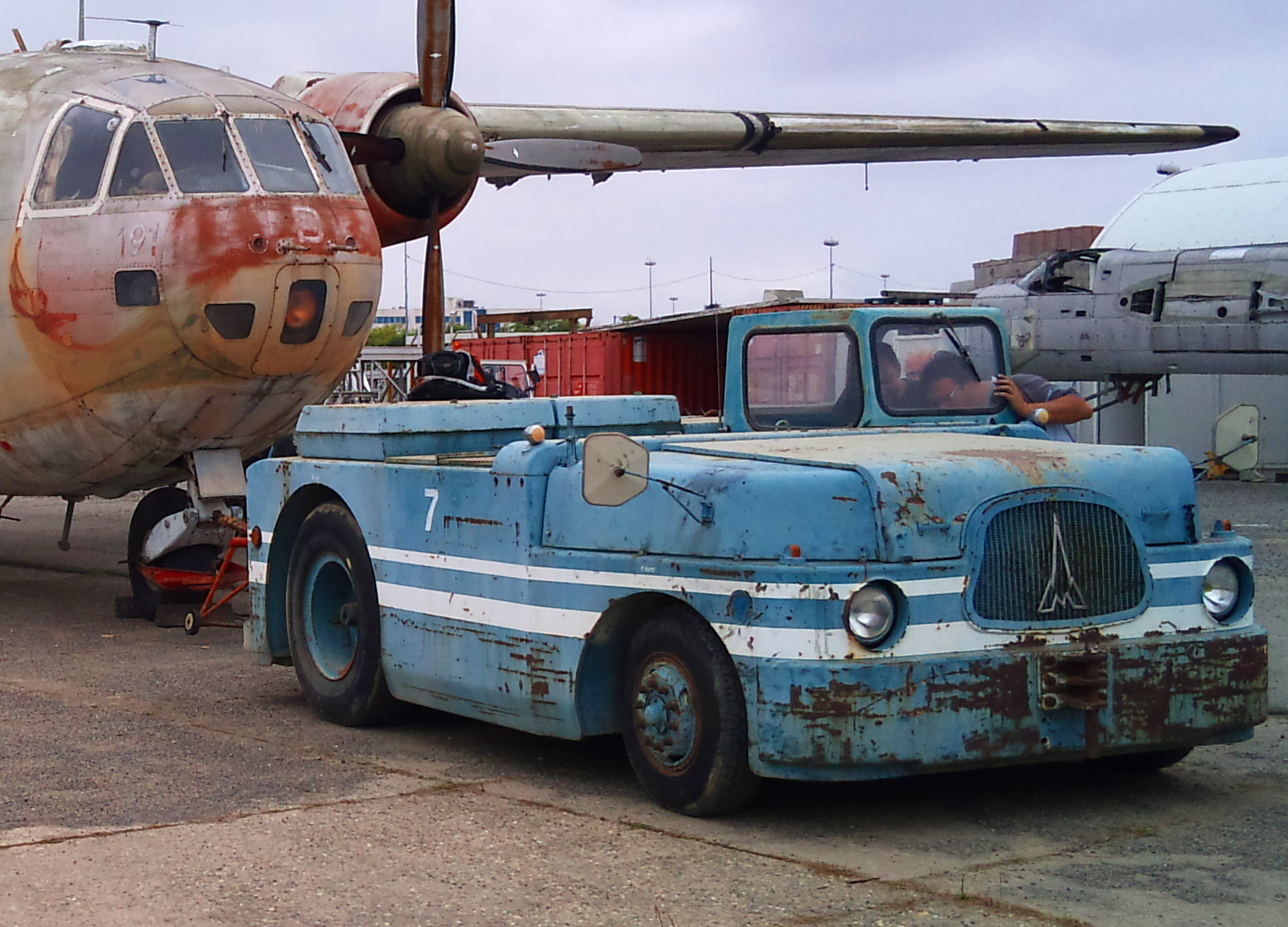
Flugzeugschlepper Orion 250
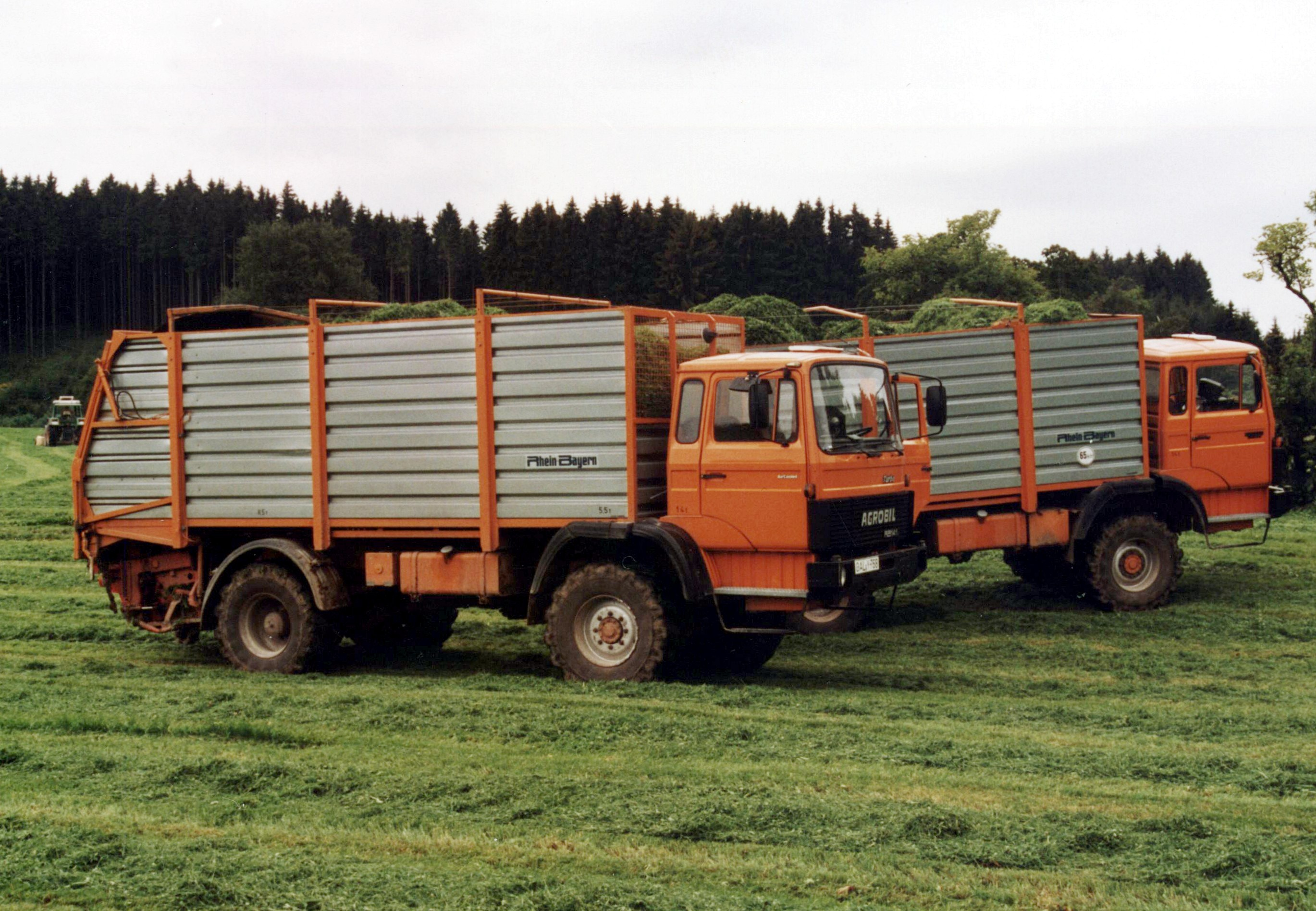
Agrobil von Rhein-Bayern
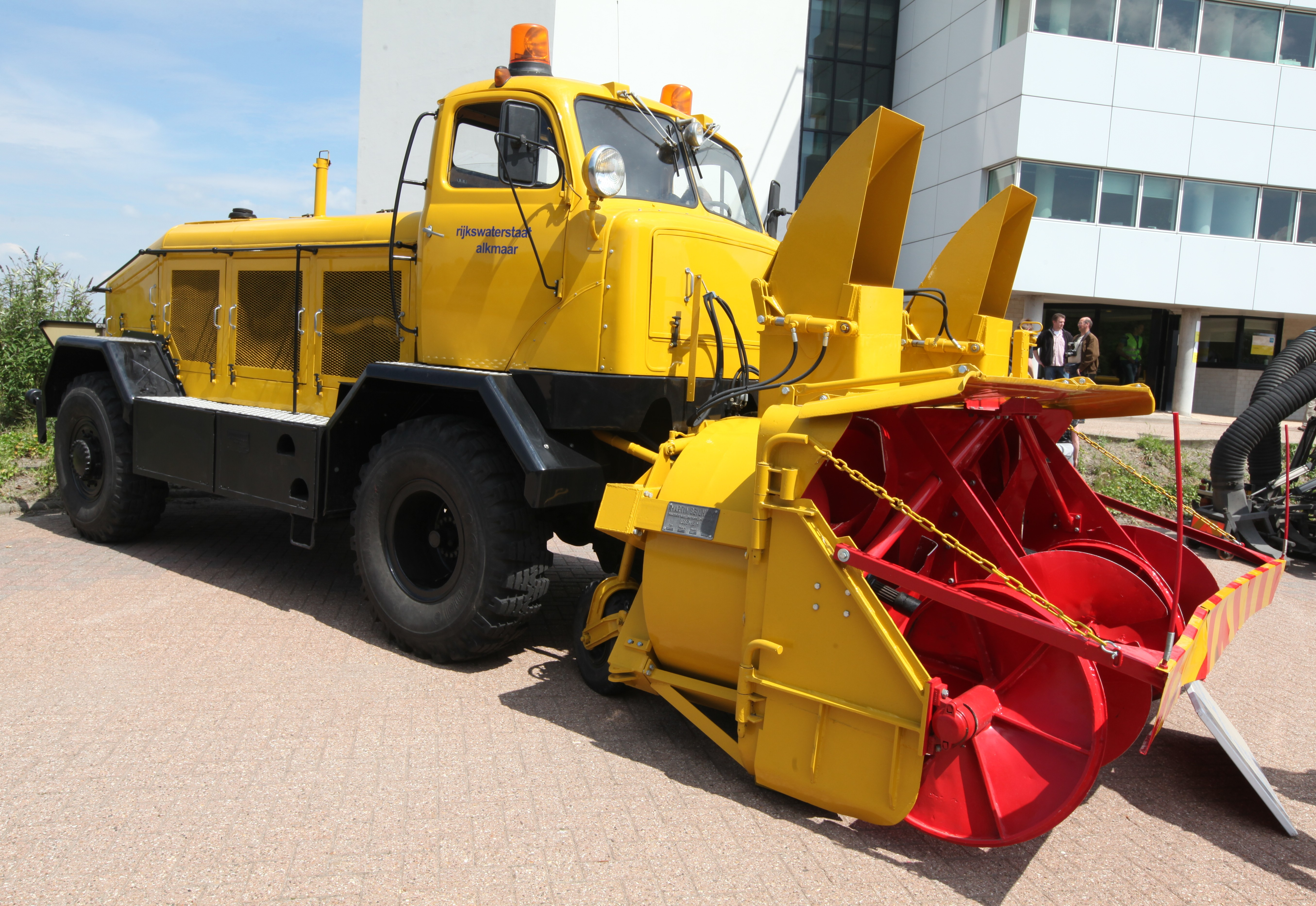
Schneeschleuder mit Chassis, Motor und Fahrerhaus von Magirus-Deutz

Die Kerngeschäftsfelder von Magirus-Deutz waren Lastwagen, Omnibusse und Feuerwehrfahrzeuge. Darüber hinaus wurden in den Werken von Magirus-Deutz oder unter dem Namen Magirus-Deutz aber auch andere Produkte hergestellt, die allerdings nie die Bedeutung der Lastwagen, Omnibusse und Feuerwehrfahrzeuge erreichten. Ab 1951 war zum Beispiel unter der Bezeichnung Mokema eine dreirädrige Motor-Kehrmaschine mit luftgekühltem Einzylindermotor von KHD und 15 PS im Produktionsprogramm des Berliner Magirus-Deutz-Werks. Die Mokema war die erste in Serie gebaute selbstaufnehmende Kehrmaschine in Deutschland. Flugzeugschlepper vom Typ Orion mit 70 bis 250 PS wurden in den 1960er Jahren in Berlin ebenfalls gebaut und unter dem Namen Magirus-Deutz verkauft. Auch die Produktion von Turmwagen, Hubarbeitsbühnen und mobilen Funkmasten gehörte in den 1950er bis 1970er Jahren zum Produktionsprogramm, ebenso wie eine eigene Anhängerfertigung.
Darüber hinaus belieferte Magirus-Deutz andere Unternehmen mit Lkw-Komponenten wie Motoren und Fahrerhäusern: Rhein-Bayern beispielsweise erwarb Vierer-Club-Fahrerhäuser von Magirus-Deutz (und später von Iveco) für sein Agrobil, und FAUN sowie DAF kauften Fahrerhäuser des Eckhaubers der 3. Generation für eigene Nutzfahrzeuge; jeweils um keine eigenen Fahrerhäuser entwickeln und bauen zu müssen. Omnibus- und Aufbauhersteller wie Auwärter Neoplan und Heuliez nutzten Fahrgestelle und Komponenten von Magirus-Deutz für ihre eigenen Konstruktionen.

## Bedeutung der Marke

### Wirtschaftliche und technische Bedeutung

#### Größenordnung und Marktanteile

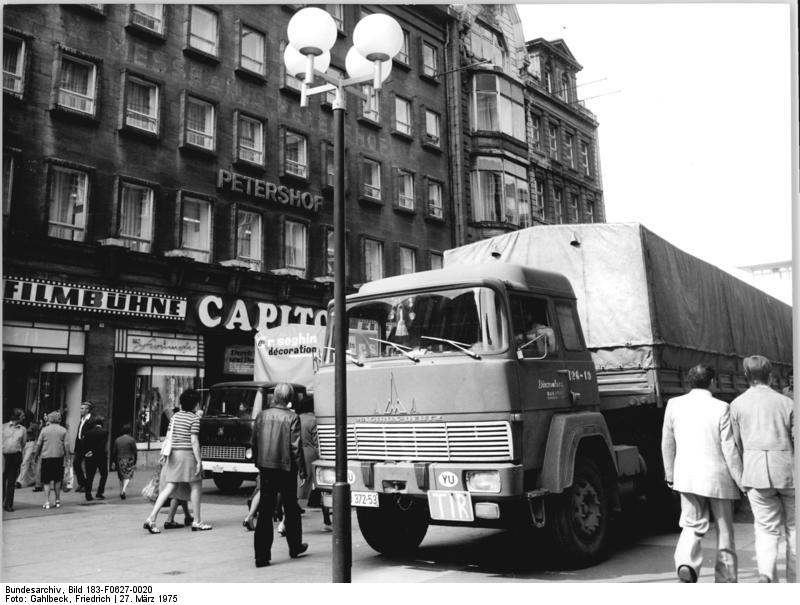
Fernverkehrs-Sattelzug mit TE-Kabine in Leipzig

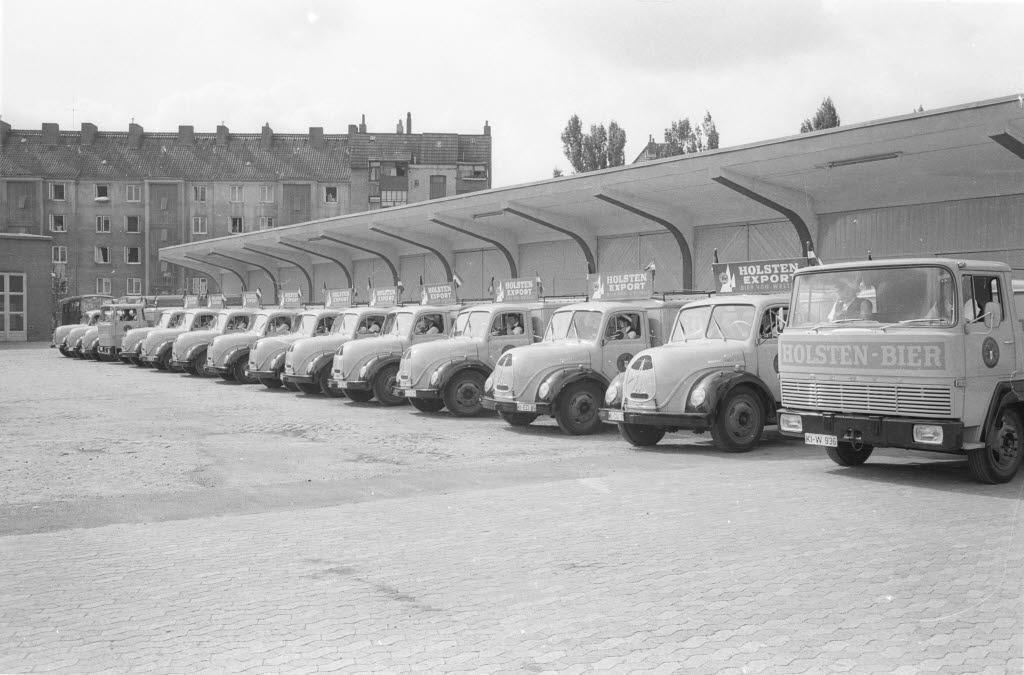
Der historische Fuhrpark der Holsten-Brauerei, bestehend aus Magirus-Deutz Rundhaubern und D-Frontlenkern

Magirus-Deutz war einer der größten deutschen Nutzfahrzeughersteller. In den 1950er Jahren war Magirus-Deutz nach Mercedes-Benz der zweitgrößte deutsche Hersteller von Lkw über 6 Tonnen Gesamtgewicht. Beispielsweise für das Jahr 1967 weist die Statistik des Kraftfahrt-Bundesamtes für Lkw mit einem zulässigen Gesamtgewicht von über 6 Tonnen einen Gesamtbestand von rund 271.900 Stück aus, davon stammten rund 55.600 von KHD. Das entspricht einem Marktanteil von Magirus-Deutz von rund 20,5 % in der mittelschweren bis schweren Gewichtsklasse. Zum Vergleich: Zum selben Zeitpunkt lag der Bestand von MAN-Lkw über 6 Tonnen bei rund 44.700 Stück, das entspricht rund 16,4 %. Auf dem Markt für (Klein-)Laster unter 6 Tonnen war Magirus-Deutz bis zur Einführung der X-Reihe aus dem Iveco-Konzern anno 1976 nicht vertreten, diesen Markt bedienten traditionell Hersteller wie Volkswagen, Ford, Opel, Hanomag und Borgward, später auch Daimler-Benz. Das Hauptgeschäftsfeld von Magirus-Deutz waren klar mittelschwere bis schwere Lkw. Anfang der 1970er Jahre machten die Nutzfahrzeuge von Magirus-Deutz rund 40 % des Konzernumsatzes von KHD aus und waren damit das mit Abstand wichtigste Geschäftsfeld des Konzerns. Anno 1974 erzielte Magirus-Deutz einen Umsatz von rund 1,8 Milliarden DM. Und 1975 arbeiteten über 10.000 Menschen in mehreren Werken für Magirus-Deutz, die in diesem Jahr zusammen rund 16.500 Lastkraftwagen herstellten. Damit war Magirus-Deutz gemessen an den Gesamtproduktionszahlen (kurz vor dem eigenen Verschwinden) wieder zweitgrößter Nutzfahrzeughersteller Deutschlands. Auch bei einzelnen Lkw-Modellen, bei den Bussen und beim Lkw-Export wurde Platz 2 schon früh erreicht: Schon während der 1950er Jahre nahmen die Rundhauber von Magirus-Deutz in Deutschland den 2. Platz bei den Stückzahlen hinter den nutzlastmäßig vergleichbaren Lkw von Mercedes-Benz ein. 1966 war Magirus-Deutz der zweitgrößte deutsche Bushersteller; 1250 Fahrzeuge wurden in diesem Jahr produziert. Einer der größten Bus-Kunden war die Hamburger Hochbahn AG, die über die Jahre insgesamt über 700 Busse abnahm. Auch die Vestische Straßenbahn, die Deutsche Bundesbahn und die Deutsche Bundespost waren sehr große Stammkunden von Magirus-Deutz-Bussen.

#### Weltweiter Export und internationale Lizenzprodukte

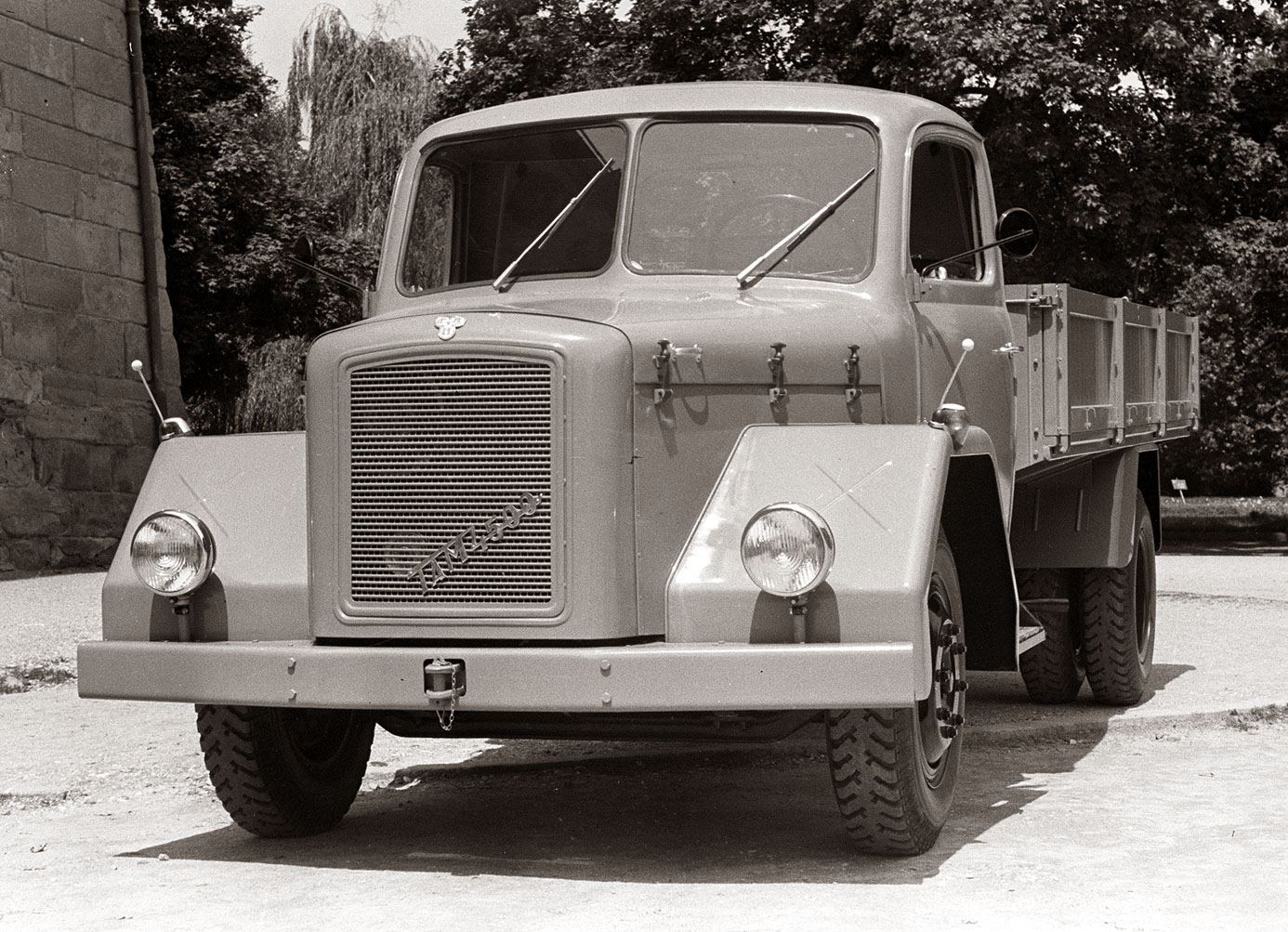
In Jugoslawien (Maribor) von Tovarna Automobilov in Motorjev gebauter TAM 4500

Beim Lkw-Export hatte Magirus-Deutz im Geschäftsjahr 1961/1962 einen Marktanteil von über 20 % und lag damit nur hinter Mercedes-Benz mit rund 40 %, aber noch vor MAN und Henschel mit jeweils rund 15 %. Die Fahrzeuge von Magirus-Deutz wurden weltweit verkauft: Bis 1963 hatten bereits Exporte in über hundert Länder der Welt stattgefunden. Magirus-Deutz-Dieselmotoren wurden teilweise im Ausland in Lizenz nachgebaut. Weiterhin gab es Werke im Ausland, in denen sogenannte CKD-Sätze zu kompletten Fahrzeugen endmontiert wurden, z. B. in Griechenland und in der Türkei. Bereits ab 1958 produzierte als Lizenzbau die in Maribor (Jugoslawien) ansässige Firma TAM Magirus-Deutz-Lkw- und Bus-Baumuster, die auch bei der jugoslawischen Armee zum Einsatz kamen. In Ägypten wurden ab 1959 ebenfalls Lizenzprodukte von Magirus-Deutz von NASCO hergestellt und verkauft, dito im Iran von Zarin Khodro. In Kuwait wurden von 1983 bis 1986 Magirus-Deutz-Lkw vom Lizenzunternehmen NAMTCO produziert. Der türkische Hersteller Otokar baute ab 1963 Busse in Lizenz von Magirus-Deutz. In Südafrika wurden Lkw- und Omnibus-Baumuster von Magirus-Deutz unter den Namen SAMIL (South African Military) und SAMAG (South African Magirus) hergestellt, die Eckhauber der 3. Generation noch bis 1998. In Argentinien baute das Unternehmen Deca-Deutz zwischen 1969 und 1980 verschiedene Lkw-Modelle in Lizenz in Lizenz, unter anderem die Frontlenker-Modelle 200D16F, 200D19F und 200D24F, jeweils mit einem luftgekühlten V8-Motor. Ein weiteres argentinisches Produkt waren Magirus-Deutz-Omnibus-Fahrgestelle, die von Aufbauherstellern vor Ort mit einer Karosserie komplettiert wurden. Nach dem Ende der Marke Magirus-Deutz setzte die Marke Decaroli dieses Geschäftsfeld fort. Auch im Kongo gab es ein Werk für Nachbauten von Magirus-Deutz-Nutzfahrzeugen.

#### Marktdominanz bei Bau- und Feuerwehrfahrzeugen

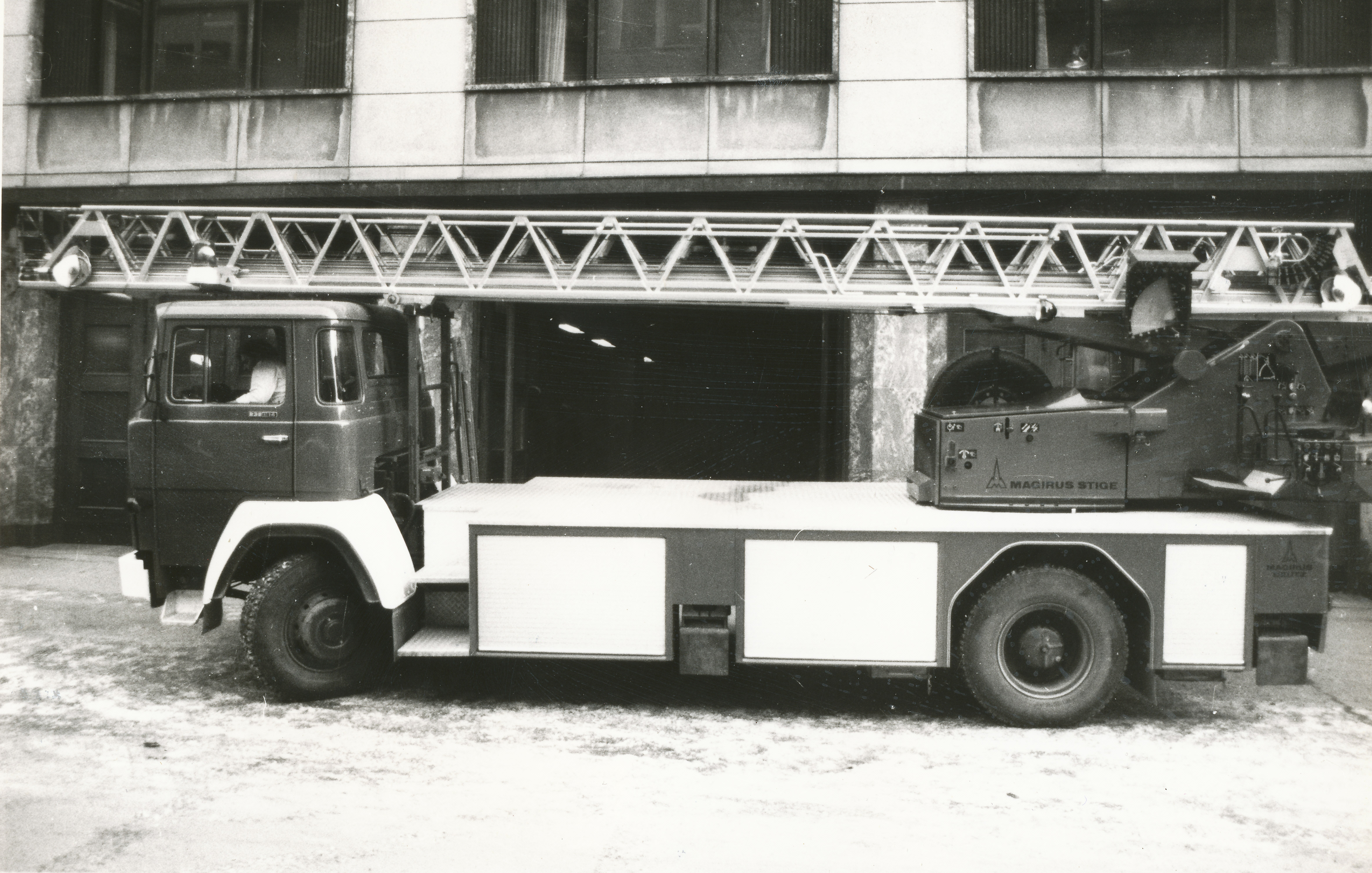
Feuerwehr-Drehleiter auf D-Frontlenker

Platz 1 erreichte Magirus-Deutz im Bereich der Feuerwehrfahrzeuge. Dort war die Marke in den 1950er bis 1970er Jahren unangefochtener Marktführer in Deutschland. Auch andere Hilfsorganisationen wie THW und Rotes Kreuz wurden von Magirus-Deutz in großem Umfang mit Spezial-Fahrzeugen ausgestattet. Magirus-Deutz hatte dadurch große Bedeutung für die flächendeckende Motorisierung der deutschen Feuerwehren und Rettungsdienste nach dem Zweiten Weltkrieg: Das erste Motorfahrzeug zahlreicher Feuerwehren war ein Magirus-Deutz und jahrzehntelang bildeten die Fahrzeuge aus Ulm das Rückgrat des motorisierten Brandschutzes in Deutschland. Auch auf europäischer Ebene nahm der Ulmer Hersteller bei Feuerwehrfahrzeugen mit einem Marktanteil von rund 40 % die Marktführung ein. Magirus-Deutz war der größte Hersteller für Feuerwehrfahrzeuge Europas, nach eigenen Angaben in historischen Prospekten sogar der größte der Welt. Gleichzeitig war Magirus-Deutz der einzige Hersteller in Europa, der Feuerwehrfahrzeuge von Motor und Fahrgestell über Fahrerhaus und Aufbau bis hin zur Ausrüstung komplett aus einer Hand anbieten konnte.

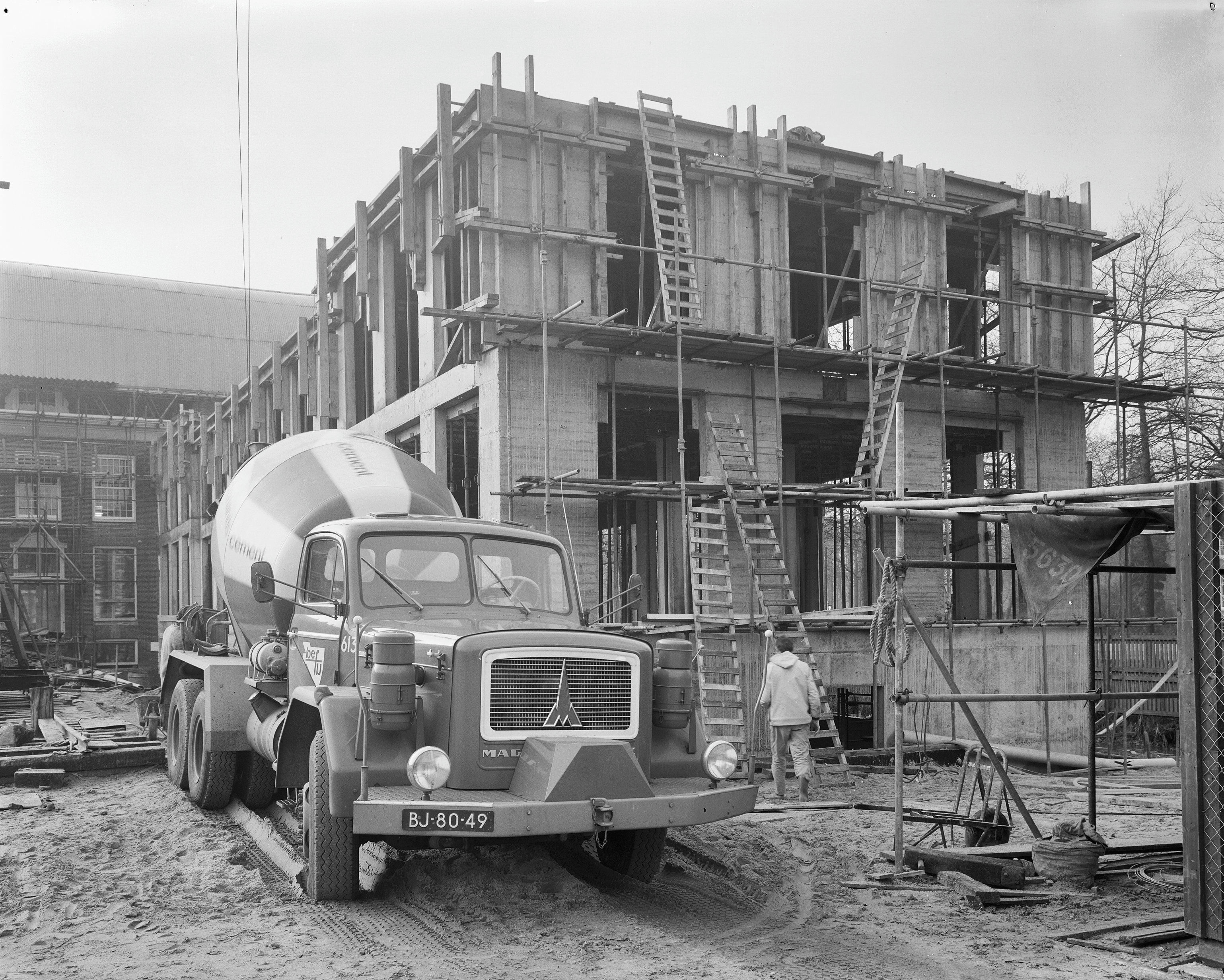
Dreiachs-Betonmischer für die Bauwirtschaft auf Eckhauber der 2. Generation in den Niederlanden

Vergleichbare Bedeutung erlangten Fahrzeuge von Magirus-Deutz auch im Bereich der Bauwirtschaft. Die mittelschweren bis schweren und in der Regel allradgetriebenen Baufahrzeuge von Magirus-Deutz, die zeitweise rund 60 % der Gesamtproduktion des Unternehmens ausmachten, erreichten Marktanteile von rund 30 % in Deutschland. Für den Wiederaufbau des zerstörten Deutschland nach dem Zweiten Weltkrieg waren Baufahrzeuge auf Fahrgestellen von Magirus-Deutz, in erster Linie Allradkipper aber z. B. auch Betonmischer und Kranwagen, ein wesentlicher Faktor. Sie zeichneten sich durch Robustheit, Belastbarkeit und hervorragende Geländegängigkeit aus. In einem Fahrzeugtest der Zeitschrift Verkehrs-Rundschau aus dem Jahre 1965 heißt es z. B. über den dreiachsigen Eckhauber 200 D 26 AK: „Wir haben in unserem Test dem Dreiachs-Muldenkipper Magirus 200 D 26 AK eine leichte Bedienung, zeitgemäßen Fahrkomfort und hohe Leistungsfähigkeit bescheinigen müssen. Wir haben versucht, die Grenzen in bezug auf die Durchfahrfähigkeit extrem schlechten Fahrgrundes zu finden, was uns nicht gelungen ist. Wir sind Zeuge von extremen Beanspruchungen geworden, die man selbst einem Fahrzeug dieser Art in der Praxis nie zumuten wird … Es fällt uns schwer, zugeben zu müssen, dass an der Gesamtkonzeption des Magirus 200 D 26 nur wenig auszusetzen ist.“
Auch im Markt für mittelschwere und schwere Straßenfahrzeuge des Nah- und Verteilerverkehrs war Magirus-Deutz eine feste Größe auf den deutschen Straßen. In einem Vergleichstest der Zeitschrift lastauto-omnibus (Hefte 2 und 3 aus dem Jahrgang 1968) heißt es über den D-Frontlenker Magirus-Deutz 110 D 7 FL: Der im Vergleich mit je einem Konkurrenzprodukt von MAN, Mercedes-Benz und Fiat getestete 7,5-Tonnen-Lkw „unterstrich erneut, daß die luftgekühlten Deutz-Dieselmotoren mit direkter Kraftstoffeinspritzung zu den Spitzenprodukten des deutschen Dieselmotorenbaus zu zählen sind: sparsam im Kraftstoffverbrauch, zugstabil über ein breites Drehzahlband und angenehm im Lauf- und Geräuschverhalten.“ Der Magirus-Deutz 110 D 7 FL gewann in dem Test alle Einzelwertungen („Motor“, „Bedienung und Handlichkeit“, „Federung und Fahrkomfort“, „Straßenlage und Fahrsicherheit“ sowie „Fahrerhaus und Ausstattung“) und fuhr am Ende einen klaren Testsieg ein. Bereits im Heft 12 des Jahrgangs 1965 hatte die Zeitschrift lastauto-omnibus das Vorgängermodell 90 D 7 FL mit der damals ganz neuen D-Kabine ausführlich getestet und kam zu folgendem Ergebnis: „Das neuentwickelte Fahrerhaus verkörpert den derzeitigen Stand des Karosseriebaus und verbindet Bequemlichkeit für den Fahrer mit Zweckmäßigkeit und innerer Sicherheit. Der Motor ist als luftgekühlte Reihenmaschine ausgereift und praxiserprobt und das Fahrwerk stützt sich auf bewährte Aggregate und Konstruktionselemente. Kurzum, der Magirus 90 D 7 FL ist ein neuer Lkw, zu dem man bedenkenlos ja sagen kann.“

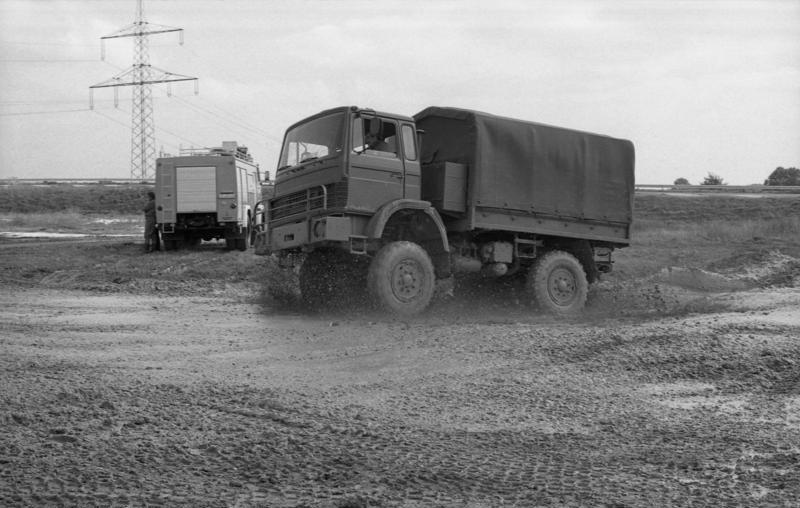
Militärlastwagen der Vierer-Club-Baureihe auf der Teststrecke von Magirus-Deutz in Markbronn bei Ulm

Die Ulmer Marke war außerdem gut im Geschäft bei Basisfahrgestellen für Sonderaufbauten wie z. B. mobile Arbeitsmaschinen und Kommunalfahrzeuge sowie bei Militärfahrzeugen. Im Marktsegment der schweren Fernverkehrsfahrzeuge konnte Magirus-Deutz dagegen nur in den 1950er Jahren nennenswerte Erfolge erzielen, verlor jedoch in der Folgezeit zunehmend an Bedeutung in diesem Bereich. Die „Platzhirsche“ auf den deutschen Autobahnen hießen Büssing (bis 1974 auf dem Markt), Mercedes-Benz und MAN; der Marktanteil von Magirus-Deutz hingegen war bis Anfang der 1970er Jahre auf unter 10 % gesunken. Bei den Omnibussen stand einem starken Marktanteil von Magirus-Deutz bei Stadt- und Linienbussen eine eher schwache Position bei Reise- und Luxusbussen gegenüber.

#### Technologieführerschaft und -rückstand

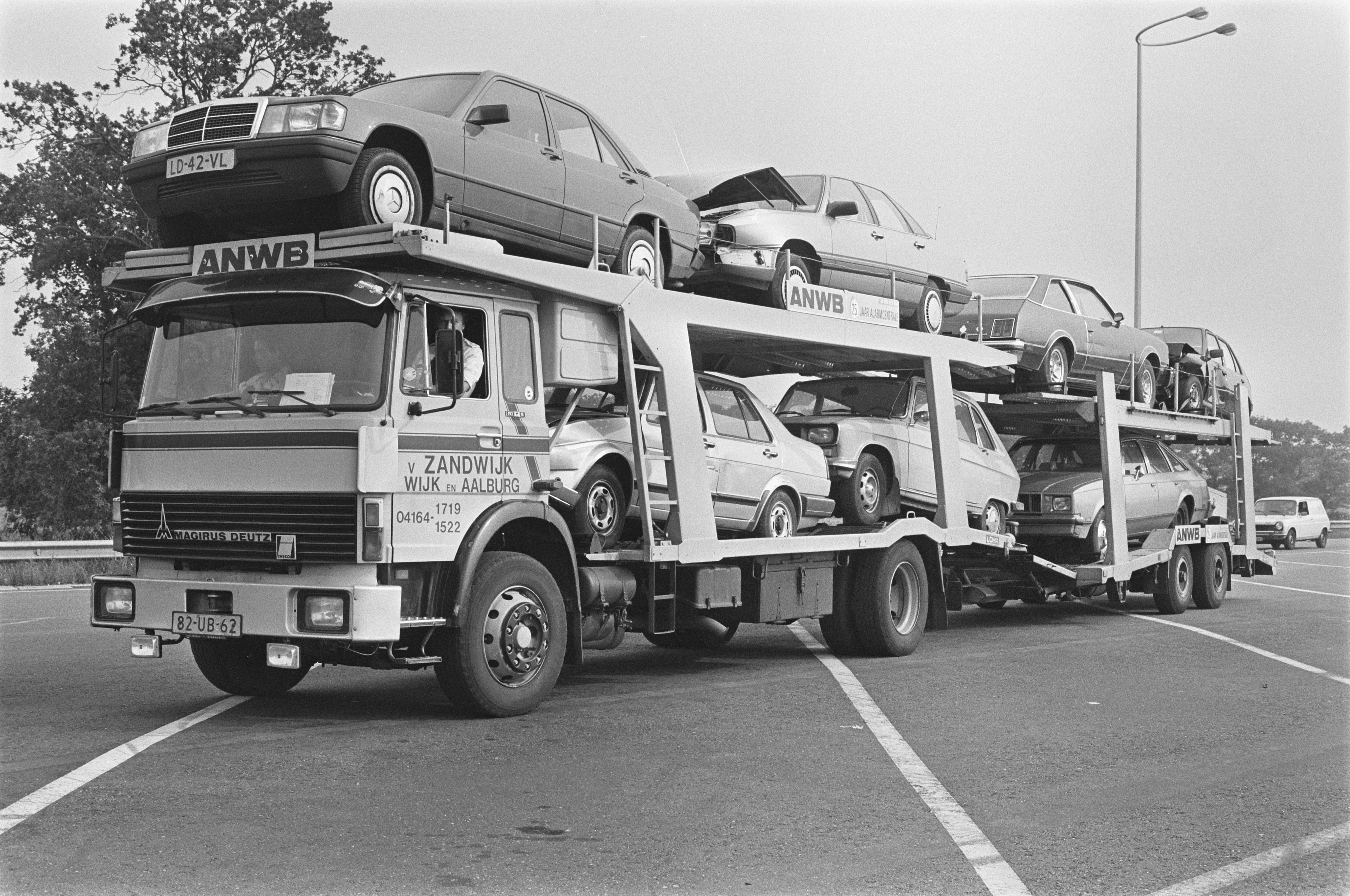
Mittelschwerer Magirus-Deutz Autotransporter mit Iveco-Fahrerhaus in den Niederlanden

1960 gewann der Omnibus Saturn II in seiner Luxusausführung jeweils den ersten Preis im Karosseriewettbewerb und bei den technischen Prüfungen auf der Internationalen Omnibuswoche von Nizza mit 69 Teilnehmern. Das Modell bekam in der Folge den Namen „Nizza“. Bei den Lkw war Magirus-Deutz 1953 Vorreiter in Konstruktion und Bau der ausgesprochen robusten Außenplanetenachsen. Diese wurden in der Folgezeit auch von zahlreichen anderen Herstellern übernommen und sind bei schweren Bau- und Allrad-Lkw heute noch Stand der Technik. 1962 wurde das Fernverkehrsfahrerhaus der rundlichen Frontlenker-Lkw auf dem Pariser Salon mit einem ersten Preis ausgezeichnet. Zeitweise kamen die leistungsstärksten Lkw aus deutscher Produktion von Magirus-Deutz. Laut entsprechenden Vergleichstests in den 1960er Jahren hatten die Lkw von Magirus-Deutz in ihrer Nutzlastklasse jeweils den sparsamsten Kraftstoffverbrauch aller gängigen deutschen Fabrikate. 1968 präsentierte Magirus-Deutz ein Versuchsfahrzeug, das statt von einem herkömmlichen Motor von einer Gasturbine mit bis zu 280 PS angetrieben wurde. Der Magirus-Deutz-Prototyp von 1968 war der erste deutsche Fernlastwagen mit Turbinenantrieb, Versuchsfahrzeuge anderer Hersteller mit dieser Technik folgten erst später. Durch die Teilnahme am Vierer-Club hatte Magirus-Deutz maßgeblichen Anteil an Entwicklung und Produktion des ersten „europäischen Lkw“ und zwar zu einer Zeit, als die europäische Integration noch in ihren Kinderschuhen steckte. Nach Technologieführerschaft beim luftgekühlten Dieselmotor und wegweisenden Innovationen in den 1950er und 1960er Jahren wie etwa der kippbaren Frontlenkerkabine geriet Magirus-Deutz in den 1970er Jahren zunehmend in technologischen Rückstand, der beim Absatz auch nicht durch die traditionelle Robustheit und Verlässlichkeit der Fahrzeuge zu kompensieren war. Darin dürfte (neben der konjunkturellen Abkühlung im Bereich der Bauwirtschaft in Deutschland, die einer der Hauptabnehmer von Magirus-Deutz-Fahrzeugen war, und der wachsenden internationalen Konkurrenz im Nutzfahrzeugsektor) ein Hauptgrund für den letztlichen Untergang der Marke bestehen. Daneben verpasste Magirus-Deutz als traditioneller Anbieter mittelschwerer bis schwerer Fahrzeuge den 1969 durch die Gründung von Hanomag-Henschel eingeleiteten und dann von Daimler-Benz fortgesetzten Trend zum „Vollsortimenter“, also zu einem Angebot in allen Gewichtsklassen von 1,5 bis 26 Tonnen zulässiges Gesamtgewicht. Das untere Ende des Programms von Magirus-Deutz markierten die Eicher-Typen mit 6 Tonnen. Zwischen 1949 (dem Jahr der Entstehung der Marke Magirus-Deutz) und 1983 (dem Jahr, in dem der Name Magirus-Deutz endgültig vom Markt verschwand) wurden im In- und Ausland zusammen über eine halbe Million Lkw, Zugmaschinen, Sattelschlepper und Omnibusse gebaut. Der Höhepunkt der Produktionszahlen war anno 1976 mit über 30.000 Fahrzeugen in diesem Jahr erreicht.

### Bedeutung für die Öffentlichkeit
Im Gegensatz zu den meisten anderen Nutzfahrzeugherstellern, deren Marketing sich auf das Fachpublikum beschränkte, war Magirus-Deutz nicht nur durch die im Straßenbild weit verbreiteten Lkw und Omnibusse, sondern auch durch Breitenwerbung im öffentlichen Bewusstsein präsent: 1954 demonstrierte Magirus-Deutz die Zuverlässigkeit seiner Lkw und seiner luftgekühlten Motoren durch eine rund 20.000 Kilometer lange Fahrt von Ulm nach Marseille und dann quer durch halb Afrika in den Kongo. Die beiden Fahrzeuge vom Typ A 3500 und S 6500 waren voll beladen und kamen heil an ihrem Ziel an. Dieser werbewirksamen Aktion zur Demonstration der Belastbarkeit, Leistungsfähigkeit und Robustheit der Lastwagen und Motoren folgten in den späteren Jahren weitere, z. B. quer durch die Sahara und über die alte Seidenstraße nach Afghanistan. Bei der Fußball-Weltmeisterschaft 1954 sponserte Magirus-Deutz den Mannschaftsbus, mit dem die deutsche Fußballnationalmannschaft zum Wunder von Bern fuhr. Die Mannschaft aus Deutschland war damals die einzige der teilnehmenden Mannschaften, die schon einen eigenen Mannschaftsbus hatte. Das Fahrzeug vom Typ O 6500 wurde dann auch in der Werbung verwendet, z. B. in Form eines Fotos, auf dem zwei Spieler und der Bundestrainer aus dem Busfenster lächeln, und des Slogans „Von Sieg zu Sieg mit Magirus-Deutz“. Für den Transport der Wettkampfteilnehmer zu den Sportstätten wurden bei den IX. Olympischen Winterspielen 1964 in Innsbruck ausschließlich Magirus-Deutz-Busse verwendet. Das Olympische Komitee vergab die Ausstattung der Olympischen Spiele mit Fahrzeugen u. a. wegen der Zuverlässigkeit der luftgekühlten Motoren bei Kälte an Magirus-Deutz. Ab 1968 warb Magirus-Deutz in einer viel beachteten Kampagne, in der auch Anzeigen in Publikumszeitschriften und Werbespots im Fernsehen geschaltet wurden, mit den Sprüchen für sich, die Lastwagen hätten das „Goldene Bullenherz“ und „Die brummen immer und schnaufen nie“. In diesem Rahmen wurden die Eckhauber der 3. Generation als „Baubullen“ und die Eicher-Typen modisch als „City-Bullen“ bezeichnet. Ende der 1970er Jahre war die Marke Magirus-Deutz (obwohl sie sich zu diesem Zeitpunkt schon unter Iveco-Regie befand) Hauptsponsor des Fußballvereins FC Bayern München und stellte auch den Mannschaftsbus des Vereins. Werbeslogan war „Die Bullen kommen!“

## Wandel des Markennamens im Laufe der Zeit

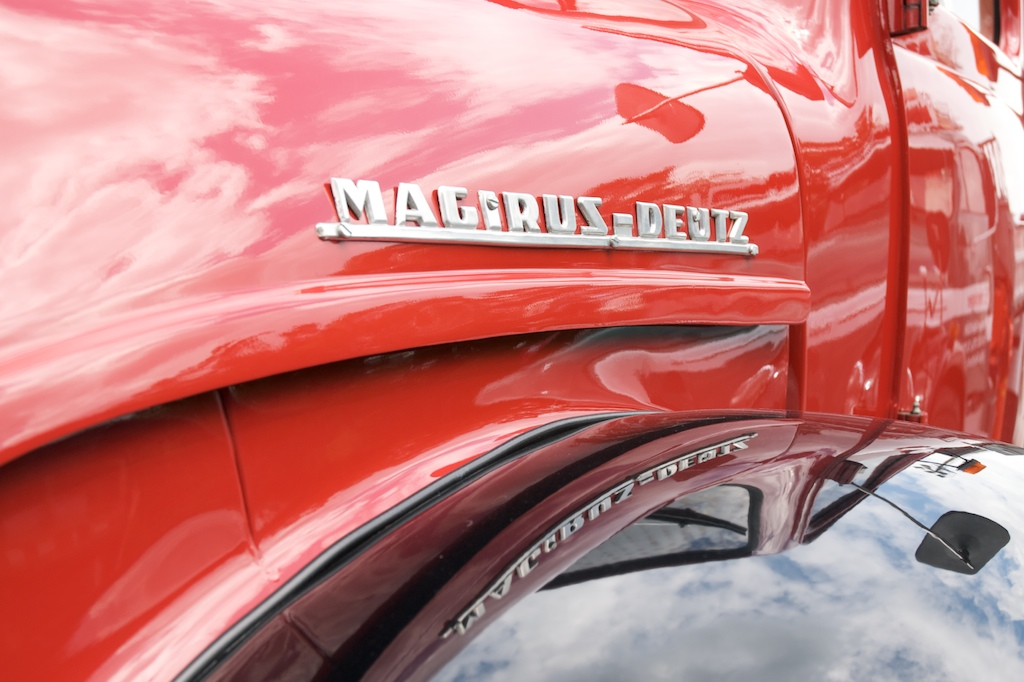
Beispiel für die Bauzeit von 1949 bis 1964 mit seitlich an der Motorhaube angebrachtem Marken-Schriftzug

Die Herstellerangabe (z. B. in den Fahrzeugpapieren) lautete von der Übernahme von Magirus durch Humboldt-Deutz bis 1938 Humboldt-Deutz. 1938 wurde aus Humboldt-Deutz nach Abschluss eines entsprechenden Organvertrags mit den Klöckner-Werken die Klöckner-Humboldt-Deutz AG (KHD). Bis zur Gründung der Magirus-Deutz AG anno 1975 war der offizielle Hersteller der Magirus-Deutz-Fahrzeuge dann KHD. Von 1975 bis 1983 trat die Magirus-Deutz AG als offizieller Hersteller auf, danach (und letztlich bis heute) folgte die Iveco Magirus AG.
Nach der Übernahme von Magirus durch Humboldt-Deutz war der Markenname an den Fahrzeugen zunächst weiterhin MAGIRUS und zwar bis 1940. Von 1940 bis 1949 verkaufte KHD seine Fahrzeuge als KLÖCKNER-DEUTZ, der Name Magirus kam an den Fahrzeugen nicht mehr vor. Von 1949 (dem Zeitpunkt der Etablierung der Marke Magirus-Deutz) bis 1964 (dem Zeitpunkt der Einführung der neuen Modell-Nomenklatur aus Zahlen und Buchstaben) lautete der Markenname auf den Fahrzeugen (bei Haubern in der Regel seitlich an der Motorhaube angebracht, bei Frontlenkern vorne an der Stirnwand über dem Kühlergrill) MAGIRUS-DEUTZ. Vorne an der Fahrzeugfront stand die Modellbezeichnung (z. B. Mercur). Von 1964 bis 1968 stand an der Fahrzeugfront nur noch DEUTZ, der Name MAGIRUS wanderte zusammen mit der neuen aus Zahlen und Buchstaben bestehenden Modellbezeichnung an die Seite (z. B. MAGIRUS 200 D 26, bei Haubern seitlich an der Motorhaube angebracht, bei Frontlenkern an den Fahrerhaustüren unterhalb der Seitenscheiben). Von 1969 bis 1972 stand an der Fahrzeugfront wieder der komplette Name MAGIRUS-DEUTZ, die Modellbezeichnung an der Seite bestand nur noch aus Zahlen und Buchstaben (z. B. 120 D 9). Von 1972 bis zum Beginn der Umwandlung des Markennamens auf den Fahrzeugen in IVECO ab 1980 fiel dann der Bindestrich weg und der Schriftzug vorne auf den Fahrzeugen lautete MAGIRUS DEUTZ.

## Wirkung bis heute

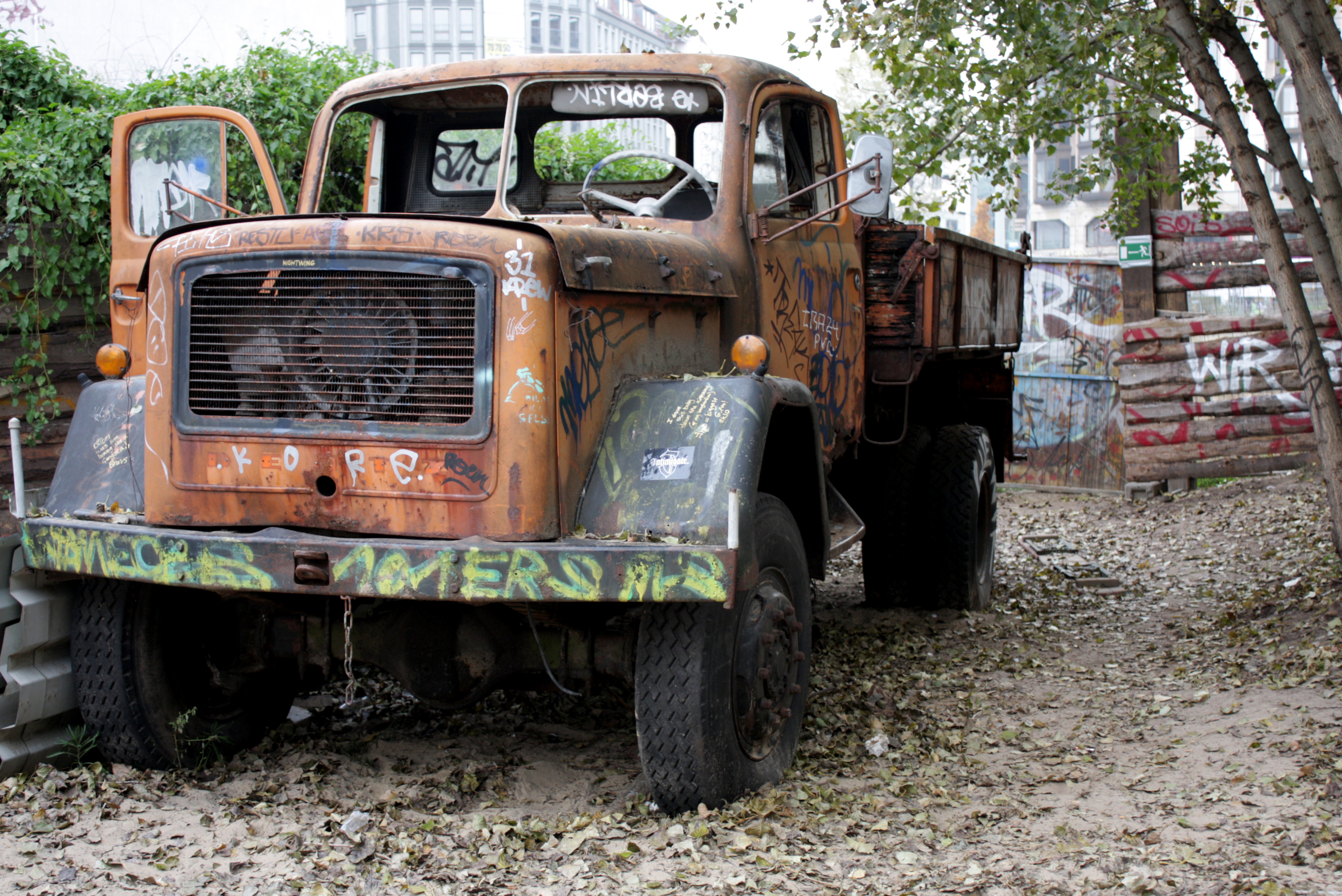
Verlassener Eckhauber der 2. Generation
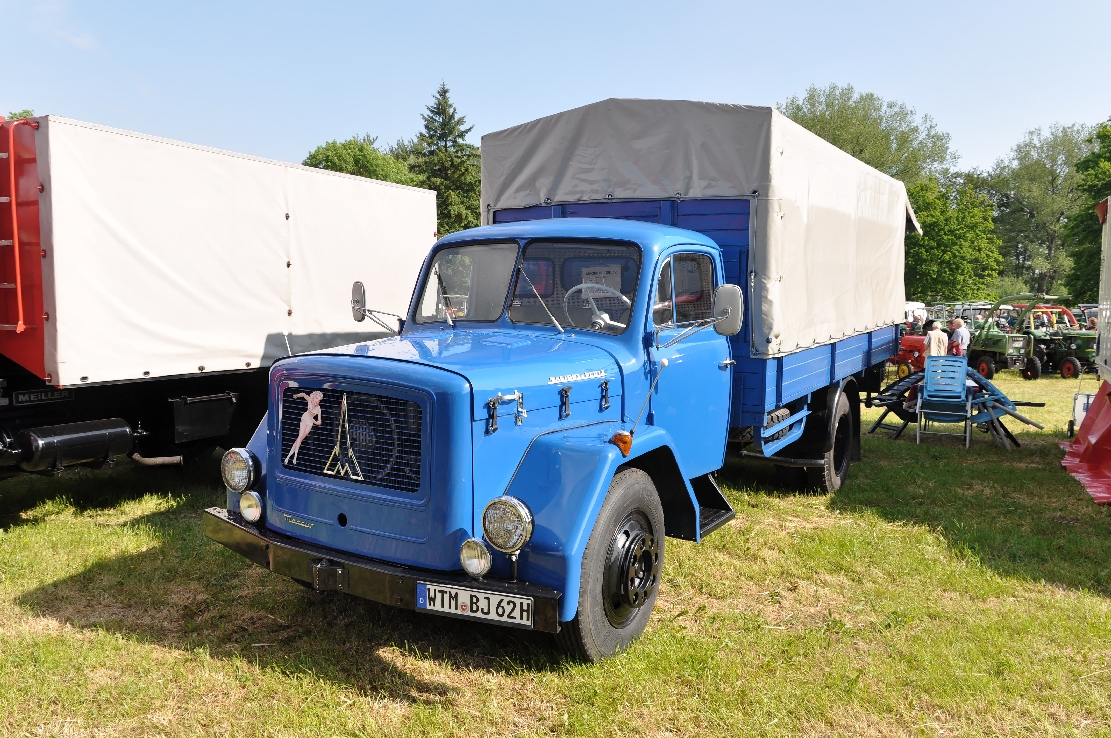
Restaurierter Eckhauber auf einem Oldtimertreffen für historische Nutzfahrzeuge
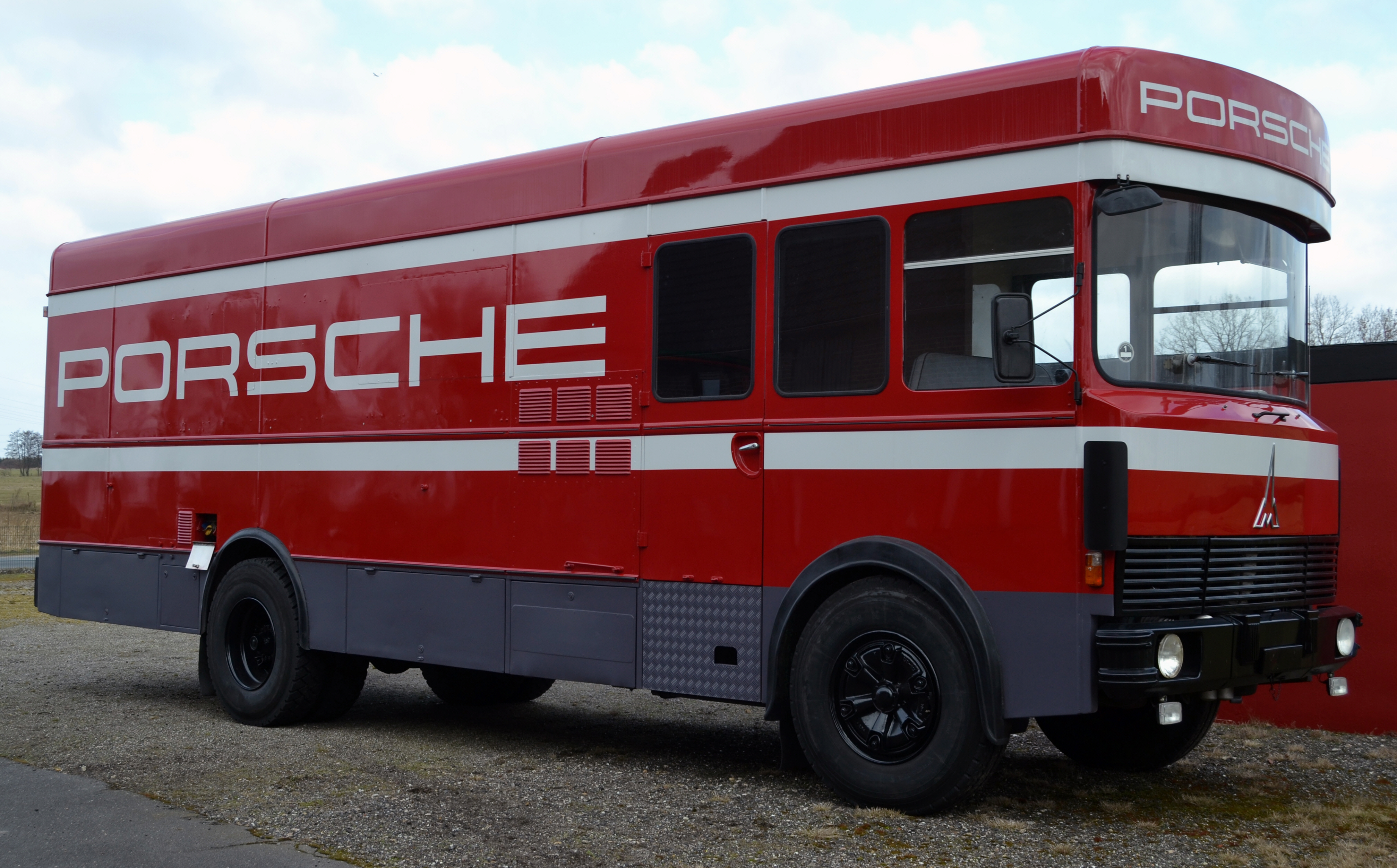
D-Frontlenker als historischer Renntransporter
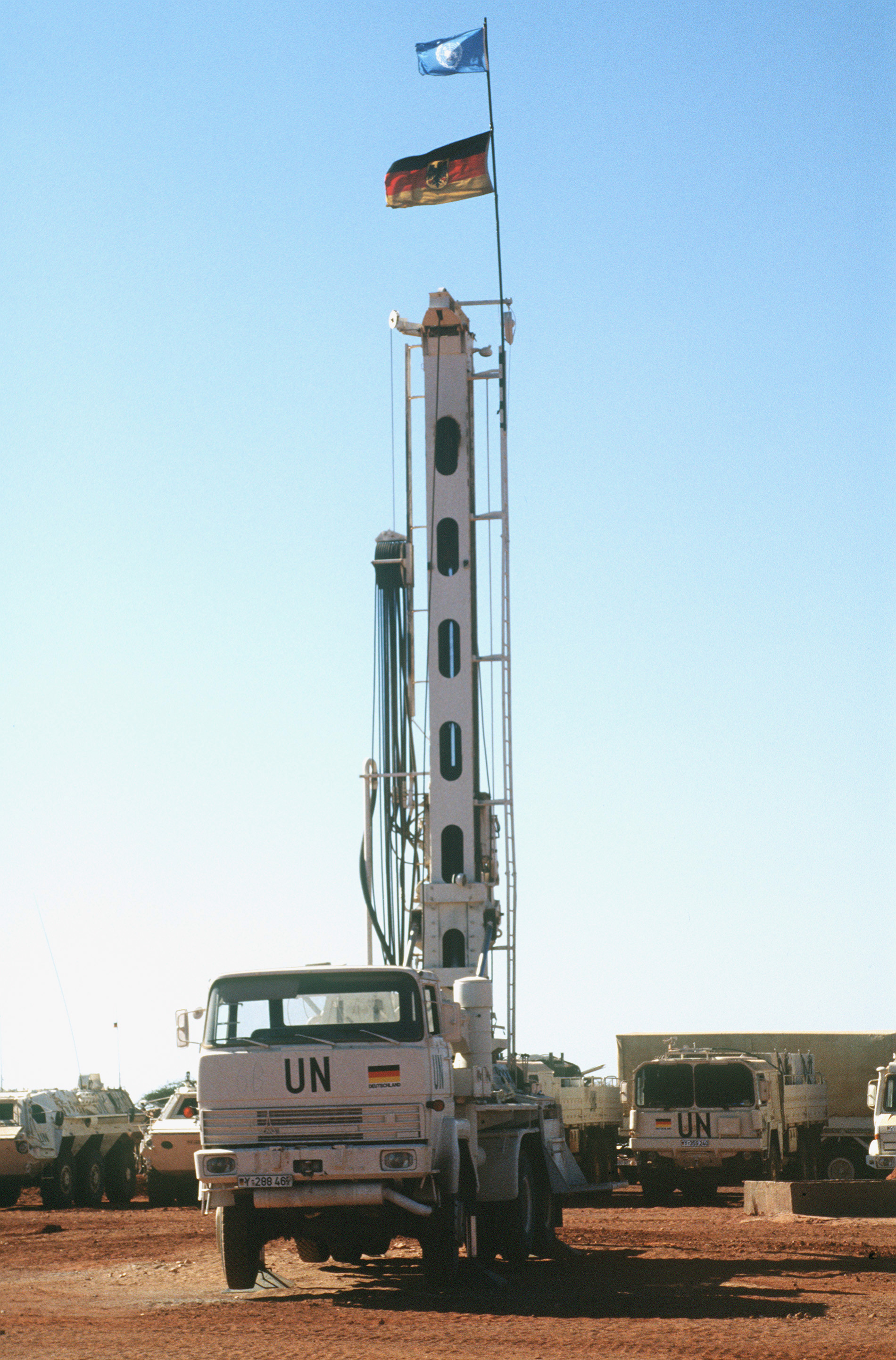
Zum Brunnenbau umgenutzter Sprengschachtfertiger B3A der Bundeswehr in Matabaan (Somalia)

Bis Mitte der 1990er Jahre gehörten Fahrzeuge von Magirus-Deutz zum alltäglichen Straßenbild in Deutschland. Heute findet man sie dort hingegen kaum noch, abgesehen von Feuerwehr- und THW-Fahrzeugen, bei denen die Marke mit der stilisierten Silhouette des Ulmer Münsters im Logo noch anzutreffen ist. Im Ausland und insbesondere in Entwicklungsländern sind Fahrzeuge von Magirus-Deutz noch häufiger anzutreffen und werden auch heute noch nach ihrer Einsatzzeit in Deutschland dorthin exportiert. Die luftgekühlten Lkw der Marke Magirus-Deutz erfreuen sich bei Sammlern und auf einschlägigen Oldtimertreffen wachsender Beliebtheit, insbesondere die charakteristischen Rund- und Eckhauber aus den 1950er und 1960er Jahren. Auch die Eckhauber der 3. Generation aus den 1970ern etablieren sich inzwischen in der Liebhaberszene. Besonders häufig werden Kipper und Feuerwehrfahrzeuge gesammelt, andere Aufbauvarianten sind hingegen eher selten. Die Frontlenkermodelle und die Busse werden ebenfalls nur in geringerem Umfang gesammelt, weswegen die rundlichen Frontlenker-Lkw und alle Omnibus-Baumuster heute nahezu „ausgestorben“ und (wenn überhaupt) nur noch in einzelnen Exemplaren erhalten sind.
Seit 1999 kümmert sich ein 2016 auf „Magirus IVECO Museum Ulm“ getaufter Verein um den Erhalt historischer Nutzfahrzeuge von Magirus, Magirus-Deutz und Iveco sowie um die Dokumentation der Unternehmensgeschichte. Um rund 60 Lkw, Busse und Feuerwehrfahrzeuge des Vereins der Öffentlichkeit zugänglich zu machen, soll ein Museum auf dem Gelände des heutigen Iveco-Werks „Donautal“ in Ulm eingerichtet werden. Seit 2009 findet ein regelmäßiges Magirus-Deutz-Oldtimertreffen in Neustadt an der Aisch statt.
In Ulm gibt es auf dem ehemaligen Innenstadt-Werksgelände (dem heutigen „Stadtregal“) eine Magirus-Deutz-Straße. Im brasilianischen Portugiesisch ist „Magirus“ im allgemeinen Sprachgebrauch zum Standardbegriff für Leiterwagen der Feuerwehr geworden, unabhängig von der Marke des Herstellers. Der Schauspieler, Regisseur und Komödiant Michael Herbig hat seinen Spitz- und Künstlernamen „Bully“, weil er in der Schule ein von Magirus-Deutz gesponsertes Trikot des FC Bayern München mit dem Slogan „Die Bullen kommen“ trug. Von einem Lehrer wurde er deswegen damals „Bully“ genannt, da in der Klasse mehrere Jungen Michael hießen. Der Künstler Helge Schneider reiste und wohnte während Tourneen zeitweise in einem zum Wohnmobil umgebauten ehemaligen Feuerwehrfahrzeug von Magirus-Deutz.

### Bücher über Magirus-Deutz
- Rolf J. Ambrosius: Magirus-Deutz – Die Geschichte des Ulmer Unternehmens von 1936 bis 1974. Biberach 2002, ISBN 3-00-010570-0 (informiert über die Unternehmensgeschichte)
- Dieter Augustin: IVECO Magirus – Alle Lastwagen aus dem Ulmer Werk seit 1917. Motorbuch-Verlag, Stuttgart 2006, ISBN 3-613-02600-7 (informiert über die Unternehmensgeschichte und die Lastwagenmodelle)
- Conny Hoffmann, Hans-Joachim Profeld: C. D. Magirus – Der Pionier im Feuerwehrgerätebau. Podszun-Verlag, Brilon 2001, ISBN 3-86133-241-8 (informiert über die Feuerwehrfahrzeuge)
- Pat Kennett: World Trucks. Band 13: Magirus. Verlag Patrick Stephens, Wellingborough 1983, ISBN 0-85059-487-1 (informiert über die Unternehmensgeschichte)
- Klaus Rabe: Der Zukunft ein Stück voraus – 125 Jahre Magirus. ECON-Verlag, Düsseldorf 1989, ISBN 3-430-17656-5 (informiert über die Unternehmensgeschichte)
- Bernd Regenberg: Das Lastwagen-Album MAGIRUS. Podszun-Verlag, Brilon 2005, ISBN 3-86133-388-0 (informiert über die Unternehmensgeschichte, die Lastwagenmodelle und die Feuerwehrfahrzeuge)
- Alexander Weber: Magirus Omnibusse. Verlag Podszun-Motorbücher, Brilon 2013, ISBN 978-3-86133-685-3 (informiert über die Omnibusse)

### Buchteile über Magirus-Deutz
- Wolfgang H. Gebhardt: Deutsche Omnibusse seit 1898. 1. Auflage. Motorbuch-Verlag, Stuttgart 2002, ISBN 3-613-02140-4 (informiert über die Omnibusse)
- Wolfgang H. Gebhardt: Deutsche Reiseomnibusse. 1. Auflage. Motorbuch-Verlag, Stuttgart 2009, ISBN 978-3-613-03037-4, S. 141–152 (informiert über die Reisebusse)
- Wolfgang H. Gebhardt: Geschichte des deutschen Lkw-Baus, Band 3b, He-W, 1945–1989. 1. Auflage. Weltbild-Verlag, Augsburg 1994 (informiert über die Lastwagenmodelle und die Unternehmensgeschichte)
- Werner Oswald: Deutsche Last- und Lieferwagen, Band 2, 1945–1969. 3. Auflage. Motorbuch-Verlag, Stuttgart 2004, ISBN 3-613-01197-2 und Deutsche Last- und Lieferwagen, Band 3, 1970–1989. Motorbuch-Verlag, Stuttgart 2004, ISBN 3-613-02446-2 (informiert über die Unternehmensgeschichte und die Lastwagenmodelle)
- Udo Paulitz: Alte Feuerwehren, Band 2, Magirus-Deutz, Borgward, Hanomag u. a. Franckh-Kosmos, Stuttgart 1990, ISBN 3-440-06171-X (informiert über die Feuerwehrfahrzeuge)
- Bernd Regenberg: Die berühmtesten deutschen Lastwagen von 1896 bis heute. 4. Auflage. Verlag Podszun Motorbücher, Brilon 1997, ISBN 3-923448-89-9 (informiert über die Unternehmensgeschichte)

### Zeitschriftenartikel über Magirus-Deutz
- Peter Burkhart: Giganten der Straße aus Ulm – Die Entwicklung der Magirus „D“-Baureihe. In: Luftgekühlt, Heft 2, März 2013 (informiert über die D-Frontlenker)
- Holger Gräf: Die Eckhauber von Magirus. 1. und 2. Teil, In: Historischer Kraftverkehr, Hefte 5/1995 und 6/1995 (informiert über die Eckhauber der 2. Generation)
- Holger Gräf: Die Magirus-Frontlenker der 60er und 70er Jahre. 1. und 2. Teil, In: Historischer Kraftverkehr, Hefte 3/2001 und 4/2001 (informiert über die D-Frontlenker)
- Holger Gräf: Mythos Pluto. In: Historischer Kraftverkehr, Heft 2/2007 (informiert über die rundlichen Frontlenker)
- Holger Gräf: Die letzten Magirus-Hauber. 1. bis 3. Teil, In: Historischer Kraftverkehr, Hefte 2/2011 bis 4/2011 (informiert über die Eckhauber der 3. Generation)
- Karlheinz Hesse: Im Zeichen des Ulmer Münsters – Der Omnibusbau bei Magirus. 9. bis 17. Teil, In: Omnibus-Spiegel, Hefte März 2008 bis März/April 2009 und Juli 2011 (informiert über die Omnibusse)
- Alexander Weber: Die große Magirus-Bus-Historie. 1. und 2. Teil, In: Last & Kraft, Hefte 4/2012 und 5/2012, ISSN 1613-1606 (informiert über die Omnibusse)
- Werner Stock: MAGIRUS-Stadtlinienbusse aus Mainz. In: Der Stadtverkehr, Heft 5/6-1967, S. 158/159.
- Neue Nutzkraftfahrzeuge von Magirus-Deutz. In: Kraftfahrzeugtechnik, Heft 5/1958, S. 181/182.

### Websites
- Magirus Iveco Museum
- Oldtimerclub für Fahrzeuge von Magirus, Magirus-Deutz und Iveco
- Magirus-Deutz-Lkw
- Magirus-Deutz-Busse
- hov-bus.de Verkehrsgeschichte(n), Teil 1: „Weich wie ein Teppich“ – 50 Jahre Saturn II in Hamburg
- Magirus-Deutz-Feuerwehrfahrzeuge
- Die Geschichte von Magirus-Deutz